# Stammliste des Hauses Reuß
Diese Seite zeigt die Stammliste des Hauses Reuß mit den in der Wikipedia vertretenen Personen und wichtigen Zwischengliedern.

## Einteilung
Die ersten Mitglieder des Hauses waren Vögte von Weida, Gera und Plauen und wurden von Kaiser Heinrich VI. ernannt – ihm zu Ehren erhielten alle männlichen Nachfahren den Namen Heinrich. Für das Herrschergeschlecht ist deshalb auch die Bezeichnung Heinrichinger gebräuchlich. Die Familie wird seit 1564 in zwei Hauptlinien unterteilt, die von Heinrich XIV. (I.) (* 1506; † 1572) und seinem Bruder Heinrich XVI. (* 1530; † 1572) ausgehen. Am 26. August 1673 erfolgte die Erhebung aller Herren Reuß in den Reichsgrafenstand unter der Lehnshoheit der böhmischen Krone. Nach dem Tod Graf Heinrichs III. zu Untergreiz wurden am 17. März 1768 die beiden Herrschaften Obergreiz und Untergreiz unter Heinrich XI. zur Grafschaft Greiz vereinigt. Am 12. Mai 1778 erfolgte die Erhebung Heinrich XI. in den Reichsfürstenstand (Reuß ältere Linie). Die Mitglieder des Hauses erhielten den Titel Prinz oder Prinzessin Reuß ältere Linie. Die Nummerierung der „Heinrichs“ wurde sequenziell durchgeführt. Die letzte Serie beginnt mit Heinrich I. (* 1693) und endet mit Heinrich XXIV. (* 1878; † 1927).
Die späteren Zweige der Grafen Reuß zu Gera, zu Schleiz, zu Lobenstein, zu Ebersdorf und zu Köstritz führten eine Nummerierungsreihenfolge, die mit dem Jahrhundert anfing und endete. Die Erhebung in den Reichsfürstenstand dieser Linien erfolgte 1806. Die Mitglieder des Hauses erhielten den Titel Prinz oder Prinzessin Reuß jüngere Linie. Eine Ansprache mit dem Zweignamen (Prinz Reuß zu Schleiz) war jedoch nicht unüblich. Die Bezeichnung „jüngere Linie“ wird seit dem 5. Juni 1930 nicht mehr verwendet. Die Angehörigen führen heute den Namen Prinz bzw. Prinzessin Reuß.
Das Material der Vogt-Familien bis 1427 ist von Berthold Schmidt in seinen beiden Bänden Urkundenbuch der Vögte von Weida, Gera und Plauen, sowie ihrer Hausklöster Mildenfurth, Cronschwitz und z. H. Kreuz bei Saalburg (1. Bd.: 1122–1356, 2. Bd.: 1357–1427) erfasst. Willy Flach (3. Bd.: Bis Mitte des 14. Jahrhunderts) und Otto Dobenecker (Berichtigungen und Zusätze zu den obigen Bänden) haben diese Urkundenedition kommentiert. Die Vögte von Weida darzustellen, bleibt ein Problem. Das Schleizer Archiv wurde 1945 vernichtet. Das Hausarchiv der Jüngeren Linie sowie das Archiv der Älteren Linie Reuß ist erhalten. Die mangel- und oft fehlerhafte Quellenlage betrifft den gesamten Zeitraum aller Familienzweige von 1090 bis etwa 1550. Gesicherte Daten sind urkundlich genannt, Geburts- u. Sterbedaten in diesem Zeitraum jedoch oft ungesichert und nach höchstmöglicher Wahrscheinlichkeit der oft abweichenden Datenquellen unter Vorbehalt zu betrachten. Es bleiben genealogische Details, sogar die Zuordnung von Mitgliedern des Hauses, ungeklärt.
Gelöst wurde die Frage, wie die Reußen zu ihrem Namen gekommen sind und wann sie ihn zum ersten Mal erhielten. Das Letztere wurde durch Flach, das Erstere durch die Ereignisse der Schwarzburger Genealogie zwischen 1270 und 1320 beantwortet. Danach ist Graf Günther IV. von Schwarzburg der Ehemann der Prinzessin Sofija von Halitz, auch wenn diese in sämtlichen bisher bekannten Urkunden der Schwarzburger nie mit ihrem Vornamen erscheint. Begründung: Der Enkel von Graf Günther V. Sieghard von Schwarzburg, wird consanguineus der Fürsten von Halitz genannt; die ältere Tochter von Graf Heinrich V. heiratet den Vater des Vogtes Heinrich von Plauen, welcher zuerst den Namen Ruzzo erhält, um ihn von seinem älteren Bruder gleichen Namens zu unterscheiden, der als Sohn einer Böhmin den Namen Bohemus trägt. Wenn nun beide Stammväter – der älteren Schwarzburger wie der jüngeren Blankenburger Linie – Söhne der russischen Fürstin Sofija sind, dann sind die 1259 zwischen ihnen beiden aufgezählten Brüder mit großer Wahrscheinlichkeit Söhne der gleichen Mutter, und die erst später genannten Töchter Graf Günthers IV. mit dem gleichen Grade der Wahrscheinlichkeit auch Töchter der russischen Mutter. Das schließt eine erste Ehe des Vaters, Graf Günthers IV., nicht aus, doch sind mögliche Kinder aus dieser ersten Verbindung, falls erfolgt, urkundlich jedenfalls nicht greifbar. Es kann daher keine Rede davon sein, dass ein Vogt von Plauen eine russische Prinzessin geheiratet hätte.

## Vögte und Herren von Weida
Der erste bekannte Vertreter des Hauses war Erkenbert I. von Weida, urkundlich 1122 im Gefolge des Grafen Adalbert von Everstein bei der Weihe der Johanniskirche zu Plauen im Gau Dobena. Hatte Lehnsbesitz in der Nähe des Klosters Volkenroda, (* um 1090; † 1. August 1163/1169 oder vor 1143; ▭ in der Pfarrkirche St. Veit in Wünschendorf);
⚭ (1120) Jordana von Gleissberg (* um 1100; † 27. April 1167/1173; ▭ in der Pfarrkirche St. Veit, Wünschendorf); Sie hatten folgende Nachkommen:
- A1. Heinrich I. Probus[3][4][5][ADB 1], Vogt von Weida und Gera,[Anm. 1] urkundlich 13. November 1130 bis 21. Juli 1172. Besitzt Lehen und Einkünfte in Thiemsburg, Ringeln, Körner, Graba, Saalfeld, Bremendorf und Bogisile in der Nähe des Klosters Volkenroda, (* um 1122; † vor 8. September 1193; ▭ in der Pfarrkirche St. Veit, Wünschendorf);
⚭ I: (1143/1155) Gräfin Lukardis von Lauterberg (* um 1126; † 1162; ▭ in der Pfarrkirche St. Veit, Wünschendorf), Tochter von Graf Burchard von Lauterberg (–);
⚭ II: (1163) Gräfin Juliane von Schwarzburg[6] (* um 1127; ▭ in der Pfarrkirche St. Veit, Wünschendorf), Tochter von Sizzo III. von Schwarzburg (1095–1160), Vogt von Paulinzella (1114), Graf von Schwarzburg (1123), Graf von Käfernburg (1141), Graf im Längwitzgau, Stifter des Klosters Georgenthal (1143) und Gisela von Berg (1097–1153?)
  - B1. [I] Bernhard[3][4][5][Anm. 2] wurde 1183 in einem Kampf bei der Tautenburg verwundet (* um 1158; † ⚔[7] um 1183 in Weida; ▭ in der Pfarrkirche St. Veit, Wünschendorf);
⚭ () Katharina von Ebersberg (▭ in der Pfarrkirche St. Veit, Wünschendorf), Tochter von Graf Engelhard von Ebersberg (–) und N.N. (–)
  - B2. [I] Ursula[4][5][Anm. 3] (* um 1160; † um 1182; ▭ in der Pfarrkirche St. Veit, Wünschendorf);
⚭ () Grimoldus III. Nothafft (* um 1140; † nach 1182)
  - B3. [II] Heinrich II.[3][4][5][ADB 2], „der Reiche“, Vogt von Weida (1193–1209), Ritterschlag durch Kaiser Heinrich VI. (1191), urkundlich 1174 bez. 1180 bis 1196, besitzt die Herrschaften Weida, Gera, Plauen, Greiz und Ronneburg, sowie wahrscheinlich Nordhalben, zum Teil als Reichslehen, zum Teil als Lehen der Landgrafen von Thüringen, der Bischöfe von Naumburg und Bamberg, des Stiftes Quedlinburg, der Grafen von Everstein und Andechs-Meran, stiftet 1193 das Prämonstratenserkloster Mildenfurth, (* um 1164/1165; † 3. August vor 1209; ▭ im Kloster Mildenfurth bei Gera);
⚭ (1187) Gräfin Bertha von Vohburg oder von Andechs? (* um 1160; † 24. September vor 1209; ▭ im Kloster Mildenfurth bei Gera)
    - C1. Heinrich III.,[3][4][5][8] „der Ältere“, Vogt von Weida-Ronneburg (1209–1219), gründete die Linie Weida (erloschen 1531), tritt nach 1219 dem Deutschen Orden bei, (* um 1180; † 9. Juli vor 1224)
      - D1. Heinrich VI.,[3][5][8] „der Pfeffersack“, Vogt von Weida-Ronneburg (1219–1243/1254), urkundlich 18. März 1237 bis 1243, erhält in der Landesteilung die Vogtei Weida und die Pflege Ronneburg, (* um 1210; † 23. September nach 1254; ▭ im Kloster Mildenfurth bei Gera);
⚭ (1235) Heilika von Hardegg (* um 1214; † 18. September 12??; ▭ im Kloster Mildenfurth bei Gera)
        - E1. Heinrich VII.,[5][8][Anm. 4] „der Rote“, Vogt von Weida (1243/1254–1260/1261), kaiserlicher Landrichter (iudex provincialis) des Egerlandes (1257), (* um 1236; † 26. November nach 1260; ▭ im Kloster Mildenfurth bei Gera)
        - E2. Heinrich VIII.,[3][5][8][Anm. 5] genannt von Orlamünde, Vogt von Weida (1243/1254–1279/1280), urkundlich 21. Juli 1246 bis 1279, besitzt nach dem Tode seines Bruders Heinrich VII. die ganze Vogtei Weida, erwirbt nach 1248 Hof und Regnitzland erblich, tritt dagegen Ronneburg, Nordhalben und die Höfer Lehen an die Line Plauen bzw. Gera ab, (* um 1238; † 17. September 1279/1280; ▭ im Kloster Mildenfurth bei Gera);
⚭ I: (1248) Burggräfin Irmgard von Dewin (* um 1240; 24. Januar (Jahr unbekannt); ▭ im Kloster Mildenfurth bei Gera);
⚭ II: (vor 19. Juni 1258) Gräfin Sophie von Weimar-Orlamünde, urkundlich 1. Juli 1258, (* um 1240; † nach 1. Juli 1258), Tochter von Graf Hermann II. von Weimar-Orlamünde (1184–1247) und Prinzessin Beatrix von Andechs-Meranien (1210–1270)
          - F1. [I] Heilika[3][8] (* um 1250);
⚭ () Rudolf I. Schenk von Vargula (* um 1241; † nach 1281)
          - F2. [I] Irmgard,[3][8] urkundlich als Witwe 1281 bis 1306, (* um 1260; † vor 1318);
⚭ () Richard von der Dahme, urkundlich 1265 bis 1278, (* um 1245; † vor 11. September 1281)
          - F3. [II] Heinrich IX. (VIII.) ,[3][8] Vogt von Weida (1279/1280–1302/1320), urkundlich 11. September 1281 bis 28. September 1316, (* um 1260; † nach 28. September 1316/1320);
⚭ () N.N. von Lobdeburg, Tochter von Graf Hartmann VII. von Lobdeburg-Leuchtenburg (-1278) und Mechtild von Gleichen(stein?) (-1306)
            - G1. Heinrich XI. (X.), „der Ältere“,[3][8] Vogt von Weida (1302/1320–1363/1366), urkundlich 14. Juni 1289 bis 1363, 1335 Pfandherr der Vogtei Zwickau, kaiserlicher Landrichter im Egerlande 1323/35–1340, besitzt 1357 die Lehnshoheit über die den von Wolfstriegel gehörige Feste Schaunstein und erkennt in demselben Jahr die Lehnshoheit der Burggrafen von Nürnberg über Hof und Regnitzland an, (* um 1289; † vor 21. November 1366);
⚭ I: (vor 16. September 1323) Katharina von Plauen, urkundlich 15. Mai 1318, (* um 1310; † vor 1. März 1336), Tochter von Heinrich III. von Plauen (–) und Margareta von Seeberg (–);
⚭ II: (nach Januar 1336) Katharina von Schönburg-Crimmitschau, urkundlich 22. Mai 1357 bis 17. Mai 1362, (* nach 1310; † nach 17. Mai 1362), Tochter von Friedrich IV. (V.), Herr von Schönburg-Crimmitschau (1284–1347) und Agnes von Kittlitz (1288–1369)
              - H1. [II] Heinrich XIII., „der Ritter“,[3][8] Vogt von Weida (1351–1370/1373), erkennt 1354 die Lehnshoheit des Landgrafen von Thüringen für Schloss und Stadt Weida an, 1355 Ritter, verkauft 1366 Hof und Regnitzland an seinen Bruder Heinrich XIV., urkundlich 7. Januar 1351 bis 17. Juni 1370, (* um 1338; †† zw. 17. Juni 1370 und 1. Juni 1373);
⚭ () Ilse (Else) von Gera, urkundlich 1356 bis 3. Juni 1371 (* um 1336; † nach 3. Juni 1371 vor 18. August 1415), Tochter von Heinrich V. von Gera (1308–1377) und Gräfin Mechtild von Käfernburg (1302–1376)
              - H2. [II] Heinrich XIV., „der Rote“,[3][8] Vogt von Weida (1355–1373/1389), verkauft erblich Hof und Regnitzland an den Burggrafen Friedrich V. von Nürnberg, 1367 Ritter, urkundlich 3. November 1355 bis 11. November 1373, (* um 1342; † zw. 8. Februar 1387 und 13. März 1389);
⚭ () Margarete von Uttenhofen (* um 1346; † vor 7. September 1376), Tochter von Johann von Uttenhofen (1320-) und Gertrude (1324-)
                - I1. Heinrich XVI. (XV.),[3][8] Vogt von Weida (1374–1402/1404), 1390 in Reichsacht, urkundlich 7. September 1376 bis 18. Januar 1396, (* um 1366; † vor 23. September 1404)
⚭ () N.N.
                  - J1. Heinrich XVII. (XVI.), „der Ältere“,[8][9] Vogt von Weida (1402/1404–1410), tauscht 1410 mit den Markgrafen von Meißen seinen Anteil an Weida gegen Haus und Stadt Schmölln, war 1423 burggräflich Nürnbergischer Pfleger zu Plauen, kaufte 1437 Schloss und Herrschaft Hauenstein in Böhmen, urkundlich 1402 bis 6. Juni 1452, (* um 1390; †† zw. 6. Juni 1452 und 3. Juni 1454);
⚭ (vor 1415) Anna N.N. (* um 1396; † nach 14. April 1442)
                  - J2. Heinrich XVIII. (XVII.), „der Mittlere“,[8][9] Vogt von Weida (1402/1404–1411), verkauft erblich 1411 seinen Anteil an Weida dem Markgrafen von Meißen, Herr zu Auerbach 1414, urkundlich 23. September 1404 bis 1. Mai 1416, (* nach 1394; †† zw. 11. September 1421 und 1426);
⚭ (zw. 5. Juni 1405 und 24. August 1406) Anna von der Dahme, urkundlich 6. April 1405 bis 3. Oktober 1414, (* um 1396; † um 3. Oktober 1414), Tochter von Hans von der Dahme (1359–1406) und Anna N.N. (1365-)
                  - J3. Heinrich XIX. (XVIII.), „der Jüngere“,[8][9] Vogt von Weida (1402/1404–1427), er tauscht 1427 seinen Anteil von Weida gegen Schloss und Stadt Berga, Herr von Hauenstein 1447, kaufte von der Linie Plauen 1454 die Herrschaft Wildenfels in Sachsen, urkundlich 23. September 1404 bis 27. Juni 1462, (* um 1396; † nach 27. Juni 1462);
⚭ () Elisabeth von Dahme, urkundlich 21. August 1419, (* um 1410), Tochter von Heinrich von Dahme (1390-) und N.N. von Birke (1394-)
                    - K1.[Anm. 6] Anna, urkundlich 1428, (* um 1416);
⚭ (1428) Hans von Torgau, Herr zu Zossen (1414), urkundlich 1428, (* um 1412; † zw. 20. Mai 1431 und 20. Mai 1433)
                    - K2.[Anm. 7] eine Tochter ?, urkundlich 26. Mai 1445
                    - K3.[Anm. 8] Heinrich XX., urkundlich 1442, († nach 1454)
                    - K4.[Anm. 9] Heinrich XXI. (XIX.), Herr von Weida, Herr zu Wildenfels (1454/1462–1465/1512) und Berga, urkundlich 25. Oktober 1464 bis 16. Dezember 1465, († zw. 16. Dezember 1465 und 11. Juni 1512);
⚭ () Agnes Schenkin zu Landsberg, urkundlich 16. Dezember 1465 bis 2. März 1488, († zw. 2. März 1488 und 11. Juni 1512), Tochter von Hans Schenk von Landsberg (1402–1442) und N.N. (–)
                      - L1. Heinrich XXII. (XX.), „der Ältere“,[8][9] Herr von Weida, Herr zu Wildenfels (um 1480–1507), 1505 Statthalter in Weimar, urkundlich 23. Januar 1480 bis 20. Oktober 1502, (* um 1466; † 2. Mai 1507 in Zwickau)
                      - L2. Heinrich XXIII. (XXI.), „der Mittlere“,[8][9] Herr von Weida, Herr zu Wildenfels (um 1480–1510), verkauft 1510 seine Hälfte an der Herrschaft Wildenfels seinem Bruder Heinrich XXIV. (XXII.), urkundlich 23. Januar 1480 und 7. Februar 1510, (* um 1468; † nach 7. Februar 1510)
                      - L3. Heinrich XXIV. (XXII.), „der Jüngere“,[8][9] Herr von Weida, Herr zu Wildenfels (um 1480–1531), urkundlich 23. Januar 1480, (* um 1470; †† 5. März 1531 in Wildenfels);
⚭ (vor 1493) Gräfin Margarete von Mansfeld-Querfurt, urkundlich 4. März 1483, (* um 1458; † 20. Februar 1531 in Wildenfels), Witwe von Graf Ernst I. von Mansfeld-Hinterort (vor 1455–1486), Tochter von Graf Gebhard VI. von Mansfeld-Querfurt (1429–1492) und Gräfin Adelheid von Oldenburg ((1425)–nach 21. Dezember 1492), Witwe von Ernst II. (III.) von Honstein zu Klettenberg (1412–1454)
                        - M1. Margarethe[8][9] von Weida, Erbin von Wildenfels, urkundlich 13. Januar 1527 bis 1. November 1569, (* um 1500; † nach 1. November 1569);
⚭ (13. Januar 1527) Graf Johann Heinrich von Schwarzburg-Leutenberg (* 1496; † 14. März 1555 in Glauchau; ▭ in Leutenberg), Sohn von Graf Balthasar II. von Schwarzburg-Leutenberg (1453–1525) und Anna Sack zu Maldorf (Mühltroff) (1470-) – Mit dem Enkel des letzten Besitzers von Weida, Heinrich XXIV., starb 1531 die Linie Weida der Vögte und Herren von Weida männlicherseits und mit dessen Tochter Margarethe 1569 vollständig aus.
                          - → Linie erloschen

                      - L4. Elisabeth,[8][9] Kanonissin im Stift St. Servatius in Quedlinburg (1493–1504), 28. Äbtissin des freien weltlichen Stiftes Gernrode und Frose (1504–1532), urkundlich 6. Juli 1493, (* um 1474; † 11. April 1532 in Gernrode; ▭ 13. April 1532 in der Stiftskirche St. Cyriakus in Gernrode)
                      - L5. Brigitte,[8][9] Nonne in Gernrode (1504–1532), verlässt nach dem Tod ihrer Schwester Elisabeth das Stift, urkundlich 1504 bis 1532, (* um 1478; † nach 1532 in Leutenberg)

                  - J4. Anna,[8] Nonne zu Cronschwitz, urkundlich 14. Oktober 1397 bis 11. Oktober 1409, (* um 1397)
                  - J5. Elisabeth,[9] urkundlich 1403 bis 1418, (* um 1400);
⚭ () Gebhard XIII. von Querfurt, Herr zu Tannrode, urkundlich 1396 bis 1408, (* vor 1396; † vor 30. Januar 1418), Sohn von Siegfried I. von Querfurt (1340–1396) und Jutta von Blankenhain (1350–1383)

                - I2. Jutta,[3][8] Nonne (1397), zuletzt Priorin (1411–1417) im Kloster Cronschwitz, urkundlich 14. Oktober 1397 bis 3. Dezember 1417, (* nach 1368; † nach 3. Dezember 1417)

              - H3. [II] Katharina,[3][8] Nonne im Kloster St. Klara in Hof, urkundlich 15. Mai 1355 bis 10. Mai 1392, (* nach 1344; † nach 10. Mai 1392)
              - H4. [II] eine Tochter,[3][8] urkundlich 1363, (* nach 1346; † 1363/1366);
⚭ (vor 28. Juli 1362) Heinrich VII., Vogt von Plauen, urkundlich 31. Oktober 1357 bis 26. Februar 1380, (* um 1348; † nach 26. Februar 1380), Sohn von Heinrich V. (IV.) „der Ältere“ von Plauen (1322–1364) und Gräfin Irmgard von Orlamünde (1326–1388)

            - G2. Heinrich,[8] urkundlich 14. Juni 1289 bis 18. Januar 1300, (* um 1289; † nach 18. Januar 1300)
            - G3. Sophie,[3][8] Nonne, zuletzt Klostervorsteherin in Cronschwitz, urkundlich 1306 bis 22. Januar 1353, (* um 1298; † nach 22. Januar 1353)
            - G4. Heinrich,[8] Predigermönch zu Weida, 1321 und 1328 Vizeprior zu Jena, urkundlich 1318 bis 1333, († nach 1333)
            - G5. Heinrich,[8] Predigermönch zu Plauen, 1310 Prior, urkundlich 12. Dezember 1293 bis 29. März 1310.
            - G6. Heinrich,[3][8] Prokurator des Klosters St. Clara in Weißenfels, urkundlich 1. Februar 1322 bis 17. Juni 1328
            - G7. eine Tochter[3][8] (* um 1301);
⚭ (vor 1320) Hartmann IX. von Lobdeburg gen. von Bergow, Herr zu Gleina, urkundlich 1320 bis 1323, (* um 1297; † 1327)
            - G8. eine Tochter[3][8] (* um 1305);
⚭ () Rüdiger von Sparneck, urkundlich 1348 bis 1359, (* um 1301; † 26. April 1363)

          - F4. [II] Heinrich,[3][8] urkundlich 13. Juli 1294, (* um 1262), Propst in Jagow (1294) und Kaplan der Markgrafen von Brandenburg
          - F5. [II] Heinrich X. (IX.), „der Jüngere“,[3][8] Vogt von Weida (1279/1280–1293), Vogt auf Tinz, urkundlich 1283 bis 2. Juni 1293, (* um 1264; † zw. 22. März 1293 und 22. Juli 1293);
⚭ () Hedwig N.N., urkundlich 11. September 1319 bis 8. Dezember 1331 (* um 1268; † nach 8. Dezember 1331), verkauft 1331 Tinz an die Linie Gera
            - G1. Heinrich XII., „der Jüngere“,[8] Vogt von Weida (1302–1324), lässt 1318 dem Burggrafen zu Nürnberg Hof und Regnitzland zu Lehen auf, danach Mönch, urkundlich 1. April 1302 (unmündig) bis 19. Februar 1324, (* um 1288; † nach 1349)
⚭ () N.N.
              - H1. Heinrich XV., „der Jüngere“,[8] Vogt von Weida gen. der Graf, 1349 Landrichter von Eger, Laienbruder und zuletzt Mönch im Minoritenkloster zu Weida, † ohne Kinder; denn 1357 erhält Heinrich XIII. allein die burggräflich Nürnbergische Belehnung mit Hof und Regnitzland, urkundlich 16. Juni 1322 bis 13. Dezember 1358.
              - H2. Heinrich,[8] Guardian der Minoriten zu Weida, urkundlich 7. Juli 1348 bis 16. Juli 1355.

            - G2. Heinrich,[8] Mönch, urkundlich 24. März 1303 (unmündig), (* um 1290; † nach 1355)

      - D2. eine Tochter,[3][8] urkundlich 26. März 1234, (* um 1212);
⚭ () Albrecht von Kotzau (* um 1208; † vor 26. März 1234), Sohn von Konrad von Kotzau (–) und N.N. (–)
      - D3. Heinrich[3] (1234)

  - C2. Heinrich IV., „der Mittlere“,[3][4][5] Vogt und Herr über Plauen und Gera (1209–1237/1238), urkundlich 1209 bis 7. Februar 1249, erhält bei der Landesteilung die Vogtei Gera und die Pflege Reichenfels, nennt sich 1238 Vogt von Gera, Ritter des Deutschen Ordens (1237), Landmeister in Preußen (1241–1244) wird 1249 Vizelandmeister, (* um 1182; † nach 7. Februar 1249; ▭ im Kloster Cronschwitz);
⚭ (1225) (8. September 1238[10] kirchliche Trennung der Ehe durch Bischof Engelhard von Naumburg in der Klosterkirche zu Mildenfurth) Burggräfin Jutta von Altenburg, Erbin von Vogtsberg und Oelsnitz. Sie gründete 1238 das Dominikaner-Nonnenkloster Cronschwitz und wurde 1251 Priorin, urkundlich 8. September 1238 bis 1. Mai 1268, (* um 1186; † nach 1. Mai 1268[Anm. 10] im Kloster Cronschwitz; ▭ ebenda), Tochter von Burggraf Albrecht I. von Altenburg[11] (-1229) und N.N. (–)
    - D1. Heinrich I.,[3][4][12][13] Vogt von Plauen-Gera (1238–1244), Vogt von Plauen-Greiz (1240/1244–1303), Stifter der Linie Plauen, erbt die Vogtei Plauen mit Auerbach und Pausa von seinem Vater, sowie die Herrschaft Greiz mit Werdau (Werda ?) und Reichenbach von seinem Onkel Heinrich V., erwirbt von der Linie Weida Ronneburg und Schmölln, erhält 1281 vom Reiche die Märkte Asch und Selb und 1296 Hirschberg zu Pfandbesitz, 1282 bis 1295 Reichslandrichter im Pleißnerlande, urkundlich 16. Dezember 1238 bis 7. März 1303, (* um 1226; † nach 7. März 1303);
⚭ I: (1247 in Leuchtenburg) Adelheid von Lobdeburg-Leuchtenburg, urkundlich 1253, (* um 1228; † um 1253), Tochter von Graf Hermann VI. (IV.) von Lobdeburg-Leuchtenburg (1198–1256) und Mechtild von Magdeburg (1202–1254);
⚭ II: ((1250)) Gräfin N.N. von Everstein[Anm. 11] (* um 1230), Tochter von Graf Konrad I. von Everstein (1202–1256);
⚭ III: (1253 in Lützelstein) Gräfin Kunigunde von Lützelstein, urkundlich April 1271 bis 18. Januar 1300, (* um 1234; † vor 23. April 1302), Tochter von Graf Hugo II. von Lützelstein (1208–1283) und Elisabeth von Saarbrücken[14] (–); Nachkommen siehe hier
    - D2. Heinrich I.,[3][4][15][16] Vogt von Plauen-Gera (1238–1244), Vogt von Gera (1244–1269/1274), Stifter der Linie Gera (erloschen 1550), erbt die Vogtei Gera und die Pflege Reichenfels von seinem Vater, erbt Tanna und Mühltroff von seinem Onkel Heinrich V., erwirbt nach 1248 aus der Andechs-Meranschen Erbschaft Nordhalben und die Höfer Lehen, urkundlich 16. Dezember 1238 bis 1269, (* um 1227; † 1. Juni 1269/1274; ▭ im Kloster Cronschwitz);
⚭ () Leukard (Irmgard) von Heldrungen, urkundlich 31. August 1279, (* um 1231 in Arnshaugk; † nach 31. August 1279 ebenda), Tochter von Hartmann von Heldrungen (1206/1227–vor 1242) und N.N. (–); Nachkommen siehe hier
    - D3. Heinrich,[3][4] urkundlich 9. Juni 1248 bis 26. September 1259, Predigermönch, wird 1256 Dominikanerprior von Erfurt, (* um 1229; † nach 26. September 1259)
    - D4. Heinrich,[3][4] urkundlich 9. Juni 1248, Predigermönch, 1248 Domherr zu Magdeburg, (* um 1230; † vor 17. August 1251)
    - D5. eine Tochter[3][4] († 7 Jahre alt)
    - D6. eine Tochter;[3]
⚭ (um 25. Mai 1278) Graf Konrad V. (IV.) von Everstein-Ohsen (* vor 1243; † 28. April 1283/7. Mai 1284), Sohn von Graf Konrad I. (III.) von Everstein-Ohsen (1202–1256) und Luitgard von Berg (-1243)

  - C3. Heinrich V., „der Jüngere“,[3][4] Vogt zu Greiz und Reichenbach (1209–1239/1240), urkundlich 1209 bis 1240, erhält bei der Landesteilung Greiz mit Reichenbach, nennt sich 1240 Vogt von Greiz, (* um 1184; †† 28. Mai nach 1239; ▭ im Kloster Mildenfurth bei Gera);
⚭ (1209) Ysengard von Waldenburg[Anm. 12] (* um 1180/1185; † 13. März 1224–1242; ▭ im Kloster Mildenfurth bei Gera)
    - → Linie erloschen – Greiz und Reichenbach fallen an Plauen und Gera

  - C4. ein Sohn[3] (1209)
  - C5. ein Sohn[3] (1209)
- A2. Erkenbert II.,[3][4] Herr zu Weida, (* um 1124; †† nach 1171), urkundlich (1143);
⚭ (1160) Jordana, Pfalzgräfin von Sachsen, Tochter[17] von Friedrich V. von Putelendorf (1114–1179), Pfalzgraf von Sachsen (1125), Domherr in Magdeburg (1147), Bischof von Prag (1169) und Gisela von Schwarzburg (1118–1147)
- A3. Otto[18] von Osterode, Herr von Osterode, (†† 1165/1171)
  - → Linie erloschen – Sein Besitztum fiel an seinen Bruder Heinrich I. Probus

## Vögte von Gera – Herren zu Gera, zu Lobenstein und zu Schleiz
Heinrich I., Vogt von Plauen-Gera (1238–1244), Vogt von Gera (1244–1269/1274), Stifter der Linie Gera (erloschen 1550), erbt die Vogtei Gera und die Pflege Reichenfels von seinem Vater, erbt Tanna und Mühltroff von seinem Onkel Heinrich V., erwirbt nach 1248 aus der Andechs-Meranschen Erbschaft Nordhalben und die Höfer Lehen, urkundlich 16. Dezember 1238 bis 1269, (* um 1227; † 1. Juni 1269/1274; ▭ im Kloster Cronschwitz);
⚭ () Leukard (Irmgard) von Heldrungen, urkundlich 31. August 1279, (* um 1231 in Arnshaugk; † nach 31. August 1279 ebenda), Tochter von Heinrich von Heldrungen (* um 1205); Sie hatten folgende Nachkommen:
- A1. Mechtild[15][16][Anm. 13] (* um 1252; † 1309);
⚭ (18. Juni 1295 Dispens) Friedrich III. „der Jüngere“ von Schönburg zu Glauchau, urkundlich 1285, (* um 1258; † 21. Januar 1310), Sohn von Friedrich I. von Schönburg (1220–1291) und Agatha von Colditz (1224–1312)
- A2. Heinrich II., „der Ältere“,[15][16] Vogt von Gera (1269/1274–1306/1311), besitzt außer Gera, Reichenfels, Mühltroff, Tanna, Nordhalben und die Höfer Lehen, 1278 die Herrschaft Lobenstein, verschenkt 1282 urkundlich die Herrschaft Schwarzenberg, urkundlich 1274 bis 31. Dezember 1306, (* um 1254; † zw. 31. Dezember 1306 und 4. April 1311; ▭ in Cronschwitz);
⚭ (um 27. März 1276) Gräfin Irmgard von Weimar-Orlamünde, urkundlich 1307, (* um 1264; † 1318; ▭ in Cronschwitz); Tochter von Graf Otto III. „der Gewaltige“ von Weimar-Orlamünde (1236–1285) und Agnes[Anm. 14] von Leiningen (1230/40–1300)
  - B1. Sophie[15][16] (* um 1298; † nach 1344);
⚭ () Konrad (d.Ä) von Tannrode, Herr zu Straußfurt, urkundlich 1306 bis 1359, (* um 1297; † nach 1358), Sohn von Konrad von Tannrode (-1302) und N.N. Schenkin von Tautenburg
  - B2. Heinrich IV., „der Ältere“,[15][16] Vogt von Gera (1307/1311–1343), erwirbt um 1314 die Herrschaft Schleiz mit der Pflege Saalburg und dem Schloss Burgk, wird 1316 Landrichter im Pleißenland, kauft 1331 Tinz von der Linie Weida und 1333 einen Teil von Langenberg von Friedrich (d. Ä.) von Schönburg, tritt aber Mühltroff an die Linie Plauen ab, urkundlich 1307 bis 14. September 1343, (* um 1305; †† 14. September 1343; ▭ in Cronschwitz);
⚭ (um 24. Juni 1324) Sophie Schenkin von Dornburg, urkundlich 24. Juni 1324 bis 8. Dezember 1331, († nach 1331; ▭ in Cronschwitz), Tochter von Rudolf Schenk von Tautenburg gen. von Dornburg (-1302) und Katharina von Lobdeburg gen. von Elsterberg (-1301)
  - B3. Heinrich V.,[15][16] Vogt und Herr von Gera (1343–1377), 1347 Landrichter zu Meißen, im Osterland, zu Landsberg und Pleißen, verkauft 1371 die Feste Blankenberg an die Krone Böhmen und lässt ihr die Herrschaft Lobenstein und die Höfer Lehen auf, urkundlich 20. Juni 1309, (* um 1308; † 8. Dezember 1377; ▭ in Cronschwitz);
⚭ (vor 20. Juli 1328) Gräfin Mechtild von Käfernburg, urkundlich 20. Juli 1328, (* um 1313; † zw. 25. Mai 1375 vor 17. Februar 1376; ▭ in Cronschwitz), Tochter von Graf Günther IX. von Käfernburg (1276–1344) und Gräfin Mechtild von Regenstein (1295–1344)
    - C1. Heinrich VI.,[16] Vogt und Herr von Gera, urkundlich 20. Januar 1344 bis 26. August 1344, (* um 1332 in Gera; †† nach 1344);
⚭ (26. August 1344 Dispens) Jutta von Plauen gen. Reuß, (* um 1331 in Plauen; † nach 1344), Tochter von Heinrich II., Vogt von Plauen (1289–1350) und Salome von Schlesien-Glogau (1319–1359)
    - C2. Anna,[15][16] zunächst als Nonne (1376–1396) und danach als Priorin (1396–1406) im Kloster Cronschwitz, urkundlich 17. Februar 1376 bis 3. Dezember 1417, (* 1334; † nach 3. Dezember 1417; ▭ im Kloster Cronschwitz)
    - C3. Lukardis,[15][16] urkundlich 8. Juli 1395, (* 1335; † zw. 16. Mai 1399 und vor 18. August 1415);
⚭ (um 8. Juli 1395) Graf Otto VIII. (X.) von Weimar-Orlamünde, Herr zu Lauenstein, Lichtenberg und Magdala, 1387 Herr von Gräfenthal, 1394 Herr von Schauenforst, urkundlich 1367, († zw. 25. Februar 1404 und 28. April 1405), Sohn von Friedrich II. (III.) von Orlamünde-Lauenstein (-1357/1367) und Sophie von Schwarzburg-Blankenburg (-1388)
    - C4. Ilse (Else),[15][16] urkundlich 1356 bis 3. Juni 1371, (* um 1336; † nach 3. Juni 1371 vor 18. August 1415);
⚭ () Heinrich XIII. „der Ritter“, Vogt von Weida, urkundlich 7. Jan 1351 bis 17. Juni 1370, (* um 1338; † zw. 17. Juni 1370 und 1. Juni 1373), Sohn von Heinrich XI. (X.) „der Ältere“ von Weida (1289–1366) und Katharina von Schönburg-Crimmitschau (1310–1362)
    - C5. Dorothea,[15][16] urkundlich 3. März 1376 bis 1406, (* um 1337 in Gera; † vor 12. Februar 1411; ▭ in Cronschwitz);
⚭ I: (27. März 1367) Graf Heinrich von Truhendingen, urkundlich 16. März 1365 bis 3. März 1376, (* um 1320; † vor 18. September 1380), Sohn von Graf Konrad von Truhendingen (1300–1328) und Sophie von Henneberg (1319–1360);
⚭ II: (vor 20. Dezember 1387) Heinrich V., „der Jüngere“ Reuß von Plauen zu Ronneburg, urkundlich 23. November 1358 bis 13. Januar 1398, (* um 1337 in Plauen; † zw. 13. Januar 1398 und 10. Mai 1398), Sohn von Heinrich II. Vogt von Plauen (1289–1350) und Salome von Schlesien-Glogau (1319–1359)
    - C6. Sophie,[15][16][Anm. 15] urkundlich 8. Juli 1366, (* um 1339 in Gera; † vor 12. Februar 1411);
⚭ I: (1353) Graf Heinrich V. von Beichlingen-Rotenburg, urkundlich 2. August 1358, (* um 1337 in Rothenburg; † vor 8. Juli 1366), Sohn von Graf Friedrich II. von Beichlingen-Rotenburg (1292–1356) und Elisabeth von Anhalt-Aschersleben (1304-);
⚭ II: (vor 27. März 1367) Heinrich von Truhendingen (* um 1338);
⚭ III: () Heinrich V., „der Jüngere“ Reuß von Plauen zu Ronneburg, urkundlich 23. November 1358 bis 13. Januar 1398, (* um 1337 in Plauen; † zw. 13. Januar 1398 und 10. Mai 1398), Sohn von Heinrich II. Vogt von Plauen (1289–1350) und Salome von Schlesien-Glogau (1319–1359)
    - C7. Heinrich VII.,[16] Vogt und Herr von Gera (1377–1420), kauft 1364 von den Reußen zu Ronneburg deren Anteile von Langenberg, (* 3. Mai 1341; † zw. 26. Februar und 22. Juli 1420);
⚭ I: (um 4. Dezember 1367) Gräfin Elisabeth (Else) von Schwarzburg-Blankenburg, urkundlich 4. Dezember 1367 bis 28. Mai 1399, (* um 1341; † nach 28. Mai 1399 vor 23. Oktober 1401), Tochter von Graf Heinrich IX. (XII.) von Schwarzburg-Blankenburg (1325–1372/1373) und Gräfin Agnes von Honstein (-nach 1382);
⚭ II: (23. Oktober 1401 in Rom, Eltville 24. Januar 1402 Dispens affinitatis) Gräfin Lutrud von Honstein-Heringen, urkundlich 23. Oktober 1401 bis 24. April 1446, (* um 1372; † 24. April 1446), Tochter von Graf Dietrich VI. (VII.) von Honstein-Heringen (1337–1393) und Gräfin Lutrud von Mansfeld (1335–1394)
      - D1. [I] Heinrich[15][16] († 1412)
      - D2. [I] Mechtild (Metze),[15][16] zunächst Nonne, dann Priorin im Kloster Cronschwitz (1415–1420), urkundlich 20. Januar 1406 bis 12. Juli 1420, († 1420)
      - D3. [II] Heinrich VIII., „der Ältere“,[15][16] Herr von Gera (1420–1426), Herr zu Burgk (1425–1426), erhält bei der Landesteilung von 1425 Schloss Burgk, die Pflegen Langenberg und Reichenfels sowie Vorwerk Tinz, (* 2. März 1404; †† ⚔[7] gefallen 16. Juni 1426 bei Aussig);
⚭ I: (30. August 1412 in Kronach) Gräfin Margarete von Wertheim, urkundlich 30. August 1412 bis 23. September 1415, († vor 23. Oktober 1424), Tochter von Graf Johann II. von Wertheim (1360–1444) und Gräfin Mathilde von Schwarzburg (-1435);
⚭ II: (23. Oktober 1424 Dispens, vor 2. Mai 1426) Gräfin Wilburg von Schwarzburg-Leutenberg, urkundlich 2. Mai 1426, († nach 1426), Witwe von Friedrich II. von Heydeck (Heideck) (1350/55–1423), Tochter von Graf Heinrich XI. (XV.) von Schwarzburg-Leutenberg (1358–1402) und Anna von Plauen (1354–1412)
      - D4. [II] Heinrich IX., „der Mittlere“,[15][16] Herr von Gera zu Lobenstein (1425–1482), erhält bei der Landesteilung 1425 die Herrschaft Lobenstein mit Saalburg, Nordhalben und die Höfer Lehen. Wallfahrt 1461 zum heiligen Grab in Jerusalem, urkundlich bis 21. Dezember 1480, (* 14. Januar 1406; † vor 21. August 1482);
⚭ (um 17. Februar 1435 vor 5. Mai 1439) Gräfin Mechtild von Schwarzburg-Wachsenburg, urkundlich 1415 bis 24. April 1446, (* 1409; † nach 4. August 1456), Tochter von Graf Günther XVIII. (XXXII.) von Schwarzburg-Wachsenburg (um 1380–1450) und Gräfin Mechtild (Metze) von Henneberg-Schleusingen (-1425)
        - E1. Heinrich,[15][16] urkundlich 24. April 1446 bis 3. April 1451, 1446 Domherr in Köln und Mainz, († nach 3. April 1451)
        - E2. Metze (Mechthild)[15][16] (* 1434; † vor 13. Mai 1478);
⚭ () Bernhard von Torgau zu Zossen, urkundlich 13. Mai 1478, († zw. 10. Mai und 16. Juni 1478)
        - E3. Heinrich XI., „der Ältere“,[15][16] Herr von Gera (1482–1502) und Lobenstein (1489–1497), urkundlich 9. August 1456, erhält bei der Landesteilung von 1482 die Herrschaft Gera und die Pflege Rochsburg in Sachsen, 1488 markgräflich brandenburgischer Rat, erbt 1489 von seinem Bruder Heinrich XIII. Lobenstein und Nordhalben, die er 1497 an seinen Bruder Heinrich XII. verpfändet, verkauft 1502 die Herrschaft Gera an Heinrich XIV., (* 1436; †† um 25. September 1508 in Gera)
          - → Linie erloschen

        - E4. Brigitte,[15][16] urkundlich 21. August 1482 bis 1490(?), (* 1437; † nach 1490);
⚭ (vor 1449) Graf Heinrich XX. (XXV.) von Schwarzburg-Leutenberg (* 1412; † zw. 15. September 1462 und 27. Juni 1464 auf Leutenberg), Sohn von Graf Heinrich XVI. (XXII.) von Schwarzburg-Leutenberg (1375–1438) und (Margareta N.N., urkundlich 1412)
        - E5. Heinrich XII., „der Mittlere“,[15][16] Herr von Gera zu Schleiz (1482–1500) und Lobenstein (1497–1500), 1481 kaiserlicher, kurfürstlicher und herzoglich sächsischer Rat, erhält bei der Landesteilung von 1482 die Herrschaft Schleiz und die Pflege Reichenfels, erbt 1489 von seinem Bruder Heinrich XIII. Saalburg und Burgk, urkundlich 9. August 1456, (* 1438; † 26. August 1500; ▭ in der Bergkirche in Schleiz);
⚭ () Gräfin Hedwig von Mansfeld-Heldrungen, urkundlich 1477 bis 21. August 1482, (* 1441; † 1527; ▭ in Schleiz), Tochter von Graf Volrad II. von Mansfeld (1376–1450) und Margaretha von Schlesien-Priebus (1420–1491)
          - F1. Heinrich XIV., „der Ältere“,[15][16] Herr von Gera (1502–1538) zu Lobenstein (1500–1538) und Schleiz (1509–1538), erhält in den Landesteilungen von 1501 und 1509 halb Schleiz, halb Lobenstein und Saalburg, kauft 19. September 1502 von Heinrich XI. die Herrschaft Gera, urkundlich 7. Juli 1496, (* 1471; † 12. April 1538 in Gera; ▭ in der Johanniskirche in Gera);
⚭ I: (vor 19. September 1502) Magdalena von Minitz auf Lischkow in Böhmen, urkundlich 25. Januar 1499 bis 24. Oktober 1510, (* 1469/1474; † 1510/1515), Witwe von Freiherr Nikolaus (Mikuláš) III. von Hassenstein (Hasištejnský) zu Lobkowitz (* nach 1461; † 1500);
⚭ II: (1515) Gräfin Anna von Beichlingen, urkundlich 5. Dezember 1515, († 30. Juli 1571 in Gera), Tochter von Graf Adam von Beichlingen[ADB 3] (1460–1538) und Gräfin Sophie von Sayn (1471–1508)
            - G1. [I] Hedwig,[15][16] urkundlich 24. Oktober 1510, (* 1502; † 1531 in Gera; ▭ in der Johanniskirche ebenda);
⚭ () Graf Johann II. von Gleichen-Remda (* um 1504; † 16. Juli 1545), Sohn von Graf Ernst XIII. (XIV.) von Gleichen-Remda (1460–1504) und Margarethe Schenkin von Tautenburg (1475–1520)
            - G2. [I] Magdalene,[15][16][Anm. 16] urkundlich 24. Oktober 1510, († vor 23. Januar 1527)
            - G3. [I] Anna[15][16] (* 1504; † jung, nach 24. Oktober 1510)

          - F2. Katharina,[15][16] urkundlich 7. Juli 1496 bis 23. Mai 1505, (* 1475; † nach 23. Mai 1505);
⚭ (nach 7. Juli 1496 Ehevertrag) Heinrich XI., „der Ältere“ Reuß von Plauen, Herr zu Greiz, erwirbt 1500 an Stelle der Mitgift seiner Gemahlin vom Hause Gera die Stadt Zeulenroda zu Pfand, urkundlich 4. März 1473 bis 1. März 1500, (* um 1455 in Plauen; † vor 7. Juli 1502), Sohn von Heinrich IX., „der Ältere“ Reuß von Plauen (1410–1476) und Freiin Magdalene zu Schwarzenberg (1426–1485)
          - F3. Heinrich XV., „der Jüngere“,[15][16] Herr von Gera zu Schleiz (1500–1550) und Lobenstein (1509–1550), Herr zu Gera (1538–1547), erhält in den Landesteilungen von 1501 und 1509 halb Schleiz, halb Lobenstein und Burgk, erbt (1538) nach dem Tode seines Bruders Heinrich XIV. die ganzen Herrschaften, verlor aber 1547 die Herrschaft Gera an den Burggrafen von Meißen, Heinrich IV. von Plauen, (* 1476; †† 7. August 1550 auf Schloss Burgk; ▭ in der Bergkirche in Schleiz);
⚭ I: (um 24. Oktober 1510) Ludmilla von Lobkowicz und Hassenstein a.d. H. Lischkow, urkundlich 24. Oktober 1510, († zw. 3. Juni und 11. September 1532), Tochter von Freiherr Nikolaus (Mikuláš) III. von Hassenstein (Hasištejnský) zu Lobkowitz (1461–1500) und Magdalena von Minitz auf Lischkow (1469/1474–1510/1515) spätere Frau von Heinrich XIV., „der Ältere“;
⚭ II: Margarete N.N., urkundlich 21. März 1533, († vor 11. September 1549);
⚭ III: (6. Mai 1550) Gräfin Margarete von Schwarzburg-Leutenberg (* um 1530; † 18. März 1559 in Harburg; ▭ ebenda), (⚭ II: (8. September 1551) Herzog Otto II. von Braunschweig-Harburg, (* 25. September 1528 in Celle; † 26. Oktober 1603)), Tochter von Graf Johann Heinrich von Schwarzburg-Leutenberg (1496–1555) und Margarethe von Weida (1500–1569)
            - → Linie erloschen – Gera, Schleiz und Lobenstein fallen an Plauen (Burggraf Heinrich IV.)

          - F4. Anna,[15][16] urkundlich 13. Dezember 1499 bis 20. Februar 1551, (1506) zunächst Nonne, dann (1533) letzte Priorin des Klosters Cronschwitz, (* 1478; † 28./29. September 1555 im Kloster Cronschwitz)
          - F5. Brigitte,[15][16] urkundlich 30. September 1516 bis 29. Januar 1539, (* 1480; † 1552; ▭ in Kralupp, Böhmen);
⚭ () Freiherr Nikolaus (Mikuláš) IV. Hassenstein (Hasištejnský) von Lobkowicz, urkundlich 1499, († 20. Januar 1531; ▭ in Eidlitz), Sohn von Freiherr Nikolaus (Mikuláš) III. von Hassenstein (Hasištejnský) zu Lobkowitz (1461–1500) und Magdalena von Minitz auf Lischkow in Böhmen (1469/1474–1510/1515)

        - E6. Heinrich XIII., „der Jüngere“,[15][16] Herr von Gera zu Lobenstein (1482–1489), 1477 Herr zu Hartenstein, erhält bei der Landesteilung von 1482 die Herrschaft Lobenstein, Saalburg, Burgk, Nordhalben und die Höfer Lehen, urkundlich 9. August 1456 bis 26. Mai 1487, (* 1439; †† vor 1. Oktober 1489)
          - → Linie erloschen – Lobenstein und Nordhalben fallen an Gera, Saalburg und Burgk fallen an Schleiz

        - E7. Katharina,[15][16] Nonne im Kloster Cronschwitz, urkundlich 24. Juni 1454 bis 22. Mai 1494, (* 1440; † nach 22. Mai 1494 in Cronschwitz; ▭ ebenda)
        - E8. Dorothea,[15] 1460 Cantrix (lat., Sängerin), 1461 Siechmeisterin zu Nimbschen

      - D5. [II] Heinrich X., „der Jüngere“,[15][16] Herr von Gera und Schleiz (1425–1451/1452), erhält bei der Landesteilung von 1425 die Herrschaft Gera außer Langenberg und Tinz und einen Teil der Herrschaft Schleiz mit Schloss und Stadt, 1446 kurfürstlich sächsischer Geheimer Rat, kauft 1448 die Feste und Pflege Rochsburg, (* 11. Oktober 1415; † zw. 27. Januar 1451 und 14. Februar 1452 in böhmischer Gefangenschaft zu Prag);
⚭ (zw. 1. Dezember 1439 und 23. Juni 1440) Gräfin Anna von Henneberg-Römhild, urkundlich bis 16. November 1467, (* 1424; † nach 16. November 1467), Tochter von Graf Georg I.[ADB 4] von Henneberg-Römhild (1395–1465) und Gräfin Johanna von Nassau-Weilburg (1408–1481)
        - E1. Heinrich,[15][16] urkundlich 14. Februar 1452, († vor 9. August 1456)
        - E2. Margarete,[15][16] urkundlich 14. Februar 1452, (* um 1445; † nach 21. Dezember 1489 vor 1497);
⚭ (1462) Graf Ernst IV. von Honstein zu Lohra und Klettenberg (* 1440; † 1508), Sohn von Graf Heinrich XI. von Honstein zu Klettenberg (1402–1454) und Gräfin Margarethe von Waldeck (1405–1467)
        - E3. Ilse,[15][16] urkundlich 14. Februar 1452 bis 9. August 1456, (* um 1452; † 1456)
        - E4. Katharina,[15] 1454.
        - E5. Anna,[15] 1454.

      - D6. [II] Anna,[15][16] urkundlich 3. Dezember 1417 bis 18. Juni 1462, Nonne im Kloster Cronschwitz, († nach 18. Juni 1462)
      - D7. [II] Else (Ilse),[15][16] urkundlich 30. März 1425 bis 2. Mai 1426, († nach 2. Mai 1426)
      - D8. [II] Jutta,[15][16] urkundlich 30. März 1425 bis 2. Mai 1426, († nach 2. Mai 1426)

  - B4. Heinrich,[15][16] Ritter des Deutschen Ordens (1322–1344), 1323 und 1344 Komtur von Reichenbach, vor 1330 Komtur von Elbing, urkundlich 18. März 1322 bis 15. Januar 1344, († nach 1344)
  - B5. Katharina;[15][16]
⚭ (29. Dezember 1327 Dispens 4°, Avignon) Graf Günther VII. (XV.) von Schwarzburg-Blankenburg, urkundlich 20. Juli 1328 (* um 1270; † 10. Dezember 1352), (⚭ I: N.N., urkundlich 1326; ⚭ III: () Mechthild N.N., urkundlich 1358 bis 1373), Sohn von Graf Heinrich IV. von Schwarzburg-Blankenburg (–1287) und N.N. (–)
  - B6. eine Tochter;[15][16]
⚭ (vor 5. September 1314) Friedrich von Töpen, urkundlich 1310 bis 1322, († nach 1322)
  - B7. Agnes,[15][16] Nonne im Kloster Cronschwitz (1328–1338), urkundlich 31. August 1328 bis 27. August 1338, († nach 1338)
  - B8. Irmgard,[15][16] Nonne in Cronschwitz (1328–1338), urkundlich 31. August 1328 bis 27. August 1338, († nach 1338)
- A3. Heinrich III., „der Jüngere“,[15][16] Vogt von Gera (1269/1274–1309/1311), Herr in Weißenfels (1309), urkundlich 1274 bis 1306, (* um 1256; † zw. 20. Juni 1309 und 3. August 1311)
⚭ () N.N. (–)
  - B1. Heinrich,[15][16] Predigermönch in Plauen (1309–1333), urkundlich 1309 bis 19. August 1333
  - B2. eine Tochter,[15][16] Nonne im Kloster Cronschwitz, urkundlich 1306
  - B3. eine Tochter,[15][16] Nonne im Kloster Cronschwitz, urkundlich 1306.
- A4. Heinrich,[15][16] Ritter des Deutschen Ordens 1294, 1298 Komtur von Nessau, 1305 bis 1312 und 1315 bis 1319 Komtur von Elbing, 1312 bis 1314 Großkomtur, 1315 bis 1319 Landkomtur von Culm, 1323 bis 1324 Komtur von Reichenbach, 1326 bis 1328 Komtur von Engelsburg, urkundlich 30. Juni 1294 bis 24. August 1326, († nach 1. Juni 1328)
- A5. Heinrich,[15][16] Dominikanischer Prior in Plauen (1304–1318), urkundlich 20. Mai 1304 bis 18. Januar 1318.
- A6. Leukard,[15] urkundlich 1314 bis 1351, († nach 1351);
⚭ () Hermann II. von Kranichfeld, Herr in Ober-Kranichfeld (1314), urkundlich 1286 bis 1333, (* vor 1286; † nach 1333), Sohn von Volrad von Kranichfeld (1260–1304) und Mechtild von Blankenburg
- A7. Sophie,[15] Nonne im Kloster Cronschwitz, urkundlich 1306.
- A8. Katharina,[15] Nonne im Kloster Cronschwitz, urkundlich 1306.

## Vögte von Plauen – Herren zu Plauen, zu Mühltroff, Burggrafen von Meißen, Herren zu Greiz, zu Burgk und zu Dölau
Heinrich I., Vogt von Plauen-Gera (1238–1244), Vogt von Plauen-Greiz (1240/1244–1303), Stifter der Linie Plauen, erbt die Vogtei Plauen mit Auerbach und Pausa von seinem Vater, sowie die Herrschaft Greiz mit Werdau (Werda ?) und Reichenbach von seinem Onkel Heinrich V., erwirbt von der Linie Weida Ronneburg und Schmölln, erhält 1281 vom Reiche die Märkte Asch und Selb und 1296 Hirschberg zu Pfandbesitz, 1282 bis 1295 Reichslandrichter im Pleißnerlande, urkundlich 16. Dezember 1238 bis 7. März 1303, (* um 1226; † nach 7. März 1303);
⚭ I: (1247 in Leuchtenburg) Adelheid von Lobdeburg-Leuchtenburg, urkundlich 1253, (* um 1228; † um 1253), Tochter von Graf Hermann VI. (IV.) von Lobdeburg-Leuchtenburg (1198–1256) und Mechtild von Magdeburg (1202–1254);
⚭ II: ((1250)) Gräfin N.N. von Everstein (* um 1230), Tochter von Graf Konrad I. von Everstein;
⚭ III: (1253 in Lützelstein) Gräfin Kunigunde von Lützelstein, urkundlich April 1271 bis 18. Januar 1300, (* um 1234; † vor 23. April 1302), Tochter von Graf Hugo II. von Lützelstein (1208–1283) und Elisabeth von Geroldseck oder von Saarbrücken (1212–1271); Sie hatten folgende Nachkommen:
- A1. [?] eine Tochter,[12][13][Anm. 17] Nonne im Kloster Cronschwitz, urkundlich 23. April 1302.
- A2. [III ?][19] Heinrich II., „der Böhme“,[12][13] Vogt und Herr von Plauen (1274–1302), 1289 Ritter, 1301 Hauptmann zu Eger, urkundlich 1275 bis 23. April 1302, (* um 1254; † zw. 20. März 1302 und 24. August 1302);
⚭ (1283 in Duchcov/Dux) Katharina von Riesenburg[20] (* um 1260; † 2. Dezember 1333), Tochter von Borso von Riesenburg (1234-) und Petronilla von Kravar (1238-)
  - B1. Heinrich III., „der Lange“,[12][13] genannt von Seeberg (1302), Vogt und Herr von Plauen (Ältere Line) (1302–1347/1348), 1304 Reichsministerialer und Hauptmann zu Eger, erhält in der Landesteilung von 1306 die Herrschaft Plauen mit Auerbach, Pausa, Gefell, Hirschberg, Asch, Selb und Graßlitz, erwirbt von der Linie Gera das Amt Mühltroff, 1316 Landrichter im Pleißenland, nimmt 1327 das von Otto von Berga gekaufte Schloss Voigtsberg und die Herrschaft Plauen von der Krone Böhmen zu Lehen, urkundlich 24. August 1302 bis 16. Februar 1347, (* um 1284; † zw. 16. Februar 1347 und 8. Mai 1348);
⚭ (vor 1302) Margarete von Seeberg (* um 1288; † vor 20. Februar 1322), Tochter von Albrecht von Seeberg, Burggraf von Kaaden und Bilin (1244–1321)
    - C1. Heinrich IV. (III.),[12][13] Vogt von Plauen, Herr zu Mühltroff, 1325 Kapitän des Markgrafen Friedrich von Meißen, urkundlich 25. Juli 1317 bis 17. September 1346, (* um 1308; † zw. 19. November 1342 und 8. Mai 1348);
⚭ (vor 18. August 1333) Agnes von Schlüsselberg, urkundlich 18. August 1336 bis 8. Mai 1348, (* um 1312; † 17. August nach 1348), (⚭ II: (vor 14. Juli 1352) Graf Hermann III. von Beichlingen-Sachsenburg (1314–1378)), Tochter von Freiherr Konrad II. von Schlüsselberg (1273–1347) und Elisabeth (1286-)
      - D1. Heinrich V. (IV.), „der Ältere“,[12][13] Vogt von Plauen, Herr zu Mühltroff (1348–1357), anfangs Herr zu Plauen, erhält in der Landesteilung um 1348 Voigtsberg, Oelsnitz, Adorf, Markneukirchen, Liebau, Wiedersberg, Hirschberg, Mühltroff und Pausa sowie die Lehen von Gattendorf, Sachsgrün, Schönberg und Neuberg, verliert im Vogtländischen Krieg 1356 Voigtsberg, Oelsnitz und Adorf an die Markgrafen von Meißen und tauscht 1357 seinen noch übrigen vogtländischen Besitz an dieselben gegen Borna, Kohren und Geithain in Sachsen und 1359 letztere wieder gegen die Herrschaft Golßen in der Niederlausitz, verkauft 1363 auch Golßen an die Markgrafen, er selbst wurde vertrieben und besaß am Ende nur noch ein Freihaus in Dresden, urkundlich 24. Juli 1348 bis 29. August 1363, (* um 1322; † zw. 7. September 1363 und 8. Mai 1364);
⚭ (1345) Gräfin Irmgard von Orlamünde, urkundlich 29. August 1363 bis 28. Oktober 1369, (* um 1326; † nach 5. Mai 1388), (⚭ II: (8. Mai 1364, Dispens 4°, Avignon) Graf Günther XI. von Käfernburg (* um 1322; † nach 27. Juni 1371), Sohn von Günther VI. von Käfernburg (–1289) und (Sophie von Lüchow) (–1288)), Tochter von Graf Heinrich III. von Orlamünde (1298–1357) und Gräfin Irmgard von Schwarzburg-Blankenburg (1308–1354)
        - E1. Heinrich (VI.),[12][13] urkundlich 25. Dezember 1353, noch unmündig, (* um 1346; † jung)
        - E2. Heinrich VII.,[12][13] Vogt von Plauen, Herr zu Mühltroff (1357–1380), bis 1380 in Pfandbesitz des Schlosses Berga bei Weida, das wohl Mitgift seiner Gemahlin war, urkundlich 31. Oktober 1357 bis 27. Februar 1380, (* um 1348; † nach 26. Februar 1380);
⚭ (vor 28. Juli 1362) N von Weida, urkundlich 1363, (* nach 1346; † 1363/1366), Tochter von Heinrich XI. (X.) „der Ältere“ von Weida (1289–1366) und Katharina von Schönburg-Crimmitschau (1310–1362)
          - F1. Heinrich der Ältere[12][13][ADB 5], 1391 Ritter des Deutschen Ordens, 1399 bis 1402 Komtur von Danzig, 1402 bis 1407 Komtur von Nessau und Pfleger zu Morin, 1407 bis 1410 Komtur von Schwetz, 1410 Statthalter des Hochmeisters, 27. Hochmeister des Deutschen Ordens (9. November 1410–14. Oktober 1413), 1413 bis 1414 Komtur von Engelsburg, 1414–1422/29 in Gefangenschaft in der Feste Brandenburg am frischen Haff, 1424 Pfleger zu Lochstädt, (* um 1370 in Thüringen; † vor 28. Dezember 1429 auf Burg Lochstädt; ▭ in der St. Annenkapelle der Marienburg)
          - F2. Heinrich der Jüngere,[12][13] Ritter des Deutschen Ordens, 1405 bis 1406 Pfleger zu Barten, 1410 bis 1413 Komtur von Danzig und Pfleger zu Lochstädt, 1424 bis 1434 Pfleger zu Barten, 1440 bis 1441 Pfleger zu Balga, urkundlich 2. Juli 1405 bis 12. Februar 1434, (* um 1372; † nach 4. Juli 1441)
          - F3. Elisabeth (Else),[12][13] urkundlich 1. Mai 1405 bis 1419, (* um 1374; † nach 3. Juni 1435);
⚭ () Friedrich X. von Schönburg-Hassenstein, urkundlich 1394 bis 1418, (* um 1370; † nach 1418), Sohn von Bernhard I. von Schönburg-Hassenstein (1324–1380) und Agnes von Querfurt

        - E3. Heinrich,[12][13] Mönch im Kloster Pegau, urkundlich 31. Oktober 1357 bis 29. August 1373, (* um 1350; † nach 29. August 1373)
        - E4. Dorothea,[12][13] 1369 Nonne im Kloster Cronschwitz, 14. Februar 1377 älteste Klosterfrau in Cronschwitz, urkundlich 29. August 1363 bis 29. September 1415, (* um 1352; † nach 29. September 1415)
        - E5. Barbara,[12][13] 1369 Nonne im Kloster Cronschwitz, Unterpriorin 1396, Priorin 1400–1406, urkundlich 29. August 1363 bis 29. September 1415, (* um 1354; † nach 1363/1377)

      - D2. Heinrich VI. (VIII.), „der Jüngere“,[12][13] Vogt von Plauen, Herr zu Plauen (1348–1368/1370), vor 1348 Herr von Voigtsberg, erhält in der Landesteilung um 1348 die Herrschaft Plauen mit Auerbach, Gansgrün und Triebel, tritt die Pfandverschreibung über Asch und Selb an Böhmen ab, urkundlich 24. Juli 1343 bis 25. August 1368, (* um 1324; † vor 28. Dezember 1370);
⚭ (1353) Luitgard von Kranichfeld, urkundlich 24. Januar 1360 bis 30. März 1376, (* um 1334; † nach 30. März 1376), Tochter von Hermann III. von Kranichfeld (1290–1352) und Gräfin Irmgard von Käfernburg (1298-)
        - E1. Anna[Anm. 18] von Plauen, zu Remda, urkundlich 1396, (* um 1354; † nach 26. Oktober 1412);
⚭ () Graf Heinrich XI. (XV.) von Schwarzburg, zu Leutenberg (1365), zu Remda (1372), „der Jüngere“ (1358), urkundlich 1355 bis 1401, († 1402; ▭ im Kloster Ilm), Sohn von Graf Heinrich VIII. (IX.) von Schwarzburg (1300–nach 1358) und Helena von Zollern-Nürnberg (1307–1378)
        - E2. Heinrich IX. (VIII.),[12][13] Herr zu Plauen (1373–1412/1413), 1384 Herr zu Auerbach, besitzt Plauen als böhmisches, Auerbach, Pausa, Gefell und Liebau als meißnisch-thüringische Lehen, kauft 1387 die Herrschaft Königswart in Böhmen von den Landgrafen von Leuchtenberg, 1410 in Preußen als Diplomat des Deutschen Ordens, urkundlich 24. Juli 1373 bis 2. September 1412, mündig (25 Jahre) geworden am 22. Dezember 1387, (* um 1362; † vor 5. Juli 1413 in Prag);
⚭ (1383/1386) Anna von Riesenburg, urkundlich 1383 bis 29. März 1411, (* um 1366; † nach 1411), Tochter von Borso von Riesenburg (-1389) und Sophie von Meißen
          - F1. Heinrich X. (IX.),[12][13][21][22] Herr von Plauen (partim) (1408–1446/1447), als Heinrich I. Burggraf von Meißen (1426–1439), Herr von Petschau (1412), Pfleger zu Eger (1413–1415), in Gefangenschaft der Böhmen (1418–1419) in Prag, Herr von Königswart (1422), Reichshofrichter und Hauptmann des Pilsener Kreises (1425), wird (21. Juli 1426 in Blindenburg) als Heinrich I. nach Absterben der Meinheringer mit der Burggrafschaft Meißen und der Grafschaft Hartenstein vom Kaiser Sigismund belehnt nebst fürstlicher Würde, Sitz und Stimme auf dem Reichstag, seitdem führten er und seine Nachkommen den Titel Burggraf zu Meißen, Graf zum Hartenstein und Herr zu Plauen, erhält (7. September 1428 in Arnshaugk) Schloss Frauenstein von Sachsen zu Lehen, verzichtet (4. Mai 1439) zu Gunsten Sachsens auf die Burggrafschaft Meißen und Frauenstein, 1440 auf die Lehenshoheit über Wildenfels, urkundlich seit 17. Dezember 1410, (* um 1387; † zw. 28. Dezember 1446 und 2. Januar 1447 in Cheb/Eger; ▭ ebenda);
⚭ I: (vor 3. Juni 1410) Margarete von der Dahme, 1406 Herrin zu Meerane, 1411 Herrin zu Auerbach, urkundlich 24. August 1406 bis 2. September 1412, (* um 1390; † nach 2. September 1412), Witwe von Sigismund II., Herr von Schönburg-Crimmitzschau (-1405), Tochter von Hans von der Dahme (1359–1406) und Anna N.N. (1365-);
⚭ II: () Katharina von Sternberg (* um 1400), Tochter von Ales Holitz von Sternberg (Aleš Holický ze Šternberka) (1380–1455) und Elisabeth von Berkowic (Eliška z Boskovic) (-1455);
⚭ III: (8. Januar 1441) Anna Holitz von Sternberg, urkundlich bis 1446, (* um 1413)
            - G1. [I] Heinrich (XII. ?),[21][22] urkundlich 20. April 1428, (* um 1414; † 1429)
            - G2. [I] Heinrich II.,[21][22] Burggraf von Meißen (1446/1447–1466) etc., Herr zu Plauen, Königswart, Petschau und Neuhartenstein in Böhmen, erhält 1443 die sächsische Belehnung mit Pausa, Gefell, Linda, Ober- und Nieder-Reichenau, Ebersgrün, Liebau und Pirk, auf die sein Vater verzichtet hatte, lässt 1456 Pausa und Linda wieder an Sachsen auf, verliert 1466 die Herrschaft Plauen, Pausa, Gefell und Graßlitz an Sachsen, urkundlich 20. April 1428 bis 2. Mai 1482, (* um 1417; † zw. 2. Mai 1482 und 3. Juni 1484); ⚭ I: (zw. 8. November 1456 und 22. Juni 1461; o|o vor 1467) Prinzessin Anna (Agnes) von Anhalt-Zerbst[23] (* um 1433; † 8. April 1492), (⚭ II: (1467) Graf Johann II. von Honstein-Vierraden (* um 1420; † 13./30. November 1498)), Tochter von Fürst Georg I. von Anhalt-Zerbst-Dessau (1390–1474) und Euphemia von Schlesien-Oels (1390/1404–1442); ⚭ II: () Anna von Bünau[24] a. d. H. Elsterberg, urkundlich 3. Mai 1451 bis 27. Januar 1480, (* um 1430; † nach 1480), Tochter von Heinrich von Bünau und Barbara von Puster oder ⚭ II: () Katharina Swihowsky von Riesenburg[25]
              - H1. [II] Heinrich III. von Plauen,[21][22] Burggraf von Meißen (1482–1519), Landvogt der Niederlausitz (1494–1504), Herr zu Königswart, Petschau, Neuhartenstein und Theusing in Böhmen, verzichtet 1482 endgültig auf seine Ansprüche auf Plauen zu Gunsten der Wettiner, erhielt aber das Recht für sich und seine Nachkommen, weiterhin den Titel eines Burggrafen von Meißen zu führen, urkundliche Bestätigung 1490 durch Kaiser Friedrich III., 1489 Hauptmann des Löwlerbundes, urkundlich seit 2. November 1456, (* um 1453; † 28. August 1519 auf Burg Hartenštejn);
⚭ I: (18. Februar 1478 in Königswart) Gräfin Mechtild von Schwarzburg-Leutenberg (* um 1457; † 1492), Tochter von Graf Heinrich XX. (XXV.) von Schwarzburg-Leutenberg (1412–1464) und Brigitte von Gera (1437–1490);
⚭ II: (25. November 1503 in Waldmünchen) Prinzessin Barbara von Anhalt-Köthen (* um 1485; † zw. 10. August 1532 und 8. Februar 1533), (⚭ II: (1521; o|o 10. Juni 1528) Jan Mastovsky von Kolowrat auf Maschau († nach 1580)), Tochter von Fürst Waldemar VI. von Anhalt-Köthen (1450–1508) und Gräfin Margarete von Schwarzburg-Blankenburg (1464–1539)
                - I1. [I] Margarete,[21][22] urkundlich 1528 bis 1542, (* um 1480; † nach 1531);
⚭ (16. November 1501 in Buchau) Jaroslaw II. von Lobkowicz und Hassenstein zu Orbzistwi und Zitow (* 18. August 1483; † 1529), Sohn von Johannes von Lobkowicz (1450–1517) und Kunka von Ronow (-1472)
                - I2. [I] Ludmilla,[21][22] Nonne im Kloster St. Georg in Leipzig, später Klausnerin in Engelstadt, urkundlich 13. Dezember 1518 bis 1541, (* um 1482; † 1541)
                - I3. [II] Anna,[21][22] 29. Äbtissin des freien weltlichen Stiftes Gernrode (1532–1548), (* um 1506; † 18. März 1548 in Gernrode; ▭ in der Stiftskirche St. Cyriakus, ebenda)
                - I4. [II] Heinrich[21][22] (* Mai 1508; † jung)
                - I5. [II] Heinrich IV.[21][22][ADB 6], Burggraf von Meißen (1519–1554), Herr zu Plauen, Gera und Greiz (1547–1554), Herr zu Schleiz und Lobenstein (1550–1554), Herr zu Königswart, Petschau, Neuhartenstein und Theusing, 1530 böhmischer Schenk, 1542 Oberstkanzler der Krone Böhmen, königlicher Rat und Kämmerer, erwirbt 1547 bis 1550 die Herrschaften Plauen, Voigtsberg und Pausa, Greiz, Gera, Schleiz und Lobenstein, die Orte Graßlitz, Schöneck und Elbogen, sowie die Lehnshoheit über die von Zedtwitz zu Neuperg und Asch und die von Beulwitz zu Hirschberg, erobert 1553/54 im Kriege gegen Brandenburg-Kulmbach Stadt und Amt Hof, Amt Schauenstein und die Plassenburg bei Kulmbach, die aber sämtlich 1556 von seinen Söhnen wieder abgetreten werden mussten, (* 24. August 1510; † 19. Mai 1554 bei Stadtsteinach; ▭ 24. Mai 1554 in der Johanniskirche, Plauen);
⚭ (vor 29. August 1532) Gräfin Margareta von Salm-Neuburg, verkauft 1563 ihren Witwensitz Luditz an die von Lobkowicz und Hassenstein, (* 1517 in Neuburg am Inn; † 19. März 1573 in Schleiz; ▭ in der Bergkirche, ebenda), Tochter von Graf Nikolaus I. von Salm und Neuburg (1459–1530) und Freiin Elisabeth von Rogendorf (1480–1550)
                  - J1. Heinrich V., „der Ältere“,[21][22] Burggraf von Meißen (1554–1568), Herr zu Plauen, Schleiz und Lobenstein (1554–1563), Herr zu Gera und Greiz (1554–1562), erhält nach der Rückgabe von Greiz und Gera an die Herren Reuß in der Erbteilung von 1563 die Herrschaften Plauen und Voigtsberg und in Böhmen Theusing, Buchau, Graßlitz und Elbogen, verpfändet 1563 Plauen und Voigtsberg an Kursachsen, 1564 Elbogen an Böhmen, 1567 Buchau, Engelsburg, Theusing und Graßlitz an die Geraischen Landerben, (* 9. Oktober 1533 in Andělská Hora; † 24. Dezember 1568 in Hof; ▭ 4. Januar 1569 in der Bergkirche, Schleiz);
⚭ (25. August 1555 in Onolzbach) Markgräfin Dorothea Katharina von Brandenburg-Ansbach (* 23./24. Februar 1538 in Onolzbach; † 8./18. Januar 1604 in Toužim/Theusing; getauft 4. März 1538; ▭ (1607) in der Johanniskirche, Plauen), Tochter von Markgraf Georg von Brandenburg-Ansbach (1484–1543) und Prinzessin Amalie von Sachsen (1516–1591)
                    - K1. Heinrich[21][22] (*† 16. März 1557 in Theusing; ▭ in der Bergkirche, Schleiz)
                    - K2. Heinrich[21][22] (* um 1563; † jung in Theusing; ▭ in der Bergkirche, Schleiz)
                    - K3. Heinrich[22] (* um 1564; † jung in Theusing; ▭ in der Johanniskirche, Plauen)
                    - K4. Heinrich[21][22] (* um 1567; † jung in Theusing; ▭ in der Johanniskirche, Plauen)

                  - J2. Heinrich VI., „der Jüngere“,[21][22] Burggraf von Meißen (1554–1572), Herr zu Plauen (1554–1563), Herr zu Gera und Greiz (1554–1562), Herr zu Schleiz (1554/1563–1572) und Lobenstein (1554/1563–1569), erhält nach der Rückgabe von Greiz und Gera an die Herren Reuß in der Erbteilung von 1563 die Herrschaften Schleiz mit Burgk, Saalburg und Reichenfels, Lobenstein, Pausa und Engelsburg, verliert 1563/1569 Plauen und das Vogtland an Sachsen, da er das 1559 an den Kurfürsten von Sachsen verpfändete Land nicht mehr einlösen konnte, verpfändet 1569 die Herrschaft Lobenstein an Georg Vitzthum von Eckstädt,[26] (* 29. Dezember 1536 in Meißen; †† 22. Januar 1572 in Schleiz; ▭ in der Bergkirche, Schleiz);
⚭ I: (9. April 1564 in Fallersleben) Prinzessin Katharina von Braunschweig-Lüneburg-Gifhorn (* 1548 in Gifhorn; † 10. Dezember 1565 in Schleiz; ▭ in der Bergkirche, Schleiz), Tochter von Herzog Franz von Braunschweig-Lüneburg-Gifhorn (1508–1549) und Prinzessin Klara von Sachsen-Lauenburg (1518–1576);
⚭ II: (27. August 1566 in Stettin) Herzogin Anna von Pommern-Stettin, erhält 1572 mit kaiserlicher Bestätigung, aber ohne Einwilligung der Reußen, die Herrschaft Schleiz mit Saalburg und Burgk als Witthum und bleibt im Besitz derselben selbst nach ihrer Wiederverheiratung, der Rechtsstreit darüber währt bis 1589 und endet mit einem Vergleich im Jahr 1590, in dem sie die Herrschaft Schleiz gegen eine Barzahlung von 42.250 Gulden an die Herren Reuß herausgegeben hat, (* 5. Februar 1531 in Stettin; † 13. Oktober 1592 in Rosenberg; ▭ 20. Oktober 1592 in der St. Johanniskirche, Barby), (⚭ I: (16. Mai 1557 in Zerbst) Fürst Karl von Anhalt-Zerbst (* 17. November 1534 in Dessau; † 4. Mai 1561 in Zerbst); ⚭ III: (23. September 1576 in Schleiz) Graf Justus III. von Barby-Mühlingen (* 8. Mai 1544 in Mühlingen; † 9. August 1609 in Rosenburg[27])), Tochter von Herzog Barnim IX./XI. von Pommern-Stettin (1501–1573) und Prinzessin Anna von Braunschweig-Lüneburg (1502–1568)
                    - → Linie erloschen

                - I6. [II] Heinrich,[21][22] urkundlich 27. Februar 1515, (* um 1512; † 1518 in Neuhartenstein)
                - I7. [II] Margarete,[21][22] urkundlich seit 27. Februar 1515, (* um 1514; † 29. Oktober 1555 in Theusing; ▭ ebenda);
⚭ (1535) Freiherr Bogislaw (Bohuslaw) Felix von Lobkowicz und Hassenstein auf Litschkau, 1570 oberster Landrichter in Böhmen, (* 13. Januar 1517; † 27. August 1583 in Litschkau), (⚭ II: (nach 1555) Anna von Vitzthum und Egersberg (* um 1521; † 22. März 1587)), Sohn von Freiherr Wenzel (Václav) von Lobkowicz und Hassenstein (1500–1520) und Sidonia von Vitzthum (1492-)
                - I8. [illegitim mit Margareta Pigkler] Heinrich „der Unechte“,[21][22][28] verzichtet 1523 auf den burggräflichen Namen, (* 1501; † zw. 15. Oktober 1548 und 28. April 1550 in Haft in Wien)

              - H2. [II] eine Tochter[21][22]
⚭ () Wazlaw von Lobkowitz und Hassenstein († 27. Februar 1515)
              - H3. [II] Dorothea,[21][22] urkundlich 21. Februar 1524 bis 25. August 1529, (* um 1457; † nach 1529);
⚭ (1496) Burggraf Alexander von Leisnig, Pfandherr zu Duppau, († 13. Januar 1528), Sohn von Burggraf Georg (II.) von Leisnig (1436–1474/1476) und Johanna von Colditz (–1513)
              - H4. [II] Maria[21][22] (* um 1459);
⚭ () Nikolaus II. (III.) von Lobkowicz und Hassenstein, urkundlich 1480 bis 1499.
              - H5. [II] Katharina[21][22] (* um 1461; † 1520; ▭ in Altbunzlau);
⚭ (um 1509) Jaroslaw IV. von Schellenberg und Kost auf Alt-Prerau, oberster Kämmerer der Krone Böhmen, urkundlich 1515, (* 11. November 1480 in Přerov nad Labem/Alt Prerau; † 14. März 1550/56), Sohn von Johann II. von Schellenberg, Herzog von Schlesien-Jägerndorf (1442–1506) und Johanna von Straz (1442–1495)
              - H6. [II] Euphrosyne[29] (* um 1463);
⚭ () Friedrich Zdiarsky von Zdiar auf Smikousy und Usetaty, urkundlich 1520, († 1536)
              - H7. [II] Margarethe,[30] urkundlich 1526, Nonne im Kloster Cronschwitz

            - G3. Margarete,[21][22] Erbin von Königswart, urkundlich 14. Oktober 1429 bis 1464, (* um 1419; † nach 1464);
⚭ (vor 1436) Heinrich Kruschina von Schwamberg auf Königswart, 1440 Hauptmann von Pilsen, 1447 Hauptmann von Eger, urkundlich seit 1409, (* um 1394; † um 1455), Sohn von Bohuslav V. (IV.) von Schwamberg (1364–1404) und Anna Krušinova z Lichtemburka (–)
            - G4. Anna,[21][22] urkundlich 22. April 1432, (* um 1421; † vor 7. Oktober 1461);
⚭ (1439) Veit II., Herr von Schönburg-Glauchau (* 1418; † 25. November 1472), Sohn von Friedrich XII., Herr von Schönburg-Glauchau und Waldenburg (1391–1426) und Sophie von Meissen (1399–1435)

          - F2. Anna,[12][13] Kanonissin zu Quedlinburg (1416–1418), 25. Äbtissin der Reichsabtei in Quedlinburg (1435–1458), urkundlich 12. Juni 1417, (* um 1389; † 13. Januar 1458; ▭ in der Stiftskirche St. Servatius (Quedlinburg))

        - E3. Elisabeth (Else),[12][13] urkundlich 1387, (* um 1364; † nach 22. Dezember 1387)

    - C2. Heinrich,[12][13] Domherr in Merseburg (1322–1333), Meißen (1322–1329) und Naumburg (1322–1346), urkundlich 25. Juli 1317 bis 10. April 1346, (* um 1309; † nach 10. April 1346)
    - C3. Katharina,[12][13] urkundlich 15. Mai 1318, (* um 1310; † vor 1. März 1336);
⚭ (vor 16. September 1323) Heinrich XI. (X.), Vogt von Weida, urkundlich 14. Juni 1289 bis 1363, (* um 1289; † vor 21. November 1366), Sohn von Heinrich IX. (VIII.) von Weida (1260–1320) und N.N. von Lobdeburg (–)
    - C4. eine Tochter[31] (* um 1313);
⚭ () Burchard II. von Lobdeburg-Elsterberg in Schwarzburg (* um 1309; † nach 1346)
    - C5. Irmgard,[12] Nonne in Cronschwitz, urkundlich 1328.
    - C6. Elisabeth,[12] Priorin in Cronschwitz, urkundlich 1349 bis 1355.

  - B2. Heinrich,[12][13] 1299 Ritter des Deutschen Ordens, 1320 Pfleger zu Eylau, 1330 Vogt des Bischofes von Pomeranien, 1336 Komtur von Reichenbach, urkundlich 21. März 1316 bis 7. Oktober 1336, (* um 1286; † nach 1336)
  - B3. Heinrich,[12][13] Mönch im Kloster Buch, urkundlich 26. Januar 1332, (* um 1288; † nach 26. Januar 1332)
- A3. [III ?][19] Heinrich I., „der Reuße“,[12][13][32][33] Vogt und Herr von Plauen (jüngere Linie) (1274(?)-1295), 1289 Ritter, (* um 1256; † 12. Dezember 1295);
⚭ (um 30. März 1289) Gräfin Jutta von Schwarzburg-Blankenburg (* um 1277; † nach 10. Mai 1329 im Kloster Ilm), (⚭ II: (vor 8. Februar 1305) Markgraf Friedrich Clem von Meißen, (* 1273; † 25. April 1316)), Tochter von Graf Heinrich V. von Schwarzburg in Blankenburg (1247–1285) und Sofija von Galizien (1255–1307)[34][35]
  - B1. Heinrich II.,[12][32][33] Vogt und Herr von Plauen (jüngere Linie) (1303–1306), Herr zu Greiz (1306–1350), 1302 genannt von Schwarzburg, 1307 der Reuße genannt, erhält in der Landesteilung von 1306 die Herrschaft Greiz mit Werdau, Reichenbach, Mylau, Ronneburg und Schmölln, erwirbt durch Kauf oder Schenkung zeitweilig die Schlösser bzw. Orte Waldeck, Gleisberg (heute Kunitzburg bei Jena), Pölzig, Langenberg, Schönfels, Wiesenburg, Kirchberg, drei Teile von Landsberg (der vierte gehörte zu Gera) und als Pfandbesitz die Schlösser und Städte Triptis, Auma und Ziegenrück, 1316 Landrichter im Pleißenland, 1323 bis 1324 Hauptmann zu Meißen, im Oster- und Pleißenland, 1324 bis 1328 Generalkapitän und Vormund des Markgrafen Friedrich des Ernsthaften zu Meißen, erhält 1327 Schloss Stein (Posterstein bei Altenburg) von der Krone Böhmen zu Lehen, urkundlich 14. Februar 1301 bis 15. Oktober 1349, (* um 1289 in Plauen; † 18. Dezember 1350); ⚭ I: (1306) Gräfin Sophie von Beichlingen, urkundlich 12. August 1313, (* um 1288; † vor 1335), Tochter von Graf Heinrich I. von Beichlingen und Lohra (1252–1335) und Gräfin Oda von Honstein (1270-);
⚭ II: vor (1335) Prinzessin Salome von Schlesien-Glogau, urkundlich 25. Januar 1349 bis 12. Juni 1359, (* um (1319); † nach 12. Juni 1359), Tochter von (?) Herzog Heinrich II. (IV). von Schlesien-Glogau-Sagan (1292–1342) und Mechthild von Brandenburg (1296–1321)
    - C1. [I] Heinrich,[32][33] urkundlich 24. September 1327 bis 11. Oktober 1335, (* um 1313; †† nach 1335);
⚭ () N.N. von Orlamünde
    - C2. [I] eine Tochter,[33] urkundlich 1324,
⚭ () N.N. Berka von Duba
    - C3. [II] Mechtild,[32][33] urkundlich 22. November 1340, (* um 1323 (?) in Plauen; † zw. 22. November 1340 und 2. November 1343);
⚭ () Hermann VI., Herr von Schönburg-Crimmitschau, urkundlich 1322 bis 1375, († 7. Juni 1382), (⚭ II: () Brigitte (Jutta) von Leisnig; ⚭ III: () Mechtild von Hackeborn († um 1386)), Sohn von Friedrich (Fritz) IV., Herr von Schönburg-Crimmitschau (-1347) und Anna (Agnes) von Kittlitz (1288–1369)
    - C4. [II] Jutta,[32][33] urkundlich 26. August 1344, (* um 1331 in Plauen; † nach 1344);
⚭ (26. August 1344 Dispens) Heinrich VI., Vogt von Gera, urkundlich 20. Januar 1344 bis 26. August 1344, (* um 1332 in Gera; † nach 1344)
    - C5. [II] Heinrich III., „der Ältere“[32][33] Reuß von Plauen, Herr zu Greiz (1350–1368), verliert 1358 im Vogtländischen Krieg die Städte Triptis, Auma und Ziegenrück, erhält in der brüderlichen Erbteilung von 1359 Schloss und Stadt Greiz, die Mannschaft zu Treuen und Dölau, ferner Wiesenburg und die Stadt Kirchberg, besitzt dagegen Schloss Mylau und Stadt Reichenbach, welche 1358 böhmische Lehen geworden sind, gemeinsam mit seinen Brüdern, nimmt 1367 die Feste Treuen von Böhmen zu Lehen, urkundlich 22. September 1351 bis 21. August 1367, (* um 1333 in Plauen; † vor 18. August 1368);
⚭ I: () Jutta von Hackeborn (* um 1343), Tochter von Albrecht VI. von Hackeborn (1302–1368) und Rixa von Schrapelau (1315–1348);
⚭ II: (vor 4. März 1355) Burggräfin Agnes von Leisnig zu Penig, urkundlich 4. März 1355 bis 6. Dezember 1359, († nach 6. Dezember 1359) Tochter von Burggraf Otto I. von Leisnig (1306–1363) und Burggräfin Elisabeth von Altenburg (1325–1389)
      - D1. [I] Heinrich VI., „der Ältere“[32][33] Reuß von Plauen, Herr zu Greiz (Hinterschloss) (1368–1449), 1371 Landvogt der Niederlausitz, verkauft 1394 die Hälfte von Wiesenburg an die Markgrafen von Meißen, erbt 1398 Schloss Stein von Heinrich V., 1428 bis 1431 kurpfälzischer Rat, urkundlich 18. August 1368, (* um 1355 in Plauen; † nach 23. Mai 1449);
⚭ (nach 14. Februar 1375) Gaudentia von Lobdeburg-Elsterberg, urkundlich 14. Februar 1375 (noch unvermählt) bis 28. November 1395, (* um 1359; † nach 28. November 1395), Tochter von Hermann von Lobdeburg-Elsterberg (-1394) und Agnes von Wildenfels (-1425)
        - E1. Anna,[32][33] urkundlich 4. Juli 1410 bis 8. November 1429, (* um 1378; † nach 8. November 1429);
⚭ (um 1395) Graf Oswald von Truhendingen, urkundlich 1383 bis 1428, (* um 1380; † um 1428)
        - E2. Heinrich VIII.[32][33] Reuß von Plauen, Herr zu Greiz (?) (1398–1426/1436), urkundlich 21. August 1419 bis 20. Mai 1426, (* um 1382; † nach 20. Mai 1426 oder 1436)
        - E3. Heinrich,[32][33] Ritter des Deutschen Ordens, 1424 bis 1434 Pfleger zu Barten, 1430 und 1431 Obersttreßler, 1432 Großkomtur und Vogt zu Dirschau, 1432 bis 1467 Oberspittler, urkundlich 1. Februar 1424 bis 1. Februar 1467, (* um 1386; † nach 1. Februar 1467)

      - D2. [I] Heinrich VII., „der Jüngere“[32][33] Reuß von Plauen, Herr zu Greiz (Vorderschloss) (1368–1426), Bestätigung HRR 27. Februar 1405 in Heidelberg, 1415 Hauptmann zu Bernau, (* vor 1368; ⚔[7] gefallen 16. Juni 1426 in der Hussitenschlacht bei Aussig);
⚭ I: (vor 14. März 1398) Mechtild von Schönburg-Crimmitschau (* um 1380), Tochter von Hermann II. (VI.), Herr von Schönburg-Crimmitschau (1301–1382) und Burggräfin Brigitte (Jutta) von Leisnig (1358-);
⚭ II: (vor 3. Juni 1414) Burggräfin Irmgard (Ermgard) von Kirchberg zu Kranichfeld, erwirbt 1452 Schloss und Stadt Werdau und nennt sich seitdem Reussin von Plauen, Frau zu Werdau, urkundlich 15. Mai 1452 bis 31. Mai 1462, († nach 18. Juni 1462), Tochter von Burggraf Albrecht II. (III.) von Kirchberg und Margarethe von Kranichfeld
        - E1. [I] Heinrich IX., „der Ältere“[32][33] Reuß von Plauen, Herr zu Greiz (1426–1476), Herr zu Kranichfeld (1462–1476), erhält in der Erbteilung von 1449 das Hinterschloss Greiz mit der halben Stadt und Herrschaft, 1451 bis 1455 Pfandherr zu Voigtsberg, 1449 bis 1455 kursächsischer Rat, erbt 1462 von seinem Bruder Heinrich X. auch die andere Hälfte von Greiz, Schloss und Herrschaft Ober-Kranichfeld und die bischöflich Naumburger Lehen, urkundlich 1. Juni 1429 bis ca. 1475, (* um 1410; † vor 28. Februar 1476);
⚭ (1443) Freiin Magdalene zu Schwarzenberg, urkundlich 23. März 1463 bis 14. November 1485, (* um 1426; † nach 14. November 1485), Tochter von Erkinger I. von Seinsheim, Freiherr zu Schwarzenberg (1362–1437) und Gräfin Barbara von Abensberg (1383–1448)
          - F1. Margarete,[32][33] urkundlich 27. März 1472 bis 14. Februar 1506, (* um 1450 in Plauen; † nach 14. Februar 1506)
          - F2. Anna,[32][33] urkundlich 4. März 1473, (* um 1452 in Plauen; † nach 1501; ▭ in Frauenprießnitz);
⚭ I: () Hans Schenk von Tautenburg, urkundlich 1473, (* nach 1435; † um 1501);
⚭ II: () Ludwig Symacz (Zajímač), Herr zu Kunstadt († nach 1522)
          - F3. Magdalene[33] (* um 1454 in Plauen; † unbekannt)
          - F4. Heinrich XI., „der Ältere“[32][33] Reuß von Plauen, Herr zu Greiz (1476–1502), Herr zu Kranichfeld (1476–1485), 1479 bis 1482 kurmainzischer Statthalter im Eichsfeld, ab 1483 kursächsischer Rat und Pfleger zu Coburg, erhält in der Landesteilung von 1485 die halbe Herrschaft Greiz und besitzt die Naumburger Lehen mit seinem jüngsten Bruder Heinrich XIII. gemeinschaftlich, erwirbt 1500 an Stelle der Mitgift seiner Gemahlin vom Hause Gera die Stadt Zeulenroda zu Pfand, urkundlich 4. März 1473 bis 1. März 1500, (* um 1455 in Plauen; † vor 7. Juli 1502);
⚭ (2. Juli 1496) Katharina von Gera, urkundlich 7. Juli 1496 bis 23. Mai 1505, Ehevertrag vom 7. Juli 1496, (* um 1475; † nach 23. Mai 1505), Tochter von Heinrich XII., Herr von Gera zu Schleiz (1438–1500) und Gräfin Hedwig von Mansfeld-Heldrungen (1441–1527)
            - G1. Katharina,[32][33] urkundlich 23. Mai 1505 (unmündig), (* 28. Juni 1531; † kurz nach 28. Mai 1556; ▭ in Höckelheim);
⚭ (25. Juli 1529) Dietrich IV., Edler Herr von Plesse (* um 1499; † 22. Mai 1571), Sohn von Dietrich III. von Plesse (1470/76–1543) und Gräfin Anna von Spiegelberg (1472-)
            - G2. Kunigunde,[32][33] urkundlich 23. Mai 1505 bis 1537, zunächst Nonne (1526), danach Priorin im Kloster Cronschwitz (1527–1537), (* um 1501; † nach 1537)

          - F5. Heinrich,[32][33] Ritter des Deutschen Ordens, 1490 bis 1512 Pfleger zu Preußisch Eylau, 1520 bis 1524 Pfleger zu Bartenstein, urkundlich 28. Februar 1476 bis 1524, (* um 1456 in Plauen; † nach 4. April 1525)
          - F6. Heinrich,[32][33] Rektor der Universität Erfurt (1469), ob 1469 bis 1476 auch Dompropst in Naumburg (?), urkundlich 1465 bis 28. Februar 1476
          - F7. Heinrich XII., „der Mittlere“[32][33] Reuß von Plauen, Herr zu Greiz (1476–1485), Herr zu Kranichfeld (1476–1529), erhält in den Landesteilungen von 1485 und 1502 Ober-Kranichfeld und die Herrschaft Schauenforst, welche ca. 1497 von den Grafen von Gleichen verkauft war, tritt 1529 seinen Besitz an seinen Bruder Heinrich XIII. ab, wohnt zuletzt in Heilingen bei Kahla, urkundlich 28. Februar 1476, (* um 1459; † vor 29. September 1539);
⚭ (5. Februar 1488) Gräfin Katharina von Gleichen-Remda, urkundlich 5. Februar 1488 bis 14. Februar 1506, († nach 1509), Tochter von Graf Erwin V. von Gleichen-Remda (–1497) und Agnes von Regenstein (–1490)
            - G1. Margarethe,[32][33] urkundlich 14. Februar 1506 (noch unvermählt), († 5./12. November 1522; ▭ in Farnroda);
⚭ (1518) Burggraf Siegmund I. von Kirchberg zu Farnroda (* 1501; † 3. Mai 1567; ▭ in Farnroda), (⚭ II: () Ludmilla Schenk von Tautenburg († 1560/1561); Tochter von Georg Schenk von Tautenburg (–1512) und Anna von Schleinitz (–nach 1512); ⚭ III: () Margarethe von der Heyden), Sohn von Burggraf Georg I. von Kirchberg (–1519) und Barbara von Regenstein und Blankenburg (vor 1501–1529)
            - G2. Magdalena,[32][33] urkundlich 14. Februar 1506, († 8. Dezember 1521; ▭ in Kranichfeld);
⚭ (1516 in Plauen) Graf Ludwig II. von Gleichen-Blankenhain in Nieder-Kranichfeld (* um 1486 in Kranichfeld; † 29. April 1522; ▭ in Blankenhain), Sohn von Graf Karl I. von Gleichen-Blankenhain (1460–1495) und Gräfin Felicitas von Beichlingen (1468–1500)

          - F8. Heinrich,[32][33] Domherr zu Mainz und Propst zu St. Peter (1495), Propst von St. Martin zu Heiligenstadt, 1507 Propst zu Jechaburg, Domdechant zu Cölln (1518–1530), (* 1462; † 18. Dezember 1530; ▭ im Mainzer Dom)
          - F9. Heinrich,[32][33] urkundlich 28. Februar 1476.
          - F10. Heinrich XIII., „der Stille“[32][33] Reuß von Plauen, Herr zu Greiz (1476–1535), Herr zu Kranichfeld (1529–1535), Herr von Schauenforst (1529–1535), erhält in der Landesteilung von 1485 halb Greiz, erbt 1502 von Heinrich XI. die andere Hälfte der Herrschaft und kauft 1529 von Heinrich XII. Ober-Kranichfeld und Schauenforst, (* um 1464; † 8. Juni 1535 in Greiz);
⚭ I: (vor 14. Februar 1506) Anna Dorothea von Colditz, urkundlich 14. Februar 1506, (* um 1484), Tochter von Thimo X. (XIII.) von Colditz (1458–1508) und Margareta von Wartenberg (1462–1521);
⚭ II: () Gräfin Amalia von Mansfeld-Vorderort, urkundlich 9. Juni 1536 bis 5. Oktober 1554, (* um 1506; † nach 1557), Tochter von Graf Ernst II. von Mansfeld-Vorderort (1479–1531) und Barbara von Querfurt (1485–1511)
            - G1. [I] Heinrich XIV., „der Ältere“[36][37] Reuß von Plauen, Herr zu Greiz (1535–1547) und Herr zu Greiz und Gera (1562–1564), Herr zu Kranichfeld (1535–1572), als Heinrich I., „der Ältere“, Herr zu Unter-Greiz (1564–1572); nach der verlorenen Schlacht bei Mühlberg werden die Reußen 1547 ihrer Herrschaft Greiz enthoben, Greiz fällt an Burggraf Heinrich IV. von Meißen, 1562 erhalten sie die Herrschaft nebst Gera zurück, er erhält bei der brüderlichen Teilung von 1564 die Herrschaft Unter-Greiz und 1566 den dritten Teil von Ober-Kranichfeld, 1549 bis 1560 kursächsischer Geheimer Rat, 1549 bis 1552 Hauptmann in Zwickau, Werdau und Schneeberg, 1552/53 Hofmarschall, (* 1506; † 22. März 1572 in Greiz; ▭ ebenda);
⚭ (10. Januar 1524) Barbara von Metsch a. d. H. Schönfeld (* 1507; † April 1580 in Greiz; ▭ ebenda), Tochter von Georg von Schönfeld und Plohn, Herr von Metsch (1481-) und Katharina von Tettau (1485-) – Stifter von Reuß ältere Linie
              - H1. Agnes[36][37] (* 1525 in Greiz; † 18. September 1608 in Burgk; ▭ 27. September 1608 in der Bergkirche, Schleiz)
              - H2. Maria[36][37] (* 1526 in Greiz; † 12. Januar 1619 in Burgk; ▭ 4. Februar 1619 in der Bergkirche, Schleiz)
              - H3. Sabina[36][37] (* 1532 in Greiz; † 14. Juni 1619 in Zwickau; ▭ ebenda);
⚭ (1. März 1568 in Greiz) Graf Friedrich II. von Schwarzenberg und Hohenlandsberg (* 28. April 1540 † 19. Januar 1570), Sohn von Freiherr Friedrich „der Unglückliche“ von Schwarzenberg und Hohenlandsberg (1498–1561) und Gräfin Anna von Oettingen-Oettingen (-1549)
              - H4. Katharina,[36][37] testiert 19. September 1589, (* um 1536 in Greiz; † 7. Juni 1590 in Dölau; ▭ 11. Juni 1590 in Greiz)
              - H5. Anna[36][37] (* 1540 in Greiz; † 6. Oktober 1616; ▭ 24. Oktober 1616 in Greiz)
              - H6. Heinrich I.[36][37] (* 1542 in Greiz; † 20. Februar 1572; ▭ ebenda)
              - H7. Heinrich II., „der Lange“[36][37] Reuß von Plauen, Herr zu Greiz, Herr zu Untergreiz (1572–1583–1596), Herr zu Burgk (1596–1608), Herr zu Kranichfeld (1572–1586), Herr zu Lobenstein (1577–1585); seit 1577 im Mitbesitz der Herrschaft Lobenstein, die bis dahin an Vitzthum von Eckstädt verpfändet war, erhält in der brüderlichen Teilung von 1583 halb Untergreiz, 1585 Verkauf des Anteils von Lobenstein und 1586 des von Kranichfeld an Heinrich II. Reuß zu Gera, seit 1590 im Mitbesitz der Herrschaft Schleiz mit Saalburg und Burgk, die bis dahin im Besitz von Anna, der Witwe des letzten Burggrafen von Meißen, war, erhält in der Schleizer Teilung von 1596 Schloss Burgk mit den Dörfern Möschlitz, Grochwitz, Mönchgrün, Remptendorf, Pahnstangen, Plothen und Neundorf, worauf er Untergreiz an seinen Bruder Heinrich V. verkauft, (* 12. Dezember 1543 in Greiz; † 24. Mai 1608 in Burgk; ▭ 16. Juni 1608 in der Bergkirche, Schleiz);
⚭ I: (21. September 1573 in Oettingen) Gräfin Judith von Oettingen-Oettingen (* 3. Oktober 1544/48 in Oettingen; † 4. November 1600 in Burgk; ▭ 18. November 1600 in der Bergkirche, Schleiz); Tochter von Graf Ludwig XVI. von Oettingen-Oettingen (1508–1569) und Gräfin Margarethe von Lützelstein (1523–1560);
⚭ II: (7. November 1601 in Burgk) Gräfin Anna von Mansfeld (* 1563; † 21. Dezember 1636 in Dürrenberg;[Anm. 19] ▭ 22. Februar 1638 in der Bergkirche, Schleiz), Tochter von Graf Christoph II. von Mansfeld zu Mittelort (1520–1591) und Gräfin Amalie von Schwarzburg-Blankenburg (1528–1589)
                - I1. [I] Heinrich I.[36][37] (* 25. (?) November 1574 in Greiz; ⚔[7] gefallen 22. Oktober 1596 in der Schlacht bei Erlau/Eger (Ungarn))
                - I2. [I] Heinrich II.[36][37] Reuß von Plauen, Herr zu Burgk (1608–1639), Herr zu Dölau (1636–1639); überlässt 1611 seinem Bruder Heinrich III. die Alleinregierung, erhält 1616 nach Aussterben der mittleren Linie († Heinrich XVIII.) die Dörfer Friesau, Zoppoten und Rauschengesees, sowie aus der Pflege Reichenfels, Mehla, Kauern, Lunzig, Hain und Brückla und übernimmt die Alleinherrschaft in Burgk, erbt 1636 Dölau von seinem Bruder Heinrich IV., 1613 bis 1638 markgräflich brandenburgisch Bayreuther Geheimrat und Landeshauptmann zu Hof, (* 30. Dezember 1575 in Greiz; † 6. September 1639 in Burgk; ▭ 21. November 1639 in der Bergkirche, Schleiz);
⚭ (29. September 1609 in Burgk) Magdalene von Putbus (* 21. Februar 1590 in Wildenbruch; † 12. Januar 1665 in Burgk; ▭ in der Bergkirche, Schleiz), Tochter von Ludwig I., Herr von Putbus (1549–1594) und Gräfin Anna Marie von Honstein (1558–1595)
                  - J1. Heinrich I.[36][37] (* 19. Mai 1613 in Hof; † 8. Juli 1635 in Greiz; ▭ 3. September 1635 in der Bergkirche, Schleiz)
                  - J2. Marie Sophie[36][37] (* 18. Juni 1614 in Hof; † 21. Mai 1690 in Eisenberg/auf Elzenberg; getauft 21. August 1614 St. Michaelis, Hof);
⚭ (2. Oktober 1636 in Glauchau) Johann Kaspar, Herr von Schönburg-Penig (* 27. Dezember 1594 in Penig; † 23. Januar 1644 in Hinterglauchau), Sohn von Wolf III., Herr von Schönburg-Penig-Waldenburg (1556–1612) und Elisabeth von Tschernembl (1563–1601)
                  - J3. Heinrich II.[36][37] (* 5. August 1615 in Hof; † 8. Dezember 1631 ebenda; getauft 27. August 1615 St. Michaelis, Hof; ▭ ebenda)
                  - J4. Heinrich III.[36][37] Reuß von Plauen, Herr zu Burgk und Dölau (1639–1640), (* 15. September 1616 in Hof; †† 7. Juni 1640 in Burgk; getauft 29. September 1616 St. Michaelis, Hof; ▭ 22. Juli 1640 in der Bergkirche, Schleiz)
                    - → Linie erloschen – Burgk fällt an Untergreiz, Dölau fällt an Obergreiz

                  - J5. Anna Judith[36][37] (* 12. Juli 1618 in Hof; † 19. April 1629 ebenda; getauft 15. Juli 1618 St. Michaelis, Hof; ▭ ebenda)
                  - J6. Heinrich IV.[36][37] (* 28. November 1619 in Hof; † 22. Februar 1620 ebenda; getauft 12. Dezember 1619 St. Michaelis, Hof; ▭ 14. März 1620 ebenda)
                  - J7. Agnes Magdalene[36][37] (* 20./26. April 1621 in Hof; † 8. September 1623 ebenda; ▭ 1. Oktober 1623 ebenda)
                  - J8. Katharina Margareta[36][37] (* 18. Juli 1623 in Hof; † 27. September 1623 ebenda; ▭ 1. Oktober 1623 ebenda)
                  - J9. Elisabeth Sibylle[36][37] (* 15. September 1627 in Hof; † 9. Januar 1703 in Burgk; ▭ 8. Februar 1703 in der Bergkirche, Schleiz);
⚭ (8. Januar 1655 in Greiz) Heinrich II. Reuß, Herr zu Untergreiz (* 8. Januar 1634 in Greiz; † 5. Oktober 1697 in Gera)

                - I3. [I] Johanna[36][37] (* 3. Juni 1577 in Greiz; † 15. Oktober 1656 in Burgk; ▭ in der Bergkirche, Schleiz)
                - I4. [I] Heinrich III.[36][37] Reuß von Plauen, Herr zu Burgk (1608–1616); übt seit 1611 die Regierung im Namen seiner Brüder allein aus, (* 22. Dezember 1578 in Greiz; † 24. Juni 1616 in Gefell, ermordet; ▭ 16. Juli 1616 in der Bergkirche, Schleiz);
⚭ (21. Februar 1602 in Gera) Anna Magdalena von Schönburg-Waldenburg (* 1. Februar 1582 in Waldenburg, † 7. Januar 1615 in Burgk; ▭ 7. Februar 1615 in der Bergkirche, Schleiz); Witwe von Rudolf Schenk von Tautenburg; Tochter von Georg III., Herr von Schönburg-Waldenburg (1558–1611) und Eva Schenk von Landsberg (1560–1613)
                  - J1. Heinrich I.[36][37] (* 9. Januar 1611 in Burgk; † 7. Februar 1611 ebenda; ▭ 18. Februar 1611 in der Bergkirche, Schleiz)
                  - J2. Heinrich II.[36][37] (* 17. Mai 1612 in Burgk; † 27. Juli 1612 ebenda; ▭ in der Bergkirche, Schleiz)
                  - J3. Juditha Eva[36][37] (* 26. Februar 1614 in Burgk; † 28. November 1666 in Penig; ▭ ebenda);
⚭ (3. Juli 1636 in Penig) Wolf Heinrich I., Herr von Schönburg-Penig (* 7. November 1605 in Penig; † 5. Dezember 1657 ebenda), Sohn von Wolf III., Herr von Schönburg-Penig-Waldenburg (1556–1612) und Anna Barbara Reuß zu Untergreiz (1585–1629)

                - I5. [I] Heinrich IV.[36][37] Reuß von Plauen, Herr zu Burgk (1608–1616), Herr zu Dölau (1616–1636); überlässt 1611 seinem Bruder Heinrich III. die Alleinregierung, erhält 1616 nach Aussterben der mittleren Linie († Heinrich XVIII.) Schloss Dölau, sowie die Ortschaften Sachswitz, Kaselwitz, Gabla, Fröbersgrün, Arnsgrün, Dobia, Bühna und Bernsgrün und überlässt seinem Bruder Heinrich II. dafür Burgk, (* 9. Dezember 1580 in Greiz; †† 3. Januar 1636 im Schloss Dölau (Treppensturz); ▭ 25. August 1636 in der Bergkirche, Schleiz);
⚭ (1626) Gräfin Anna Genoveva zu Stolberg-Stolberg (* 3. Februar 1580 in Stolberg, † 18. Dezember 1635 in Dölau), Tochter von Graf Johann zu Stolberg-Stolberg (1549–1612) und Engela von Putbus (1550–1598)
                  - → Linie erloschen – Dölau fällt an Burgk

                - I6. [I] Anna Marie[36][37] (* 27. Januar 1582 (?); † 3. November 1636 in Burgk; ▭ 22. November 1638 in der Bergkirche, Schleiz)
                - I7. [I] Heinrich V.[36][37] (* 5. September 1583 in Greiz; † 21. (?) November 1583 ebenda; ▭ ebenda)
                - I8. [I] Heinrich VI.[36][37] (* 22. Mai 1587 in Greiz; ⚔[7] gefallen in einer Schlacht gegen die Polen nach 1. November 1604)

              - H8. Dorothea[36][37] (* 1546 in Greiz; † 23. Dezember 1564 ebenda; ▭ ebenda)
              - H9. Heinrich III.[36][37] Reuß von Plauen, Herr zu Greiz, Herr zu Untergreiz (1572–1582), Herr zu Kranichfeld (1572–1582), Herr zu Lobenstein (1577–1582); seit 1577 im Mitbesitz der Herrschaft Lobenstein, die bis dahin an Vitzthum von Eckstädt verpfändet war, (* 1546 in Greiz; † zw. 14. März 1581 und 17. November 1582 ebenda; ▭ 21. November 1582 ebenda)
              - H10. Heinrich IV.[36][37] (* 1548 in Greiz; † zw. 29. Juni 1572 und 4. Februar 1573)
              - H11. Heinrich V.[36][37] Reuß von Plauen, Herr zu Greiz, Herr zu Untergreiz (1572–1583/96–1604), Herr zu Kranichfeld (1572–1586), Herr zu Lobenstein (1577–1585); seit 1577 im Mitbesitz der Herrschaft Lobenstein, die bis dahin an Vitzthum von Eckstädt verpfändet war, erhält in der brüderlichen Teilung von 1583 halb Untergreiz, 1585 Verkauf des Anteils von Lobenstein und 1586 des von Kranichfeld an Heinrich II. Reuß zu Gera, seit 1590 im Mitbesitz der Herrschaft Schleiz mit Saalburg und Burgk, die bis dahin im Besitz von Anna, der Witwe des letzten Burggrafen von Meißen, war, verkauft 1595 seinen Schleizer Anteil (1/6) an die übrigen Erben, 1596 kauft er die andere Hälfte von Untergreiz von seinem Bruder Heinrich II., (* 4. November 1549 in Zwickau; † 9. Oktober 1604 in Greiz; ▭ 1. November 1604 ebenda);
⚭ (25. November 1583 in Waldenburg) Marie von Schönburg-Waldenburg (* 29. August 1565 in Waldenburg; † 9. März 1628 in Greiz; ▭ 23. April 1628 ebenda), Tochter von Hugo I., Herr von Schönburg-Waldenburg (1530–1566) und Gräfin Anna von Gleichen-Remda (1533–1570); Nachkommen siehe hier
              - H12. Barbara[36][37] (* um 1551 in Greiz; † 19. Januar 1580 ebenda; ▭ ebenda)

            - G2. [I] Magdalene[32][33] (* um 1508 in Greiz; † 11./13. Februar/November 1571; ▭ in Groß Leuthen);
⚭ (1533) Wilhelm Schenk von Landsberg, Herr zu Leuthen und Wustenhausen, (* um 1500 in Leuthen; † 3. Mai 1559), Sohn von Albrecht Schenk von Landsberg (1478–1517) und Katharine von Schönburg (1482-)
            - G3. [II] Dorothea[32][33] (* 1523; † 21. August 1572 in Glauchau; ▭ 29. August 1572 ebenda);
⚭ (12. Februar 1551 in Glauchau) Georg II., Herr von Schönburg-Glauchau (* 1529; † 13. September 1585), Sohn von Ernst III. „der Jüngere“, Herr von Schönburg-Waldenburg (1486–1534) und Burggräfin Amalie von Leisnig zu Penig (1508–1560)
            - G4. [II] Anna,[32][33] Kanonissin in Gernrode, (* 1524 in Plauen; † 22. April 1552)
            - G5. [II] Heinrich XV., „der Mittlere“[32][33] Reuß von Plauen, Herr zu Greiz (1535–1547) und Herr zu Greiz und Gera (1562–1564), Herr zu Kranichfeld (1535–1578), Herr zu Ober-Greiz (1564–1578), Herr zu Lobenstein (1577–1578); nach der verlorenen Schlacht bei Mühlberg werden die Reußen 1547 ihrer Herrschaft Greiz enthoben, Greiz fällt an Burggraf Heinrich IV. von Meißen, 1562 erhalten sie die Herrschaft nebst Gera zurück, er erhält bei der brüderlichen Teilung von 1564 die Herrschaft Ober-Greiz mit Zeulenroda und 1566 den dritten Teil von Ober-Kranichfeld, 1560 herzoglich sächsischer Geheimer Rat und Hauptmann zu Weida, seit 1577 im Mitbesitz der Herrschaft Lobenstein, die bis dahin an Vitzthum von Eckstädt verpfändet war, (* 8. November 1525 in Plauen; † 22. Juni 1578 in Greiz; ▭ 25. Juni 1578 ebenda);
⚭ (22./27. Oktober 1560 in Weimar) Gräfin Maria Salome von Oettingen-Oettingen (* 12. Januar 1535 in Oettingen; † 12. Januar 1603 in Greiz; ▭ 26. Januar 1603 ebenda), Tochter von Graf Ludwig XV. von Oettingen-Oettingen (1486–1557) und Gräfin Maria Salome von Hohenzollern (1488–1548) – Stifter von Reuß mittlere Linie
              - H1. Heinrich XVII., „der Ältere“[32][33] Reuß von Plauen, Herr zu Obergreiz (1578–1607), Herr zu Kranichfeld (1578–1607), Herr zu Lobenstein (1578–1588), Herr zu Schleiz (1596–1597); 1588 Verkauf des Anteils von Lobenstein an Heinrich II. Reuß zu Gera, seit 1590 im Mitbesitz der Herrschaft Schleiz mit Saalburg und Burgk, die bis dahin im Besitz von Anna, der Witwe des letzten Burggrafen von Meißen, war, die Brüder erhalten in der Schleizer Teilung von 1596 Stadt und Schloss Schleiz, er erhält in der brüderlichen Teilung von 1597 Obergreiz, (* 25. Juli 1561 in Glauchau; †† 8. Februar 1607 im Oberschloss, Greiz; ▭ 11. März 1607 in Greiz);
⚭ (28. Mai 1583 in Eisenberg) Gräfin Jutta von Waldeck-Eisenberg (* 12. November 1560 auf Burg Eisenberg; † 23. Mai 1621 im Oberschloss, Greiz; ▭ 28. Juni 1621 in Greiz), Tochter von Graf Wolrad II. von Waldeck-Eisenberg (1509–1578) und Gräfin Anastasia Günthera von Schwarzburg-Blankenburg (1528–1570)
              - H2. Heinrich XVIII., „der Mittlere“,[32][33] genannt der Rotkopf, Reuß von Plauen, Herr zu Obergreiz (1578–1597) und (1607–1616), Herr zu Kranichfeld (1578–1608), Herr zu Lobenstein (1578–1588), Herr zu Schleiz (1596–1616); 1588 Verkauf des Anteils von Lobenstein an Heinrich II. Reuß zu Gera, seit 1590 im Mitbesitz der Herrschaft Schleiz mit Saalburg und Burgk, die bis dahin im Besitz von Anna, der Witwe des letzten Burggrafen von Meißen, war, die Brüder erhalten in der Schleizer Teilung von 1596 Stadt und Schloss Schleiz, er erhält in der brüderlichen Teilung von 1597 die alleinige Herrschaft über Stadt und Schloss Schleiz, erbt 1607 von seinem Bruder Heinrich XVII. Obergreiz, verkauft 1608 sein Drittel von Ober-Kranichfeld an Heinrich II. Reuß zu Gera, (* 28. Februar 1563 in Weida; †† 16. Januar 1616 in Schleiz; ▭ 20. Februar 1616 in der Bergkirche, Schleiz);
⚭ (5. Mai 1593 in Obergreiz) Gräfin Agnes Maria von Erbach (* 25. Mai 1573 in Erbach; † 28. Juni 1634 auf Schloss Gera; ▭ 2. September 1634 in der Bergkirche, Schleiz), Tochter von Graf Georg III. von Erbach, Herr zu Breuberg (1548–1605) und Gräfin Anna von Solms-Laubach (1557–1586)
                - → Linie erloschen – Obergreiz fällt an Reuß ältere Linie, Schleiz an Reuß jüngere Linie

              - H3. Heinrich[32][33] (* um 1565 in Greiz; † um 1580)
              - H4. Dorothea[32][33] (* 28. Oktober 1566 in Greiz; † 26. Oktober 1591 in Erbach; ▭ in Michelstadt);
⚭ (1./11. November 1587 in Greiz) Graf Georg III. von Erbach, Herr zu Breuberg, (* 15. Juli 1548 in Erbach; † 16. Februar 1605 ebenda; ▭ 1605 in Michelstadt); Sohn von Graf Eberhard XII. von Erbach (1511–1564) und Wild- und Rheingräfin Margarethe zu Dhaun (1521–1576)
              - H5. Heinrich[32][33] (* um 1568 in Greiz; † jung)

            - G6. [II] Margarete,[32][33] urkundlich 28. Mai 1536, (* um 1526 in Plauen; † vor 25. September 1554 in Glauchau; ▭ ebenda)
            - G7. [II] Martha,[32][33] urkundlich 28. Mai 1536 bis 14. August 1550, (* um 1527 in Plauen; † nach 14. August 1550)
            - G8. [II] Barbara[32][33] (* 1528 in Plauen; † 1580 in Greiz);
⚭ (22. November 1556 auf Schloss Mansfeld) Graf Vollrad V. von Mansfeld zu Hinterort (* 11. März 1520; † 30. Dezember 1578 in Petersthal bei Straßburg), Sohn von Graf Albrecht VII. von Mansfeld zu Hinterort (1480–1560) und Gräfin Anna von Honstein-Klettenberg (1490–1559)
            - G9. [II] Heinrich XVI., „der Jüngere“[32][33][38][39] Reuß von Plauen, Herr zu Greiz (1535–1547) und Herr zu Greiz und Gera (1562–1564), Herr zu Kranichfeld (1535–1572), als Heinrich I., „der Jüngere“, Herr zu Gera (1564–1572); nach der verlorenen Schlacht bei Mühlberg werden die Reußen 1547 ihrer Herrschaft Greiz enthoben, Greiz fällt an Burggraf Heinrich IV. von Meißen, 1562 erhalten sie die Herrschaft nebst Gera zurück, er erhält bei der brüderlichen Teilung von 1564 die Herrschaft Gera und 1566 den dritten Teil von Ober-Kranichfeld, (* 29. Dezember 1530 in Greiz; † 6. April 1572 in Schleiz; ▭ 11. April 1572 in der Johanniskirche, Gera);
⚭ I: (1556) Gräfin Elisabeth Brigitte von Schwarzburg-Leutenberg (* 1534; † 23. Juni 1564 in Gera; ▭ ebenda), Tochter von Graf Johann Heinrich von Schwarzburg-Leutenberg (1496–1555) und Margarethe von Weida (1500–1569);
⚭ II: (6. Januar 1566 in Zeitz) Gräfin Dorothea zu Solms-Laubach (* 26. November 1547 in Södel; † 18. September 1595 in Gera; ▭ 7. Oktober 1595 ebenda), Tochter von Graf Friedrich Magnus zu Solms-Laubach (1521–1561) und Gräfin Agnes zu Wied (1520–1588); – Stifter von Reuß jüngere Linie – Nachkommen siehe hier

        - E2. [(I)/II] eine Tochter[32][33] (* um 1414 in Plauen);
⚭ () N.N. von Erlichshausen
        - E3. [II] Ursula[32][33] (* um 1417);
⚭ () Heimeran I. Nothafft von Wernberg, Ritter und Vicedominus in Straubing, später in Niederbayern, urkundlich 15. März 1412, (* um 1415; † 1454)
        - E4. [II] Heinrich[32][33] Reuß von Plauen, Vogt von Dirschau 1431 bis 1433, 1440 bis 1441 Komtur zu Balga und Vogt von Natangen, 1441 bis 1466 Komtur zu Elbing, 1455 bis 1457 Oberstmarschall, 1467 bis 1469 Komtur zu Mohrungen, 32. Hochmeister des Deutschen Ordens (1467–1470), (* um 1418 in Plauen; † 2. Januar 1470 in Mohrungen), Schlaganfall; ▭ im Königsberger Dom
        - E5. [II] Agnes, urkundlich 1428 bis 14. Oktober 1461, (* um 1420);
⚭ () Rudolf „der Jüngere“ Schenk von Tautenburg, urkundlich 1394, (* um 1364 in Tautenburg; † Dezember 1425), Sohn von Rudolf Schenk von Tautenburg (1335–1430) und Agnes von Kottwitz (1340-)
        - E6. [II] Lukardis[32][33] (* um 1422);
⚭ () Graf Friedrich VI. von Orlamünde, Herr zu Lauenstein, kurbrandenburgischer Geheimrat, urkundlich 1447 bis 1486, (* um 1406 in Lauenstein; † nach 2. Oktober 1486), Sohn von Graf Wilhelm I. von Orlamünde (1365–1450) und Katharina von Blankenhain (1370–1427)
        - E7. [II] Heinrich X., „der Jüngere“[32][33] Reuß von Plauen, Herr zu Greiz (1426–1462), Herr zu Kranichfeld (1451–1462), erhält in der Erbteilung von 1449 das Vorderschloss Greiz mit der halben Stadt und Herrschaft, 1449 kurfürstlich sächsischer Rat, 1449 bis 1455 Feldhauptmann der Stadt Nürnberg im Krieg gegen Markgraf Albrecht Achilles von Brandenburg, kauft 1451 und 1453 von den Burggrafen von Kirchberg Schloss und Herrschaft Ober-Kranichfeld mit den bischöflichen Lehen bei Eisenberg, Camburg, Naumburg und Weimar, urkundlich 1. Juni 1429 (* um 1424; † 7./17. März 1462 in Erfurt), sein Besitz fällt an seinen Bruder Heinrich IX.

    - C6. [II] Heinrich IV., „der Mittlere“[32][33] Reuß von Plauen, Herr zu Ronneburg (1359–1370), erhält in der Erbteilung von 1359 zusammen mit dem jüngeren Bruder Heinrich V. die Schlösser bzw. Orte Ronneburg, Schönfels, Werdau, Stein, Langenberg und Gleisberg, urkundlich 8. Juli 1358 bis 13. Mai 1365, (* um 1335 in Plauen; † vor 1. Oktober 1370 in der Lombardei)
    - C7. [II] Heinrich V., „der Jüngere“[32][33] Reuß von Plauen, Herr zu Ronneburg (1359–1398), 1384 Herr zu Schmölln und Pfandherr zu Reichenfels, urkundlich 8. Juli 1358 bis 13. Januar 1398, erhält in der Erbteilung von 1359 mit seinem Bruder Heinrich IV. zusammen die bei diesem genannten Lehnstücke, verkauft 1364 seinen Anteil von Langenberg an das Haus Gera (* um 1337 in Plauen; †† zw. 13. Januar 1398 und 10. Mai 1398), von seinem Besitz fällt das böhmische Lehen Stein an das Haus Greiz, alles übrige zieht Meißen als heimgefallen ein;
⚭ I: (vor 20. Dezember 1387) Dorothea von Gera, urkundlich 3. März 1376 bis 20. Januar 1406, (* um 1337 in Gera; † vor 12. Februar 1410; ▭ in Cronschwitz), Witwe von Graf Heinrich von Truhendingen (1320–1380);
⚭ II:[Anm. 20] () Sophie von Gera (* um 1339 in Gera; † vor 12. Februar 1411); Dorothea und Sophie sind Töchter von Heinrich V. Vogt von Gera (1308–1377) und Gräfin Mechtild von Käfernburg (1302–1376)
    - C8. [II] Heinrich,[33] urkundlich 8. Juli 1358, (* um 1339; † jung)
    - C9. [II] Magdalene,[33] urkundlich 12. Juni 1359, (* um 1341 in Plauen);
⚭ (um 1365) Graf Günther XXII. von Schwarzburg (* um 1322 in Pinneberg; † 4. Juli 1382), Sohn von Graf Heinrich IX. von Schwarzburg (1290–1356) und Gräfin Helene von Holstein (1303–1341)
    - C10. [II] Salome,[32][33] urkundlich 12. Juni 1359 bis 9. November 1400, (* 1345/50; † nach 9. November 1400);
⚭ (nach 1358) Herzog Hanuš I. von Teschen-Auschwitz (* 1308/10; † 1372), Sohn von Wladislaw von Teschen-Auschwitz (1275/80–1324) und Eufrozyna von Masowien (1292/94–1327)
    - C11. [II] Dorothea,[32][33] urkundlich 12. Juni 1359, Nonne im Kloster Cronschwitz
    - C12. [II] Barbara,[32][33] urkundlich 12. Juni 1359, Nonne im Kloster Cronschwitz

  - B2. Heinrich,[12][33] Ritter des Deutschen Ordens, urkundlich 1. Januar 1310 (* um 1291; ⚔[7] gefallen 14. Februar 1314 in Sislitten), bei der Erstürmung der Feste Sisditten in Preußen
  - B3. Heinrich,[12][33] Ritter des Deutschen Ordens, 1328 bis 1330 Komtur von Engelsburg, 1331 Komtur von Balga, 1335 Landkomtur vom Kulm, 1336 bis 1338 Großkomtur, urkundlich 11. Mai 1317 bis 17. März 1338, (* um 1293; † um 1338)
- A4. [III][19] Heinrich,[12][13] zunächst Predigermönch danach Dominikanischer Prior in Plauen (1294–1306), urkundlich 1. Februar 1294 bis 23. April 1302, (* um 1258 in Plauen; † nach 1306)
- A5. [III][19] Adelheid[12] (* um 1259 in Plauen; † nach 1317);
⚭ () Anarg I. von Waldenburg und Wolkenstein, Vogt zu Remse, 1274 Landrichter im Pleißenland, urkundlich 1254 bis 1308, (* nach 1239; † vor 1317), Sohn von Ritter Hugo von Waldenburg (1210–1262)
- A6. [III][19] Mechtild,[12][13] zunächst als Nonne (1302), dann als Priorin im Kloster Cronschwitz (1304–1328), urkundlich 22. April 1302 bis 14. Oktober 1328, (* um 1260 in Plauen; † nach 14. Oktober 1328)
- A7. [III][19] Agnes,[12][13] Nonne im Kloster Cronschwitz, urkundlich 1301 bis 23. April 1302, (* um 1262 in Plauen; † nach 1317)

## Herren und (seit 1673) Grafen Reuß zu Untergreiz, zu Obergreiz, zu Burgk, zu Rothenthal und zu Dölau – Grafen Reuß zu Greiz und (seit 1778) Fürsten Reuß älterer Linie
Heinrich V. Reuß von Plauen, Herr zu Greiz, Herr zu Untergreiz (1572–1583/96–1604), Herr zu Kranichfeld (1572–1586), Herr zu Lobenstein (1577–1585); seit 1577 im Mitbesitz der Herrschaft Lobenstein, die bis dahin an Vitzthum von Eckstädt verpfändet war, erhält in der brüderlichen Teilung von 1583 halb Untergreiz, 1585 Verkauf des Anteils von Lobenstein und 1586 des von Kranichfeld an Heinrich II. Reuß zu Gera, seit 1590 im Mitbesitz der Herrschaft Schleiz mit Saalburg und Burgk, die bis dahin im Besitz von Anna, der Witwe des letzten Burggrafen von Meißen, war, verkauft 1595 seinen Schleizer Anteil (1/6) an die übrigen Erben, 1596 kauft er die andere Hälfte von Untergreiz von seinem Bruder Heinrich II., (* 4. November 1549 in Zwickau; † 9. Oktober 1604 in Greiz; ▭ 1. November 1604 ebenda);
⚭ (25. November 1583 in Waldenburg) Marie von Schönburg-Waldenburg (* 29. August 1565 in Waldenburg; † 9./19. März 1628 in Greiz; ▭ 23. April 1628 ebenda), Tochter von Hugo I., Herr von Schönburg-Waldenburg (1530–1566) und Gräfin Anna von Gleichen-Remda (1533–1570); Sie hatten folgende Nachkommen:
- A1. Anna Barbara[36][37] (* 22. April 1585 in Dölau; † 5. Mai 1629 in Königstein; ▭ 11. Juni 1629 in Penig);
⚭ (16. November 1601 in Penig) Wolf III., Herr von Schönburg-Penig-Waldenburg (* 8. September 1556 in Penig; † 17. August 1612 ebenda), Sohn von Wolf II., Herr von Schönburg-Glauchau (1532–1581) und Anna Schenk von Landsberg (1534–1568)
- A2. Maria Katharina[36][37] (* 5. Januar 1587 in Dölau; † 28. August 1640 in Greiz; ▭ 1. Oktober 1640 ebenda)
- A3. Agnes Juliane[36][37] (* 30. April 1588 in Dölau; † 15. Dezember 1588 ebenda; ▭ 20. Dezember 1588 in Greiz)
- A4. Heinrich I.[36][37] (* 9. Juni 1589 in Greiz; † 11. Juni/Juli 1589 ebenda; ▭ ebenda)
- A5. Heinrich II.[36][37] (* 9. Januar 1591 in Greiz; † 26. Januar 1591 ebenda; ▭ ebenda)
- A6. Susanne Elisabeth[36][37] (* 21. Februar 1592 in Greiz; † 7. Dezember 1597 ebenda; ▭ ebenda)
- A7. Eva[36][37] (* 31. Mai 1593 in Greiz; † 4. Juli 1636 in Artern; ▭ in der Bergkirche, Eilenburg);
⚭ (20. Juli 1613 in Eilenburg) Graf Philipp Ernst von Mansfeld-Artern, kursächsischer Hauptmann zu Leipzig und Eilenburg (* 11. Mai 1560; † 15. September 1631 in Torgau; ▭ (16. Juli 1632) in der Bergkirche, Eilenburg), Sohn von Graf Johann Hoyer von Mansfeld-Artern (1525–1585) und Gräfin Martha von Mansfeld-Hinterort (1536-)
- A8. Heinrich III.[36][37] Reuß von Plauen, Herr zu Greiz, Herr zu Untergreiz (1604–1609), (* 12. Dezember 1594 in Dölau; † 12. September 1609 in Jena; ▭ 4. Oktober 1609 in Greiz)
- A9. Heinrich IV., „der Mittlere“[36][37][40][41] Reuß von Plauen, Herr zu Untergreiz (1604–1616), Herr zu Greiz (1616–1625), Herr zu Obergreiz (1625–1629), Stifter des Hauses Obergreiz; erhält 1616 nach Aussterben der mittleren Linie († Heinrich XVIII.) das obere Schloss zu Greiz, sowie die halbe Stadt Greiz (Obergreiz) und die Stadt Zeulenroda und bleibt im gemeinsamen Besitz mit seinem Bruder Heinrich V. bis 1625, erhält in der brüderlichen Teilung von 1625 Obergreiz, (* 11. März 1597 in Dölau; † 25. August 1629 in Greiz; ▭ 22. Oktober 1629 ebenda);
⚭ (Mai 1624 in Arolsen) Wild- u. Rheingräfin Elisabeth Juliane zu Salm-Neufville, 1622 Kanonissin in Gandersheim, (* 1602 in Neufville-sur-Moselle; † 14. Mai 1653 in Schleiz; ▭ 26. Juli 1653 in der Bergkirche, Schleiz), (⚭ II: (4. Mai 1637 in Gera) Heinrich III. Reuß, Herr zu Gera (* 31. Oktober 1603 auf Schloss Osterstein, Gera; † 12. Juli 1640 in Karlsbad; ▭ 23. Juli 1640 in der Bergkirche, Schleiz)); Tochter von Friedrich I., Wild- und Rheingraf zu Salm-Neufville (1547–1608) und Gräfin Sibylle Juliane von Isenburg-Birstein (1574–1604)
  - B1. Marie Sibylle[41][42] (* 4. August 1625 in Greiz; † 17. Mai 1665 in Lobenstein; ▭ 20. Juni 1665 ebenda);
⚭ (24. Oktober 1647 in Schleiz) Heinrich X. Reuß, Herr zu Lobenstein (* 9. September 1621 in Gera; † 25. Januar 1671 in Lobenstein; ▭ 12. April 1671 in der Stadtkirche, Lobenstein)
  - B2. Heinrich I., „der Ältere“[40][41] Reuß von Plauen, Herr und Graf (26. August 1673) zu Obergreiz (1629–1681), Herr zu Dölau (1643–1681), folgt 1629 seinem Vater unter Vormundschaft seiner Mutter und Heinrich V. zu Untergreiz, seit 1637 seines Stiefvaters Heinrich III. zu Gera, tritt die Regierung 1647 an, erhält 1643 aus der Burgkschen Erbschaft die Herrschaft Dölau und aus der Herrschaft Burgk die Dörfer Friesau, Zoppoten und Röppisch, 1671 Ältester des Gesamthauses, wird (26. August 1673 in Eger) mit dem ganzen Geschlecht in den Reichsgrafenstand erhoben mit dem Titel: Hoch- und Wohlgeborene Reußen, Grafen und Herren von Plauen, Herren zu Greiz, Kranichfeld, Gera, Schleiz und Lobenstein, privilegium de non usu, designierter Komtur des Johanniter-Ordens zu Jagow, kaiserlicher Rat und Generalfeldwachtmeister, (* 3. Mai 1627 in Greiz; † 8. März 1681 ebenda; ▭ ebenda);
⚭ I: (10. August 1648 in Schleiz) Sibylle Magdalene, Burggräfin von Kirchberg, 1643 Kanonissin, 1645 Dechantin, 1647 Pröpstin in Quedlinburg, (* 24./26. Juli 1624 in Farnroda; † 24. Februar 1667 in Greiz; ▭ 28. März 1667 ebenda), Tochter von Georg Ludwig II., Burggraf von Kirchberg, Graf zu Sayn-Hachenburg (1569–1641) und Dorothea Magdalene Reuß zu Gera (1595–1646);
⚭ II: (2./21. April 1668 in Greiz) Gräfin Sibylle Juliane von Schwarzburg-Arnstadt (* 20. Juli 1646 auf Schloss Arnstadt; † 5. April 1698 in Ilsenburg; ▭ in Greiz), Tochter von Graf Christian Günther II. von Schwarzburg-Arnstadt (1616–1666) und Freiin Sophia Dorothea von Mörsperg und Beffort (1624–1685)
    - C1. [I] Heinrich VI.,[40][41] Graf Reuß zu Obergreiz (1681–1697), 1679 bis 1681 markgräflich brandenburgischer Geheimer Rat und Landeshauptmann in Hof, 1681 kurfürstlich sächsischer Kammerherr, 1682 Oberst, 1692 Oberfalkenier, 1694 Generalfeldzeugmeister, (20. September 1697) königlich polnischer Generalfeldmarschall[ADB 7], in der Landesteilung von 1694 tritt er Dölau an seinen Bruder Heinrich XVI. ab, (* 7. August 1649 in Greiz; † ⚔ 11. Oktober 1697 in Szeged;[26] ▭ 22. Dezember 1697 in Greiz);
⚭ I: (29. Juli 1674 in Forst) Amalie Juliane Reuß zu Untergreiz (* 4. Oktober 1636 in Greiz; † 25. Dezember 1688 in Dölau; ▭ in Greiz), Witwe von Freiherr Ferdinand von Biberstein zu Forst (1620–1667), Tochter von Heinrich V. Reuß, Herr zu Untergreiz (1602–1667) und Anna Marie, Wild- und Rheingräfin zu Salm-Neufville (1606–1651);
⚭ II: (3. Mai 1691 in Leipzig) Freiin Henriette Amalie von Friesen (* 19. Mai 1668 in Dresden, † 2. August 1732 in Berggießhübel; ▭ 5. August 1732 in Schönfeld bei Pillnitz), Tochter von Freiherr Heinrich III. von Friesen (1610–1680) und Freiin Maria Margarete von Lützelburg a. d. H. Immlingen (1632–1689)
      - D1. [I] Gräfin Ferdinande Charlotte[40][41] (* 13. Juni 1675 in Amsterdam; † 20. Juli 1723);
⚭ I: (17. Juni 1697 in Greiz) Freiherr Franz Gallus von Racknitz;
⚭ II: (16. Oktober 1702) Karl von Noirval
      - D2. [II] Heinrich I.,[40][41] Graf Reuß zu Obergreiz (1697–1714), folgt 1697 unter Vormundschaft der Mutter, erbt 1698 Dölau, (* 29. Dezember 1693 in Dresden; † 7. September 1714 in Paris; ▭ ebenda)
      - D3. [II] Gräfin Johanna Margarete[40][41] (* 18. Februar 1695 in Dresden; † 20. März 1766 ebenda; ▭ 24. März 1766 in der Frauenkirche (Dresden));
⚭ (9. März 1713 in Dresden) Graf Erdmann II. von Roedern (* 1687; † 11. Januar 1729)
      - D4. [II] Heinrich II.,[40][41] Graf Reuß zu Obergreiz (1714–1722), (* 4. Februar 1696 in Dresden; † 17. November 1722 im Oberschloss, Greiz; ▭ 19. November 1722 ebenda);
⚭ (22. Oktober 1715 in Dresden) Gräfin Sophie Charlotte von Bothmer (* 11./21. Oktober 1697 Den Haag; † 14. September 1748 in Erbach; ▭ 17. September 1748 in Reichelsheim), (⚭ II: (25. Dezember 1723 in Dresden) Graf Georg Wilhelm von Erbach-Erbach (* 19. Juli 1686 auf Schloss Fürstenau; † 31. Mai 1757 in Wiesbaden; ▭ in Reichelsheim)); Tochter von Graf Johann Kaspar von Bothmer (1656–1732) und Freiin Gisela Erdmuthe von Hoym (1669–1741)
        - E1. Gräfin Henriette Erdmuthe Sofie[40][41] (* 18. September 1716 im Oberschloss, Greiz; † 18. Februar 1719 ebenda; ▭ 20. Februar 1719 ebenda)
        - E2. Graf Heinrich VIII.[40][41] (* 5. Januar 1718 im Oberschloss, Greiz; † 13. April 1719 ebenda; ▭ 15. April 1719 ebenda)
        - E3. Heinrich IX.,[40][41] Graf Reuß zu Obergreiz (1722–1723), (* 31. Dezember 1718 im Oberschloss, Greiz; † 17. März 1723 ebenda; ▭ 20. März 1723 ebenda)
        - E4. Graf Heinrich X.[40][41] (* 13. Januar 1720 im Oberschloss, Greiz; † 26. August 1720 ebenda; ▭ 28. August 1720 ebenda)
        - E5. Heinrich XI.,[40][41][43][44] Graf Reuß zu Obergreiz (1723–1768), Graf Reuß zu Greiz (1768–1778), Fürst Reuß älterer Linie (1778–1800); folgt 1723 unter Vormundschaft der Grafen Heinrich XXIV. Reuß zu Köstritz und Henckel von Donnersmarck zu Pölzig, tritt 1743 die Regierung über Obergreiz an, erbt 1768 nach dem Tod von Heinrich III. Reuß zu Untergreiz die Herrschaften Untergreiz und Burgk und vereinigt somit den Besitz der älteren Linie, wird (12. Mai 1778) von Kaiser Joseph II. mit dem ganzen Geschlecht in den Reichsfürstenstand erhoben mit dem Titel: Hochgeboren, Älterer Linie souveräner Fürst Reuß, Graf und Herr von Plauen, Herr zu Greiz, Kranichfeld, Gera, Schleiz und Lobenstein, kaiserlicher Rat, 1800 Ältester des Gesamthauses, (* 18. März 1722 im Oberschloss, Greiz; † 28. Juni 1800 ebenda; ▭ 6. Juli 1800 ebenda);
⚭ I: (4. April 1743 in Köstritz) Gräfin Konradine Reuß zu Köstritz (* 22. Dezember 1719 in Köstritz; † 2. Februar 1770 auf Schloss Burgk; ▭ 9. Februar 1770 in der Bergkirche, Schleiz), Tochter von Graf Heinrich XXIV. Reuß zu Köstritz (1681–1748) und Freiin Maria Eleonore Emilia von Promnitz-Dittersbach (1688–1776);
⚭ II: (25. Oktober 1770 in Frankfurt am Main) Gräfin Christine Albertine Katharina von Leiningen-Dagsburg-Falkenburg (* 25. November 1732 in Frankfurt am Main; † 4. Oktober 1809 in Teichnitz; ▭ 9. Oktober 1809 in Kleinwelka bei Bautzen), Tochter von Graf Christian Karl Reinhard von Leiningen-Dagsburg-Falkenburg (1695–1766) und Gräfin Katharina Polyxena zu Solms-Rödelheim und Assenheim (1702–1765) – Reuß ältere Linie
          - F1. [I] Graf Heinrich XII.[43][44] (* 25. April 1744 in Köstritz; † 30. Dezember 1745 im Oberschloss, Greiz; ▭ 3. Januar 1746 ebenda)
          - F2. [I] Gräfin Amalie Sophie Henriette[43][44] (* 25. Oktober 1745 im Oberschloss, Greiz; † 3. Oktober 1748 ebenda; ▭ 6. Oktober 1748 ebenda)
          - F3. [I] Fürst Heinrich XIII.[43][44] Reuß älterer Linie (1800–1817), kaiserlich österreichischer General-Feldzeugmeister, 1805 Ältester des Gesamthauses, (* 16. Februar 1747 im Oberschloss, Greiz; † 29. Januar 1817 ebenda; ▭ 7. Februar 1817 ebenda);
⚭ (9. Januar 1786 in Kirchheimbolanden) Prinzessin Wilhelmine Luise von Nassau-Weilburg (* 28. September 1765 in Den Haag; † 10. Oktober 1837 in Greiz; ▭ 17. Oktober 1837 ebenda), Tochter von Fürst Karl Christian von Nassau-Weilburg (1735–1788) und Prinzessin Karoline von Oranien-Nassau-Diez (1743–1787)
            - G1. Prinz Heinrich XVIII.[43][44] (*† 31. März 1787 in Kirchheimbolanden; ▭ 31. März 1787 in der Stadtkirche ebenda)
            - G2. eine Tochter[45] (*† 28. November 1788 in Kirchheimbolanden)
            - G3. Fürst Heinrich XIX.[43][44] Reuß älterer Linie (1817–1836), nahm 1814 als kaiserlich österreichischer Rittmeister im 2. Ulanen-Regiment Schwarzenberg am Krieg gegen Frankreich teil, (* 1. März 1790 in Offenbach; † 31. Oktober 1836 in Greiz; ▭ 8. November 1836 ebenda);
⚭ (7. Januar 1822 in Prag) Prinzessin Gasparine von Rohan-Rochefort-Montauban (* 29. September 1798 oder 8. August 1799 in Paris; † 27. Juli 1871 in Greiz; ▭ in der Rohanschen-Familiengruft zu Loukov bei Loukovec), ihr Herz 4. August 1871 in Greiz, Tochter von Prinz Charles Louis Gaspard von Rohan-Rochefort-Montauban (1765–1843) und Prinzessin Marie Louise Josephine von Rohan-Guémené (1765–1839)
              - H1. Prinzessin Luise Caroline[43][44] (* 3. Dezember 1822 in Greiz; † 28. Mai 1875 in Ernstbrunn; ▭ 31. Mai 1875 auf dem Friedhof im Schlosspark, ebenda);
⚭ I: (8. März 1842 in Greiz) Prinz Eduard Carl Wilhelm Christian von Sachsen-Altenburg, königlich-bayerischer Generalleutnant, (* 3. Juli 1804 in Hildburghausen; † 16. Mai 1852 in München; ▭ 20. Mai 1852 in Altenburg), Sohn von Herzog Friedrich von Sachsen-Altenburg (1763–1834) und Prinzessin Charlotte Georgine Luise von Mecklenburg-Strelitz (1769–1818);
⚭ II: (27. Dezember 1854 in Greiz) Fürst Heinrich IV. Reuß zu Köstritz (* 26. April 1821 in Dresden; † 25. Juli 1894 in Ernstbrunn)
              - H2. Prinzessin Elisabeth Henriette[43][44] (* 23. März 1824 in Greiz; † 7. Mai 1861 in Berlin; ▭ 10. Juni 1861 in der Gruftkirche Maria-Hof der Fürsten zu Fürstenberg, Neudingen);
⚭ (4. November 1844 in Greiz) Fürst Karl Egon III. Leopold Maria Wilhelm Maximilian[ADB 8] zu Fürstenberg, Ritter des Ordens vom Goldenen Vlies, (* 4. März 1820 in Donaueschingen; † 15. März 1892 in Paris), Sohn von Fürst Karl Egon II. zu Fürstenberg (1796–1854) und Prinzessin Amalie von Baden (1795–1869)

            - G4. Fürst Heinrich XX.[43][44] Reuß älterer Linie (1836–1859), nahm 1814 am Krieg gegen Frankreich als Adjutant des Feldmarschallleutnants Landgraf Philipp von Hessen-Homburg teil, (* 29. Juni 1794 in Offenbach; † 8. November 1859 in Greiz; ▭ 15. November 1859 ebenda);
⚭ I: (25. November 1834 auf Schloss Haid) Prinzessin Sophia Maria Theresia zu Löwenstein-Wertheim-Rosenberg (* 18. September 1809 in Prag; † 21. Juli 1838 in Bubentsch bei Prag; ▭ 29. Juli 1838 in Greiz), Tochter von Fürst Carl Thomas Albrecht Ludwig Joseph Constantin Friedrich Leopold Aloys zu Löwenstein-Wertheim-Rosenberg (1783–1849) und Gräfin Sophie Ludovica Wilhelmina zu Windisch-Graetz (1784–1848);
⚭ II: (1. Oktober 1839 in Homburg) Landgräfin Caroline von Hessen-Homburg (* 19. März 1819 in Homburg; † 18. Januar 1872 in Greiz; ▭ 25. Januar 1872 ebenda), Tochter von Landgraf Gustav von Hessen-Homburg (1781–1848), General der Kavallerie, und Prinzessin Luise Friederike von Anhalt-Dessau (1798–1858)
              - H1. [II] Prinzessin Christiane Hermine[43][44] Amalie Luise Henriette (* 25. Dezember 1840 in Greiz; † 4. Januar 1890 in Droyßig; ▭ 8. Januar 1890 ebenda);
⚭ (29. April 1862 in Greiz) Prinz Hugo zu Schönburg-Waldenburg auf Droyßig und Quesnitz, preußischer General der Infanterie, (* 29. August 1822 in Waldenburg; † 9. Juni 1897 in Wiesbaden), Sohn von Fürst Otto Victor von Schönburg-Waldenburg (1785–1859) und Prinzessin Thekla von Schwarzburg-Rudolstadt (1795–1861)
              - H2. [II] Prinz Heinrich XXI.[43][44] (* 11. Februar 1844 in Greiz; † 14. Juni 1844 ebenda; ▭ 19. Juni 1844 ebenda)
              - H3. [II] Fürst Heinrich XXII.[43][44] Reuß älterer Linie (1859–1902), Graf und Herr von Plauen, Herr zu Greiz, Kranichfeld, Gera, Schleiz und Lobenstein, vormundschaftlich regiert durch seine Mutter Caroline von Hessen-Homburg (1859–28. März 1867), preußischer General der Infanterie und Chef des 2. Bataillon des 7. Thüringer Infanterie-Regiments Nr. 96, Ritter des Ordens vom Schwarzen Adler, (* 28. März 1846 in Greiz; † 19. April 1902 ebenda; ▭ 25. April 1902 im Mausoleum Ida-Waldhaus bei Greiz);
⚭ (8. Oktober 1872 in Bückeburg) Prinzessin Ida Mathilde Adelheid zu Schaumburg-Lippe (* 28. Juli 1852 in Bückeburg; † 28. September 1891 in Greiz; ▭ 2. Oktober 1891 im Mausoleum Ida-Waldhaus bei Greiz), Tochter von Fürst Adolf I. zu Schaumburg-Lippe (1817–1893) und Prinzessin Hermine zu Waldeck und Pyrmont (1827–1910)
                - I1. Fürst Heinrich XXIV.[43][44] Reuß älterer Linie (1902–1918), Graf und Herr von Plauen, Herr zu Greiz, Kranichfeld, Gera, Schleiz und Lobenstein, folgt seinem Vater am 19. April 1902 als Fürst, da regierungsunfähig, wird Fürst Heinrich XIV. Reuß j.L. Fürstregent von Reuß ä.L. (1902–1908), diesem folgt Heinrich XXVII. Reuß j.L. 1908 als Prinzregent und seit 1913 als Fürstregent von Reuß ä.L., dankt am 11. November 1918 ab; (* 20. März 1878 in Greiz; †† 13. Oktober 1927 ebenda; ▭ im Mausoleum Ida-Waldhaus bei Greiz, Umbettung 1997 in die Stadtkirche, Greiz)
                  - → Linie erloschen

                - I2. Prinzessin Emma[43][44] Karoline Hermine Marie (* 17. Januar 1881 in Greiz; † 6. Dezember 1961 in Ehrenburg);
⚭ (14. Mai 1903 in Greiz) Graf Erich Gustav Carl Gottfried Künigl zu Ehrenburg, Freiherr von Warth (* 20. Juni 1880 in Ehrenburg; † 3. Dezember 1930 in Bruneck), Sohn von Graf Carl Maria Anton Leopold Ferdinand Josef Leonhard Künigl zu Ehrenburg, Freiherr von Warth (1829–1912) und Martha Tasch von Löwenhorn (1856–1937)
                - I3. Prinzessin Marie[43][44] Agnes (* 26. März 1882 in Greiz; † 1. November 1942 in Klagenfurt);
⚭ (4. Februar 1904 in Greiz) Freiherr Ferdinand von Gnagnoni (* 6. September 1878 in Altmünster; † 8. Juli 1955 in Klagenfurt)
                - I4. Prinzessin Karoline[43][44] Elisabeth Ida (* 13. Juli 1884 in Greiz; † 17. Januar 1905 in Weimar; ▭ ebenda);
⚭ (30. April 1903 in Bückeburg) Großherzog Wilhelm Ernst von Sachsen-Weimar-Eisenach, Ritter des Ordens vom Schwarzen Adler, (* 10. Juni 1876 in Weimar; † 24. April 1923 in Heinrichau), Sohn von Erbgroßherzog Carl August von Sachsen-Weimar-Eisenach (1844–1894) und Prinzessin Pauline von Sachsen-Weimar-Eisenach (1852–1904)
                - I5. Prinzessin Hermine[43][44] (* 17. Dezember 1887 in Greiz; † 7. August 1947 als russische Gefangene in Frankfurt an der Oder; ▭ im Antikentempel des Parks von Sanssouci in Potsdam);
⚭ I: (7. Januar 1907 in Greiz) Prinz Johann Georg Ludwig Ferdinand August von Schoenaich-Carolath (* 11. September 1873 in Saabor; † 7. April 1920 in Wölfelsgrund), Sohn von Prinz Georg Heinrich Friedrich August von Schoenaich-Carolath (1846–1910) und Prinzessin Wanda Adelheid Bianka Klementine Cäcilie von Schoenaich-Carolath (1849–1925);
⚭ II: (5. November 1922 in Doorn, Niederlande) Friedrich Wilhelm Albert Viktor von Preußen[BBKL 1] als Wilhelm II. vom (15. Juni 1888 bis 28. November 1918) letzter Deutscher Kaiser und König von Preußen, (* 27. Januar 1859 im Kronprinzenpalais Berlin; † 4. Juni 1941 in Haus Doorn; ▭ im Mausoleum im Park von Haus Doorn), Sohn von Kaiser Friedrich III., König von Preußen (1831–1888) und Prinzessin Victoria von Großbritannien und Irland (1840–1901)
                - I6. Prinzessin Ida[43][44] Emma Antoinette Charlotte Viktoria (* 4. September 1891 in Greiz; † 29. März 1977 in Ortenberg);
⚭ (7. November 1911 in Greiz) Fürst Christoph Martin III. zu Stolberg-Roßla, Graf zu Königstein, Rochefort, Wernigerode und Hohnstein, (* 1. April 1888 in Roßla; † 27. Februar 1949 in Ortenberg), Sohn von Fürst Botho August Carl zu Stolberg-Roßla, Graf zu Königstein, Rochefort, Wernigerode und Hohnstein (1850–1893) und Prinzessin Hedwig zu Ysenburg und Büdingen in Büdingen (1863–1925)

              - H4. [II] Prinz Heinrich XXIII.[43][44] (* 27. Juni 1848 in Greiz; † 22. Oktober 1861 ebenda; ▭ 26. Oktober 1861 ebenda)
              - H5. [II] Prinzessin Marie[43][44] Henriette Auguste, Ehrendame des königlich bayerischen Theresienordens, (* 19. März 1855 in Greiz; † 31. Dezember 1909 auf dem Jagdschloss Gettenbach; ▭ „Alter Friedhof“ in Meerholz);
⚭ (20. Juli 1875 in Greiz) Erbgraf Friedrich zu Ysenburg und Büdingen-Meerholz (* 10. August 1847 in Meerholz; † 9. März 1889 ebenda), Sohn von Graf Karl Friedrich Casimir Adolf Ludwig zu Ysenburg und Büdingen in Meerholz (1819–1900) und Gräfin Johanna Konstanze Agnes Helene zu Castell-Castell (1822–1863)
              - H6. [illegitim] Heinrich,[44][46] (7. Januar 1857 in Greiz) Reuß ä.L. Adels- und Freiherrenstand als: von Rothenthal, (* 23. April 1822 in Sperlonga; † 2. Januar 1892 in Marosvásárhely/Neumarkt);
⚭ (29. September 1857 in Wien) Bertha Thury de Tamásfalva (* 28. Januar 1831 in Maroscsapó; † 15. Januar 1914 in Neumarkt), Tochter von Josef zu Maroscsapó und Polizena Matskási von Tinkova; Nachkommen siehe hier

          - F4. [I] Gräfin Friederike Marie Johanne,[43][44] (* 9. Juli 1748 im Oberschloss, Greiz; † 14. Juni 1816 in Prag; ▭ ebenda);
⚭ I: (8. Juli 1767 in Greiz; o|o 8. November 1769 in Gera) Graf Friedrich Ludwig Karl zu Castell-Rüdenhausen (* 17. Februar 1746 in Rüdenhausen; † 7. Februar 1803 ebenda);
⚭ II: (7. Mai 1770 in Kirchberg) Prinz Friedrich Wilhelm zu Hohenlohe-Kirchberg, kaiserlich österreichischer Feldzeugmeister, (* 3. Dezember 1732 in Kirchberg; † 10. August 1796 in Prag; ▭ ebenda), Sohn von Fürst Karl August zu Hohenlohe-Kirchberg (1707–1767) und Gräfin Susanne Margarete Luise von Auersperg (1712–1748)
          - F5. [I] Fürst Heinrich XIV.,[43][44] kaiserlich österreichischer Feldmarschall-Leutnant und Gesandter am preußischen Hof, (* 6. November 1749 im Oberschloss, Greiz; † 12. Februar 1799 in Berlin; ▭ ebenda);
⚭ (morg.) (Juni 1797 in Königsbrück) Maria Anna Meyer, durch Kaiser Franz II. zur Frau von Eybenberg erhoben (* 1775/76 in Berlin; † 26. Juni 1812 in Wien)
          - F6. [I] Fürst Heinrich XV.,[43][44] kaiserlich österreichischer General-Feldmarschall und Militärkommandant von Galizien, (* 22. Februar 1751 im Oberschloss, Greiz; † 30. August 1825 ebenda; ▭ 3. September 1825 ebenda)
          - F7. [I] Gräfin Isabella Augusta,[43][44] (* 7. August 1752 im Oberschloss, Greiz; † 10. Oktober 1824 in Hachenburg; ▭ 15. Oktober 1824 ebenda);
⚭ (1. Juni 1771 in Greiz) Wilhelm Georg, Burggraf von Kirchberg, Graf zu Sayn-Hachenburg und Wittgenstein zu Farnroda (* 23. April 1751 in Hachenburg; † 7. Februar 1777 ebenda), Sohn von Wilhelm Ludwig, Burggraf von Kirchberg (1709–1751) und Gräfin Luise zu Salm-Dhaun (1721–1791)
          - F8. [I] Gräfin Marie Theresia[43][44] (* 1. November 1754 im Oberschloss, Greiz; † 28. September 1759 ebenda; ▭ 1. Oktober 1759 ebenda)
          - F9. [I] Gräfin Ernestine Esperance Viktoria,[43][44] Prinzessin Reuß ä. L. (12. Mai 1778); (* 20. Januar 1756 im Oberschloss, Greiz; † 2. Dezember 1819 in Offenbach);
⚭ (20. August 1783 in Greiz) Fürst Wolfgang Ernst II. zu Isenburg-Birstein (* 17. November 1735 in Birstein; † 3. Februar 1803 in Offenbach), Sohn von Graf Wilhelm Emich Christoph zu Isenburg-Birstein (1708–1741) und Gräfin Amalie Belgika zu Ysenburg-Marienborn (1716–1799)
          - F10. [I] Graf Heinrich XVI.[43][44] (* 30. August 1759 im Oberschloss, Greiz; † 13. Dezember 1763 ebenda; ▭ 16. Dezember 1763 ebenda)
          - F11. [I] Fürst Heinrich XVII.,[43][44] Oberst der Generalstaaten und portugiesischer Oberst, (* 25. Mai 1761 im Oberschloss, Greiz; † 27. Februar 1807 in Gießen; ▭ 1. März 1807 ebenda);
⚭ (morg.) (14. September 1805 in Neuwied) Babette Benigna von Wenz zum Lahnstein (* 8. März 1775 in Trier; † 20. Dezember 1838 in Koblenz), Tochter von Johann Joseph von Wenz zum Lahnstein und Isabella von Brahm
            - G1. Isabelle[44] von Wenz zum Lahnstein (* 19. Dezember 1806 in Gießen; † 7. September 1886 auf dem Jakobsbergerhof bei Boppard; ▭ in Spay);
⚭ (26. Januar 1830 in Koblenz) Philipp Anton Peter Joseph Sommer (* 21. April 1791 in Koblenz; † 30. Dezember 1867 in Gondorf)

    - C2. [I] Elisabeth Dorothea[40][41] (* 15. April 1651 im Oberschloss, Greiz; † 19. März 1665 ebenda; ▭ 18. April 1665 ebenda)
    - C3. [I] Magdalene Christiane,[40][41] Gräfin Reuß zu Obergreiz (26. August 1673); (* 3. August 1652 im Oberschloss, Greiz; † 18. Dezember 1697 in Dölau; ▭ 11. Januar 1698 in Greiz);
⚭ (26. Juli 1688 in Greiz) Herzog Philipp Ludwig von Schleswig-Holstein-Sonderburg (* 27. Oktober 1620 in Beck; † 10. März 1689 in Schneeberg), Sohn von Herzog Alexander von Schleswig-Holstein-Sonderburg (1573–1627) und Dorothea von Schwarzburg-Sondershausen (1579–1639)
    - C4. [I] Heinrich VII.,[40][41] Graf Reuß zu Obergreiz (26. August 1673); (* 10. Dezember 1653 im Oberschloss, Greiz; † 23. Juni 1676 ebenda; ▭ ebenda)
    - C5. [I] Margarete Sophie,[40][41] Gräfin Reuß zu Obergreiz (26. August 1673); (* 7. Januar 1655 im Oberschloss, Greiz; † 4. Dezember 1698 ebenda; ▭ 11. Dezember 1698 ebenda);
⚭ (21. August 1698 in Greiz) Freiherr Johann Georg von Racknitz
    - C6. [I] Marie Juliane,[40][41] Gräfin Reuß zu Obergreiz (26. August 1673); (* 4. Februar 1656 im Oberschloss, Greiz; † 18. Februar 1686 ebenda; ▭ 4. März 1686 ebenda)
    - C7. [I] Heinrich VIII.,[40][41] Graf Reuß zu Obergreiz (26. August 1673); kaiserlicher Fähnrich, (* 31. Januar 1657 in Greiz; † 21. Januar 1675 in Pfullendorf; ▭ zunächst in der ev. Kirche zu Leutkirch, Allgäu, dann Überführung in die Obergreizer Gruft, Greiz)
    - C8. [I] Heinrich IX.,[40][41] Graf Reuß zu Obergreiz (26. August 1673); königlich dänischer Obristleutnant, (* 12. August 1658 im Oberschloss, Greiz; † 12. Januar 1678 ebenda)
    - C9. [I] Heinrich X.,[40][41] Graf Reuß zu Obergreiz (26. August 1673); kaiserlicher Fähnrich, (* 7. August 1659 in Greiz; † 30. Januar 1675 in Pfullendorf; ▭ zunächst in der ev. Kirche zu Leutkirch, Allgäu, dann Überführung in die Obergreizer Gruft, Greiz)
    - C10. [I] Heinrich XI.[40][41] (* 4. Oktober 1665 in Greiz; † 6. Februar 1669 ebenda; ▭ ebenda)
    - C11. [I] Henriette Charlotte[40][41] (* 29. Oktober 1666 in Greiz; † 13. September 1668 ebenda; ▭ 17. September 1668 ebenda)
    - C12. [II] Heinrich XII.,[40][41] Graf Reuß zu Obergreiz (26. August 1673); (* 17. Juni 1669 im Oberschloss, Greiz; † 7. Oktober 1678 ebenda; ▭ ebenda)
    - C13. [II] Sophie Juliane,[40][41] Gräfin Reuß zu Obergreiz (26. August 1673); (* 25. Dezember 1670 im Oberschloss, Greiz; † 23. August 1696 ebenda; ▭ in Hirschberg);
⚭ (26. Juli 1688) Graf Heinrich VIII. Reuß zu Hirschberg (* 20. Mai 1652 in Lobenstein; † 29. Oktober 1711 in Hirschberg; ▭ ebenda)
    - C14. [II] Klara Dorothea Heinrica,[40][41] Gräfin Reuß zu Obergreiz (26. August 1673); (* 24. November 1671 im Oberschloss, Greiz; † 6. Mai 1698 ebenda; ▭ ebenda)
    - C15. [II] Johanna Charlotte,[40][41] Gräfin Reuß zu Obergreiz (26. August 1673); (* 12. Oktober 1672 im Oberschloss, Greiz; † 22. April 1698 in Ilsenburg; ▭ in Greiz)
    - C16. [II] Gräfin Elisabeth Dorothea[40][41] (* 9. September 1673 im Oberschloss, Greiz; † 4. Mai 1698 ebenda; ▭ ebenda)
    - C17. [II] Heinrich XV.[40][41] Reuß, Graf und Herr von Plauen zu Obergreiz (1681–1690), (* 2. Januar 1676 im Oberschloss, Greiz; † 29. September 1690 ebenda; ▭ 4. November 1690 ebenda)
    - C18. [II] Gräfin Christiane Eleonore[40][41] (* 13. März 1677 im Oberschloss, Greiz; † 7. Mai 1698 ebenda; ▭ ebenda)
    - C19. [II] Heinrich XVI.,[40][41] Graf Reuß zu Obergreiz (1681–1694), Graf Reuß zu Dölau (1694–1698), erhält in der brüderlichen Teilung von 1694 die Hälfte der Herrschaft Obergreiz mit dem Schloss Dölau als Residenz, (* 3. November 1678 in Arnstadt; † 24. April 1698 im Oberschloss, Greiz; ▭ ebenda)
      - → Linie erloschen – Dölau fällt an Obergreiz

  - B3. Heinrich II.[40][41] (* 16. August 1628 in Greiz; † 15. September 1628 ebenda; ▭ 16. Oktober 1628 ebenda)
  - B4. Agnes Elisabeth[40][41] (* 29./30. September 1629 in Greiz; † 21. Juni 1675 in Wechselburg; ▭ 26. Juli 1675 in Rochsburg);
⚭ (30. November 1645 in Rochsburg) Christian, Herr von Schönburg-Penig-Zschillen (* 17. April 1598; † 16. August 1664), Sohn von Wolf III., Herr von Schönburg-Penig-Waldenburg (1556–1612) und Elisabeth von Tschernembl (1563–1601)
- A10. Magdalena Dorothea[36][37] (* 22. Juli 1599 in Greiz; † 31. August 1599 ebenda; ▭ ebenda)
- A11. Heinrich V.[36][37][47][48] Reuß von Plauen, Herr zu Untergreiz (1604–1616) und (1625–1667), Herr zu Greiz (1616–1625), Herr zu Burgk (1643–1667), Stifter des Hauses Untergreiz; erhält 1616 nach Aussterben der mittleren Linie († Heinrich XVIII.) das obere Schloss zu Greiz, sowie die halbe Stadt Greiz (Obergreiz) und die Stadt Zeulenroda und bleibt im gemeinsamen Besitz mit seinem Bruder Heinrich IV. bis 1625, erhält in der brüderlichen Teilung von 1625 die Herrschaft Untergreiz, bekommt 1643 die Herrschaft Burgk mit Ausnahme der Dörfer Friesau, Zoppoten und Röppisch, (* 4. Dezember 1602 in Greiz; † 7. März 1667 ebenda; ▭ 27. März 1667 ebenda);
⚭ (28. November 1630 in Greiz) Anna Marie, Wild- und Rheingräfin zu Salm-Neufville (* 10. August 1606 in Neufville-sur-Moselle; † 20. November 1651 in Greiz; ▭ 19. Februar 1652 ebenda), Tochter von Friedrich I., Wild- und Rheingraf zu Salm-Neufville (1547–1608) und Gräfin Anna Amalia zu Erbach (1577–1630)
  - B1. Marie Agnes,[47][48] Kanonissin im Stift Quedlinburg, (* 6. Oktober 1631 im Unterschloss, Greiz; † 14. Januar 1652 ebenda; ▭ 19. Februar 1652 ebenda)
  - B2. Heinrich I.,[47][48] königlich französischer Rittmeister, (* 7. November 1632 im Unterschloss, Greiz; † vor 20. November 1666 in Charleroi bei einem Duell)
  - B3. Heinrich II.[47][48] Reuß von Plauen, Herr zu Untergreiz (1667–1668), Herr und Graf (26. August 1673) zu Burgk (1668–1697), wird (26. August 1673 in Eger) mit dem ganzen Geschlecht in den Reichsgrafenstand erhoben mit dem Titel: Hoch- und Wohlgeborene Reußen, Grafen und Herren von Plauen, Herren zu Greiz, Kranichfeld, Gera, Schleiz und Lobenstein, privilegium de non usu, erhält in der brüderlichen Teilung von 1668 die Herrschaft Burgk, 1681 Ältester des Gesamthauses, (* 8. Januar 1634 in Greiz; † 5. Oktober 1697 in Gera; ▭ 11. November 1697 in der Bergkirche, Schleiz);
⚭ (8. Januar 1655 in Untergreiz) Elisabeth Sibylle Reuß zu Burgk (* 15. September 1627 in Hof; † 9. Januar 1703 in Burgk)
    - → Linie erloschen – Burgk fällt an Untergreiz
    - C1. Anna Magdalene[47][48] (* 26. Juli 1655 in Burgk; † 1. Februar 1657 ebenda; ▭ 18. März 1657 in der Bergkirche, Greiz)
    - C2. Heinrich I.[47][48] (*† 6. November 1657 in Burgk; ▭ in Schleiz)
    - C3. Eva Emilie,[47][48] Gräfin Reuß zu Burgk (26. August 1673), (* 23. Januar 1667 in Burgk (?); † 29. März 1716 in Lausnitz; ▭ 1. April 1716 ebenda);
⚭ (24. November 1707 in Lausnitz) Freiherr Friedrich Heinrich von Stein zu Ober-Lausnitz, Domherr zu Naumburg, (* 25. August 1677; † August 1729; ▭ 18. August 1729)

  - B4. Heinrich III.[47][48] (* 5. April 1635 im Unterschloss, Greiz; † 3. Juni 1636 ebenda)
  - B5. Amalie Juliane[47][48], 1652 Kanonissin, 1655 Dechantin des Stiftes Quedlinburg, (* 4. Oktober 1636 in Greiz; † 25. Dezember 1688 in Dölau; ▭ 24. Januar 1689 in Greiz);
⚭ I: (13. April 1659 in Greiz) Freiherr Ferdinand von Biberstein zu Forst, (* 19. April 1620 in Forst; † 16. Oktober 1667 ebenda);
⚭ II: (29. Juli 1674 in Forst) Graf Heinrich VI. Reuß zu Obergreiz (* 7. August 1649 in Greiz; † 11. Oktober 1697 in Szeged; ▭ 22. Dezember 1697 in Greiz)
  - B6. Heinrich IV.[47][48] Reuß von Plauen, Herr und Graf (26. August 1673) zu Untergreiz (1667–1675), wird (26. August 1673 in Eger) mit dem ganzen Geschlecht in den Reichsgrafenstand erhoben mit dem Titel: Hoch- und Wohlgeborene Reußen, Grafen und Herren von Plauen, Herren zu Greiz, Kranichfeld, Gera, Schleiz und Lobenstein, privilegium de non usu, erhält in der brüderlichen Teilung von 1668 die Hälfte der Herrschaft Untergreiz mit dem Unteren Schloss, zuletzt herzoglich braunschweig-lüneburgischer Geheimer Kriegsrat, Generalwachtmeister und Kommandant in Braunschweig, (* 5. August 1638 in Greiz; † 21. Februar 1675 in Hechingen; ▭ 7. April 1675 in Greiz);
⚭ (31. Oktober 1671 in Greiz) Freiin Anna Dorothea von Ruppa a. d. H. Budkau (* 3. Oktober 1651 in Budkau, Mähren; † 17. Juni 1698 in Burgk; ▭ Juli 1698 in Greiz), Tochter von Freiherr Wilhelm von Ruppa (1621-) und Freiin Anna Caterina von Ruppa (1625-)
    - C1. Heinrich XIII.,[47][48] Graf Reuß zu Untergreiz (1675–1733), folgt dem Vater 1675 unter Vormundschaft, tritt die Regierung 29. September 1693 an, beerbt 1697 das jüngere Haus Burgk und 1698 das Haus Rothenthal, 1733 Ältester des Gesamthauses, (* 29. September 1672 in Oppurg; † 14. April 1733 in Greiz; ▭ 20. April 1733 ebenda);
⚭ (14. August 1697 in Ilsenburg) Gräfin Sophie Elisabeth zu Stolberg-Wernigerode (* 6. Februar 1676 in Ilsenburg; † 14. November 1729 in Burgk; ▭ 19. November 1729 in Greiz), Tochter von Graf Ernst zu Stolberg-Wernigerode (1650–1710) und Gräfin Sophia Dorothea von Schwarzburg-Arnstadt (1647–1708)
      - D1. Gräfin Auguste Ernestine Sophie[47][48] (* 14. Juni 1698 in Ilsenburg; † 27. Januar 1710 im Unterschloss, Greiz; ▭ 29. Januar 1710 ebenda)
      - D2. Gräfin Christiane Dorothea[47][48] (* 25. September 1699 im Unterschloss, Greiz; † 6. September 1752 in Zirlau; ▭ 7. September 1752 in Freiburg, Schlesien);
⚭ (14. November 1723 in Burgk) Graf Konrad Ernst Maximilian von Hochberg,[49] kaiserlich königlicher Geheimer Rat (September 1734), Ritter des Ordens vom Schwarzen Adler (November 1741), (* 19. August 1682; † 26. Juni 1742 in Zirlau; ▭ in Freiburg), Sohn von Hans Heinrich II. von Hochberg (1639–1698) und Maria Juliana von Borschnitz (-1708)
      - D3. Heinrich III.,[47][48] Graf Reuß zu Untergreiz (1733–1768), 1748 Ältester des Gesamthauses, (* 26. Januar 1701 im Unterschloss, Greiz; † 17. März 1768 ebenda; ▭ 24. März 1768 ebenda)
        - → Linie erloschen – Untergreiz fällt an Obergreiz

      - D4. Graf Heinrich IV.,[47][48] kaiserlicher Oberst und Kommandant des Rheingräflich-Salmschen Regiments zu Fuß, (* 14. Februar 1702 im Unterschloss, Greiz; † 11. Oktober 1738 in Essegg; ▭ ebenda)
      - D5. Graf Heinrich V.,[47][48] (* 31. Januar 1704 im Unterschloss, Greiz; † 1. August 1736 ebenda; ▭ 3. August 1736 ebenda)
      - D6. Gräfin Ernestine Emilie,[47][48] (* 4. April 1705 in Burgk; † 26. April 1728 in Schwarza; ▭ 28. April 1728 ebenda);
⚭ (14. November 1724 in Greiz) Graf Heinrich August zu Stolberg-Schwarza (* 16. Juni 1697 in Gedern; † 14./15. September 1748 in Schwarza)
      - D7. Gräfin Luise Henriette,[47][48] (* 29. November 1706 im Unterschloss, Greiz; † 6. April 1708 ebenda; ▭ 11. April 1708 ebenda)
      - D8. Graf Heinrich VI.,[47][48] (* 1. Juni 1708 im Unterschloss, Greiz; † 6. Dezember 1763 ebenda; ▭ 12. Dezember 1763 ebenda)
      - D9. Graf Heinrich VII.,[47][48] (*† 30. Juni 1709 im Unterschloss, Greiz; ▭ ebenda)
      - D10. Gräfin Sofie Elisabeth,[47][48] (*† 21. Mai 1710 im Unterschloss, Greiz; ▭ ebenda)
      - D11. Gräfin Sofie Henriette,[47][48] (* 19. September 1711 im Unterschloss, Greiz; † 22. Januar 1771 in Rudolstadt; ▭ 28. Januar 1771 in Schwarzburg);
⚭ (22. Oktober 1733 in Greiz) Fürst Ludwig Günther II. von Schwarzburg-Rudolstadt (* 22. Oktober 1708 in Rudolstadt; † 29. August 1790 ebenda; ▭ in Schwarzburg), Sohn von Fürst Ludwig Friedrich I. von Schwarzburg-Rudolstadt und Prinzessin Anna Sophia von Sachsen-Gotha (1670–1728)
      - D12. eine Tochter,[50] (*† 30. September 1712 in Greiz; ▭ ebenda)
      - D13. Gräfin Albertine Auguste[47][48] (* 21. Juni 1715 im Unterschloss, Greiz; † 24. August 1717 ebenda; ▭ 26. August 1717 ebenda)

    - C2. Heinrich XIV.,[47][48] Graf Reuß zu Untergreiz (1675–1682), (* 14. Januar 1674 in Burgk; † 20. Juni 1682 in Lüneburg; ▭ 23. Juni 1682 ebenda)

  - B7. Elisabeth Christiane[47][48] (* 5. September 1639 im Unterschloss Greiz; † 10. August 1644 ebenda; ▭ 5. September 1644 ebenda)
  - B8. Heinrich V.[47][48] Reuß von Plauen, Herr zu Untergreiz (1667–1668), Herr und Graf (26. August 1673) zu Rothenthal (1668–1698), wird (26. August 1673 in Eger) mit dem ganzen Geschlecht in den Reichsgrafenstand erhoben mit dem Titel: Hoch- und Wohlgeborene Reußen, Grafen und Herren von Plauen, Herren zu Greiz, Kranichfeld, Gera, Schleiz und Lobenstein, privilegium de non usu, erhält in der brüderlichen Teilung von 1668 die Hälfte der Herrschaft Untergreiz mit dem Schloss Rothenthal als Residenz, kaiserlicher Generalfeldwachtmeister und Oberst, (* 19. April 1645 im Unterschloss, Greiz; † 12. Februar 1698 in Rothenthal; ▭ 17. Februar 1698 in Greiz);
⚭ I: (15. Februar 1678 in Celle) Angelique Desmier d'Olbreuse (* um 1637; † 5. Oktober 1688 in Ebstorf bei Hannover), Tochter von Ritter Alexander Desmier d'Olbreuse (* 13. Februar 1608; † 1660) und Jacquette (Jacqueline) Poussard de Vanché (* um 1610; † vor 22. August 1648);
⚭ II: (5. Juni 1697 in Frankfurt am Main) Gräfin Christiane zu Sayn-Wittgenstein-Homburg (* 10. Januar 1680; † 17. September 1724 in Neuhemsbach), Tochter von Graf Christian zu Sayn-Wittgenstein-Homburg (1647–1704) und Gräfin Christiane Magdalena von Leiningen-Dagsburg-Hartenburg (1650–1683)
    - → Linie erloschen – Rothenthal fällt an Untergreiz
    - C1. [II] Gräfin Christiane Henriette,[47][48] Posthuma, (* 13. August 1698 in Rothenthal; † 31. Juli 1709 in Offenbach; ▭ ebenda)

## Herren und (seit 1673) Grafen Reuß zu Gera, zu Schleiz, zu Lobenstein, zu Hirschberg und zu Ebersdorf – Fürsten Reuß zu Schleiz, zu Lobenstein und zu Ebersdorf und (seit 1848) Fürsten Reuß jüngerer Linie
Heinrich XVI., „der Jüngere“ Reuß von Plauen, Herr zu Greiz (1535–1547) und Herr zu Greiz und Gera (1562–1564), Herr zu Kranichfeld (1535–1572), als Heinrich I., „der Jüngere“, Herr zu Gera (1564–1572) – Stifter von Reuß jüngere Linie; nach der verlorenen Schlacht bei Mühlberg werden die Reußen 1547 ihrer Herrschaft Greiz enthoben, Greiz fällt an Burggraf Heinrich IV. von Meißen, 1562 erhalten sie die Herrschaft nebst Gera zurück, er erhält bei der brüderlichen Teilung von 1564 die Herrschaft Gera und 1566 den dritten Teil von Ober-Kranichfeld, (* 29. Dezember 1530 in Greiz; † 6. April 1572 in Schleiz; ▭ 11. April 1572 in der Johanniskirche, Gera);
⚭ I: (1556) Gräfin Elisabeth Brigitte von Schwarzburg-Leutenberg († 23. Juni 1564), Tochter von Graf Johann Heinrich von Schwarzburg-Leutenberg (1496–1555) und Margarethe von Weida (1500–1569);
⚭ II: (6. Januar 1566 in Zeitz) Gräfin Dorothea zu Solms-Laubach (* 26. November 1547 in Södel; † 18. September 1595 in Gera; ▭ 7. Oktober 1595 ebenda), Tochter von Graf Friedrich Magnus zu Solms-Laubach (1521–1561) und Gräfin Agnes zu Wied (1520–1588); Sie hatten folgende Nachkommen:
- A1. [II] Agnes[38][39] (* 26. Juni 1567 in Gera; † 1. August 1588 in Hartenstein);
⚭ (3. Dezember 1582 in Gera) Hugo II., Herr von Schönburg-Hartenstein (* 13. Dezember 1559 in Waldenburg; † 23. Oktober 1606 in Gera), Sohn von Hugo I., Herr von Schönburg-Lichtenstein (1529/30–1566/85) und Gräfin Anna von Gleichen-Remda (1532–1570)
- A2. [II] Anna[38][39] (* 23. März 1568 in Gera; † 17. Dezember 1594 ebenda; ▭ 30. Dezember 1594 ebenda)
- A3. [II] Dorothea[38][39] (* 28. Oktober 1570 in Gera; † 2. Dezember 1631 in Obersontheim; ▭ 10. Januar 1632 ebenda);
⚭ I: (21. August 1586 in Waldenburg) Graf Georg Friedrich I. von Hohenlohe-Waldenburg (* 30. April 1562 in Waldenburg; † 22. Oktober 1600 ebenda), Sohn von Graf Eberhard von Hohenlohe-Waldenburg (1535–1570) und Gräfin Agatha von Tübingen (1533–1609);
⚭ II: (6. Dezember 1606) Wilhelm Schenk von Limpurg-Speckfeld (* 10. Juni 1568 in Obersontheim; † 14. Februar 1633), Sohn von Friedrich VI. Schenk von Limpurg-Obersontheim (1536–1596) und Agnes von Limpurg-Gaildorf (1542–1606)
- A4. [II] Heinrich II. „Posthumus“ oder „der Nachgeborene“[38][39][ADB 9] Reuß von Plauen, Herr zu Gera (1572–1635), Herr zu Kranichfeld (1572–1615), Herr zu Lobenstein (1577–1635), Herr zu Saalburg (1596–1635), Herr zu Schleiz (1616–1635); 1572 verordnete Kaiser Maximilian II. dem nachgeborenen Prinzen als Vormundschaft, außer der Mutter, den Onkel, Heinrich XV. Reuß, Herr zu Obergreiz († 1578) und zwei Geraer Vasallen: Utz von Ende zu Caaschwitz (bis 1584) und Georg von Wolfframsdorff zu Köstritz († 1590), 1590 tritt an die Seite der Mutter als Vormund deren Bruder Graf Otto zu Solms-Sonnenwalde (1550–1612), 1595 erhält Heinrich die Landesregierung; seit 1577 im Mitbesitz der Herrschaft Lobenstein, die bis dahin an Vitzthum von Eckstädt verpfändet war, die Vormünder kaufen 1585 und 1588 die Landesteile der älteren und mittleren Linie an der Herrschaft Lobenstein, 1586 den Landesteil der älteren Linie an der Herrschaft Ober-Kranichfeld (1/3), seit 1590 im Mitbesitz der Herrschaft Schleiz mit Saalburg und Burgk, die bis dahin im Besitz von Anna, der Witwe des letzten Burggrafen von Meißen, war, erhält in der Schleizer Teilung von 1596 die Pflege Saalburg und Tanna, kauft 1608 den Landesteil der mittleren Linie an der Herrschaft Ober-Kranichfeld und besitzt dadurch auch diese Herrschaft in Gänze, verpfändet 1615 Ober-Kranichfeld und Schauenforst an Sachsen-Weimar, behält aber sich und seinem Geschlecht den Titel Herr zu Kranichfeld vor, erbt 1616 nach Erlöschen der mittleren Linie die ganze Herrschaft Schleiz; wird 1607 zum kaiserlichen Rat ernannt, 1616 Ältester des Gesamthauses, erwarb für sich das Privilegium de non appellando – das Recht einer letztinstanzlichen Rechtsprechung,[51] (* 10. Juni 1572 auf Schloss Osterstein, Gera; † 3. Dezember 1635 in Gera; ▭ 4. Februar 1636 ebenda);
⚭ I: (7. Februar 1594 in Weikersheim) Gräfin Magdalene von Hohenlohe-Weikersheim (* 27./28. Dezember 1572 in Neuenstein; † 2. April 1596 in Gera; ▭ 20. April 1596 ebenda), Tochter von Graf Wolfgang von Hohenlohe-Weikersheim (1546–1610) und Gräfin Magdalena von Nassau-Dillenburg (1547–1633);
⚭ II: (21. Mai 1597 in Rudolstadt) Gräfin Magdalene von Schwarzburg-Rudolstadt (* 12. April 1580 in Rudolstadt; † 22. April 1652 in Gera; ▭ 16. Juni 1652 ebenda), Tochter von Graf Albrecht VII. von Schwarzburg-Rudolstadt (1537–1605) und Gräfin Juliana von Nassau-Dillenburg (1546–1588)
  - B1. [I] Dorothea Magdalene[38][39] (* 25. Februar 1595 in Gera; † 29. Oktober 1646 in Farnroda; ▭ ebenda);
⚭ (18. März 1620 in Gera) Burggraf Georg Ludwig II. von Kirchberg, Graf zu Sayn-Hachenburg (* 10. Januar 1569 in Farnroda; † 3. November 1641 ebenda), Sohn von Burggraf Siegmund II. von Kirchberg (1531–1570) und Gräfin Sibylle von Isenburg-Büdingen-Kelsterbach (1540–1608)
  - B2. [II] Juliane Marie[38][39] (* 1. Februar 1598 in Gera; † 4. Januar 1650 ebenda; ▭ 30. April 1650 ebenda);
⚭ (9. Oktober 1614 in Schleiz) Graf David von Mansfeld-Hinterort (* 12. Juli 1573; † 26. März 1628 in Schraplau), (⚭ I: (1602) Gräfin Agnes Sibylla von Mansfeld-Mittelort, (* 20. November 1567 in Mansfeld; † 24. August 1613 in Schraplau; ▭ ebenda), Tochter von Graf Christoph II. von Mansfeld-Mittelort (1520–1591) und Gräfin Amalie von Schwarzburg-Blankenburg (1528–1589)),Sohn von Graf Volrad V. von Mansfeld-Hinterort (1520–1578) und Barbara Reuß zu Greiz (1528–1580)
  - B3. [II] Heinrich I.[38][39] (* 21. Februar 1599 in Gera; † 27. Juli 1599 ebenda; ▭ 3. August 1599 ebenda)
  - B4. [II] Agnes[38][39] (* 17. April 1600 in Gera; † 1. Januar 1642);
⚭ (10. Juni 1627 in Gera) Graf Ernst Ludwig von Mansfeld-Hinterort, schwedischer Oberst, (* 16. Juni 1605; † 9. April 1632 in Eisleben; ▭ in der St.-Annen-Kirche, (Eisleben)), Sohn von Graf Friedrich Christoph von Mansfeld-Hinterort (1564–1631) und Agnes von Everstein-Massow (1584–1626)
  - B5. [II] Elisabeth Magdalene[38][39] (* 8. Mai 1601 in Gera; † 4. April 1641 in Rudolstadt; ▭ ((23. April 1641)) in der Bergkirche, Schleiz)
  - B6. [II] Heinrich II., „der Andere“[38][39] Reuß von Plauen, Herr zu Gera (1635–1670), Herr zu Schleiz, Lobenstein und Saalburg (1635–1647), Herr zu Saalburg (1666–1670); gemäß Vertrag von 1637 bleiben die vier Brüder bis 1647 im gemeinschaftlichen Besitz der ererbten Herrschaften mit Hofhaltung zu Gera, er erhält in der brüderlichen Teilung von 1647 die Herrschaft Gera und 1666 nach dem Tode seines Bruders Heinrich IX. das Amt Saalburg, 1667 Ältester des Gesamthauses, (* 14. August 1602 in Gera; † 28. Mai 1670 ebenda; ▭ 7. September 1670 ebenda);
⚭ (23. November 1642 in Gera) Gräfin Katharina Elisabeth von Schwarzburg-Sondershausen (* 28. August 1617 in Ebeleben; † 17. Januar 1701 in Gera; ▭ 19. Januar 1701 ebenda), Tochter von Graf Christian Günther I. von Schwarzburg-Sondershausen (1578–1642) und Gräfin Anna Sibylle von Schwarzburg-Rudolstadt (1584–1623) – Stifter von Reuß-Gera
    - C1. Magdalene Sibylle[38][39] (* 24. Januar 1645 in Gera; † 10. Juni 1645 ebenda; getauft 29. Januar 1645; ▭ 19. Juni 1645 ebenda)
    - C2. ein Sohn[39][45] (†* 14. September 1646 in Gera; ▭ ebenda)
    - C3. ein Sohn[39][45] (†* 1647)
    - C4. Heinrich II.[38][39] (* 22. Januar 1648 in Gera; † 4. April 1648 ebenda; getauft 23. Januar 1648; ▭ 19. April 1648 ebenda)
    - C5. Juliane Dorothea,[38][39] Gräfin Reuß zu Gera (26. August 1673), (* 11. Februar 1649 in Gera; † 5. März 1686 ebenda; ▭ ebenda)
    - C6. Heinrich IV.[38][39] Reuß von Plauen, Herr und Graf (26. August 1673) zu Gera (1670–1686), 1671 volljährig, wird (26. August 1673 in Eger) mit dem ganzen Geschlecht in den Reichsgrafenstand erhoben mit dem Titel: Hoch- und Wohlgeborene Reußen, Grafen und Herren von Plauen, Herren zu Greiz, Kranichfeld, Gera, Schleiz und Lobenstein, privilegium de non usu, (* 13. März 1650 in Gera; † 13. März 1686 ebenda; ▭ 26. März 1686 ebenda);
⚭ (20. Juni 1672 in Gera) Gräfin Anna Dorothea von Schwarzburg-Sondershausen, Kanonissin im Stift Quedlinburg (1659), (* 18. August 1645 in Sondershausen; † 1. Juli 1716 in Gera an Hydropsis; ▭ 3. Juli 1716 in der Stadtkirche, ebenda), Tochter von Graf Anton Günther I. von Schwarzburg-Sondershausen (1620–1666) und Pfalzgräfin Maria Magdalena von Zweibrücken-Birkenfeld (1622–1689)
      - D1. Graf Heinrich XIII.[38][39] (* 18. Mai 1673 in Gera; † 13. Juni 1674 ebenda; ▭ 17. Juni 1674 ebenda)
      - D2. Graf Heinrich XIV.[38][39] (* 24. August 1674 in Gera; † 29. Oktober 1674 ebenda; ▭ 1. November 1674 ebenda)
      - D3. Graf Heinrich XVI.[38][39] (* 19. März 1676 in Gera; † 24. November 1677 ebenda; ▭ 29. November 1677 ebenda)
      - D4. Heinrich XVIII.,[38][39] Graf Reuß zu Gera (1686–1735), folgt dem Vater 1686 unter Vormundschaft der Mutter und des Grafen Heinrich I. Reuß zu Schleiz, (* 21. März 1677 in Gera; † 25. November 1735 ebenda; ▭ 1. Dezember 1735 ebenda), Bauherr der Orangerie (Gera).
      - D5. Graf Heinrich XX.[38][39] (* 4. November 1678 in Gera; † 21. August 1689 ebenda; ▭ 13. September 1689 ebenda)
      - D6. Graf Heinrich XXII.,[38][39] dänischer Oberst, (* 2. März 1680 in Gera; † 18. Juli 1731 im gräfl. Hause am Kirchhofe, ebenda; ▭ 20. Juli 1731 ebenda)
      - D7. Heinrich XXV.,[38][39] Graf Reuß zu Gera (1735–1748), folgt 1735 seinem Bruder Heinrich XVIII., 1739 Ältester des Gesamthauses, (* 27. August 1681 in Gera; † 13. März 1748 ebenda; ▭ 21. März 1748 in der St. Johanneskirche, Gera);
⚭ I: (21. Februar 1717 in Thurnau) Gräfin Justine Eleonore Sophie von Giech-Thurnau (* 12. Dezember 1698 in Nürnberg; † 1. Februar 1718 in Gera; ▭ 6. Februar 1718 ebenda), Tochter von Graf Karl Gottfried II. von Giech-Thurnau (1670–1729) und Gräfin Eva Susanna von Khevenhüller-Aichelberg (1674–1714);
⚭ II: (24. August 1722 in Sondershausen) Pfalzgräfin Sophie Marie von Birkenfeld-Gelnhausen (* 5. April 1702 in Gelnhausen; † 13. November 1761 in Saalburg; ▭ 27. November 1761 in der St. Johanneskirche, Gera), Tochter von Pfalzgraf Johann Karl von Birkenfeld-Gelnhausen (1638–1704) und Esther Marie von Witzleben (1665–1725)
        - E1. [I] ein Sohn[39][45] (†* 1. Februar 1718 in Gera; ▭ ebenda)
        - E2. [II] Gräfin Sophie Henriette[38][39] Dorothea (* 13. Juni 1723 in Gera; † 27. August 1789 im herrschaftl. Hause am Kirchhofe, ebenda; ▭ 31. August 1789 ebenda);
⚭ (21. November 1746 auf Schloss Osterstein, Gera) Graf Friedrich Botho zu Stolberg-Roßla, königlich polnischer und kurfürstlich sächsischer Generalmajor, (* 13. Mai 1714 in Roßla; † 8. März 1768 ebenda), Sohn von Graf Jost Christian zu Stolberg-Roßla (1676–1739) und Gräfin Emilie Auguste zu Stolberg-Wernigerode (1687–1730)
        - E3. [II] Gräfin Caroline[38][39] (*† 14. September 1725 in Gera; ▭ ebenda)
        - E4. [II] Heinrich XXX.,[38][39] Graf Reuß zu Gera (1748–1802), folgt dem Vater 1748, 1800 Ältester des Gesamthauses, (* 24. April 1727 in Gera; †† 26. April 1802 ebenda; ▭ 5. Mai 1802 in der Salvatorkirche, Gera);
⚭ (28. Oktober 1773 in Hungen) Pfalzgräfin Luise Christiane von Birkenfeld-Gelnhausen, Prinzessin in Bayern, (* 17. August 1748 in Gelnhausen; † 31. Januar 1829 in Gera; ▭ 4. Februar 1829 in der Salvatorkirche, Gera), Tochter von Pfalzgraf Johann von Birkenfeld-Gelnhausen (1698–1780) und Wild- und Rheingräfin Sophia Charlotte von Salm-Dhaun (1719–1799)
          - → Linie erloschen – Reuß-Gera (1802–1848) von Schleiz, Lobenstein und Ebersdorf gemeinsam verwaltet

      - D8. Graf Heinrich XXVII.,[38][39] kaiserlicher Hauptmann, (* 11. Januar 1683 in Gera; † 25. September 1706 in Verona; ▭ in St. Michael, ebenda)

    - C7. Heinrich VI.[38][39] (* 20. April 1651 in Gera; † 26. April 1652 ebenda; ▭ 16. Juni 1652 ebenda)
    - C8. Christiane Sibylle,[38][39] Gräfin Reuß zu Gera (26. August 1673), (* 9. Mai 1653 in Gera; † 10. März 1686 ebenda; ▭ ebenda)

  - B7. [II] Heinrich III.[38][39][52][53] Reuß von Plauen, Herr zu Gera (1635–1640), Herr zu Schleiz, Lobenstein und Saalburg (1635–1640); gemäß Vertrag von 1637 bleiben die vier Brüder bis 1647 im gemeinschaftlichen Besitz der ererbten Herrschaften mit Hofhaltung zu Gera, er nimmt mit Einwilligung seiner Brüder seinen Wohnsitz zu Schleiz, (* 31. Oktober 1603 auf Schloss Osterstein, Gera; † 12. Juli 1640 in Karlsbad; ▭ 23. Juli 1640 in der Bergkirche, Schleiz);
⚭ (4. Mai 1637 in Gera) Wild- und Rheingräfin Elisabeth Juliane zu Salm-Neufville (* 1602 in Neufville-sur-Moselle; † 14. Mai 1653 in Schleiz; ▭ 26. Juli 1653 in der Bergkirche, Schleiz), Witwe von Heinrich IV. Reuß, Herr zu Obergreiz (1597–1629), Tochter von Wild- und Rheingraf Friedrich I. zu Salm-Neufville (1547–1608) und Gräfin Sibylle Juliane von Isenburg-Birstein (1574–1604)
    - C1. Heinrich I.[52][53] Reuß von Plauen, Herr zu Gera (1640–1647), Herr zu Schleiz, Lobenstein und Saalburg (1640–1647), Herr zu Saalburg (1647–1666), Herr und Graf (26. August 1673) zu Schleiz (1666–1692); seit 1640 unter Vormundschaft der Mutter und seines Onkels Heinrich II. Reuß zu Gera, erhält in der Teilung von 1647 die Herrschaft Saalburg, bestehend aus der alten Pflege Saalburg vermehrt um Tanna und zwanzig Dörfer aus den Schleizer und Lobensteiner Herrschaften, erhält 1666 nach dem Tode seines Onkels Heinrich IX. Reuß zu Schleiz die gesamte Herrschaft Schleiz im alten Umfang und tritt dafür die ursprüngliche Pflege Saalburg an das Haus Gera und die 1647 abgetrennten Lobensteiner Gebiete an dieses Haus ab, wird (26. August 1673 in Eger) mit dem ganzen Geschlecht in den Reichsgrafenstand erhoben mit dem Titel: Hoch- und Wohlgeborene Reußen, Grafen und Herren von Plauen, Herren zu Greiz, Kranichfeld, Gera, Schleiz und Lobenstein, privilegium de non usu, 1676 bis 1679 fürstlich brandenburgischer Geheimrat und Landeshauptmann zu Hof, führt 1679 das Primogeniturrecht ein, nimmt nach dem verheerenden Stadtbrand von Schleiz 1689 seinen Wohnsitz in Köstritz, (* 26. März 1639 in Schleiz; † 18. März 1692 in Köstritz; ▭ 5. April 1692 in der Bergkirche, Schleiz);
⚭ I: (9. Februar 1662 in Wien) Gräfin Esther von Hardegg auf Glatz und im Machlande (* 6. Dezember 1634 auf Schloss Juliusburg, Niederösterreich; † 21. September 1676 in Hof; ▭ 23. September 1676 in der Bergkirche, Schleiz), Tochter von Graf Julius III. von Hardegg auf Glatz und im Machlande (1594–1684) und Gräfin Johanna Susanna zu Hardegg auf Glatz und im Machlande (1614–1639);
⚭ II: (22. Oktober 1677 in Regensburg) Gräfin Maximiliane von Hardegg auf Glatz und im Machlande (* 16. März 1644 in Thurn; † 27. August 1678 in Regensburg; ▭ 2. September 1678 in der Bergkirche, Schleiz), Tochter von[Anm. 21] Graf Maximilian Philipp von Hardegg auf Glatz und im Machlande (1620-) und Gräfin Eva Maria von Sinzendorf (1622-);
⚭ III: (16. Mai 1680 in Asch) Gräfin Anna Elisabeth von Sinzendorf (* 12. Mai 1659 in Pressburg; † 8. Oktober 1683 in Schleiz; ▭ 11. Oktober 1683 in der Bergkirche, Schleiz), Tochter von Graf Rudolf I. von Sinzendorf, Burggraf zu Rheineck (1636–1677) und Gräfin Eva Susanna von Zinzendorf und Pottendorf (1636–1709) – Stifter von Reuß-Schleiz
      - D1. [I] Marie Katharina[52][53] (* 2. Mai 1663 in Saalburg; † 13. Juni 1663 ebenda; ▭ 25. Juni 1663 ebenda)
      - D2. [I] Magdalene Juliane[52][53] (* 16. Juli 1664 in Saalburg; † 29. Juni 1665 ebenda; ▭ 6. Juli 1665 ebenda)
      - D3. [I] Eva Maria[52][53] (* 4. August 1666 in Schleiz; † 12. April 1667 ebenda; ▭ 19. April 1667 in der Bergkirche ebenda)
      - D4. [I] Emilie Agnes,[52][53] Gräfin Reuß zu Schleiz (26. August 1673); (* 11. August 1667 in Schleiz; † 15. Oktober 1729 in Drehna; ▭ 22. Oktober 1729 ebenda);
⚭ I: (10. August 1682 in Schleiz) Graf Balthasar Erdmann von Promnitz zu Sorau und Pleß (* 9. Januar 1656 in Sorau; † 3. Mai 1703 ebenda; ▭ 18. Dezember 1703 ebenda) Sohn von Graf Erdmann I. Leopold von Promnitz zu Sorau und Pleß (1631–1664) und Freiin Eleonore von Racknitz (1636–1679);
⚭ II: (13. Februar 1711 in Drehna) Herzog Friedrich von Sachsen-Weißenfels zu Dahme (* 20. November 1673 in Halle; † 16. April 1715 in Dahme; ▭ in der Schlosskirche von Neu-Augustusburg zu Weißenfels), Sohn von Herzog August von Sachsen-Weißenfels (1614–1680) und Gräfin Johanna Walpurgis von Leiningen-Westerburg (1647–1687)
      - D5. [I] Heinrich XI.,[52][53] Graf Reuß zu Schleiz (1692–1726), folgt 18. März 1692 dem Vater in der Regierung, 29. Oktober 1711 Ältester des Gesamthauses, erwirbt Dittersdorf, Pahren und Kirschkau, (* 12./22. April 1669 in Schleiz; † 28. Juli 1726 ebenda; ▭ 6. August 1726 in der Bergkirche, Schleiz);
⚭ I: (1. September 1692 in Geilsdorf) Gräfin Johanna Dorothea von Tattenbach-Geilsdorf (* 13. März 1675 in Geilsdorf; † 26. Oktober 1714 in Oettersdorf; ▭ 2. November 1714 in der Bergkirche, Schleiz), Tochter von Graf Sigismund Richard von Tattenbach zu Geilsdorf (1621–1693) und Freiin Susanna Eleonora von Prösing zum Stein (1631–1692);
⚭ II: (8. Mai 1715 in Langenburg) Gräfin Auguste Dorothea zu Hohenlohe-Langenburg (* 2./3. Januar 1678 in Langenburg; † 9. Mai 1740 in der Luisenburg, Schleiz; ▭ 18. Mai 1740 in der Bergkirche, Schleiz), Tochter von Graf Heinrich Friedrich zu Hohenlohe-Langenburg (1625–1699) und Gräfin Juliana Dorothea zu Castell-Remlingen (1640–1706)
        - E1. [I] Heinrich I.,[52][53] Graf Reuß zu Schleiz (1726–1744), folgt 1726 dem Vater in der Regierung, (* 10. März 1695 in Löhma; † 6. Dezember 1744 ebenda; ▭ 17. Dezember 1744 in der Bergkirche, Schleiz);
⚭ (7. März 1721 in Gaildorf) Gräfin Juliane Dorothea Luise zu Löwenstein-Wertheim-Virneburg, Gräfin von Limpurg in Gaildorf, (* 8. Juli 1694 in Wertheim; † 15. Februar 1734 in Schleiz; ▭ 25. Februar 1734 in der Bergkirche, Schleiz), Tochter von Graf Eucharius Kasimir zu Löwenstein-Wertheim-Virneburg (1668–1698) und Gräfin Juliana Dorothea Luise von Limpurg-Gaildorf (1677–1734)
          - F1. Graf Heinrich XXII.[52][53] (* 11. Juni 1722 in Schleiz; † 10. Februar 1723 ebenda; ▭ 12. Februar in der Bergkirche ebenda)
          - F2. Gräfin Emilie Dorothea Henriette[52][53] (* 20. August 1723 in Schleiz; † 20. Juni 1724 ebenda; ▭ 22. Juni 1724 in der Bergkirche ebenda)
          - F3. Gräfin Luise,[52][53] seit 1734 mitregierende Gräfin von Limpurg in Gaildorf, (* 3. Juli 1726 in Staffelstein; † 28. Mai 1773 in Roda; getauft durch ihre Mutter selbst; ▭ ebenda);
⚭ I: (27. Mai 1743 in Schleiz) Prinz Christian Wilhelm von Sachsen-Gotha-Altenburg, kursächsischer Generalleutnant, (* 28. Mai 1706 in Gotha; † 19. Juli 1748 Roda; ▭ ebenda);
⚭ II: (6. Januar 1752 in Roda) Prinz Johann August von Sachsen-Gotha-Altenburg[ADB 10] (* 17. Februar 1704 in Gotha; † 8. Mai 1767 in Roda; ▭ ebenda), beides Söhne von Herzog Friedrich II. von Sachsen-Gotha-Altenburg (1676–1732) und Prinzessin Magdalena Augusta von Anhalt-Zerbst (1679–1740)

        - E2. [II] Heinrich XII.,[52][53] Graf Reuß zu Schleiz (1744–1784), 1739 königlich dänischer Kapitän bei der Leibgarde zu Fuß, folgt 1744 seinem Bruder in der Regierung, 1782 Ältester des Gesamthauses, (* 15. Mai 1716 in Schleiz; † 25. Juni 1784 in Kirschkau; ▭ 29. Juni 1784 in der Bergkirche, Schleiz, Herz und Eingeweide in der Jesus-Kirche Kirschkau);
⚭ I: (2. Oktober 1742 in Schönberg, Hessen) Gräfin Christine zu Erbach-Schönberg (* 5. Mai 1721 in Schönberg; † 26. November 1769 in Schleiz; ▭ 1. Dezember 1769 in der Bergkirche, ebenda), Tochter von Graf Georg August zu Erbach-Schönberg (1691–1758) und Gräfin Ferdinande Henriette zu Stolberg-Gedern (1699–1750);
⚭ II: (13. Juli 1770 in Philippseich) Gräfin Christiane Ferdinandine zu Ysenburg und Büdingen in Philippseich (* 24. August 1740 in Philippseich; † 7. Dezember 1822 in Schleiz; ▭ 12. Dezember 1822 in der Bergkirche, ebenda), Tochter von Graf Wilhelm Moritz II. zu Ysenburg und Büdingen in Philippseich (1688–1772) und Gräfin Philippine Luise zu Stolberg-Gedern (1705–1744)
          - F1. [I] Gräfin Christine Sophie Henriette[52][53] (* 4. September 1744 in Schleiz; † 17. August 1745 ebenda; ▭ 20. August 1745 in der Bergkirche ebenda)
          - F2. [I] Graf Heinrich XXXVI.[52][53] (* 13. Juli 1747 in Schleiz; † 12. Januar 1748 ebenda; ▭ 16. Januar 1748 in der Bergkirche ebenda)
          - F3. [I] Gräfin Karoline Bernhardine[52][53] (* 20. September 1749 in Schleiz; † 29. September 1749 ebenda; ▭ 1. Oktober 1749 in der Bergkirche ebenda)
          - F4. [I] Heinrich XLII.,[52][53][54] Graf Reuß zu Schleiz (1784–1806), Fürst Reuß zu Schleiz (1806–1818), folgt 1784 dem Vater in der Regierung, erbt nach dem Tod von Graf Heinrich XXX. Reuß zu Gera 1802 die Hälfte der hinterlassenen Herrschaft Gera und Pflege Saalburg; teilt sich die gemeinsame Verwaltung mit Lobenstein und Ebersdorf (je 1/4), Erhebung in den Reichsfürstenstand durch Kaiser Franz II. am (9. April 1806 in Wien) mit dem Titel: Hochgeboren, Jüngerer Linie Fürst Reuß zu Schleiz, Graf und Herr von Plauen, Herr zu Greiz, Kranichfeld, Gera, Schleiz und Lobenstein, 1807 bis 1813 Mitglied des Rheinbundes, (* 27. Februar 1752 in Löhma; † 17. April 1818 in Schleiz; ▭ 20. April 1818 in der Bergkirche ebenda);
⚭ (10. Juni 1779 in Kirchberg an der Jagst) Prinzessin Karoline Henriette zu Hohenlohe-Kirchberg (* 11. Juni 1761 in Kirchberg; † 22. Dezember 1849 in Schleiz; ▭ 27. Dezember 1849 in der Bergkirche ebenda), Tochter von Fürst Christian Friedrich Karl zu Hohenlohe-Kirchberg (1729–1819) und Prinzessin Luise Charlotte zu Hohenlohe-Langenburg (1732–1777)
            - G1. Gräfin Christine Philippine Luise,[53][54] Prinzessin Reuß zu Schleiz (9. April 1806), (* 9. September 1781 in Schleiz; † 30. September 1866 ebenda; ▭ 3. Oktober 1866 in der Bergkirche ebenda)
            - G2. Graf Heinrich LVIII.[53][54] (* 28. November 1782 in Schleiz; † 28. November 1783 ebenda; ▭ 30. November 1783 in der Bergkirche ebenda)
            - G3. Gräfin Christine Ferdinande Karoline[53][54] (* 16. März 1784 in Schleiz; † 11. Juli 1785 ebenda; ▭ 12. Juli 1785 in der Bergkirche ebenda)
            - G4. Heinrich LXII.,[53][54] Fürst Reuß zu Schleiz (1818–1848), Fürst Reuß jüngerer Linie (1848–1854); Mitbesitzer an der Herrschaft Gera und Pflege Saalburg, folgt 1818 dem Vater in der Regierung, 1824 Senior der Familie, nach Abdankung des Fürsten Heinrich LXXII. Reuß zu Lobenstein und Ebersdorf und Vereinigung aller Landesteile (Schleiz, Lobenstein-Ebersdorf und Gera) der jüngeren Linie Reuß am (1. Oktober 1848) alleiniger Fürst Reuß j.L., (* 31. Mai 1785 in Schleiz; † 19. Juni 1854 ebenda;[55] ▭ 23. Juni 1854 in der Bergkirche,[56] ebenda)
            - G5. Graf Heinrich LXV.[53][54] (* 10. April 1788 in Schleiz; † 19. August 1790 ebenda; ▭ 21. August 1790 in der Bergkirche ebenda)
            - G6. Fürst Heinrich LXVII.[53][54] Reuß jüngerer Linie (1854–1867), folgt 1854 seinem Bruder Heinrich LXII. in der Regierung, königlich preußischer General der Kavallerie à la suite, Ritter des Königl. Preuß. schwarzen Adler-Ordens, des Ordens vom eisernen Kreuze, des Iohanniter-Ordens, des Königl. Baierischen St. Hubertus- und des Königl. Sächsischen Hausordens von der Rautenkrone, Großkreuz des Königl. Belgischen Leopold-Ordens, des Großherz. S.-Weimarischen Hansordens der Wachsamkeit oder vom weißen Falken, und des Herzogl. Sachsen-Ernestinischen Hausordens (* 20. Oktober 1789 in Schleiz; † 11. Juli 1867 auf Schloss Osterstein (Gera); ▭ 14. Juli 1867 in der Bergkirche, Schleiz);
⚭ (18. April 1820 in Ebersdorf) Prinzessin Adelheid Reuß zu Ebersdorf (* 28. Mai 1800 in Ebersdorf; † 25. Juli 1880 in Gera; ▭ 28. Juli 1880 in der Bergkirche, Schleiz), Tochter von Fürst Heinrich LI. Reuß zu Ebersdorf (1761–1822) und Gräfin Luise von Hoym (1772–1832)
              - H1. Prinz Heinrich V.[53][54] (* 4. Dezember 1821 auf Schloss Osterstein, Gera; † 24. März 1834 in Coburg; ▭ 29. März 1834 in der Bergkirche, Schleiz)
              - H2. Prinzessin Anna Karoline Luise Adelheid[53][54] (* 16. Dezember 1822 auf Schloss Osterstein, Gera; † 1. April 1902 in Rudolstadt; ▭ 5. April 1902 in Rheda);
⚭ (7. März 1843 in Schleiz) Prinz Adolf Ludwig Albrecht Friedrich zu Bentheim-Tecklenburg, preußischer Generalleutnant, (* 7. Mai 1804 in Rheda; † 3. September 1874 in Rudolstadt), Sohn von Fürst Emil Friedrich Karl zu Bentheim-Tecklenburg (1765–1837) und Gräfin Luise zu Sayn-Wittgenstein-Hohenstein (1768–1828)
              - H3. Prinzessin Marie Elisabeth Henriette Adelheid[53][54] (* 8. Juni 1824 auf Schloss Osterstein, Gera; † 17. Dezember 1833 in Coburg; ▭ 21. Dezember 1833 in der Bergkirche, Schleiz)
              - H4. Prinz Heinrich VIII.[53][54] (* 21. Januar 1827 auf Schloss Osterstein, Gera; † 17. Februar 1828 ebenda; ▭ 20. Februar in der Bergkirche, Schleiz)
              - H5. Prinz Heinrich XI.[53][54] (* 18. November 1828 auf Schloss Osterstein, Gera; † 6. März 1830 ebenda; ▭ 9. März 1830 in der Bergkirche, Schleiz)
              - H6. Fürst Heinrich XIV.[53][54] Reuß jüngerer Linie (1867–1913), folgt 1867 dem Vater in der Regierung, wird 1902 Regent des Fürstentums Reuß ä.L. für den regierungsunfähigen Fürsten Heinrich XXIV., preußischer General der Infanterie, Ritter des Ordens vom Schwarzen Adler, seit 15. Oktober 1908 selbst unter Regentschaft seines Sohnes Heinrich XXVII., (* 28. Mai 1832 in Coburg; † 29. März 1913 in Schleiz; ▭ ebenda);
⚭ I: (6. Februar 1858 in Bad Carlsruhe, Schlesien) Herzogin Agnes von Württemberg (* 13. Oktober 1835 in Carlsruhe; † 10. Juli 1886 auf Schloss Osterstein, Gera; ▭ 15. Juli 1886 in der Bergkirche, Schleiz), Tochter von Herzog Friedrich Eugen Karl Paul Ludwig von Württemberg, Ritter des Ordens vom Schwarzen Adler, (1788–1857) und Prinzessin Helene zu Hohenlohe-Langenburg (1807–1880);
⚭ II: (morg.) (14. Februar 1890 in Leipzig) Susanne Friederike Graetz, (28. Mai 1890) durch sächsische Verleihung als Frau von Saalburg in den Adelsstand erhoben, (* 28. Februar 1851 in Frankfurt am Main; † 22. Mai 1907 in Dresden; ▭ in Thallwitz bei Wurzen), Tochter von Johann Philipp Graetz und Auguste Neiss
                - I1. [I] Fürst Heinrich XXVII.[53][54] Reuß jüngerer Linie (1913–1918), preußischer General der Kavallerie à la suite des Leib-Garde-Husaren-Regiments, Ritter des Ordens vom Schwarzen Adler, Großkreuz mit der Krone in Erz des Großherzoglich Mecklenburgischen Hausordens der Wendischen Krone; seit 1895 dauernd mit der Vertretung der Landesregierung beauftragt, seit 15. Oktober 1908 Regent des Fürstentums Reuß j.L. für seinen Vater (bis 1913) und Regent des Fürstentums Reuß ä.L. für den regierungsunfähigen Fürsten Heinrich XXIV. (1908–1918), Abdankung am 10. November 1918 (an seinem 60. Geburtstag), am Folgetag für Reuß ä.L., (* 10. November 1858 auf Schloss Osterstein, Gera; † 21. November 1928 ebenda; ▭ im Ebersdorfer Park);
⚭ (11. November 1884 in Langenburg) Prinzessin Elise Victoria Feodora Sophie Adelheid zu Hohenlohe-Langenburg (* 4. September 1864 in Langenburg; † 18. März 1929 in Gera; ▭ im Ebersdorfer Park), Tochter von Fürst Hermann Ernst Franz Bernhard zu Hohenlohe-Langenburg, Statthalter von Elsaß-Lothringen, Ritter des Ordens vom Schwarzen Adler, (1832–1913) und Prinzessin Leopoldine von Baden (1837–1903)
                  - J1. Prinzessin Viktoria Feodora Agnes Leopoldine Elisabeth,[53][54] Dame des Großherzoglich Mecklenburgischen Hausordens der Wendischen Krone (* 21. April 1889 in Potsdam; † 18. Dezember 1918 in Rostock; ▭ in der Pribislaw-Kapelle im Doberaner Münster, Doberan);
⚭ (24. April 1917 in Gera) Herzog Adolf Friedrich von Mecklenburg-Schwerin (* 10. Oktober 1873 im Schloss Schwerin; † 5. August 1969 im Schloss Eutin), letzter Gouverneur der deutschen Kolonie Togo (1912–1914), Oberst a.d., Großkreuz mit der Krone in Erz des Großherzoglich Mecklenburgischen Hausordens der Wendischen Krone, Ritter des Ordens vom Schwarzen Adler (Preußen), Ritter des Seraphinen-Ordens (Schweden), Ritter des Ordens des Elefanten (Dänemark), Ritter des Ordens des heiligen Hubertus (Bayern), Rechtsritter des Johanniterordens , Sohn von Großherzog Friedrich Franz II. von Mecklenburg-Schwerin (1823–1883) und Prinzessin Marie von Schwarzburg-Rudolstadt (1850–1922)
                  - J2. Prinzessin Luise Adelheid Ida Helene Wilhelmine[53][54] (* 17. Juli 1890 in Ebersdorf; † 12. August 1951 ebenda)
                  - J3. Prinz Heinrich XL.[53][54] (* 17. September 1891 auf Schloss Osterstein, Gera; † 4. November 1891 ebenda;[Anm. 22] ▭ 7. November 1891 im Ebersdorfer Park)
                  - J4. Prinz Heinrich XLIII.[53][54] (* 25. Juli 1893 in Ebersdorf; † 13. Mai 1912 in Gera; ▭ im Ebersdorfer Park)
                  - J5. Erbprinz Heinrich XLV. Graf und Herr von Plauen, Herr zu Greiz, Kranichfeld, Gera, Schleiz und Lobenstein (Hochfürstliche Durchlaucht), seit 1928 Chef des Hauses mit der hausinternen Titulatur Fürst Reuß jüngerer Linie, (* 13. Mai 1895 in Ebersdorf), 1945 in Buchenwald interniert[57][58], seitdem verschollen, (5. Januar 1962 in Büdingen) für tot erklärt[59] rückwirkend zum 31. Dezember 1953, adoptiert (19. Januar 1935) Heinrich I. Prinz Reuß zu Köstritz; Die Rechte des Chefs des Hauses nahm von 1946 bis 2012 der 1. Agnat Heinrich IV. Prinz Reuß (* 26. Oktober 1919; † 20. Juni 2012) wahr
                    - → Linie erloschen

                - I2. [I] Prinzessin Elisabeth Adelheid Helene Philippine[53][54] (* 27. Oktober 1859 auf Schloss Osterstein, Gera; † 23. Februar 1951 auf Schloss Hungen);
⚭ (17. November 1887 in Gera) Prinz Hermann Ernst Ludwig Bernhard Wilhelm zu Solms-Braunfels (* 8. Oktober 1845 in Düsseldorf; † 30. August 1900 auf Schloss Braunfels), Sohn von Prinz Friedrich Wilhelm Heinrich Casimir Georg Carl Maximilian zu Solms-Braunfels (1801–1868) und Gräfin Maria Anna Kinsky von Wchinitz und Tettau (1809–1892)
                - I3. [II] Heinrich Albert Eduard,[54] Schloss Osterstein (21. September 1914), Freiherr von Saalburg (19. März 1915), (* 4. November 1875 in Leipzig; †† 23. Februar 1954 in Lunden, Holstein);
⚭ (23. April 1924 in Hamburg) Margarethe Grönwoldt (* 9. Februar 1889 in Hamburg; † 24. Juli 1965 in Hamburg), Tochter von Otto Grönwoldt und Mine Marie Henriette Kleinow

              - H7. Prinz Heinrich XVI.[Anm. 23][53][54] (* 2. August 1835 in Coburg; † 4. April 1836 ebenda; ▭ 9. April 1836 in der Bergkirche, Schleiz)
              - H8. Prinzessin Marie Karoline Adelheid[53][54] (* 12. April 1837 in Coburg; † 18. Mai 1840 auf Schloss Osterstein, Gera; ▭ 20. Mai 1840 in der Bergkirche, Schleiz)

            - G7. Graf Heinrich LXVIII.[53][54] (* 4. Juli 1791 in Schleiz; † 12. August 1792 ebenda; ▭ 13. August 1792 in der Bergkirche ebenda)
            - G8. Graf Heinrich LXXI.[53][54] (* 7. August 1793 in Schleiz; † 29. Januar 1794 ebenda; ▭ 31. Januar 1794 in der Bergkirche ebenda)

          - F5. [I] Gräfin Christine Sophie Henriette[52][53] (* 6. August 1757 in Oettersdorf; † 6. Juni 1758 in Schleiz; ▭ 9. Juni 1758 in der Bergkirche ebenda)
          - F6. [II] Graf Heinrich LVI.[52][53] (* 29. November 1772 in Schleiz; † 6. Mai 1781 ebenda; ▭ 9. Mai 1781 in der Bergkirche ebenda)
          - F7. [II] Graf Heinrich LVII.[52][53] (* 18. Juni 1774 in Schleiz; † 24. April 1775 ebenda; ▭ ebenda)

        - E3. [II] Gräfin Johanne Emilie Auguste[52][53] (* 24. Juni 1722 in Schleiz; † 28. Juli 1729 ebenda; ▭ 31. Juli 1729 in der Bergkirche ebenda)

      - D6. [I] Heinrich XII.[52][53] (* 8. April 1670 in Schleiz; † 11. Juli 1670 ebenda; ▭ 12. Juli in der Bergkirche ebenda)
      - D7. [I] Sophie Magdalene[52][53] (* 28. Juli 1671 in Löhma; † 12. November 1671 in Schleiz; ▭ 13. November in der Bergkirche ebenda)
      - D8. [I] Susanne Maria,[52][53] Gräfin Reuß zu Schleiz (26. August 1673); (* 5. Juni 1673 in Schleiz; † 13. Mai 1675 ebenda; ▭ 15. Mai 1675 in der Bergkirche, ebenda)
      - D9. [II] Graf Heinrich XIX.[52][53] (* 22. August 1678 in Regensburg; † 23. August 1678 ebenda; ▭ 27. August 1678 in der Bergkirche, Schleiz)
      - D10. [III] Heinrich XXIV.,[52][53][60][61] Graf Reuß von Schleiz zu Köstritz (1692–1748), erhält 1692 als Paragiatsherrschaft die von seinem Vater Graf Heinrich I. Reuß zu Schleiz erkauften Lehngüter Köstritz, Steinbrücken, Hohenleuben, Reichenfels, Niederböhmsdorf, Weißendorf, Göttendorf, Triebes und Langenwetzendorf mit allen Einkünften und Rechten, ausgenommen die Landeshoheit, welche bei Schleiz bleibt, schlesisches Inkolat „Hoch- und Wohlgeboren“ (28. Mai 1717 in Laxenburg), Vormund für Graf Heinrich XXIX. Reuß zu Ebersdorf (seit 1711) und Graf Heinrich XI. Reuß zu Obergreiz (seit 1723), (* 26. Juli 1681 in Schleiz; † 24. Juli 1748 im Oberschloss, Greiz; ▭ 27. Juli 1748 in Hohenleuben);
⚭ (6. Mai 1704 in Breslau) Freiin Maria Eleonore Emilia von Promnitz-Dittersbach (* 7. Mai 1688 in Dittersbach bei Sagan; † 12. Mai 1776 in Köstritz; ▭ 18. Mai 1776 in Hohenleuben), (Erb-)Tochter von Freiherr Hans Christoph von Promnitz-Dittersbach (1661–1689) und Freiin Anna Elisabeth von Saurma von der Jeltsch (1663–1708); – Stifter von Reuß-Köstritz – Nachkommen siehe hier
      - D11. [III] Gräfin Eva Elisabeth[52][53] (* 4. November 1682 in Schleiz; † 1. September 1683 ebenda; ▭ 2. September in der Bergkirche ebenda)
      - D12. [III] Gräfin Eva[52][53] (*† 25. September 1683 in Schleiz; ▭ 26. September in der Bergkirche ebenda)

    - C2. Magdalene Juliane,[52][53] Posthuma, (* 22. März 1641 in Schleiz; † 3. Mai 1659 in Gera; ▭ in Saalburg)

  - B8. [II] Heinrich IV.[38][39] (* 21. Dezember 1604 in Gera; † 3. November 1628 in Schleiz; ▭ in Gera)
  - B9. [II] Heinrich V.[38][39] (* 3. November 1606 in Gera; † um 7. November 1606 ebenda; ▭ ebenda)
  - B10. [II] Heinrich VI.[38][39] (* 3. November 1606 in Gera; um; † 7. November 1606 ebenda; ▭ ebenda)
  - B11. [II] Sophie Hedwig[38][39] (* 24. Februar 1608 in Gera; † 22. Januar 1653 in Schleiz; ▭ 16. Februar 1653 in der Bergkirche, Schleiz)
  - B12. [II] Dorothea Sibylle[38][39] (* 7. Oktober 1609 in Gera; † 25. November 1631 in Frauenprießnitz; ▭ 19. Januar 1632 ebenda);
⚭ (21. Juni 1627 in Gera) Christian Freiherr Schenk von Tautenburg, Frauenprießnitz und Nieder-Trebra, Herr zu Tonna (* 18. Dezember 1599 in Dresden; † 3. August 1640 in Tautenburg)
  - B13. [II] Heinrich VII.[38][39] (* 15. Oktober 1610 in Lobenstein; † 24. Juli 1611 ebenda; ▭ ebenda)
  - B14. [II] Heinrich VIII.[38][39] (* 19. Juni 1613 in Gera; † 24. September 1613 ebenda; ▭ 8. Oktober 1613 ebenda)
  - B15. [II] Anna Katharina,[38][39] Gräfin Reuß zu Gera (26. August 1673); (* 24. März 1615 in Gera; ~ 2. April 1615; † 16. Februar 1682 in Schleiz; ▭ 18. Februar 1682 in der Bergkirche, Schleiz)
  - B16. [II] Heinrich IX.[38][39] Reuß von Plauen, Herr zu Gera (1635–1647), Herr zu Schleiz, Lobenstein und Saalburg (1635–1647), Herr zu Schleiz (1647–1666); gemäß Vertrag von 1637 bleiben die vier Brüder bis 1647 im gemeinschaftlichen Besitz der ererbten Herrschaften mit Hofhaltung zu Gera, er erhält in der brüderlichen Teilung von 1647 die Herrschaft Schleiz, vermindert um Tanna und elf Dörfer, die an Saalburg abgetreten werden, (* 22. Mai 1616 in Schrapelau; †† 9. Januar 1666 in Schleiz; ▭ 28. März 1666 in der Bergkirche, Schleiz)
    - → Linie erloschen – Schleiz wird von den Herren zu Saalburg übernommen, die dafür Saalburg an Gera abtreten

  - B17. [II] Ernestine[38][39] (* 19. März 1618 in Gera; † 23. Februar 1650 in Hartenstein; ▭ 4. April 1650 ebenda);
⚭ (20. Oktober 1639 in Hartenstein) Otto Albrecht, Herr von Schönburg-Hartenstein (* 2. Juli 1601 in Hartenstein; † 15. Juni 1681 ebenda), Sohn von Hugo II., Herr von Schönburg-Hartenstein (1559–1606) und Gräfin Katharina zu Salm-Kyrburg (1574–1654)
  - B18. [II] Heinrich X.[38][39][62][63] Reuß von Plauen, Herr zu Gera (1635–1647), Herr zu Schleiz, Lobenstein und Saalburg (1635–1647), Herr zu Lobenstein (1647–1671), Herr zu Hirschberg (1664–1671); bis zur Volljährigkeit unter Vormundschaft seiner beiden ältesten Brüder, gemäß Vertrag von 1637 bleiben die vier Brüder bis 1647 im gemeinschaftlichen Besitz der ererbten Herrschaften mit Hofhaltung zu Gera, er erhält in der brüderlichen Teilung von 1647 die Herrschaft Lobenstein, vermindert um neun Dörfer, die an Saalburg abgetreten werden, kauft 1664 von der Familie von Beulwitz Schloss und Pflege Hirschberg, erhält 1666 nach dem Tode seines Bruders Heinrich IX. die 1647 abgetrennten Teile der Lobensteiner Herrschaft zurück, ist 1641 Rektor der Universität Leipzig, 1670 Ältester des Gesamthauses, (* 9. September 1621 in Gera; † 25. Januar 1671 in Lobenstein; ▭ 12. April 1671 in der Stadtkirche, Lobenstein);
⚭ (24. Oktober 1647 in Schleiz) Marie Sibylle Reuß zu Obergreiz (* 4. August 1625 in Greiz; † 17. Mai 1665 in Lobenstein; ▭ 20. Juni 1665 ebenda) – Stifter von Reuß-Lobenstein
    - C1. Heinrich III.[62][63] Reuß von Plauen, Herr und Graf (26. August 1673) zu Lobenstein (1671–1710), wird (26. August 1673 in Eger) mit dem ganzen Geschlecht in den Reichsgrafenstand erhoben mit dem Titel: Hoch- und Wohlgeborene Reußen, Grafen und Herren von Plauen, Herren zu Greiz, Kranichfeld, Gera, Schleiz und Lobenstein, privilegium de non usu, erhält in der brüderlichen Teilung von 1678 Schloss und Stadt Lobenstein mit den Dörfern Schönbrunn, Oberlemnitz, Ruppersdorf, Thierbach, Heinersdorf, halb Neundorf, Schlegel, Frössen und Blankenstein und die Ritterlehen zu Heinersdorf, Harra oberen Teils, Blankenstein, Eichenstein, Sachsbühl, Weißbach, Rödern, Altengesees, Lothra, Stöcketen, Frössen und Wurzbach, 1697 Ältester des Gesamthauses, (* 16. Dezember 1648 in Lobenstein; † 24. Mai 1710 in Gera; ▭ 30. Mai 1710 in Lobenstein);
⚭ (22. Oktober 1673 in Lobenstein) Gräfin Marie Christiane von Leiningen-Westerburg (* 28. Januar 1650 in Westerburg; † 19. November 1714 in Lobenstein; ▭ 21. November 1714 ebenda), Tochter von Graf Georg Wilhelm von Leiningen-Westerburg (1619–1695) und Gräfin Sophie Elisabeth zur Lippe-Detmold a.d.H. Wintrup (1626–1688)
      - D1. Heinrich XV.,[62][63] Graf Reuß zu Lobenstein (1710–1739), 1701 königlich polnischer und kurfürstlich sächsischer Oberst über ein Regiment zu Fuß, 1703 von den Schweden in Thorn gefangen, folgt 1710 dem Vater in der Regierung, erhält 1712 nach Abgang des Hauses Hirschberg die Hälfte der alten Gesamtherrschaft Lobenstein, 1733 Ältester des Gesamthauses, (* 24. September 1674 in Lobenstein; † 12. Mai 1739 ebenda; getauft 26. September 1674; ▭ 16. Mai 1739 ebenda);
⚭ (21. Juli 1701 in Waldenburg) Gräfin Ernestine Eleonore von Schönburg-Waldenburg (* 2. November 1677 in Waldenburg; † 2. August 1741 in Lobenstein; ▭ 4. August 1741 ebenda), Tochter von Graf Otto Ludwig von Schönburg-Waldenburg-Hartenstein (1643–1701) und Gräfin Sophia Magdalena von Leiningen-Westerburg (1651–1726)
        - E1. Heinrich II.,[62][63] Graf Reuß zu Lobenstein (1739–1782), folgt dem Vater 1739 in der Regierung, wird 1768 Ältester des Gesamthauses, (* 19. Juli 1702 in Lobenstein; † 6. Mai 1782 ebenda; ▭ 10. Mai 1782 ebenda);
⚭ (23. November 1735 in Fürstenstein) Gräfin Juliane Dorothea Charlotte von Hochberg-Fürstenstein[49] (* 10. Juni 1713 in Fürstenstein; † 22. Mai 1757 in Breslau; ▭ 25. Mai 1757 in der St.-Elisabeth-Kirche, ebenda), Tochter von Graf Konrad Ernst Maximilian von Hochberg zu Fürstenstein (1682–1752) und Freiin Agnes Helene von Flemming-Ribertow (-1721)
          - F1. Gräfin Eleonore (Lorel) Maximiliane Christine,[62][63] Regentin von Stolberg-Gedern (1767–1782), (* 5. Dezember 1736 in Lobenstein; † 21. Januar 1782 in Straßburg; getauft 6. Dezember 1736; ▭ 23. Januar 1782 in der Kirche, Gedern);
⚭ (8. Juni 1760 in Schleiz) Prinz Christian Karl zu Stolberg-Gedern[ADB 11], kaiserlich königlicher Generalfeldzeugmeister (9. Mai 1761) und Generalmajor des Oberrheinischen Kreises, Gouverneur der Reichsfestung Philippsburg (November 1761), (* 14. Juli 1725 in Gedern; † 21. Juli 1764 ebenda), Sohn von Fürst Friedrich Carl zu Stolberg-Gedern (1693–1767) und Gräfin Luise von Nassau-Saarbrücken (1705–1766)
          - F2. Heinrich XXXV.,[62][63][Anm. 24] Graf Reuß zu Lobenstein (1782–1790), Fürst Reuß zu Lobenstein (1790–1805), folgt dem Vater 1782, Erhebung in den Reichsfürstenstand durch Kaiser Leopold II. am (11. Oktober 1790 in Frankfurt am Main.) mit dem Titel Fürst Reuß „Hochgeboren“, 1802 Ältester des Gesamthauses, erbt nach dem Tod von Graf Heinrich XXX. Reuß zu Gera 1802 den vierten Teil der hinterlassenen Herrschaft Gera und Pflege Saalburg, (* 19. November 1738 in Lobenstein; †† 30. März 1805 in Paris; getauft 19. November 1738; ▭ 4. April 1805 ebenda)
            - → Hauptlinie erloschen – Der Besitz fällt an die Nebenlinie Lobenstein-Selbitz

        - E2. Gräfin Christiane Sophie,[62][63] Mitglied der Herrnhuter Brüdergemeine, (* 7. Januar 1704 in Lobenstein; † 13. Januar 1773 in Niesky; ▭ 17. Januar 1773 ebenda)
        - E3. Graf Heinrich III.[62][63] (* 14. Dezember 1704 in Lobenstein; †⚔[7] gefallen (im Duell mit einem Grafen von Arco) 5. Mai 1731 in Lodi; ▭ ebenda)
        - E4. Gräfin Henriette Eleonore[62][63] (* 1. Januar 1706 in Lobenstein; † 7. April 1762 in Drehna);
⚭ (21. Februar 1733 in Lobenstein) Graf Erdmann II. von Promnitz zu Sorau und Pleß, 1705 freier Standesherr zu Pleß, Sorau, Triebel, Naumburg, Klitschdorf und Drehna, königlich polnischer und kurfürstlich sächsischer Geheimer Rat und Kabinettsminister, (* 22. August 1683 in Sorau; † 7. September 1745 im Jagdschloss Sorauer Forst), Sohn von Graf Balthasar Erdmann von Promnitz zu Sorau und Pleß (1656–1703) und Gräfin Emilie Agnes Reuß zu Schleiz (1667–1729)
        - E5. Gräfin Luise Wilhelmine[62][63] (* 27. Februar 1707 in Lobenstein; † 20. April 1733 ebenda; ▭ 24. April 1733 ebenda)
        - E6. Graf Heinrich VII.,[62][63] Fähnrich im Dragoner-Regiment Sachsen-Gotha, (* 26. April 1708 in Lobenstein; † ⚔[7] gefallen 5. Dezember 1731/33 in Montecassino; ▭ ebenda)
        - E7. Gräfin Christiane Therese[62][63] (* 16. September 1709[Anm. 25] in Lobenstein; † 3. Februar 1777 in Herrnhut; ▭ 8. Februar 1777 auf dem Hutberg bei Herrnhut)
        - E8. Gräfin Marie Christiane[62][63] (* 24. September 1710 in Lobenstein; † 28. September 1710 ebenda; getauft 24. September 1710; ▭ 30. September 1710 ebenda)
        - E9. Gräfin Marie Albertine Auguste[62][63] (* 13. Juni 1712 in Lobenstein; † 22. August 1714 in Hohenpreiss; getauft 13. Juni 1712; ▭ 24. August 1714 in Lobenstein)
        - E10. Gräfin Sophie (Marie) Magdalene[62][63] (* 27. August 1713 in Lobenstein; † 18. November 1771 in Herrnhut; ▭ 22. November 1771 auf dem Hutberg, ebenda)
        - E11. eine Tochter[63] (†* 12. Oktober 1714 in Heinersdorf; ▭ 12. Oktober 1714 in Lobenstein)
        - E12. ein Sohn[63] (†* 26. Juni 1716 in Lobenstein; ▭ 26. Juni 1716 ebenda)
        - E13. Gräfin Marie Albertine (Auguste)[62][63] (* 7. Dezember 1717 in Lobenstein; † 30. April 1774 ebenda; ▭ 4. Mai 1774 ebenda)
        - E14. Gräfin Ernestine Friederike (Fritze)[62][63] (* 23. November 1718 in Lobenstein; † 28. September 1776 in Gera; ▭ 1. Oktober 1776 in der Johanniskirche, ebenda)

      - D2. Gräfin Sophie Marie[62][63] (* 12. November 1675 in Lobenstein; † 16. Juli 1748 ebenda; ▭ 18. Juli 1748 ebenda)
      - D3. Graf Heinrich XVII.,[62][63] 1697 in der Schlacht bei Zenta verwundet, kaufte im April 1700 die Rittergüter Harra, Kießling, Absang, Seibis und Schlegel, Hessen-Kasselscher Oberst, (* 13. Dezember 1676 in Lobenstein; † 21. September 1706 in Trient; getauft 16. Dezember 1676; ▭ 30. September 1706 in Bozen (luther. Kirchhof));
⚭ (27. Mai 1699 in Lobenstein) Gräfin Eleonore Sophie von Giech-Thurnau (* 29. März 1677 in Thurnau; † 31. Dezember 1722 in Saalfeld; ▭ ebenda), (⚭ II: (19. Januar 1711) Ernst Ludwig Ritterich, gen. Freiherr von Radmannsburg,[64] Sohn von Johann Niclas Ritterich), Tochter von Graf Christian Karl I. von Giech-Thurnau (1641–1695) und Freiin Barbara von Praunfalk zu Neuhaus (1643–1699)
        - E1. Graf Heinrich IV.[62][63] (* 3. Januar 1705 in Lobenstein; † 26. Februar 1706 ebenda; ▭ ebenda)

      - D4. Gräfin Christiane Elisabeth[62][63] (* 16. Januar 1678 in Lobenstein; † 7. Dezember 1757[Anm. 26] ebenda; getauft 18. Januar 1678; ▭ ebenda)
      - D5. Graf Heinrich XXI.,[62][63] königlich polnischer und kursächsischer Oberst der Kavallerie und Kapitänleutnant der königlichen Leibgarde, (* 12. März 1679 in Lobenstein; †⚔[7] 21. Juli 1702 nach Verwundung in der Schlacht bei Klissow oder Pinzow (19. Juli); getauft 14. März 1679; ▭ in einem Kloster in der Nähe des Schlachtfeldes)
      - D6. Graf Heinrich XXIII.,[62][63] Hessen-Kasselscher Oberst, (* 21. Oktober 1680 in Lobenstein; † 20. Oktober 1723 in Halle; getauft 22. Oktober 1680; ▭ 22. Oktober 1723 in der ehemaligen Schulkirche, ebenda);
⚭ (28. Juli 1716 in Halberstadt) Freiin Beate Henriette von Söhlenthal, Hofmeisterin der Kronprinzessin von Dänemark, 1738–1757 Dechantin zu Vallø, (* 15/26. Juli 1696 in Wien; † 22. August 1757 in Borreby; ▭ 1. September 1757 in Magleby), Tochter von Freiherr Rudolph Kaspar von Söhlenthal und Hedwig Anna von Gräfen
        - E1. Graf Heinrich XIV.[62][63] (* 9. August 1717 in Halle; † 10. September 1718 ebenda; ▭ 12. September 1718 in der ehemaligen Schulkirche, ebenda)
        - E2. Graf Heinrich XVII.[62][63] (* 24. März 1719 in Halle; † 28. März 1719 ebenda; ▭ 29. März 1719 in der ehemaligen Schulkirche, ebenda)
        - E3. Graf Heinrich XVIII.[62][63] (* 23. April 1720 in Halle; † 27. April 1720 ebenda; ▭ 29. April 1720 in der ehemaligen Schulkirche, ebenda)
        - E4. Graf Heinrich XX.[62][63] (* 22. Mai 1721 in Halle; † 23. Mai 1721 ebenda; ▭ 25. Mai 1721 in der ehemaligen Schulkirche, ebenda)
        - E5. Gräfin Beate Antonie Auguste[62][63] (* 6. April 1723 in Halle; † 19. November 1797 in Slagelse; ▭ 5. Dezember 1797 ebenda);
⚭ (28. Dezember 1749 in Antvorskov) Villum de Berregaard, königlich dänischer Geheimer Hofrat und Kammerherr, (* 2. Januar 1717 in Antvorskov; † 1. Dezember 1769 in Kopenhagen), Sohn von Christian Frederik de Berregaard (1683–1750) und Jytte von Worm (1683–1741)

      - D7. Heinrich XXVI.,[62][63][65] Graf Reuß von Lobenstein zu Selbitz (1718–1730), seine Gemahlin bringt ihm Selbitz zu, (* 16. Dezember 1681 in Lobenstein; † 21. Juni 1730 in Selbitz; getauft 18. Dezember 1681; ▭ 24. Juni 1730 ebenda);
⚭ (31. März 1715 in Selbitz) Gräfin Juliane Rebekka von Tattenbach-Selbitz (* 31. August 1692 in Selbitz; † 10. September 1739 in Hof; ▭ 13. September 1739 in Selbitz), Tochter von Graf Gotthard Quentin von Tattenbach zu Selbitz (1651-) und Gräfin Maria Katharina von Wurmbrand (1649–1725)
        - E1. Heinrich XI.,[62][65] Graf Reuß von Lobenstein zu Selbitz (1730–1745), Leutnant in einem königlich dänischen Kavallerie-Regiment in der Kompanie des Rittmeisters von Holstein, (* 31. Dezember 1715 in Selbitz; † 22. August 1745 in Ebersdorf; ▭ 25. August 1745 auf dem Kirchhof der Brüdergemeinde, ebenda)
        - E2. Graf Heinrich XV.[62][65] (* 19. Oktober 1717 in Selbitz; † 5. Mai 1738 ebenda; ▭ 8. Mai 1738 ebenda)
        - E3. Gräfin Henriette Juliane[62][65] (* 21. Februar 1719 in Selbitz; † 21. Dezember 1778 in Lobenstein (Christianszell); ▭ 23. Dezember 1778 ebenda)
        - E4. Heinrich XIX.,[62][65] Graf Reuß von Lobenstein zu Selbitz (1745–1778), verkauft 1778 seine Rittergutshälfte mit dem Schloss an Markgraf Carl Alexander von Brandenburg, (* 16. Oktober 1720 in Selbitz; † 30. November 1783 ebenda; ▭ 3. Dezember 1783 ebenda)
        - E5. Heinrich XXI.,[62][65] Graf Reuß von Lobenstein, cediert zu Gunsten seines Neffen Heinrich LIV., (* 12. Oktober 1721 in Selbitz; † 14. November 1807 in Niesky; ▭ 22. November 1807 auf dem Kirchhof der Brüdergemeinde, ebenda)
        - E6. Gräfin Christiane Marie Eleonore[62][65] (* 17. Oktober 1722 in Selbitz; † 25. Oktober 1764 in Issigau; ▭ 30. Oktober 1764 ebenda);
⚭ (21. Februar 1757 in Issigau) Christoph Heinrich von Reitzenstein, markgräflich Brandenburg-Bayreuther Oberhofmarschall, (* 9. März 1693; † 11. September 1764)
        - E7. Graf Heinrich XXV.,[62][65] stand in Verbindung zur evangelischen Brüdergemeine in Herrnhut und Niesky, (* 14. März 1724 in Selbitz; † 30. März 1801 in Herrnhut; ▭ 3. April 1801 auf dem Hutberg, ebenda);
⚭ (20. Juni 1765 in Herrnhut) Gräfin Marie Elisabeth Reuß zu Ebersdorf (* 9. Juli 1740 in Ebersdorf; † 4. April 1784 in Herrnhut; ▭ ebenda), Tochter von Graf Heinrich XXIX. Reuß zu Ebersdorf (1699–1747) und Gräfin Sophie Theodora zu Castell-Remlingen (1703–1777)
          - F1. Heinrich LIV.,[62][65] Graf Reuß zu Lobenstein (1805–1806), Fürst Reuß zu Lobenstein (1806–1824), folgt nach Verzicht seines Onkels Heinrich XXI. (E5) dem Fürsten Heinrich XXXV. in der Regierung der Herrschaft Lobenstein und der Mitregierung der Herrschaft Gera (1/4), Erhebung in den Reichsfürstenstand durch Kaiser Franz II. (5. Juli 1806) mit dem Titel: Hochgeboren, Jüngerer Linie Fürst Reuß zu Lobenstein, Graf und Herr von Plauen, Herr zu Greiz, Kranichfeld, Gera, Schleiz und Lobenstein, 1807–1813 Mitglied des Rheinbundes, (* 8. Oktober 1767 in Herrnhut; †† 7. Mai 1824 in Lobenstein; ▭ 11. Mai 1824 ebenda);
⚭ I: (20. Juni 1803 in Wernigerode) Gräfin Marie zu Stolberg-Wernigerode (* 4. Mai 1774 in Wernigerode; † 16. Juni 1810 in Hermsdorf; ▭ 18. Juni 1810 auf dem Kirchhof, Lausa), Tochter von Graf Christian Friedrich zu Stolberg-Wernigerode, Herr in Wernigerode, Gedern, Peterswaldau, Jannowitz und Kreppelhof, (1746–1824) und Gräfin Auguste Eleonore zu Stolberg-Stolberg (1748–1821);
⚭ II: (31. Mai 1811 in Mannheim) Prinzessin Franziska Reuß zu Köstritz (* 7. Dezember 1788 in Köstritz; † 17. Juni 1843 in Lobenstein; ▭ 22. Juni 1843 ebenda), Tochter von Fürst Heinrich XLIII. Reuß zu Köstritz (1752–1814) und Gräfin Luise Reuß zu Ebersdorf (1759–1840)
            - → Linie erloschen – Besitzungen fallen an Ebersdorf

          - F2. Gräfin Sophie Henriette Elisabeth[62][65] (* 7. März 1770 in Herrnhut; † 9. Juni 1770 ebenda; ▭ 13. Juni 1770 auf dem Hutberg, ebenda)

        - E8. Graf Heinrich XXVII.,[62][65] Leutnant im Sächsisch-Gothaischen Leib-Regiment, (* 19. November 1725 in Selbitz; †⚔ 12. Januar 1748 in Venlo (infolge einer am 3. Mai 1747 bei Fort Sandberg in Flandern empfangenen Wunde); ▭ 13. Januar 1748 in der Kirche, ebenda)
        - E9. Graf Heinrich XXIX.[62][65] (* 2. Dezember 1726 in Selbitz; † 17. März 1791 in Lobenstein; ▭ 21. März 1791 ebenda)
        - E10. Gräfin Wilhelmine Rebekka Dorothea[62][65] (* 12. März 1728 in Selbitz; † 9. Januar 1797 ebenda; ▭ 14. Januar 1797 ebenda)
        - E11. Gräfin Sophie Eleonore[62][65] (* 5. April 1729 in Selbitz; † 12. Juli 1758 in Schnarchenreuth; ▭ 15. Juli 1758 in Selbitz)
        - E12. Gräfin Friederike Elisabeth[62][65] (* 26. April 1730 in Selbitz; † 14. März 1789 in Lobenstein (Christianszell); ▭ 18. März 1789 ebenda)

      - D8. Graf Heinrich XXVIII.[62][63] (* 11. Februar 1683 in Lobenstein; † 8. Juli 1683 ebenda; getauft 13. Februar 1683; ▭ ebenda)
      - D9. Gräfin Wilhelmine Christiane[62][63] (* 16. Mai 1684 in Lobenstein; † 29. September 1753 in Ebersdorf; ▭ 2. Oktober 1753 auf dem Kirchhof der Brüdergemeinde, ebenda)
      - D10. Gräfin Antonie Sophie Magdalene[62][63] (* 22. August 1685; † 20. März 1758 in Lobenstein; ▭ 23. März 1758 ebenda)
      - D11. Gräfin Johanna Auguste[62][63] (* 8. Oktober 1686; † 8. Mai 1712 in Lobenstein; ▭ ebenda)
      - D12. Gräfin Emilie Juliane[62][63] (* 4. September 1688 in Lobenstein; † 11. November 1689 ebenda; ▭ ebenda)
      - D13. Gräfin Emilie Eleonore[62][63] (* 29. Dezember 1689 in Lobenstein; † 9. Juli 1730 ebenda; ▭ 12. Juli 1730 ebenda)
      - D14. Gräfin Anna Sofie (Fieke)[62][63] (* 24. Oktober 1691 in Lobenstein; † 22. Januar 1723 in Waldenburg; ▭ 19. Februar 1723 in Lobenstein)

    - C2. Heinrich V.[62][63] Reuß von Plauen, Herr zu Lobenstein (1671–1672), 1672 Kapitän in Herzog Albrechts von Sachsen-Gotha Regiment zu Fuß in den Niederlanden, (* 18. Mai 1650 in Lobenstein; † 31. Dezember 1672 in Wechselburg; ▭ 17. Januar 1673 in Lobenstein)
    - C3. Heinrich VII.[62][63][Anm. 27] (* 20. März 1651 in Lobenstein; † 3. August 1651 ebenda; ▭ 4. September 1651 ebenda)
    - C4. Heinrich VIII. Reuß von Plauen, Herr und Graf (26. August 1673) zu Lobenstein (1671–1678), Graf Reuß zu Hirschberg (1678–1711), wird (26. August 1673 in Eger) mit dem ganzen Geschlecht in den Reichsgrafenstand erhoben mit dem Titel: Hoch- und Wohlgeborene Reußen, Grafen und Herren von Plauen, Herren zu Greiz, Kranichfeld, Gera, Schleiz und Lobenstein, privilegium de non usu, erhält in der brüderlichen Teilung von 1678 Schloss und Stadt Hirschberg mit den Dörfern Ullersreuth, Blintendorf, Dobareuth, Rothenacker, Gebersreuth, Mödlareuth, Göttengrün, Venzka, Glashütte, Langgrün, Pottiga, Pirk, Harra, Kießling, Spilmes, Göritz, Thimendorf, Absang, Röttersdorf und Oßla sowie die Ritterlehen zu Venzka, Dobareuth, Mödlareuth, Göritz, Pottiga, Pirk und Oßla, 1710 Ältester des Gesamthauses, (* 20. Mai 1652 in Lobenstein; †† 29. Oktober 1711 in Hirschberg; ▭ 2. November 1711 ebenda);
⚭ I: (3. März 1679 in Mühltroff) Freiin Elisabeth Sophie von Bodenhausen (* 27. Juni 1650 in Mühltroff; † 7. Mai 1687 in Hirschberg; ▭ ebenda), Tochter von Freiherr Franz Wilke von Bodenhausen zu Mühltroff und Agnes Magdalena von Reden a.d.H. Friedland;
⚭ II: (19./26. Juli 1688) Gräfin Sophie Juliane Reuß zu Obergreiz (* 25. Dezember 1670 in Greiz; † 23. August 1696 ebenda; ▭ in Hirschberg), Tochter von Graf Heinrich I. „der Ältere“ Reuß zu Obergreiz (1627–1681) und Gräfin Sibylle Juliane von Schwarzburg-Arnstadt (1646–1698) – Reuß-Hirschberg (1678–1711)
      - → Linie erloschen – Der Besitz wird zwischen Lobenstein und Ebersdorf aufgeteilt

    - C5. Magdalene Dorothea,[62][63] Gräfin Reuß zu Lobenstein (26. August 1673), (* 29. August 1653 in Lobenstein; † 11. März 1705 in Hof; ▭ 16. März 1705 in dem „Reuß-Burgkischen Begräbnis“ ebenda)
    - C6. Henriette (Heinrika) Juliane,[62][63] Gräfin Reuß zu Lobenstein (26. August 1673), (* 30. November 1654 in Lobenstein; † 13. Juni 1728 in Gera; getauft 1. Dezember; ▭ 16. Juni 1728 in Ebersdorf);
⚭ (27. Oktober 1686 in Hof) Graf Johann Albrecht Krinecky von Ronow und Biberstein zu Oppurg, markgräflich Kulmbachscher Oberpräsident, Geheimer Rat und Landeshauptmann zu Hof, zuletzt sächsischer Geheimer Rat und Oberhauptmann des Neustädter Kreises, (* 11. November 1625 in Oppurg; † 9. August 1707)
    - C7. Ernestine Sofie[62][63] (* 21. April 1656 in Lobenstein; † 25. Juli 1656 ebenda; getauft 22. April 1656; ▭ 27. August 1656 ebenda)
    - C8. Amalie Christiane[62][63] (* 15. September 1658 in Lobenstein; † 17. Februar 1659 ebenda; getauft 17. September 1658; ▭ 17. März 1659 ebenda)
    - C9. Heinrich IX.[62][63] (* 18. Oktober 1659 in Lobenstein; † 17. Februar 1660 ebenda; getauft 19. Oktober 1659; ▭ 21. März 1660 ebenda)
    - C10. Eleonore,[62][63] Gräfin Reuß zu Lobenstein (26. August 1673), (* 7. September 1661 in Lobenstein; † 18. August 1696 in Baruth; ▭ ebenda);
⚭ (16. April 1688 in Sorau) Graf Johann Georg III. zu Solms-Baruth (* 30. April 1630 in Baruth; † 12. Oktober 1690 ebenda), Sohn von Graf Johann Georg II. zu Solms-Baruth (1591–1632) und Gräfin Anna Maria zu Erbach-Fürstenau (1603–1663)
    - C11. Friederike Sibylle,[62][63] Gräfin Reuß zu Lobenstein (26. August 1673), (* 7. September 1661 in Lobenstein; † 11. Dezember 1728 in Ebersdorf; ▭ 15. Dezember 1728 ebenda)
    - C12. Heinrich X.[62][63][66][67] Reuß von Plauen, Herr und Graf (26. August 1673) zu Lobenstein (1671–1678), Graf Reuß zu Ebersdorf (1678–1711), wird (26. August 1673 in Eger) mit dem ganzen Geschlecht in den Reichsgrafenstand erhoben mit dem Titel: Hoch- und Wohlgeborene Reußen, Grafen und Herren von Plauen, Herren zu Greiz, Kranichfeld, Gera, Schleiz und Lobenstein, privilegium de non usu, bis 1683 unter Vormundschaft des Grafen Heinrich I. Reuß zu Schleiz, erhält in der brüderlichen Teilung von 1678 die Dörfer Ebersdorf, Unterlemnitz, Eliasbrunn, Gahma, Helmsgrün, Titschdorf, Lichtenbrunn, halb Neundorf, Wurzbach, Lückenmühle, Weißbach und Lothra sowie die Rittergüter Ebersdorf, Harra unteren Teils, Kießling, Haueisen und Weitisberg, tritt die Regierung 1683 an, machte am 2. September 1686 als kaiserlicher Volontär die Erstürmung von Ofen mit und wurde am 20. August 1688 bei der Belagerung von Negroponte von einer türkischen Kugel verwundet, begann 1690 mit dem Bau von Schloss Ebersdorf, (* 29. November 1662 in Lobenstein; † 10. Juni 1711 in Ebersdorf; ▭ 17. Juni 1711 ebenda);
⚭ (29. November 1694 in Laubach) Gräfin Erdmuthe Benigna zu Solms-Laubach (* 13. April 1670 in Wildenfels; † 14. September 1732 in Ebersdorf; ▭ 18. September 1732 ebenda), Tochter von Graf Johann Friedrich zu Solms-Laubach und Wildenfels (1625–1696) und Gräfin Benigna von Promnitz-Sorau[BBKL 2] (1648–1702) – Stifter von Reuß-Ebersdorf
      - D1. Gräfin Benigna Marie[66][67][BBKL 3] (* 15. Dezember 1695 in Ebersdorf; † 31. Juli 1751 in Pottiga; ▭ 2. August 1751 in Ebersdorf)
      - D2. Gräfin Friederike Wilhelmine[66][67] (* 10. Dezember 1696 in Ebersdorf; † 13. Mai 1698 ebenda; ▭ 17. Mai 1698 ebenda)
      - D3. Gräfin Charlotte Luise[66][67] (* 21. Januar 1698 in Ebersdorf; † 21. Mai 1698 ebenda; ▭ 29. Mai 1698 ebenda)
      - D4. Heinrich XXIX.,[66][67] Graf Reuß zu Ebersdorf (1711–1747), folgt dem Vater 1711 unter Vormundschaft des Grafen Heinrich VIII. Reuß zu Hirschberg und später unter Graf Heinrich XXIV. Reuß zu Köstritz, erhält 1712 nach Abgang des Hauses Hirschberg die Hälfte der alten Gesamtherrschaft Lobenstein, gründet 1733 die Herrnhuter Kolonie zu Ebersdorf, (* 11./21. Juli 1699 in Ebersdorf; † 22. Mai 1747 in Herrnhaag; ▭ 25. Mai 1747 ebenda);
⚭ (7. September 1721 in Castell) Gräfin Sophie Theodora zu Castell-Remlingen (* 12. Mai 1703 in Castell; † 8. Januar 1777 in Herrnhut; ▭ 15. Januar 1777 ebenda), Tochter von Graf Wolfgang Dietrich zu Castell-Remlingen (1641–1709) und Dorothea Renata von Zinzendorf und Pottendorf (1669–1743)
        - E1. Gräfin Benigna Renate[66][67] (* 12. September 1722 in Ebersdorf; † 20. Juli 1747 ebenda; ▭ 25. Juli 1747 ebenda)
        - E2. Heinrich XXIV.,[66][67] Graf Reuß zu Ebersdorf (1747–1779), folgt 1747 dem Vater, (* 22. Januar 1724 in Ebersdorf; † 13. Mai 1779 in Ebersdorf; ▭ 19. Mai 1779 ebenda);
⚭ (28. Juni 1754 in Thurnau) Gräfin Karoline Ernestine zu Erbach-Schönberg (* 20. August 1727 in Gedern; † 22. April 1796 in Ebersdorf; ▭ 28. April 1796 ebenda), Tochter von Graf Georg August zu Erbach-Schönberg (1691–1758) und Gräfin Ferdinande Henriette zu Stolberg-Gedern (1699–1750)
          - F1. Graf Heinrich XLVI.[66][67] (* 14. Mai 1755 in Ebersdorf; † 18. April 1757 ebenda; ▭ 21. April 1757 ebenda)
          - F2. Gräfin Auguste Caroline Sophie,[66][67] Prinzessin Reuß zu Ebersdorf (9. April 1806), Herzogin von Sachsen-Coburg-Saalfeld, (* 19. Januar 1757 in Ebersdorf; † 16. November 1831 in Coburg; ▭ 20. November 1831 im Mausoleum im Coburger Hofgarten);
⚭ (13. Juni 1777 in Ebersdorf) Herzog Franz Friedrich Anton von Sachsen-Coburg-Saalfeld[ADB 12], 1800 bis 1806 Herzog von Sachsen-Coburg-Saalfeld, (* 15. Juli 1750 auf Schloss Ehrenburg in Coburg; † 9. Dezember 1806 in Coburg; ▭ 1806 im Mausoleum im Coburger Hofgarten), Sohn von Herzog Ernst Friedrich von Sachsen-Coburg-Saalfeld[ADB 13] (1724–1800) und Prinzessin Sophie Antoinette von Braunschweig-Wolfenbüttel (1724–1802)
          - F3. Gräfin Luise Christine,[66][67] Prinzessin Reuß zu Ebersdorf (9. April 1806), (* 2. Juni 1759 in Ebersdorf; † 5. Dezember 1840 in Lobenstein; ▭ 9. Dezember 1840 in Hohenleuben);
⚭ (1. Juni 1781 in Ebersdorf) Fürst Heinrich XLIII. Reuß zu Köstritz (* 12. April 1752 in Kopenhagen; † 22. September 1814 in Mannheim; ▭ in Hohenleuben), Sohn von Graf Heinrich VI. Reuß zu Köstritz (1707–1783) und Markgräfin Henriette Franziska Johanna Casado von Monteléon und Huguetan (1725–1761)
          - F4. Heinrich LI.,[66][67] Graf Reuß zu Ebersdorf (1779–1806), Fürst Reuß zu Ebersdorf (1806–1822), bis 1782 unter Vormundschaft seiner Mutter und seines Onkels, Graf Heinrich XXVI. Reuß zu Ebersdorf, erbt nach dem Tod von Graf Heinrich XXX. Reuß zu Gera 1802 den vierten Teil der hinterlassenen Herrschaft Gera und Pflege Saalburg, Erhebung in den Reichsfürstenstand durch Kaiser Franz II. am (9. April 1806 in Wien) mit dem Titel: Hochgeboren, Jüngerer Linie Fürst Reuß zu Ebersdorf, Graf und Herr von Plauen, Herr zu Greiz, Kranichfeld, Gera, Schleiz und Lobenstein, (* 16. Mai 1761 in Ebersdorf; † 10. Juli 1822 ebenda; ▭ 16. Juli 1822 ebenda);
⚭ (16. August 1791 in Gera) Gräfin Louise Henriette von Hoym, Frau zu Droyßig, Schkölen, Groß-Helmsdorf, Gleina, Thallwitz, Guteborn, Ruhland etc. (letzte ihres Geschlechts), (* 30. März 1772 in Dresden; †† 19. April 1832 in Ebersdorf; ▭ 22. April 1832 ebenda), Tochter von Graf Gotthelf Adolph von Hoym (1731–1783) und Gräfin Sophie Auguste zu Stolberg-Roßla (1754–1776)
            - G1. Gräfin Karoline Auguste Luise,[66][67] Prinzessin Reuß zu Ebersdorf (9. April 1806), (* 27. September 1792 in Ebersdorf; † 29. November 1857 in Dresden; ▭ 5. Dezember 1857 in Ebersdorf)
            - G2. Heinrich LXXII.,[66][67] Fürst Reuß zu Ebersdorf (1822–1824), Fürst Reuß zu Lobenstein und Ebersdorf (1824–1848), folgt 1822 seinem Vater in der Regierung von Ebersdorf, sowie im Mitbesitz der Herrschaft Gera und des Amtes Saalburg (1/4), erbt 1824 das Fürstentum Reuß-Lobenstein mit dem zweiten Viertel des Geraer Anteils von seinem Vetter Fürst Heinrich LIV. Reuß zu Lobenstein und vereinigt die beiden Länder zum Fürstentum Reuß-Lobenstein und Ebersdorf, erbt 1832 die umfangreichen gräflich Hoymschen Güter seiner Mutter, dankt 1. Oktober 1848 zu Gunsten der Linie Schleiz ab, (* 27. März 1797 in Ebersdorf; †† 17. Februar 1853 in Dresden; ▭ 22. Februar 1853 in Ebersdorf)
              - → Linie erloschen – 1848 Vereinigung von Reuß-Lobenstein und Ebersdorf mit dem bislang gemeinsam verwalteten Kondominium Fürstentum Gera und Reuß-Schleiz zum Fürstentum Reuß jüngerer Linie

            - G3. Gräfin Sophie Adelheid Henriette,[66][67] Prinzessin Reuß zu Ebersdorf (9. April 1806), (* 28. Mai 1800 in Ebersdorf; † 25. Juli 1880 in Gera; ▭ 28. Juli 1880 in der Bergkirche, Schleiz);
⚭ (18. April 1820 in Ebersdorf) Fürst Heinrich LXVII. Reuß zu Schleiz (* 20. Oktober 1789 in Schleiz; † 11. Juli 1867 auf Schloss Osterstein (Gera); ▭ 14. Juli 1867 in der Bergkirche, Schleiz), Sohn von Fürst Heinrich XLII. Reuß zu Schleiz (1752–1818) und Prinzessin Karoline Henriette zu Hohenlohe-Kirchberg (1761–1849)

          - F5. Gräfin Ernestine Ferdinande[66][67] (* 28. April 1762 in Ebersdorf; † 19. März 1763 ebenda; ▭ 22. März 1763 ebenda)
          - F6. Graf Heinrich LIII.[66][67] (* 24. Mai 1765 in Ebersdorf; † 28. Juni 1770 ebenda; ▭ 1. Juli 1770 ebenda)
          - F7. Gräfin Sophie Henriette[66][67] (* 9. Mai 1767 in Ebersdorf; † 3. September 1801 in Coburg; ▭ 6. September 1801 in der Morizkirche (Coburg));
⚭ (4. Juli 1787 in Ebersdorf) Fürst Emich Carl zu Leiningen (* 27. September 1763 in Dürkheim; † 4. Juli 1814 in Amorbach), Sohn von Fürst Carl Friedrich Wilhelm zu Leiningen, Pfalzgraf zu Mosbach, Graf zu Düren, Herr zu Miltenberg, Amorbach, Bischofsheim, Boxberg, Schüpf und Lauda (1724–1807) und Gräfin Christiane Wilhelmine Luise zu Solms-Rödelheim und Assenheim (1736–1803)

        - E3. Graf Heinrich XXVI.[66][67][ADB 14], Historiker der Familie, (* 24. Januar 1725 in Ebersdorf; † 28. April 1796 ebenda; ▭ 1. Mai 1796 ebenda)
        - E4. Graf Heinrich XXVIII.,[66][67] Mitglied der Brüdergemeine zu Herrnhut, (* 30. August 1726 in Ebersdorf; †† 10. Mai 1797 in Herrnhut; ▭ 15. Mai 1797 ebenda);
⚭ (4. November 1747 in Berthelsdorf) Gräfin Agnes Sophie von Promnitz (letzte ihres Geschlechts), (* 14. Mai 1720 in Sorau; †† 2. August 1791 in Herrnhut; ▭ 6. August 1791 ebenda), Tochter von Graf Erdmann II. von Promnitz zu Sorau und Pleß (1683–1745) und Prinzessin Anna Maria von Sachsen-Weißenfels (1683–1731)
        - E5. Gräfin Sophie Auguste[66][67] (* 8. Mai 1728 in Ebersdorf; † 6. August 1753 in Lindheim; ▭ in Herrnhut);
⚭ (16. August 1748 in Herrnhut) Freiherr Ludwig Karl von Weitolshausen oder Weitholtshausen gen. Schrautenbach[ADB 15][BBKL 4], Erbherr zu Lind(en)heim, (* 18. Februar 1724 in Darmstadt; † 12. August 1783 in Stade (heute Staden) bei Lindheim in der Wetterau), Sohn von Carl Ernst von Weitelshausen gen. Schrautenbach (1691–1750) und Freiin Rebecca Theodora von Oeynhausen (1701–1765)
        - E6. Gräfin Charlotte Luise[66][67] (* 23. September 1729 in Ebersdorf; † 2. März 1792 in Herrnhut; ▭ 8. März 1792 ebenda)
        - E7. Graf Heinrich XXXI.[66][67] (* 11. November 1731 in Ebersdorf; † 14. Juni 1763 in Zeist; ▭ 18. Juni 1763 ebenda)
        - E8. Graf Heinrich XXXII.[66][67] (* 16. März 1733 in Ebersdorf; ⚔[7] gefallen 1. Oktober 1756 in der Schlacht bei Lobositz, (Lovosice); ▭ auf der Walstatt)
        - E9. Graf Heinrich XXXIII.[66][67] (* 22. Juni 1734 in Ebersdorf; † 22. August 1791 ebenda; ▭ 25. August 1791 ebenda)
        - E10. Graf Heinrich XXXIV.,[66][67] Generalmajor des Fränkischen Kreises zu Würzburg, (* 11. Juli 1737 in Ebersdorf; † 2. April 1806 in Würzburg; ▭ 3. April 1806 ebenda)
        - E11. Gräfin Christiane Eleonore[66][67] (* 9. Mai 1739 in Ebersdorf; † 1. Juni 1761 in Herrnhut; ▭ 5. Juni 1761 ebenda)
        - E12. Gräfin Marie Elisabeth[66][67] (* 9. Juli 1740 in Ebersdorf; † 4. April 1784 in Herrnhut; ▭ 10. April 1784 ebenda);
⚭ (20. Juni 1765 in Herrnhut) Graf Heinrich XXV. Reuß von Lobenstein (* 14. März 1724 in Selbitz; † 30. März 1801 in Herrnhut; ▭ ebenda), Sohn von Graf Heinrich XXVI. Reuß von Lobenstein zu Selbitz (1681–1730) und Gräfin Juliane Rebekka von Tattenbach (1692–1739)
        - E13. Gräfin Johanna Dorothea[66][67] (* 14. Juli 1743 in Ebersdorf; † 18. Mai 1801 in Wanscha bei Löbau, Sachsen; ▭ 25. Mai 1801 auf dem Hutberg bei Herrnhut);
⚭ (21. Mai 1770 in Groß-Hennersdorf) Christoph Friedrich Levin von Trotta gen. Treyden auf Rudbahren in Kurland (* 16. April 1743; † 25. März 1772)

      - D5. Gräfin Erdmuthe Dorothea[66][67][ADB 16] (* 7. November 1700 in Ebersdorf; † 19. Juni 1756 in Herrnhut; ▭ 25. Juni 1756 ebenda);
⚭ (7. September 1722 in Ebersdorf) Graf Nikolaus Ludwig von Zinzendorf und Pottendorf[ADB 17][BBKL 5], Gründer und Bischof der Herrnhuter Brüdergemeine („Brüder-Unität“), (* 26. Mai 1700 in Dresden; † 9. Mai 1760 in Herrnhut), Sohn von Graf Georg Ludwig von Zinzendorf und Pottendorf (1662–1700) und Freiin Charlotte Justine von Gersdorff (1675–1763)
      - D6. Gräfin Henriette (Heinrica) Bibiane[66][67] (* 14. Juni 1702 in Ebersdorf; † 22. April 1745 in Herrnhaag);
⚭ (13. September 1741 in London) Freiherr Georg Adolf Marschall von Bieberstein oder Marschall von Herrengosserstedt
      - D7. Gräfin Sophie Albertine Dorothea[66][67] (* 17. August 1703 in Ebersdorf; † 16. März 1708 ebenda; ▭ 19. März 1708 ebenda)
      - D8. Gräfin Ernestine Eleonore[66][67] (* 30. Januar 1706 in Ebersdorf; † 23. November 1766 ebenda; ▭ 27. November 1766 ebenda)

## Grafen und (seit 1806) Fürsten Reuß zu Köstritz – Prinzen und Prinzessinnen Reuß
Heinrich XXIV., Graf Reuß zu Köstritz (1692–1748) – Stifter von Reuß-Köstritz; erhält 1692 als Paragiatsherrschaft die von seinem Vater Graf Heinrich I. Reuß zu Schleiz erkauften Lehngüter Köstritz, Steinbrücken, Hohenleuben, Reichenfels, Niederböhmsdorf, Weißendorf, Göttendorf, Triebes und Langenwetzendorf mit allen Einkünften und Rechten, ausgenommen die Landeshoheit, welche bei Schleiz bleibt, schlesisches Inkolat „Hoch- und Wohlgeboren“ (28. Mai 1717 in Laxenburg), Vormund für Graf Heinrich XXIX. Reuß zu Ebersdorf (seit 1711) und Graf Heinrich XI. Reuß zu Obergreiz (seit 1723), königlich preußische Kammerherr, (* 26. Juli 1681 in Schleiz; † 24. Juli 1748 im Oberschloss, Greiz; ▭ 27. Juli 1748 in Hohenleuben);
⚭ (6. Mai 1704 in Breslau) Freiin Maria Eleonore Emilia von Promnitz-Dittersbach (* 7. Mai 1688 in Dittersbach bei Sagan; † 12. Mai 1776 in Köstritz; ▭ 18. Mai 1776 in Hohenleuben), (Erb-)Tochter von Freiherr Hans Christoph von Promnitz-Dittersbach (1661–1689) und Freiin Anna Elisabeth von Saurma von der Jeltsch (1663–1708); Sie hatten folgende Nachkommen:
- A1. Gräfin Johanna Elisabeth Emilie[60][61] (* 1. August 1705 in Köstritz; † 5. September 1706 ebenda; zunächst bestattet in der Sakristei der Köstritzer Kirche, dann 8. September 1706 in der Bergkirche, Schleiz, zuletzt 4. Mai 1753 nach Hohenleuben überführt)
- A2. Graf Heinrich V.[60][61] (* 24. Juni 1706 in Köstritz; † 6./16.  Januar 1713 in Dittersbach; ▭ ebenda)
- A3. Heinrich VI.,[60][61] Graf Reuß zu Köstritz (1748–1783) – Stifter des älteren Zweiges; königlich dänischer Geheimer Rat, Ritter des Ordens des Elefanten (Dänemark), (* 1. Juli 1707 in Dittersbach; † 17. Mai 1783 in Köstritz; ▭ 21. Mai 1783 in Hohenleuben);
⚭ (16. Dezember 1746 in Kopenhagen) Henrietta Juana Francisca Susanna Casado y Huguetan, 4. Markgräfin von Monteleón (* 2. Mai 1725 in Den Haag; † 6. Januar 1761 in Sonderburg auf Alsen; ▭ in Hohenleuben), Tochter von Antonio Casado y Velasco, 3. Markgraf von Monteleón (1703–1740) und Margaretha Huguetan, Gräfin von Gyldensteen (1702–1766)
  - B1. Gräfin Friederike Luise Sophie[60][61] (* 15. Februar 1748 in Kopenhagen; † 5. Februar 1798 in Klitschdorf; ▭ in Baruth);
⚭ (10. März 1767 in Berlin) Graf Johann Christian II. zu Solms-Baruth (* 29. Juni 1733 in Baruth; † 7. Oktober 1800 in Klitschdorf), Sohn von Graf Johann Karl zu Solms-Baruth (1702–1735) und Gräfin Henriette Luise Wilhelmine zur Lippe-Biesterfeld (1711–1752)
  - B2. Gräfin Eleonore Henriette[60][61] (* 3. November 1749 in Sorø; † 18. November 1749 ebenda; ▭ in Hohenleuben)
  - B3. Graf Heinrich XL.[60][61] (* 28. Dezember 1750 in Sorø; † 9. November 1751 ebenda; ▭ 11. November 1751 in der Rosenkrantzschen Gruft hinter dem Altar ebenda)
  - B4. Heinrich XLIII.,[60][61] Graf Reuß zu Köstritz (1783–1806), Fürst Reuß zu Köstritz (1806–1814), Ritter des kön. dän. Danebrog-Ordens, folgt 1783 dem Vater im Paragiat Köstritz, erbt 1783 von dem Halbbruder seiner Großmutter, dem Grafen Desmercières, dessen Besitzungen in Holstein (darunter Wartberg, Quarnbek und Rathmannsdorf), dieselben und die von ihm angelegten Reußenköge wurden später wieder an die Krone Dänemark verkauft, erbt 1785 von dem Grafen von Promnitz die Herrschaft Drehna nebst Vetschau, Erhebung in den Reichsfürstenstand durch Kaiser Franz II. am (9. April 1806 in Wien) mit dem Titel: Hochgeboren, Jüngerer Linie Fürst Reuß zu Köstritz, Graf und Herr von Plauen, Herr zu Greiz, Kranichfeld, Gera, Schleiz und Lobenstein, (* 12. April 1752 in Kopenhagen; † 22. September 1814 in Mannheim; ▭ 2. Oktober 1814 in Hohenleuben);
⚭ (1. Juni 1781 in Ebersdorf) Gräfin Louise Reuß zu Ebersdorf (* 2. Juni 1759 in Ebersdorf; † 5. Dezember 1840 in Lobenstein; ▭ in Hohenleuben), Tochter von Graf Heinrich XXIV. Reuß zu Ebersdorf (1724–1779) und Gräfin Karoline Ernestine zu Erbach-Schönberg (1727–1796)
    - C1. Gräfin Caroline Juliane Friederike Auguste,[60][61] Prinzessin Reuß zu Köstritz (9. April 1806), (* 23. April 1782 in Köstritz; † 15. Juli 1856 in Schleiz; ▭ 18. Juli 1856 in Lobenstein)
    - C2. Graf Heinrich LIX.[60][61] (* 28. August 1783 in Köstritz; † 14. Januar 1784 ebenda; ▭ 19. Januar 1784 in Hohenleuben)
    - C3. Graf Heinrich LXI.,[60][61] Prinz Reuß zu Köstritz (9. April 1806), kaiserlich französischer Brigadegeneral, (* 8. Dezember 1784 in Köstritz; ⚔[7] gefallen 29. August 1813 in der Schlacht bei Kulm und Nollendorf; ▭ in Kulm)
    - C4. Heinrich LXIV.[60][61][ADB 18], Fürst Reuß zu Köstritz (1814–1856), folgt 1814 dem Vater im Paragiat Köstritz, erbt 1828 von Fürst Prosper von Sinzendorf nach einem langwierigen Erbschaftsstreit die Herrschaft Ernstbrunn und Hagenberg,[Anm. 28] Feldmarschallleutnant und Divisionair in Kremsier (1836), kaiserlich österreichischer Geheimer Rat (1844), als General der Kavallerie (1848) pensioniert, Ritter des MariaTheresien-Ordens, des russ. kais. St. Annen-Ordens 1. Classe (mit der Krone), Großkreuz des kön. dän. Danebrog-Ordens, Commandeur des kön. hannov. Guelphen-Ordens und Ritter des kön. bayer. St. Hubert.Ordens (* 31. März 1787 in Köstritz; † 15. September 1856 auf Schloss Ernstbrunn; ▭ 22. September 1856 ebenda)
    - C5. Gräfin Franziska (Fanny),[60][61] Prinzessin Reuß zu Köstritz (9. April 1806), (* 7. Dezember 1788 in Köstritz; † 17. Juni 1843 in Lobenstein; ▭ 22. Juni 1843 ebenda);
⚭ (31. Mai 1811 in Mannheim) Fürst Heinrich LIV. Reuß zu Lobenstein (* 8. Oktober 1767 in Herrnhut; †† 7. Mai 1824 in Lobenstein; ▭ 11. Mai 1824 ebenda), Sohn von Graf Heinrich XXV. Reuß zu Lobenstein (1724–1801) und Gräfin Marie Elisabeth Reuß zu Ebersdorf (1740–1784)

  - B5. Graf Heinrich XLV.[60][61] (* 8. Dezember 1753 in Sorø; † 26. Juni 1768 in Köstritz; getauft 13. Dezember 1753; ▭ 30. Juni 1768 in Hohenleuben)
  - B6. eine Tochter[61](†* 20. März 1755 in Sonderburg; ▭ in Hohenleuben)
  - B7. Graf Heinrich XLVIII.,[60][61] königlich-bayerischer Oberst, (* 25. Januar 1759 in Sonderburg; † 13. Juni 1825 in Köstritz; ▭ 16. Juni 1825 in Hohenleuben);
⚭ (2. November 1784 in Wechselburg) Gräfin Christine Henriette Antonie von Schönburg-Wechselburg-Forderglauchau (* 12. Dezember 1766 in Wechselburg; † 15. April 1833 in Bayreuth; ▭ 18. April 1833 auf dem Städtischen Friedhof ebenda), Tochter von Graf Karl Heinrich II. von Schönburg-Wechselburg-Forderglauchau (1729–1800) und Gräfin Christiane Wilhelmine von Einsiedel (1726–1798) Töchter Heinrichs XLVIII. (B7) vor einer Büste der Gräfin Christine: Cäcilie (C3), Adelheid (C7) und Clementine (C4) (Johann Friedrich Leberecht Reinhold 1795) Kinder Heinrichs XLVIII. (B7): Heinrich LXIX. (C6), Konstanze (C1), Emilie (C2) und Therese (C5) (Johann Friedrich Leberecht Reinhold 1796)

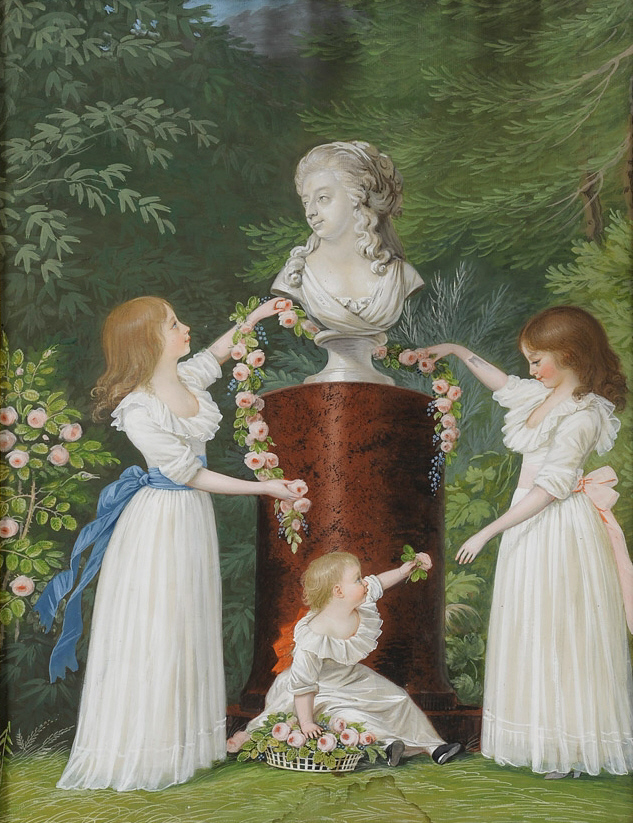
Töchter Heinrichs XLVIII. (B7) vor einer Büste der Gräfin Christine: Cäcilie (C3), Adelheid (C7) und Clementine (C4) (Johann Friedrich Leberecht Reinhold 1795)

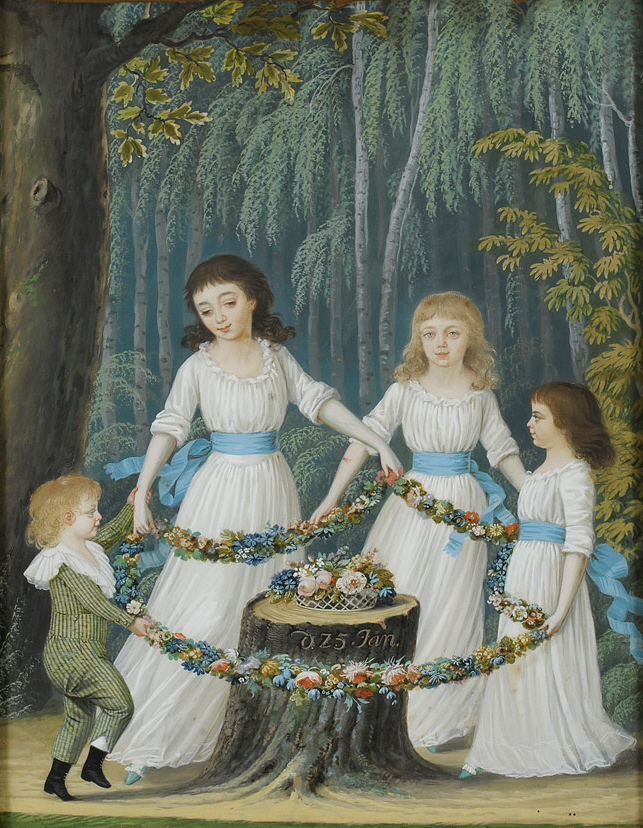
Kinder Heinrichs XLVIII. (B7): Heinrich LXIX. (C6), Konstanze (C1), Emilie (C2) und Therese (C5) (Johann Friedrich Leberecht Reinhold 1796)

    - C1. Gräfin Konstanze Luise Henriette[60][61] (* 5. November 1785 in Köstritz; † 28. Februar 1803 ebenda; ▭ 6. März 1803 in Hohenleuben)
    - C2. Gräfin Emilie Charlotte Wilhelmine[60][61] (* 5. Januar 1787 in Köstritz; † 17. Juni 1854 in Breslau; ▭ 18. Juni 1854 in Goschütz);
⚭ (12. April 1807 in Köstritz) Graf Heinrich Ernst von Reichenbach-Goschütz, königlich preußischer Hofjägermeister, (* 17. Juli 1777 in Goschütz; † 1. April 1855 in Breslau), Sohn von Graf Heinrich Gustav Gottlob von Reichenbach-Goschütz (1731–1790) und Gräfin Karoline Antonie Luise von Schönburg-Rochsburg (1752–1818)
    - C3. Gräfin Cäcilie Victoire Clementine[60][61] (* 25. Februar 1788 in Köstritz; † 22. Mai 1851 ebenda; ▭ 25. Mai 1851 in Silbitz);
⚭ (6. November 1825 in Köstritz) Freiherr Ludwig von Haugk (* 5. Juli 1774; † 23. März 1839 in Silbitz; ▭ ebenda)
    - C4. Gräfin Clementine Franziska Auguste[60][61] (* 5. Juli 1789 in Köstritz; † 1. Mai 1870 in Berlin; ▭ 4. Mai 1870 auf dem alten Domfriedhof I in der Liesenstr., Berlin);
⚭ (5. Juli 1811 in Wolkenburg) Graf Adolf von Einsiedel-Wolkenburg, königlich preußischer Oberst, (* 19. März 1776 in Dresden; † 20. Juli 1821 in Lützen), Sohn von Graf Detlev Carl von Einsiedel (1737–1810) und Gräfin Sidonie Albertine von Schönburg-Lichtenstein (1745–1787)
    - C5. Gräfin Isabella Therese Adolphine[60][61] (* 18. September 1790 in Köstritz; † 2. März 1858 ebenda; ▭ 5. März 1858 in Hohenleuben)
    - C6. Graf Heinrich LXIX.,[60][61][68] Prinz Reuß zu Köstritz (12. November 1853), Fürst Reuß zu Köstritz (1856–1878), erbt 1856 von seinem Cousin Fürst Heinrich LXIV. Reuß zu Köstritz das Paragiat Köstritz, (* 19. Mai 1792 in Köstritz; †† 1. Februar 1878 ebenda; ▭ 5. Februar 1878 in Hohenleuben);
⚭ (5. November 1834 in Florenz) Matilda Harriet Elizabeth Locke (* 12. Mai 1804 in London; † 29. Dezember 1877 in Köstritz; ▭ 3. Januar 1878 in Hohenleuben), Tochter von Lt.Gen. John Locke (1770–1837) und Lady Matilde Jane Courtenay, Gräfin von Devon (1778–1848)
      - → älterer Zweig zu Köstritz erloschen – Der Besitz und die Fürstenwürde fallen an den mittleren Zweig

    - C7. Gräfin Ernestine Adelheid Mathilde[60][61] (* 25. August 1794 in Köstritz; † 15. April 1875 in Dresden; ▭ 18. April 1875 in Reichenbach);
⚭ (23. Juli 1818 in Wallendorf) Ernst Philipp von Kiesenwetter,[69] 1823 Erbe des Besitzes Reichenbach, 1826 Verweser des Fräuleinstiftes Joachimstein in Radmeritz, 1839 Vizepräsident der 2. Kammer am königlich sächsischen Landtag, (* 27. Januar 1792 in Leippa; † 12. Dezember 1840 in Reichenbach), Sohn von Ernst Karl Gotthelf von Kiesenwetter (1757–1823) und Albertine Friederike Leopoldine von Buch
- A4. Graf Heinrich VIII.[60][61] (* 6. November 1708 in Dittersbach; † 10. Juli 1710 ebenda; bestattet zunächst in der Bergkirche, Schleiz, 4. Mai 1753 nach Hohenleuben überführt)
- A5. Gräfin Luise Benigna Maximiliane[61] (* 6. August 1710 in Köstritz; † 13. Juli 1756 ebenda; ▭ 17. Juli 1756 in Hohenleuben)
- A6. Heinrich IX.,[60][61][70] Graf Reuß zu Köstritz – mittlerer Zweig (1748–1780), Ritter des Ordens vom Schwarzen Adler, königlich preußischer Oberhofmarschall, Staatsminister, Landschaftsdirektor der Kurmark, besitzt die Herrschaft Primkenau und die Güter Burkersdorf, Dittersbach, Trebschen, Radewitsch, Padligar und Ostritz, (* 15. September 1711 in Köstritz; † 16. September 1780 in Berlin; ▭ 20. September 1780 in der Garnisonkirche in Berlin, 1949 auf den Südwestkirchhof Stahnsdorf umgebettet);
⚭ (7. Juni 1743 in Dorth bei Deventer) Gräfin Amalie Esperance von Wartensleben und Flodroff (van Flodrop-Wartensleben) (* 17. März 1715 in Dorth; † 22. April 1787 in Berlin; ▭ ebenda), Tochter von Graf Karl Sophronius Philipp von Wartensleben und Flodroff (1680–1751) und Johanna Margarita Huysseman von Cattendyck, Gräfin von Flodroff (1691–1724)
  - B1. Gräfin Emilie Karoline Henriette[60][70] (* 21. April 1745 in Berlin; † 20. Oktober 1754 ebenda; ▭ in der Garnisonkirche in Berlin, 1949 auf den Südwestkirchhof Stahnsdorf umgebettet)
  - B2. Gräfin Sophie Isabelle[60][70] (* 2. Mai 1746 in Berlin; † 25. Oktober 1746 ebenda; ▭ in der Garnisonkirche in Berlin, 1949 auf den Südwestkirchhof Stahnsdorf umgebettet)
  - B3. Graf Heinrich XXXVII.,[60][70] königlich preußischer Kammergerichtsrat, (* 9. August 1747 in Berlin; † 12. November 1774 ebenda; ▭ in der Garnisonkirche in Berlin, 1949 auf den Südwestkirchhof Stahnsdorf umgebettet)
  - B4. Heinrich XXXVIII.,[60][70] Graf Reuß zu Köstritz – mittlerer Zweig (1780–1835), königlich preußischer Rittmeister a. D., machte den Bayerischen Erbfolgekrieg von 1778/1779 mit, seit 1784 im Besitz von Stonsdorf bei Hirschberg, das ihm seine erste Gemahlin zubringt, (* 9. Oktober 1748 in Berlin; †† 10. April 1835 in Jänkendorf; ▭ 23. April 1835 in Stonsdorf);
⚭ I: (17. Juli 1784 in Wolfshagen) Gräfin Henriette Friederike Ottilie von Schmettow auf Stonsdorf (* 23. Juli 1753 in Stonsdorf; † 19. August 1786 ebenda; ▭ ebenda), Tochter von Graf Carl Leopold Gottfried von Schmettow[71] (1722–1776) und Gräfin Amelia Wilhelmine von Schwerin (1734–1784);
⚭ II: (13. Februar 1792 auf Schloss Baruth) Freiin Johanne Friederike von Fletscher, Erb- und Lehnsfrau von Groß-Burkersdorf, Rugiswalde, Schönbach, Jänkendorf, Caana, Burkersdorf und Klipphausen, (* 24. März 1756 in Dresden; † 28. Juni 1815 in Stonsdorf; ▭ 3. Juli 1815 ebenda), Witwe des kursächsischen Geheimen-Rates Karl Adolf von Schönberg auf Jänkendorf und Caana, Tochter von Freiherr Maximilian Robert von Flet(s)cher auf Langburkersdorf und Klipphausen und Friederike Christiane Elisabeth Pauli
    - C1. [I] eine Tochter[60][70] (*† in Stonsdorf 18. Februar 1786; ▭ ebenda)

  - B5. Graf Heinrich XXXIX.,[60][70] zu Harthe und Nieder-Klemzig, königlich preußischer Oberamts-Regierungsrat zu Brieg, (* 24. Januar 1750 in Berlin; †† 17. Februar 1815 in Dresden; ▭ 21. Februar 1815 auf dem Johannisfriedhof, ebenda);
⚭ (24. Januar 1792 in Berlin) Freiin Henriette Luise Margarethe Sophie von Knobelsdorff a.d.H. Oblath, Erbin zu Lieben bei Crossen, (* 24. Februar 1740 in Eisenach; † 28. August 1826 in Züllichau; getauft 26. Februar 1740; ▭ 30. August 1826 auf dem Crossener Vorstadt-Kirchhof ebenda), Witwe von Baron Heinrich August de la Motte-Fouqué († 1792), Tochter von Freiherr Wilhelm Gottlob von Knobelsdorff auf Oblath und Friederike Gärtner von Grüneck
  - B6. Graf Heinrich XLI.[60][70] (* 8. September 1751 in Berlin; † 11. Dezember 1753 ebenda; ▭ ebenda)
  - B7. Graf Heinrich XLIV.,[60][70][72] Prinz Reuß zu Köstritz (6. Oktober 1817), besitzt Trebschen und Radewitsch (seit 1765), Padligar und Ostritz (seit 1775), Ober- und Nieder-Klemzig in der Provinz Brandenburg, königlich preußische Kammerherr, (* 20. April 1753 in Berlin; † 3. Juli 1832 in Trebschen; ▭ 7. Juli 1832 in Padligar);
⚭ I: (11. September 1783 in Berlin) Freiin Wilhelmine Friederike Marie Auguste Eleonore von Geuder gen. Rabensteiner (* 19. November 1755 in Berlin; † 17. Dezember 1790 ebenda; ▭ 21. Dezember 1790 in der Garnisonkirche in Berlin, 1949 auf den Südwestkirchhof Stahnsdorf umgebettet), Tochter des königlich Preußischen Hofmarschalls und Reichstruchseß Freiherr Friedrich Christoph von Geuder gen. Rabensteiner (1710–1770) und Johanna Wilhelmine von Bredow a.d.H. Wagenitz (1731–1758);
⚭ II: (12. Mai 1792 in Valkenburg bei Maastricht) Auguste Amalie Leopoldine Riedesel Freiin zu Eisenbach (* 9. August 1771 in Wolfenbüttel; † 21. November 1805 in Berlin; ▭ in Padligar), Tochter des Herzoglich braunschweig-lüneburgischen Generalleutnants Friedrich Adolph Riedesel Freiherr zu Eisenbach (1738–1800) und Friederike Charlotte Luise von Massow (1746–1808)
    - C1. [I] Graf Heinrich LX.,[70][72] Prinz Reuß zu Köstritz (6. Oktober 1817), zu Trebschen und Padligar, Ober- und Nieder Klemzig, zu Tirschtiegel (seit 1816), zu Giersdorf, königlich preußischer Major, Ritter des Eisernen Kreuzes 1. Klasse, (* 4. Juli 1784 in Berlin; † 7. April 1833 in Dresden; ▭ 14. April 1833 in Padligar);
⚭ (2. Mai 1819 in Carolath) Prinzessin Dorothea[73] von Schoenaich-Carolath (* 16. November 1799 in Carolath; † 5. Oktober 1848 in Giersdorf; ▭ 10. Oktober 1848 in Padligar), Tochter von Fürst Heinrich Karl Erdmann zu Carolath-Beuthen (1759–1817) und Caroline von Oertel (1769–1845)
      - D1. Prinzessin Karoline Henriette Johanna[70][72] (* 4. Dezember 1820 in Klemzig; † 15. Juli 1912 in Ober Weistritz);
⚭ (6. Mai 1844 in Klemzig) Graf Karl von Pückler, Freiherr von Groditz (* 9. Juli 1817 in Tannhausen; † 1. Juli 1899 in Ober Weistritz), Sohn von Graf Erdmann August Sylvius von Pückler-Tannhausen (1788–1826) und Gräfin Antonie Sophie Charlotte Anna von Maltzan, Freiin zu Wartenberg und Penzlin (1794–1869)
      - D2. Prinzessin Marie Wilhelmine Johanna[70][72] (* 24. Juni 1822 in Klemzig; † 16. Dezember 1903 in Giersdorf; ▭ in Landeshut);
⚭ (26. Mai 1842 in Klemzig) Graf Eberhard zu Stolberg-Wernigerode[ADB 19], 1842 Rittmeister des 3. Garde-Landwehr-Regiments, 1849–50 Abgeordneter des Preußischen Landtages, 1854 Majoratsherr in Kreppelhof und Mitglied des Herrenhauses sowie 1862 Präsident desselben, 1859 Kommandeur des 12. Landwehr-Husarenregiments, 1861 Mitgründer, Vorsitzender und Leiter des Preußischen Volksvereins, 1869 Oberpräsident von Schlesien und 1. Oberjägermeister und Chef des Königlichen Hofjagdamts, 1870 Generalleutnant, (* 11. März 1810 in Peterswaldau; † 8. August 1872 in Johannisbad), Sohn von Graf Anton zu Stolberg-Wernigerode (1785–1854) und Freiin Luise Therese Charlotte Friederike Caroline von der Recke (1787–1874)

    - C2. [I] Graf Heinrich LXIII.,[70][72][74] Prinz Reuß zu Köstritz (6. Oktober 1817), Chef des mittleren Zweiges (1835–1841), zu Trebschen, Klipphausen, Burkersdorf und Stonsdorf, königlich preußischer Major a. D., Ritter des Eisernen Kreuzes 1. und 2. Klasse, (* 18. Juni 1786 in Berlin; † 27. September 1841 in Stonsdorf; ▭ 1. Oktober 1841 ebenda);
⚭ I: (21. Februar 1819 in Wernigerode) Gräfin Eleonore zu Stolberg-Wernigerode (* 26. September 1801 in Ilsenburg; † 14. März 1827 in Klipphausen; ▭ 27. März 1827 in Stonsdorf);
⚭ II: (11. Mai 1828 in Wernigerode) Gräfin Karoline zu Stolberg-Wernigerode (* 16. Dezember 1806 in Gedern; † 26. August 1896 in Stonsdorf; ▭ 30. August 1896 ebenda), beides Töchter von Graf Henrich XII. zu Stolberg-Wernigerode[ADB 20] (1772–1854) und Prinzessin Karoline Albertine Henriette Johanna von Schönburg-Waldenburg (1780–1809) – erster Zweig
      - D1. [I] Prinzessin Johanna (Jenny) Friederike Eleonore Eberhardine[72][74] (* 25. Januar 1820 in Dresden; † 14. Juli 1878 in Rohnstock; ▭ 20. Juli 1878 in Saabor);
⚭ (20. Juli 1843 in Stonsdorf) Prinz Ferdinand Heinrich Erdmann von Schoenaich-Carolath auf Mellendorf und Saabor, (* 26. Juli 1818 in Saabor; † 24. Mai 1893 ebenda), Sohn von Prinz Friedrich Wilhelm Carl von Schoenaich-Carolath (1790–1859) und Prinzessin Karoline Reuß zu Köstritz (1796–1828)
      - D2. [I] Heinrich IV.,[72][74] Chef des mittleren Zweiges (seit 1841), Fürst Reuß zu Köstritz (1878–1894), erbt nach dem Tod von Fürst Heinrich LXIX. Reuß zu Köstritz (älterer Zweig) das Paragiat Köstritz und die Fürstenwürde, wird Besitzer der Fideikommisse Ernstbrunn und Hagenberg in Niederösterreich, königlich preußischer General der Kavallerie à la suite der Armee, (* 26. April 1821 in Dresden; † 25. Juli 1894 in Ernstbrunn; ▭ 28. Juli 1894 Friedhof im Schlosspark, ebenda);
⚭ (27. Dezember 1854 in Greiz) Prinzessin Luise Caroline Reuß zu Greiz (* 3. Dezember 1822 in Greiz; † 28. Mai 1875 in Ernstbrunn; ▭ 31. Mai 1875 Friedhof im Schlosspark, ebenda), Witwe von (⚭ I: (8. März 1842 in Greiz) Prinz Eduard Carl Wilhelm Christian von Sachsen-Altenburg, königlich-bayerischer Generalleutnant, (* 3. Juli 1804 in Hildburghausen; † 16. Mai 1852 in München)), Tochter von Fürst Heinrich XIX. Reuß zu Greiz (1790–1836) und Prinzessin Gasparine von Rohan-Rochefort-Montauban (1798/99–1871)
        - E1. Heinrich XXIV.,[72][74] Fürst Reuß zu Köstritz (1894–1910), königlich-preußischer Major à la suite der Armee, Inhaber des Paragiums Köstritz als Sekundogenitur des Fürstlichen Hauses Reuß j.L. und Besitzer der Fideikommisse Ernstbrunn und Hagenberg, (* 8. Dezember 1855 in Trebschen; † 2. Oktober 1910 in Ernstbrunn; ▭ ebenda);
⚭ (27. Mai 1884 in Jänkendorf) Prinzessin Elisabeth Reuß zu Köstritz (* 10. Juli 1860 in Jänkendorf; † 2. Dezember 1931 in Micheldorf, Oberösterreich; ▭ in Stonsdorf), Tochter von Prinz Heinrich LXXIV. Reuß zu Köstritz (1798–1886) und Gräfin Eleonore zu Stolberg-Wernigerode (1835–1903)
          - F1. Prinzessin Regina Felizitas Helene Luise Amadea[72][74] (* 4. April 1886 in Jänkendorf; † 31. Januar 1980 in Katsch an der Mur, Steiermark);
⚭ (12. Juli 1916 in Dresden) Graf Georg Ernst Maria Karl Joseph Anton zu Stolberg-Stolberg, Hauptmann a. D., (* 25. Februar 1883 in Westheim; † 25. Februar 1965 in Gusterheim, Steiermark), Sohn von Graf Hermann Joseph Karl Hubertus Maria zu Stolberg-Stolberg (1854–1925) und Gräfin Marie Karoline von Walterskirchen (1854–1918)
          - F2. Prinzessin Sibylle Gabriele[72][74] (* 26. September 1888 in Köstritz; † 21. März 1977 in Castell; ▭ ebenda);
⚭ (5. Oktober 1920 in Ernstbrunn) Wolfgang Friedrich Julius Magnus Graf zu Castell-Castell (* 27. Mai 1877 in München; † 8. Februar 1940 in Breslau), Sohn von Graf Gustav Friedrich Ludwig Eugen Emil zu Castell-Castell (1829–1910) und Gräfin Elisabeth Johanna Ludmilla von Brühl (1851–1929)
          - F3. Prinz Heinrich XXXIX.[72][74] Reuß zu Köstritz, verzichtet auf Führung des Fürstentitels, folgt seinem Vater als letzter Paragiatsherr zu Köstritz (1910–1945/46), Olt a. D., vorm. à la suite der preußischen Armee, Rechtsritter des Johanniterordens, 1945 im Zuge der Bodenreform enteignet; die österreichischen Besitzungen kommen erst unter sowjet., dann amerikan. Verwaltung, (* 23. Juni 1891 in Ernstbrunn; † 24. Februar 1946 in Salzburg);
⚭ (7. August 1918 in Castell) Gräfin Antonia Emma Elisabeth zu Castell-Castell (* 18. April 1896 in Castell; † 4. Mai 1971 in Ernstbrunn), Tochter von Fürst Friedrich Carl zu Castell-Castell, (1864–1923) und Gräfin Gertrud zu Stolberg-Wernigerode (1872–1924)
            - G1. Heinrich IV.[72][75][76] Prinz Reuß, Chef des Hauses mit der hausinternen Titulatur Fürst Reuß zu Köstritz (1946–2012), erhält 1955 nach dem Staatsvertrag die österreichischen Besitzungen Ernstbrunn und Hagenberg zurück, 1957 Ausbau von Schloss Ernstbrunn zum Wohnsitz, 1959 Verkauf von Hagenberg; Volkswirt, Ökonomierat, Rittmeister i. R., Kommendator des Johanniterordens (Österreich), (* 26. Oktober 1919 in Ernstbrunn; † 20. Juni 2012[77] ebenda; ▭ 30. Juni 2012 im Park von Schloss Ernstbrunn);
⚭ (10. Juni 1954 auf Schloss Varlar) Marie Luise Eleonore Adelma Rosa Prinzessin zu Salm-Horstmar, Wild- und Rheingräfin, (* 18. August 1918 in Varlar), Tochter von Fürst, Wild- und Rheingraf Otto II. Adalbert Friedrich August Gustav Alexander zu Salm-Horstmar (1867–1941) und Gräfin Rosa Marie Bertha Louise zu Solms-Baruth (1884–1945)
              - H1. Heinrich XIV.[72][75][76] Prinz Reuß, nimmt seinen Hauptwohnsitz nach der Wiedervereinigung wieder in Bad Köstritz,[78] Oberleutnant (Res), Rechtsritter des Johanniterordens, Forstmeister, Forstingenieur, seit 20. Juni 2012 Chef des Hauses mit der Titulatur Fürst Reuß, (* 14. Juli 1955 in Wien);
⚭ (25. April 1995 (civ) in München), (30. April 1995 (rel) in Regensburg) Johanna Freiin Raitz von Frentz (* 12. September 1971 in Trier-Ehrang), Tochter von Jan Freiherr Raitz von Frentz (1928–2021) und Maria Kunigunde Freiin von Hoenning O’Carroll (1937–)
                - I1. Heinrich XXIX.[75] Prinz Reuß (* 2. April 1997 in Mistelbach)
                - I2. Tatiana[75] Prinzessin Reuß (* 24. Juni 2001 in Wien)
                - I3. Luise[79] Prinzessin Reuß (* 5. März 2005 in Wien)
                - I4. Heinrich V. Prinz Reuß (* 12. Januar 2012 in Wien)

              - H2. Anna Elisabeth Johanetta[72][75] Prinzessin Reuß, Mag. theol., Pfarrerin,[80] (* 29. Juni 1957 in Wien)
              - H3. Caroline Adelma Henriette Anna Elisabeth[72][76][81] Prinzessin Reuß, Mag. oec., (* 21. Juni 1959 in Wien);
⚭ (6. September 1991 (civ) in Ernstbrunn, 28. September 1991 (rel) ebenda) Carl Philipp Joseph Heinrich Johannes Geminian Maria Freiherr von Hohenbühel gen. Heufler zu Rasen, Präsident des Südtiroler Burgeninstituts (1998-), Ingenieur, Landwirt, Ehren- und Devotionsritter des souveränen Malteser-Ritterordens, (* 25. Juli 1957 in Bozen), Sohn von Bernhard Gabriel Freiherr von Hohenbühel gen. Heufler zu Rasen (1922–1999) und Elisabeth Marie Irene Benedikte Freiin Eyrl von und zu Waldgries und Liebenaich (1932-)
              - H4. Espérance Anna Elisabeth Eleonore[72][76] Prinzessin Reuß, Dekorateurin, (* 22. Juli 1962 in Wien);
⚭ (20. August 1989 in Ernstbrunn) Johannes Ferdinand Nikolaus Maria Graf Kinsky von Wchinitz und Tettau, Bankdirektor, (* 7. August 1964 in Regensburg; † 29. Juni 2008 in Prag), Sohn von Ferdinand Eugen Franz Assisi Bonaventura Maria Theresia Graf Kinsky von Wchinitz und Tettau (1934-) und Hedwig Agnes Franziska Maria Theresia Gräfin von Ballestrem (1933-)

            - G2. Heinrich VI.[72][82] Prinz Reuß, Oberleutnant, (* 27. Juni 1922 in Wien; † ⚔[7] gefallen 5. Dezember 1942 in der Schlacht von Stalingrad des heutigen Wolgograd)
            - G3. Amadea Caroline Anna Elisabeth Gertrud Viola Eleonore[72][75][76] Prinzessin Reuß, Säuglings- und Kinderschwester, (* 23. Juli 1923 in Wien);
⚭ (2. Januar 1959 in Ernstbrunn) Reinhold Sachs, Professor der Agrarsoziologie an der TU Berlin, Landwirt, Psychologe, (* 26. Juli 1922 in Osseningken; † 22. September 1989 in Berlin)
            - G4. Gertrud Renata Anna Elisabeth Jutta Gasparine[72][75] Prinzessin Reuß (* 5. November 1924 in Wien);
⚭ (30. September 1950 (civ) in Versailles, 14. Oktober 1950 (rel) in Castell) Henri Baron Grand d'Esnon, französischer Oberst a. D.,[76] (* 24. Januar 1918 in Paris; † 23. Juli 2004 in Joigny), Sohn von[83] Baron Gaston Grand d’Esnon (1887–1972) und Geneviève Demarçay (1890–1978)
            - G5. Heinrich VII.[72][76] Prinz Reuß, Bankdirektor, Rechtsritter des Johanniterordens, Träger der Medaille Bene merenti (Bayern) in Silber,[84] (* 14. Mai 1927 in Gera; † 8. Februar 2002);
⚭ (14. August 1971 in Utrecht) Barones Brigitte Barbara Renée van Tuyll van Serooskerken (* 22. März 1940 in Surabaya, Java), Tochter von Baron Alexander Frederik van Tuyll van Serooskerken (1916–1942), königlich niederländischer Leutnant zur See 2. Klasse, und Gräfin Angelika Eleonore Barbara Elisabeth Claudine von Lüttichau (1914–1999)
              - H1. Cäcilie Angelika Lucile Amadea[72][76] Prinzessin Reuß, Mag. phil., (* 23. Juli 1972 in München)
              - H2. Heinrich XIX.[72] Prinz Reuß (* 17. Mai 1974 in München)
              - H3. Heinrich XXII.[72] Prinz Reuß (* 8. August 1976 in München)

            - G6. Elisabeth Donata Regina Emma Clementine[72] Prinzessin Reuß, Dolmetscherin, (* 8. Juni 1932 in Wien);
⚭ (14. Mai 1960 in Wien) Rt. Rev. Peter Everard Coleman,[85] Bischof von Suffragan Crediton in Exeter (1984–1996), (* 28. August 1928 in London; † Autounfall 27. Dezember 2001 bei Salisbury)

          - F4. Prinz Heinrich XLI.[72][74] (* 2. September 1892 in Ernstbrunn; †⚔[7] gefallen 29. November 1916 in Bivolita, Rumänien; ▭ auf dem Militärfriedhof Alessandria)
          - F5. Prinzessin Gasparine Eleonore Viola,[72][74] Lehrerin, (* 5. April 1898 in Köstritz; † 5. November 1978 in München)

        - E2. ein Sohn[74] (†* 22. November 1856 in Trebschen; ▭ 23. November 1856 in Padligar)
        - E3. ein Sohn[74] (†* 2. Dezember 1858 in Trebschen; ▭ in Padligar)
        - E4. Prinzessin Eleonore Caroline Gasparine Louise,[72][74] Königin (Zariza) von Bulgarien, (* 22. August 1860 in Trebschen; † 12. September 1917 in Euxinograd; ▭ in Sofia);
⚭ (28. Februar 1908 in Coburg) König Ferdinand I. von Bulgarien (* 26. Februar 1861 in Wien; † 10. September 1948 in Coburg), Sohn von Prinz August von Sachsen-Coburg und Gotha (1818–1881) und Prinzessin Marie Clementine Caroline Leopoldine Clothilde d’Orléans (1817–1907)
        - E5. ein Sohn[74] (†* 16. Oktober 1861 in Ernstbrunn; ▭ ebenda)
        - E6. Prinzessin Elisabeth Johanna Auguste Dorothea[72][74] (* 2. Januar 1865 in Wien; † 5./7. April 1937 in Dresden)

      - D3. [I] Prinzessin Auguste Mathilde Wilhelmine,[72][74] Großherzogin von Mecklenburg-Schwerin, (* 26. Mai 1822 in Klipphausen; † 3. März 1862 in Schwerin; ▭ 10. März 1862 ebenda);
⚭ (3. November 1849 in Ludwigslust) Großherzog Friedrich Franz II. von Mecklenburg-Schwerin[ADB 21], Ritter des Ordens vom Schwarzen Adler, (* 28. Februar 1823 in Ludwigslust; † 15. April 1883 in Schwerin; ▭ im Schweriner Dom), Sohn von Großherzog Paul Friedrich von Mecklenburg-Schwerin[ADB 22] (1800–1842) und Prinzessin Alexandrine von Preußen (1803–1892)
      - D4. [I] Prinz Heinrich VI.[72][74] (* 22. November 1823 in Wernigerode; † 5. Dezember 1823 ebenda; ▭ 7. Dezember 1823 in Nöschenrode)
      - D5. [I] Prinz Heinrich VII.[72][74][86][ADB 23], Herr zu Trebschen, königlich preußischer General der Kavallerie à la suite der Armee und Generaladjutant von Kaiser Wilhelm I., deutscher Diplomat, Mitglied des Preußischen Herrenhauses, Ritter des Ordens vom Schwarzen Adler, (* 14. Juli 1825 in Klipphausen; † 2. Mai 1906 auf Schloss Trebschen; ▭ in Padligar);
⚭ (6. Februar 1876 in Weimar) Prinzessin Marie von Sachsen-Weimar-Eisenach, Herzogin zu Sachsen, (* 20. Januar 1849 in Weimar; † 6. Mai 1922 in Trebschen; ▭ in Padligar), Tochter von Großherzog Carl Alexander von Sachsen-Weimar-Eisenach (1818–1901) und Prinzessin Sophie von Oranien-Nassau, Prinzessin der Niederlande (1824–1897)
        - E1. ein Sohn[74](†* 16. Januar 1877 in Berlin; ▭ 18. Januar 1877 in Padligar)
        - E2. Prinz Heinrich XXXII.,[74][86] Herr zu Trebschen, Kaiserlich deutscher Kapitän-Leutnant a. D., vorm. à la suite der Marine, (* 4. März 1878 in Konstantinopel; †† 6. Mai 1935 in Bad Tölz);
⚭ (19. Mai 1920 auf Schloss Drogelwitz; o|o 18. Februar 1921 in Guben) Prinzessin Marie Adelheid Mathilde Karoline Elise Alexe Auguste Albertine zur Lippe-Biesterfeld, führt seit 22. Oktober 1936 den Namen „Prinzessin Reuß zur Lippe“, (* 30. August 1895 in Drogelwitz; † 25. Dezember 1993 in Tangstedt[87]), (⚭ II: (12. April 1921 in Bremen) seinen Bruder, Heinrich XXXV. Prinz Reuß zu Köstritz, (* 1. August 1887 in Mauer bei Wien; † 17. Januar 1936 in Dresden-Loschwitz; o|o 23. Juni 1923 in Berlin); ⚭ III: (24. Februar 1927 in Berlin; o|o 2. Oktober 1936 in Berlin) Friedrich Kurt (Hanno) Konopath, Ministerialrat i. R., (* 24. Februar 1882 in Berlin; † 22. September 1962 in Hamburg)), Tochter von Prinz Rudolf Wolfgang Ludwig Ernst Leopold zur Lippe-Biesterfeld (1856–1931), königlich preußischer Major a. D., und Prinzessin Luise von Ardeck (1868–1959)
        - E3. Prinz Heinrich XXXIII. (Henry),[74][86] Herr zu Trebschen (1935), Leutnant im 2. Garde-Dragoner-Regiment, (* 26. Juli 1879 in Mauer bei Wien; † 15. November 1942 in Stonsdorf);
⚭ I: (17. Mai 1913 im Neuen Palais, Potsdam; o|o 14. Juli 1922 in Berlin) Prinzessin Viktoria Margarete Elisabeth Marie Adelheid Ulrike von Preußen (* 17. April 1890 in Potsdam; † 9. September 1923 im Jagdschloss Klein Glienicke), Tochter von Prinz Friedrich Leopold von Preußen (1865–1931) und Prinzessin Louise Sophie von Schleswig-Holstein-Sonderburg-Augustenburg (1866–1952);
⚭ II: (nicht hausgesetzmäßig) (10. April 1929 in Paris; o|o 31. Oktober 1935 in Paris), Allene Tew[88] (* 7. Juli 1876 in Janesville (Wisconsin); † 1. Mai 1955 in Cap-d’Ail); Witwe von Theodor Rickey Hostetter (* 19. Oktober 1870 in Pittsburgh, Pennsylvania, USA; † 3. August 1902 in Manhattan, New York, USA), Sohn von David Hostetter (1819–1888) und Rosetta Cobb Rickey; geschieden (27. Dezember 1904 in New York) von Morton Colton Nichols (* 17. Juli 1870 in New York, USA; † 12. August 1932 ebenda); Witwe von Anson Wood Burchard (* 21. April 1865 in Hoosick Falls; † 22. Januar 1927 in Manhattan); (⚭ V: 4. März 1936 in Genf, Paul Graf von Kotzebue, Kaiserlich russischer Kapitän a.d., (* 20. Februar 1884 in Kremenetz; † 13. September 1966 in Paris)); Tochter von Charles Henry Tew (–) und Janet Smith (–)
          - F1. [I] Prinzessin Marie Luise (Marlisa) Friederike Viktoria Wilhelmina Renata Charlotte[86] (* 9. Januar 1915 in Kassel; † 17. Juni 1985 in München);
⚭ I: (5. Juni 1941 (civ) in Berlin-Charlottenburg), (7. Juni 1941 (rel) in Berlin-Charlottenburg; o|o 28. September 1946 in Berlin) Erich Theisen, Kaufmann, (* 7. Juni 1905 in Kastellaun; † 7. Mai 1954 in Berlin);
⚭ II: (23. März 1954 (civ) in Berlin-Charlottenburg), (27. März 1954 (rel) in Berlin-Charlottenburg; o|o 13. Januar 1956 in Mannheim) Alexander Bodey (* 28. Dezember 1920 in Fürstenwalde an der Spree)
          - F2. [I] Prinz Heinrich II. (Heiner)[86] (* 24. November 1916 in Kassel; † 24. Dezember 1993 in Menton, Frankreich)

        - E4. Prinzessin Johanna Sophie Karoline Viktoria Marie Elisabeth[74][86] (* 8. Juni 1882 in Mauer bei Wien; † 15. Juni 1883 auf Schloss Belvedere; ▭ 19. Juni 1883 in Padligar)
        - E5. Prinzessin Sophia Renata[74][86] (* 27. Juni 1884 in Mauer bei Wien; † 19. Januar 1968 in Gießen);
⚭ (12. Dezember 1909 in Trebschen) Prinz Heinrich XXXIV. Reuß zu Köstriz, (* 4. Juni 1887 in Stonsdorf; † 30. April 1956 in Frankfurt am Main), Sohn von Graf Heinrich (XXVIII.) von Dürrenberg (1859–1924) und Gräfin Magdalene Benigna zu Solms-Laubach (1863–1925)
        - E6. Prinz Heinrich XXXV. (Enrico),[74][76][86] königlich preußischer Rittmeister a. D., (* 1. August 1887 in Mauer bei Wien; † 17. Januar 1936 in Dresden-Loschwitz);
⚭ I: (20. April 1911 in Altenburg; o|o 4. März 1921) Prinzessin Marie von Sachsen-Altenburg, Herzogin zu Sachsen, führte seit 1932 wieder den Geburtsnamen, (* 6. Juni 1888 auf Schloss Albrechtsberg bei Dresden; † 12. November 1947 in Hamburg), Tochter von Prinz Albert von Sachsen-Altenburg, Herzog zu Sachsen, (1843–1902) und Prinzessin Marie Elisabeth Luise Friederike von Preußen (1855–1888);
⚭ II: (12. April 1921 in Bremen; o|o 23. Juni 1923 in Berlin) Marie Adelheid Mathilde Karoline Elise Alexe Auguste Albertine Prinzessin zur Lippe-Biesterfeld, führte seit 22. Oktober 1936 den Namen Prinzessin Reuß zur Lippe, (* 30. August 1895 auf Schloss Drogelwitz; † 25. Dezember 1993 in Tangstedt[87]), geschieden von seinem Bruder, Prinz Heinrich XXXII. Reuß zu Köstritz, (* 4. März 1878 in Konstantinopel; †† 6. Mai 1935 in Bad Tölz), (⚭ III: (24. Februar 1927 in Berlin; o|o 2. Oktober 1936 in Berlin) Friedrich Kurt (Hanno) Konopath, Ministerialrat i. R., (* 24. Februar 1882 in Berlin; † 22. September 1962 in Hamburg)), Tochter von Prinz Rudolf Wolfgang Ludwig Ernst Leopold zur Lippe-Biesterfeld (1856–1931) und Prinzessin Luise von Ardeck (1868–1959)
          - F1. [I] Prinzessin Marie Helene Cecilie Alexandrine Olga Sophie Adelheid[86] (* 23. Februar 1912 in Reichen; † 1. August 1933 auf Schloss Serrahn)
          - F2. [II] Heinrich V.[75][86][89] Prinz Reuß, Rechtsanwalt, (* 26. Mai 1921 in Erpen; † 28. Oktober 1980 in Hamburg);[90]
⚭ (nicht hausgesetzmäßig) (22. Juni 1961 in Hamburg-Blankenese) Ingrid Dora Helene Jobst (* 9. März 1936 in Hamburg; † 15. Februar 1991 ebenda[91]), Tochter von Ernst Eugen Jobst und Gertrud Hermine Dorothee Neumann
            - G1. Maria Alexandra Luise Hermine Dora Helene[75][76][86] Prinzessin Reuß (* 1. September 1963 in Hamburg);
⚭ (11. Juli 1985 (civ) in Erbach), (13. Juli 1985 (rel) ebenda) Franz Eberhard Wittekind Botho Heinrich Nikolaus Georg Wilhelm Erbgraf zu Erbach-Erbach, Bankkaufmann, (* 2. Juni 1958 in Erbach), Sohn von Franz August Gustav Adam Hubertus Friedrich Wilhelm Hans Karl Graf zu Erbach-Erbach und von Wartenberg-Roth[92] (1925–2015) und Margarete Sophie Charlotte Prinzessin zu Waldeck und Pyrmont (1923–2003)
            - G2. Heinrich XXVIII. Ico[75][76][86] Prinz Reuß, Rechtsanwalt, (* 18. Oktober 1964 in Hamburg);
⚭ (8. Mai 1999 (civ) in Lechenich), (17. Juli 1999 (rel)), Corinna Freiin von Elmendorff (* 12. November 1967), Tochter von Harald Freiherr von Elmendorff (1928–2012)[93] und Renate Kurig (–)
              - H1. Henriette Josephine Viktoria Luise[75] Prinzessin Reuß (* 16. November 2000 in Hamburg)

            - G3. Caroline Marie Adelheid Freia Gabriele Elisabeth[75][76][86] Prinzessin Reuß (* 30. Dezember 1968 in Hamburg);
⚭ (25. Oktober  1995 in Hamburg) Sebastian Papst,[94] Sped.-Kaufmann, (* 20. August 1971)

      - D6. [I] Prinz Heinrich X.,[72][74] bei seiner Geburt starb die Mutter Eleonore, Oberleutnant im Husaren-Regiment Nr. 7 „Fürst Reuß-Köstritz“, (* 14. März 1827 in Klipphausen; † 26. Oktober 1847 in Padua; ▭ ebenda, 9. Januar 1884 nach Ernstbrunn überführt)
      - D7. [II] Prinz Heinrich XII.,[72][74][86] Herr zu Stonsdorf, königlich preußischer Major à la suite der Armee, (* 8. März 1829 in Dresden; † 15. August 1866 in Liebenstein; ▭ 22. August 1866 in Stonsdorf);
⚭ (6. Juni 1858 in Pleß) Gräfin Anna Karoline von Hochberg, Freiin zu Fürstenstein (* 23. Juli 1839 Fürstenstein; † 14. März 1916 in Dresden; ▭ in Stonsdorf), (⚭ II: (25. September 1869 in Fürstenstein) Prinz Heinrich XIII. Reuß zu Köstritz (1830–1897)), Tochter von Graf Hans Heinrich X. (I.) von Hochberg, Fürst von Pleß, Freiherr zu Fürstenstein (1806–1855) und Ida von Stechow-Kotzen (1811–1843)
        - E1. Prinz Heinrich XXVIII.,[74][86] Herr zu Stonsdorf, königlich preußischer Oberstlt. a. D., vorm. à la suite der Armee, Rechtsritter des Johanniterordens, Mitglied des Preußischen Herrenhauses, verzichtet für sich auf den prinzlichen Titel und wird Graf von Dürrenberg (15. Juli 1908 in Ebersdorf, Reußische Verleihung), (* 3. Juni 1859 in Stonsdorf; † 8. März 1924 in Berlin);
⚭ I: (18. September 1884 in Laubach; o|o 13. Juli 1908 in Guben), Gräfin Magdalene Benigna zu Solms-Laubach (* 11. Dezember 1863 in Jannowitz; † 21. April 1925 in Oberstdorf), Tochter von Graf Friedrich Wilhelm August Christian zu Solms-Laubach (1833–1900), königlich preußischer Generalmajor, und Gräfin Marianne zu Stolberg-Wernigerode (1836–1910);
⚭ II: (morg.) (12. Oktober 1908 in London) Mary Grace Sawyer[95] (* 15. März 1874 in Belagavi, Indien; † 17. Februar 1958 in London), Tochter von George Westrenen Sawyer, kaiserlich indischen Obersten, und Marie Elisabeth Allen
          - F1. [I] Prinz Heinrich XXXIV.,[74][76][86] Herr zu Stonsdorf, Oberstleutnant a. D., (* 4. Juni 1887 in Stonsdorf; † 30. April 1956 in Frankfurt am Main);
⚭ (12. Dezember 1909 in Trebschen) Prinzessin Sophia Renata Reuß zu Köstritz (* 27. Juni 1884 in Mauer bei Wien; † 19. Januar 1968 in Gießen), Tochter von Prinz Heinrich VII. Reuß zu Köstritz (1825–1906) und Prinzessin Marie von Sachsen-Weimar-Eisenach (1849–1922)
            - G1. Prinz Heinrich I. (Harry),[76][86] seit 19. Januar 1935 Adoptivsohn des Erbprinzen Heinrich XLV. Reuß, Oberleutnant a. D., Rechtsritter des Johanniterordens, Landwirt, (* 8. Oktober 1910 in Krietern; † 10. März 1982 in Büdingen; ▭ () in Kloster Arnsburg);
⚭ (15. September 1939 in Bad Doberan) Woizlawa-Feodora Herzogin zu Mecklenburg, Dame des Großherzoglich Mecklenburgischen Hausordens der Wendischen Krone (* 17. Dezember 1918 in Rostock; † 3. Juni 2019 in Strittmatt; ▭ () in Kloster Arnsburg), Tochter von Herzog Adolf Friedrich von Mecklenburg-Schwerin (1873–1969) und Prinzessin Viktoria-Feodora Reuß j. L. (1889–1918)
              - H1. Feodora Elisabeth Sophie[75][76][86] Prinzessin Reuß, staatl. gepr. Kindergärtnerin, (* 5. Februar 1942 in Gera);
⚭ (28. August 1967 (civ) in Schlitz, 10. September 1967 (rel) in Herrnhaag) Gisbert Graf zu Stolberg-Wernigerode, Bankkaufmann, (* 2. Mai 1942 in Radenz), Sohn von Ludwig-Christian Otto Gustav Alexander Romanus Graf zu Stolberg-Wernigerode (1910–1945) und Anna Elisabeth Marie Jenny Gräfin von Schlitz genannt von Görtz (1912–1999)
              - H2. Heinrich VIII.[75][76][86] Prinz Reuß, Bankkaufmann, Leutnant (Res.), (* 30. August 1944 in Gera);
⚭ (14. Juni 1973 (civ) in Schwarzenbek, 10. September 1973 (rel) in Basthorst) Dorit Freiin von Ruffin, Studienrätin, (* 8. Januar 1948 in Hamburg), Tochter von Franz-Anton Maria Otto Oskar Passinus Freiherr von Ruffin auf Basthorst (1912–2000) und Carla Busson (1913–2005)
                - I1. Heinrich XX.[76][86] Prinz Reuß, stud. jur., Leutnant (Res.), (* 24. November 1975 in Hamburg)
                - I2. Heinrich XXIII.[76][86] Prinz Reuß, stud. oec., (* 1. März 1979 in Hamburg)

              - H3. Heinrich IX.[75][76][86] Prinz Reuß, Verlagskaufmann, (* 30. Juni 1947 in Büdingen);
⚭ (5. Oktober 1984 (civ) in Rimsting am Chiemsee, 6. Oktober 1984 (rel) ebenda) Marie-Amelie Gabriele Teresa Johanna Margarete Freiin Besserer von Thalfingen, Kinderkrankenschwester, (* 20. Februar 1959 in München-Pasing), Tochter von Albrecht Peter Ludwig Otto Freiherr Besserer von Thalfingen (1924–2004) und Marierose Adelheid Edina Rudolphine Viktoria Gräfin Grundemann von Falkenberg (1927–1978)
                - I1. Johanna Woizlawa Maria Anna Gaudete[75][86] Prinzessin Reuß (* 15. Dezember 1985 in Frankfurt am Main)
                - I2. Heinrich XXVI.[75][86] Prinz Reuß (* 30. November 1988 in Frankfurt am Main);
⚭ (2. Februar 2013 in Chichester) Isabelle Anna Frampton (* 1989)

              - H4. Heinrich X.[75][76][86] Prinz Reuß, Groß- u. Außenhandelskaufmann, JustizGroßkreuzritter des Konstantin-Ordens von St. Georg (Beide Sizilien), (* 28. Juli 1948 in Büdingen);
⚭ I: (11. September 1976 (civ.) in Büdingen, 11. September 1976 (rel.) in Herrnhaag; o|o 20. April 1990 in Frankfurt am Main) Freiin Elisabeth Åkerhielm af Margrethelund (* 7. April 1946 in Stockholm), Tochter von Freiherr Erik Samuel Åkerhielm af Margrethelund und Astrid Ekenberg, (geschieden 4. Oktober 1972 in Hamburg, kirchl. annulliert 18. Dezember 1991 in Augsburg) von Klaus Peter Freiherr von der Borch (* 14. März 1943 in Potsdam);
⚭ II: (7. Mai 1991 (civ) in Wiesbaden, 11. Mai 1991 (rel) in Wiesbaden) (geschieden) Antonia (Antoinette) Gräfin von Arnim (* 15. August 1949 in Hebenshausen), (⚭ I: (7. September 1972 (civ.) in Lausanne, 16. September 1972 (rel.) in Berlin; o|o 17. Dezember 1975 in Vevey, Schweiz)) André Régné (* 7. Juni 1941 in Thonon-les-Bains), Tochter von Adolf-Heinrich Graf von Arnim-Boitzenburg[96] (1924–2005) und Maria Henschel (1922-); ⚭ III: (3. Dezember 2011) Lucina Wolffersdoff-Zajder
                - I1. [I] Benigna Cecilia Anastasia Elisabeth Sophie[75][86] Prinzessin Reuß, Dame des Orden des Sternkreuzes, JustizGroßkreuzdame des Konstantin-Ordens von St. Georg (Beide Sizilien), (* 29. Dezember 1980 in Frankfurt am Main);
⚭ (3. September 2011 in der Bergkirche St. Marien in Schleiz) Don Óscar de Ascoz y Planes, Ehren- und Devotionsritter des souveränen Malteser-Ritterordens, Ritter des Königlichen Corps des Adels von Madrid, Ritter des Ordens Isabellas der Katholischen.
                - I2. [I] Heinrich XXIV.[75][86] Prinz Reuß, Ehren- und Devotionsritter des souveränen Malteser-Ritterordens (* 23. Mai 1984 in Frankfurt am Main);
⚭ (21. September 2013 in der Kirche St. Vitus in Iphofen) Dorothea Richiza Louise Gräfin zu Castell-Castell, Tochter von Graf Alexander zu Castell-Castell (1954) und Marion Stepp (1957).

              - H5. Heinrich XIII.[75][76][86][97] Prinz Reuß, Ingenieur, (* 4. Dezember 1951 in Büdingen);
⚭ (nicht hausgesetzmäßig) (1. August 1989 in Frankfurt am Main) (geschieden) Susan Doukht Jaladi (* 14. April 1956 in Teheran), Tochter von[98] Ali Akbar Jaladi (–) und Fateme Nayer Sarmadi (–)
                - I1. Elena Paria Marie Cicil[75] Prinzessin Reuß (* 9. Dezember 1989 in Frankfurt am Main)
                - I2. Heinrich XXVIII.[75] Prinz Reuß (* 22. Mai 1991 in Frankfurt am Main)

              - H6. Heinrich XV.[75][76][86] Prinz Reuß, Restaurator für Möbel und Holzobjekte, (* 9. Oktober 1956 in Büdingen);
⚭ (nicht hausgesetzmäßig) (15. April 1999 in Büdingen) Anya Charlotte Nooth-Cooper (* 22. Januar 1965 in Canterbury), Tochter von[98] George Brain Nooth-Cooper und Heike Gesche
                - I1. Heinrich XXX.[75] Prinz Reuß (* 21. Juni 1999 in Hanau)

            - G2. Prinzessin Felizitas Anna Eleonore Cecilie[75][86] (* 5. Juli 1914 in Oels; † 25. Juni 1989 in Gießen);
⚭ (3. September 1935 in Stonsdorf) Otto Friedrich Viktor Ferdinand Maximilian Gustav Richard Bogislav Fürst zu Ysenburg und Büdingen (* 16. September 1904 in Halberstadt; † 25. September 1990 in Büdingen), Sohn von Erbprinz Ferdinand Maximilian zu Ysenburg und Büdingen in Wächtersbach (1880–1927) und Gräfin Margarethe Maria Alexandrine Jelka Dagmar von Dönhoff (1876–1954)
            - G3. Prinz Heinrich III.,[75][76][86] Oberleutnant a. D., (* 27. Juli 1919 in Breslau; † 7. Juni 1993 in Wien);
⚭ I: (13. März 1944 in Frohnleiten; o|o 13. Mai 1955 in Leoben) Franziska Freiin Mayr von Melnhof (* 12. Dezember 1919 in Wien; † 11. April 1964 in München), (⚭ II: (21. September 1955 in Bruck an der Mur; o|o 29. Oktober 1960 in Innsbruck) Percy Lippitt (* 1. November 1913 in Wien)), Tochter von[94] Freiherr Franz Mayr von Melnhof auf Kaisersberg (1888–1957) und Prinzessin Marie zu Hohenlohe-Waldenburg-Schillingsfürst, von Ratibor und Corvey, (1895–1946);
⚭ II: (5. September 1964 in Utrecht) Gräfin Odylia zu Castell-Castell (* 26. Oktober 1939 in Arnheim), Tochter von Graf Constantin Friedrich zu Castell-Castell (1898–1966) und Gräfin Luitgardis von Rechteren-Limpurg (1908–1989)
              - H1. [I] Antoinette Maria Anna Magdalena Cecilie Georgine[75][86] Prinzessin Reuß (* 11. Januar 1945 in Feldkirch);
⚭ I: (21. Mai 1976 in Kitzbühel; o|o 1984), Otto Vogl (* 22. März 1932 in Halle);
⚭ II: (17. November 1984 in New York City) Peter Michael Linois de Scheel, Kaufmann, (* 9. Januar 1946 in Hellerup, Dänemark); Sohn von[99] Axel Vilhelm de Scheel (1908–1990) und Clara Hélen Elisabeth Suenson (1919-)
              - H2. [I] Felizitas Maria Gertrud Katharina[75][86] Prinzessin Reuß (* 26. Oktober 1946 in Mauritzen);
⚭ I: (1. Juli 1967 (civ) in Rabertshausen, 9. Juli 1967 (rel) in Graz; o|o 3. Juli 1974 in München), Christian Peter August Richard Udo Maria Casimir Prinz zu Sayn-Wittgenstein-Berleburg, Kaufmann, (* 5. Februar 1940 in Hamburg), Sohn von Casimir Johannes Prinz zu Sayn-Wittgenstein-Berleburg (1917–2010) und Ingrid Alsen (1915–1966);
⚭ II: (25. Oktober 1974 in München; o|o 10. März 1992) Franz Clemens Karl Alexander Hubertus Graf von Schönborn-Wiesentheid, Bankdirektor, (* 3. Oktober 1939 in Breslau), Sohn von Clemens Franz Erwein Wilhelm Arthur Bonifacius Graf von Schönborn-Wiesentheid (1905–1944) und Maria Dorothea Geraldine Johanna Klara Gräfin zu Pappenheim (1908–1991)
              - H3. [I] Heinrich XII.[75][86][100] Prinz Reuß (* 13. Oktober 1950 in Mautern);
⚭ I: (30. Mai 1973 (civ) in Mautern, 3. Juni 1973 (rel) in Bad Aussee; o|o 10. September 1980 in Leoben) Henriette Paula Ignatia Maria Gräfin von Meran (* 3. März 1951 in Pöchlarn), (⚭ II: (7. März 1981 (civ) in Leoben, 11. März 1981 in Washington, D.C. (rel)) Bruce Thompson[101] (* 7. Dezember 1946 in Orange (New Jersey)), Sohn von John Thompson und Mercedes Daugherty); Tochter von Alois Franz Joseph Johann Maria Ignatius Graf von Meran, Freiherr von Brandhofen (1907–1960) und Elisabeth Freiin von Tinti (1917-);
⚭ II: (26. September 1983 (civ) in Saalfelden, 26. September 1983 (rel) in Wald am Schoberpass (Steiermark); o|o 27. März 2000 in Wien) Henriette Gräfin von Seilern und Aspang, Mitherrin auf Hörmanns bei Litschau (* 9. Januar 1961 in Wien), Tochter von Karl Josef Maria Friedrich Franz Ignatius Graf von Seilern und Aspang auf Hörmanns (1925–1971) und Henriette Anna Maria Franziska Gräfin von Seilern und Aspang, Mitherrin auf Hörmanns (1930-)
                - I1. [I] Anna Franziska Irene[75][86] Prinzessin Reuß, Kindertherapeutin, (* 20. Januar 1975 in München);
⚭ (31. Dezember 2006 in Mautern) Stephan von Lattorff (* 15. Januar 1977 in Wien)
                - I2. [I] Heinrich XXI.[75][86][102] Prinz Reuß (* 27. Juli 1976 in Leoben);
⚭ (6. September 2008) Marie Nadine Gräfin von Moy de Sons (* 22. Februar 1979 in München), Tochter von Johannes Jakob Maria Assumpta Hubertus Willibald Michael Joseph Graf von Moy de Sons (1947-) und Comtesse Diane d'Ursel (1950-)
                - I3. [I] Maximiliana Maria Paula[75][86][102] Prinzessin Reuß (* 31.  Juli 1977 in Leoben);
⚭ (30. Mai 2008 in Mautern) Klaus Ita (* 11. Oktober 1977 in Wien)
                - I4. [II] Heinrich XXV.[75][86] Prinz Reuß (* 7. Oktober 1984 in Leoben)
                - I5. [II] Maria Concetta Sieglinde Alexandra Marina[75][86] Prinzessin Reuß (* 15. Dezember 1988 in Leoben)
                - I6. [II] Maria Viktoria[75][102] Prinzessin Reuß (* 20. Mai 1993 in Leoben)

              - H4. [II] Heinrich XVII.[75][86] Prinz Reuß (* 9. November 1968 in Salzburg);
⚭ (nicht hausgesetzmäßig) (22. September 2001 in Wien) Letizia Hoffmann (* 31. August 1969 in Genf), Tochter von[102] Alexander Hoffmann und Noelle Scaler Walser

          - F2. [I] Prinz Heinrich XXXVI.,[74][86] Oberstlt. a.d., (* 10. August 1888 in Stonsdorf; † 10. Mai 1956 in Oberstdorf);
⚭ (5. Oktober 1919 in Droyßig) Prinzessin Hermine von Schönburg-Waldenburg (* 18. September 1899 in Langenzell; † 2. September 1982 in Rheda), Tochter von Prinz Heinrich von Schönburg-Waldenburg zu Droyßig und Quesnitz (1863–1945), erbliches Mitglied des preußischen Herrenhauses, und Prinzessin Olga Amalie Wilhelmine Ernestine Marie Pauline zu Löwenstein-Wertheim-Freudenberg (1880–1961)
            - G1. Magdalene Pauline[86][103] Prinzessin Reuß (* 20. August 1920 in Leipzig; † 10. Oktober 2009 auf Schloss Löwenstein in Kleinheubach; ▭ in der Michaels-Bastei der Burg Hohenzollern);
⚭ (5. Juni 1943 auf Schloss Prillwitz) Hubertus Prinz von Preußen (* 30. September 1909 im Marmorpalais Potsdam; † 8. April 1950 in Windhoek, Südwestafrika; ▭ in der Michaels-Bastei der Burg Hohenzollern), Sohn von Kronprinz Wilhelm von Preußen (1882–1951) und Herzogin Cecilie zu Mecklenburg-Schwerin (1886–1954)
            - G2. Caroline[75][86] Prinzessin Reuß (* 7. Mai 1923 in Leipzig; † 26. Juli 2010 in Frankfurt am Main);
⚭ (4. Oktober 1950 (civ) in Frankfurt am Main, (rel) in Wiesbaden) Alfred Robert Clemens Graf von Wedel, Freiherr Wedel-Jarlsberg, Major (Res) a. D., Kaufmann, (* 22. Februar 1895 in Berlin; † 18. Oktober 1973 in Köln), Sohn von Graf Ernst August von Wedel, Freiherr Wedel-Jarlsberg (1838–1913) und Johanna Marie Leonie von Wagner (1857–1932)

          - F3. [I] Prinzessin Benigna Karoline Elisabeth Charlotte[74][86] (* 12. November 1892 in Stonsdorf; † 20. Februar 1982 in Vevey)

        - E2. Prinzessin Magdalene Caroline[74][86] (* 18. Dezember 1860 in Stonsdorf; † 27. Februar 1862 ebenda; ▭ 2. März 1862 ebenda)

      - D8. [II] Prinz Heinrich XIII.,[72][74] Herr zu Baschkow, königlich preußischer General der Kavallerie à la suite S.M. des Kaisers, (* 18. September 1830 in Klipphausen; † 3. Januar 1897 in Baschkow, Posen; ▭ 8. Januar 1897 in Stonsdorf);
⚭ (25. September 1869 in Fürstenstein) Gräfin Anna Karoline von Hochberg, Freiin zu Fürstenstein (* 23. Juli 1839 Fürstenstein; † 14. März 1916 in Dresden; ▭ in Stonsdorf), Witwe seines Bruders Prinz Heinrich XII. (1829–1866), Tochter von Graf Hans Heinrich X. (I.) von Hochberg, Fürst von Pleß, Freiherr zu Fürstenstein (1806–1855) und Ida von Stechow-Kotzen (1811–1843)
      - D9. [II] Prinzessin Luise Friederike Dorothea[72][74] (* 15. März 1832 in Klipphausen; † 1. April 1862 in Stonsdorf; ▭ 7. April 1862 ebenda)
      - D10. [II] Prinz Heinrich XV.,[72][74] Herr zu Klipphausen, königlich preußischer Major à la suite des 7. Thüringer Infanterie-Regiment Nr. 96, (* 5. Juli 1834 in Klipphausen; † 23. Dezember 1869 in Meran; ▭ 31. Dezember 1869 in Stonsdorf);
⚭ (26. November 1863 in Jannowitz) Gräfin Luitgarde zu Stolberg-Wernigerode (* 30. August 1838 in Jannowitz; † 4. April 1917 in Klipphausen), Tochter von Graf Wilhelm zu Stolberg-Wernigerode (1807–1898) und Gräfin Elisabeth zu Stolberg-Roßla (1817–1896)
        - E1. Prinzessin Margarete Karoline Elisabeth[72][74] (* 1. Oktober 1864 in Klipphausen; † 26. Juni 1952 in Hohenlimburg);
⚭ (29. Oktober 1891 in Klipphausen) Prinz Karl Moritz Kasimir Bernhard Franz Adolf Heinrich Georg Emil Ludwig Eugen Hermann zu Bentheim-Tecklenburg (* 12. August 1852 in Bosfeld; † 29. Januar 1939 auf Schloss Hohenlimburg), Sohn von Prinz Adolf Ludwig Albrecht Friedrich zu Bentheim-Tecklenburg (1804–1874) und Prinzessin Anna Reuß zu Schleiz (1822–1902)
        - E2. Prinzessin Auguste Marie Luise[72][74] (* 7. Februar 1866 in Klipphausen; † 25. September 1916 ebenda; ▭ in Röhrsdorf bei Meissen)
        - E3. Prinzessin Gertrud Ernestine Eleonore[72][74] (* 20. Juli 1867 in Klipphausen; † 8. Februar 1946 in Coswig, Wettinstift)
        - E4. Prinzessin Anna Marie[72][74] (* 4. November 1868 in Klipphausen; † 28. Mai 1951 in Hohenlimburg)

      - D11. [II] Prinzessin Anna Elisabeth[72][74] (* 9. Januar 1837 in Dresden; † 2. Februar 1907 in Wernigerode);
⚭ (22. August 1863 in Stonsdorf) Graf Otto zu Stolberg-Wernigerode[ADB 24], Fürst seit 1890, Vizekanzler unter Otto von Bismarck, Ritter des Ordens vom Schwarzen Adler, (* 30. Oktober 1837 in Gedern; † 19. November 1896 auf Schloss Wernigerode), Sohn von Erbgraf Hermann zu Stolberg-Wernigerode (1802–1841) und Gräfin Emma Luise Sophie Viktorie Henriette Adelaide Charlotte zu Erbach-Fürstenau (1811–1889)
      - D12. [II] Prinz Heinrich XVII.,[72][74] königlich preußischer Rittmeister und Eskadronchef im 1. Garde-Dragoner-Regiment, (* 20. Mai 1839 in Klipphausen; †⚔[7] gefallen in der Schlacht von Mars-la-Tour[104] 16. August 1870; ▭ ebenda)

    - C3. [I] Graf Heinrich LXVI.[70][72] (* 11. Juni 1788 in Berlin; † 20. Juli 1788 ebenda; ▭ 21. Juni 1788 in der Garnisonkirche ebenda, 1949 auf den Südwestkirchhof Stahnsdorf umgebettet)
    - C4. [I] ein Sohn[70] (†* 8. Dezember 1790 in Berlin)
    - C5. [II] Graf Heinrich LXX.,[70][72] Prinz Reuß zu Köstritz (6. Oktober 1817), 1818 zu Jänkendorf und Kaana, königlich preußischer Leutnant im Garde-Dragoner Regiment, (* 23. April 1793 in Berlin; † 4. August 1821 in Trebschen; ▭ 7. August 1821 in Padligar)
    - C6. [II] Gräfin Auguste Friederike Espérance,[70][72] Prinzessin Reuß zu Köstritz (6. Oktober 1817), (* 3. August 1794 in Braunschweig; † 13. Juli 1855 in Köthen; ▭ 15. Juli 1855 in der Fürstengruft der Köthener St. Jakobskirche);
⚭ (18. Mai 1819 in Trebschen) Herzog Heinrich von Anhalt-Köthen (* 30. Juli 1778 auf Schloss Pleß; † 23. November 1847 in Köthen; ▭ in der Fürstengruft der Köthener St. Jakobskirche), Sohn von Fürst Friedrich Erdmann von Anhalt-Köthen-Pleß (1731–1797) und Gräfin Luise Ferdinande zu Stolberg-Wernigerode (1744–1784)
    - C7. [II] Gräfin Elisabeth Adolphine Luise Karoline,[70][72] Prinzessin Reuß zu Köstritz (6. Oktober 1817), (* 8. November 1796 in Braunschweig; † 20. Dezember 1828 in Saabor; ▭ 23. Dezember 1828 ebenda);
⚭ (25. August 1817 in Stonsdorf) Prinz Friedrich Wilhelm Carl von Schoenaich-Carolath (* 29. Oktober 1790 in Carolath; † 21. November 1859 in Saabor), Sohn von Fürst Heinrich Karl Erdmann zu Carolath-Beuthen (1759–1817) und Prinzessin Amalia Auguste Caroline Luise von Sachsen-Meiningen (1762–1798)
    - C8. [II] Graf Heinrich LXXIV.,[70][72][105] Prinz Reuß zu Köstritz (6. Oktober 1817), besitzt Neuhoff und seit 1832/35 Jänkendorf, (* 1. November 1798 in Braunschweig; † 22. Februar 1886 in Jänkendorf; ▭ 26. Februar 1886 ebenda);
⚭ I: (14. März 1825 in Weißstein, Schlesien) Gräfin Henriette Clementine Sophie Amalie Ernestine von Reichenbach-Goschütz (* 20. Februar 1805 in Küchendorf; † 10. Juni 1849 in Jänkendorf; ▭ 15. Juni 1849 ebenda), Tochter von Graf Heinrich Leopold Wilhelm Christoph von Reichenbach-Goschütz auf Pilzen (1773–1834) und Ernestine von Czettritz und Neuhauss a.d.H. Pilzen (1776–1816);
⚭ II: (13. September 1855 in Ilsenburg) Gräfin Eleonore zu Stolberg-Wernigerode[BBKL 6] (* 20. Februar 1835 in Gedern; † 18. September 1903 in Ilsenburg; ▭ ebenda), Tochter von Erbgraf Hermann zu Stolberg-Wernigerode (1802–1841) und Gräfin Emma Luise Sophie Viktorie Henriette Adelaide Charlotte zu Erbach-Fürstenau (1811–1889) – zweiter Zweig
      - D1. [I] Prinzessin Marie Henriette Auguste Leopoldine Ernestine Elisabeth[70][105] (* 31. Januar 1826 in Neuhoff; † 8. März 1843 in Jänkendorf; ▭ 14. März 1843 ebenda)
      - D2. [I] Prinz Heinrich IX. Reuß zu Köstritz,[70][105] Herr zu Jänkendorf und Neuhoff, preußischer Generalmajor à la suite der Armee, (* 3. März 1827 auf Schloss Neuhoff; † 1. August 1898 ebenda; ▭ 5. August 1898 in Jänkendorf);
⚭ (12. Mai 1852 in Zülzendorf) Freiin Anna Marie Wilhelmine Helene von Zedlitz und Leipe (* 15. August 1829 in Zülzendorf; † 1. März 1907 in Niesky), Tochter von[106] Freiherr August von Zedlitz und Leipe auf Zülzendorf (1789–1873) und Gräfin Jenny von Roedern a.d.H. Hohnstein (1798–1879)
        - E1. Prinz Heinrich XXI.[70][105] (* 4. Februar 1853 in Neuhoff; † 15. März 1856 ebenda; ▭ 22. März 1856 in Jänkendorf)
        - E2. Prinz Heinrich XXII.[70][105] (* 5. Juli 1854 in Neuhoff; † 18. März 1858 ebenda; ▭ 23. März 1858 in Jänkendorf)
        - E3. Prinz Heinrich XXIII.,[70][105] königlich preußischer Leutnant im 1. Garde-Feldartillerie Regiment, (* 17. November 1855 in Neuhoff; † 4. April 1886 in Berlin; ▭ 8. April 1886 in Jänkendorf)
        - E4. Prinz Heinrich XXVI.,[70][105] Korvettenkapitän a. D., besitzt Jänkendorf, nimmt (1887) den Titel Graf von Plauen an, (* 15. Dezember 1857 in Neuhoff; † 10. Juni 1913 in Jena; ▭ in Jänkendorf);
⚭ (19. November 1885 in Ullersdorf) Gräfin Viktoria von Fürstenstein (* 11. September 1863 in Ullersdorf; † 10. Juli 1949 in Djursholm, Schweden), Tochter von Graf Adolph Karl Alexander Alexis le Camus von Fürstenstein auf Ullersdorf (1818–1895) und Elisabeth Marie Charlotte Luise von Watzdorf auf Wiesenburg (1842–1921); Durch Familienvereinbarung von (1887) sind die Söhne als nachfolgefähige, das reußische Wappen führende Mitglieder des souveränen Hauses anerkannt. Die Kinder dieser Ehe führen den Titel Graf/Gräfin von Plauen mit dem Prädikat Erlaucht
          - F1. Heinrich Ruzzo,[70][105] Graf von Plauen, (* 30. März 1887 in Ullersdorf; † 7. Februar 1904 in Nassleben)
          - F2. Heinrich Pelas,[70][105] Graf von Plauen, (* 6. April 1888 in Görlitz; † 7. August 1905 bei Spremberg durch den Eisenbahnunfall von Spremberg)
          - F3. Heinrich Harry,[70][105] Graf von Plauen, auf Jänkendorf, Prinz Reuß durch Adoption seines Onkels Prinz Heinrich XXX. (1. Mai 1927), Hausrechtliche Anerkennung dieser Namensführung mit dem Prädikat Durchlaucht für sich und seine ebenbürtigen Nachkommen durch die Familie (… 1927), Oberstleutnant a. D., (* 28. März 1890 in Görlitz; † 29. Juli 1951 in Meggen durch Unfall);
⚭ (21. April 1921 in Moschen) Huberta Valeska Sascha Eva Anna Dorothea Freiin von Tiele-Winckler (* 14. April 1889 in Neustadt; † 19. Juni 1974 in Meggen), Tochter von Graf Franz-Hubert Peter von Tiele-Winckler (1857–1922), Landrat a. D. im Landkreis Neustadt (Oberschlesien) (1887–1892), Fideikommissherr auf Myslowitz und Kattowitz, Mechtal und Martinau (Rokittnitz), erbliches Mitglied des ehemaligen Preußischen Herrenhauses (seit 1901) und Mitglied des Zentralausschusses der Deutschen Reichsbank und Jelka Marka Clementine Georgine von Lepel (1857–1942)
            - G1. Heinrich Enzio[94][105] Prinz Reuß, Graf von Plauen, Forstwirt, (* 21. Februar 1922 in Luzern; † 27. März 2000 in Hamburg);
⚭ I: (nicht hausgesetzmäßig) (31. August 1949 in Malmö; o|o 8. Februar 1954) Freiin Louise Ebba Pauline Peyron (* 1. November 1918 in Malmö; † 22. Februar 1989), (⚭ II: (7. April 1972) Freiherr Theodor (Ted) Ankarcrona auf Runsa, Uppland, Boserup u. Schonen, (* 30. August 1918 in Lund; † 4. Februar 1984 in Boserup)); Tochter von Freiherr Gustaf Carl Knut Bartholomé Peyron (1889–1968) und Emma Marie Louise Kockum (1892–1979);
⚭ II: (24. Oktober 1954 in Offenbach am Main) Feodora Ella Elfriede Gräfin von Pückler, Freiin von Groditz (* 26. November 1931 in Burkersdorf; † 8. April 1999 in Unterstedt), Tochter von Sylvius Heinrich Gustav Erdmann Graf von Pückler, Freiherr von Groditz auf Oberweistritz (1889–1979) und Alice Helene Ella Karoline Eugenie Gräfin von Richthofen-Seichau (1905–1969)
              - H1. [I] Heinrich Ruzzo[75][105] Prinz Reuß von Plauen, Architekt, (* 24. Mai 1950 in Luzern; † 29. Oktober 1999 in Stockholm);
⚭ I: (31. August 1974 in Sandefjord, Norwegen; o|o 15. Juni 1986 in Oslo) Mette Rinde (* 17. Mai 1948 in Oslo), Tochter von Sigurd Rinde und Bess Freng;
⚭ II: (26. August 1992 in Hörsholm) Anni-Frid-Synni Lyngstad, Sängerin der schwedischen Popgruppe ABBA, (* 15. November 1945 in Bjørkåsen), Prinzessin Reuß von Plauen, (⚭ I: (3. April 1964; o|o 19. Mai 1970) Ragnar Frederiksson; ⚭ II: (6. Oktober 1978 in Stockholm Lidingö; o|o 26. November 1981) Benny Bror Göran Andersson (* 16. Dezember 1946 in Stockholm)), Tochter von Alfred Haase (1919–2009) und Synni Lyngstad (1926–1947)
                - I1. [I] Henriette Anna-Bess Helle Mette,[75][105] Prinzessin Reuß von Plauen, (* 2. Juni 1977 in Oslo);
⚭ () Jan Herud
                - I2. [I] Pauline Margaretha Emma-Louise Mette,[75][105] Prinzessin Reuß von Plauen, (* 2. Juni 1977 in Oslo);
⚭ (Oktober 2012) Gustaf Vilhelm Eugen Berg (* 1980)

              - H2. [II] Heinrich XXXI Achaz[75][105] Prinz Reuss, Graf von Plauen, Grafik-Designer (* 5. April 1956 in Düsseldorf);
⚭ (nicht hausgesetzmäßig) (28. Juli 1989 in Hamburg) Johanna Guthmann (* 9. Januar 1965 in Hamburg), Tochter von[94] Dieter Guthmann und Friederike Gutschow
                - I1. Heinrich XXXII Caspar,[75][105] Prinz Reuss, Graf von Plauen, (* 1. April 1993 in Hamburg)
                - I2. Heinrich XXXIII Jacob,[75][105] Prinz Reuss, Graf von Plauen, (* 31. Januar 1999 in Hamburg)

              - H3. [II] Marina Carolina[75][105][107] Prinzessin Reuß, Gräfin von Plauen, Gestalterin für Inneneinrichtungen (* 27. Oktober 1964 in Hamburg)
              - H4. [II] Heinrich Patrick[75][105] Prinz Reuß, Graf von Plauen, Grafiker (* 21. Juni 1966 in Hamburg)

            - G2. Edina Huberta[94][105] Prinzessin Reuß (* 25. Juni 1923 in Luzern);
⚭ I: (6. Februar 1944 in Jänkendorf; o|o 5. Juni 1950 in Darmstadt) Max-Erdmann Bolko Conrad Graf von Roedern, Freiherr zu Krappitz und Herr zu Bergck, Rittmeister a. D., Kaufmann (* 21. Februar 1918 in Berlin; † 9. Januar 1991 in Erbach), Sohn von Graf Max-Erdmann Bolko Melchior von Roedern (1884–1946) und Irmgard Berta Hermine Anna von Schubert (1892–1972);
⚭ II: (29. Januar 1952 in Darmstadt; o|o 11. November 1966 in Darmstadt) Franz Frey, Ingenieur, (* 23. September 1923 in Michelstadt)
            - G3. Heinrich Pelas[75][105] Prinz Reuß (* 16. Dezember 1924 in Berlin; † 3. Dezember 1982 in Portugal)

          - F4. Heinrich Enzio,[70][105] Graf von Plauen, Herr zu Wiesenburg (Kr. Zauche-Belzig), 1946[108] Enteignung der Wiesenburger Güter im Rahmen der Bodenreform, Major a. D., (* 13. Juli 1893  in Kiel; † 20. Dezember 1973 in Freiburg im Breisgau);[Anm. 29]
⚭ I: (nicht hausgesetzmäßig/) (14. September 1922 in Dresden; o|o 11. Juli 1928 in Berlin) Gustawine Luise Ernestine Nina Cotta (* 11. April 1898 in Worms; † November 1944 in Schlesien), Tochter von[94] (Hermann) Wilhelm Cotta und Nina Gütschow;
⚭ II: (nicht hausgesetzmäßig) (5. Januar 1935 auf Schloss Broby, Schweden) Maj Henriette Nisser (* 2. Februar 1911 in Stockholm; † 21. September 1969 in Bühler Höhe), Tochter von[109] Karl Wilhelm Nisser auf Broby in Bettna (1879-) und Anna Cornelia Wising (1882-)
            - G1. [II] Rigo Heinrich,[75][105] Graf von Plauen, Forstberater (* 7. November 1935 in Berlin);
⚭ I: (5. September 1963 (civ) in Stockholm, 5. Oktober 1963 (rel) in Djursholm; o|o 16. Juni 1967 in Stockholm) Marianne Axelson (* 17. September 1942 in Porjus), Tochter von[94] Ingenieur Bengt Axelson und Gunvor Wagner[110] (1913–1999);
⚭ II: (26. August 1967 in Lidingö) Gräfin Agneta von Rosen (* 21. April 1942 in Stockholm; † 8. Oktober 1979 bei einem Flugzeugabsturz in Athen), Tochter von Graf Fritz Woldemar Fredrik von Rosen (1899–1969) und Freiin Viveka Fredrika Louise Bonde (1903–1999)
              - H1. [I] Richard Heinrich,[105] Graf von Plauen, (* 4. März 1964 in Wien)
              - H2. [II] Anna[75][105] Henrietta Victoria, Gräfin von Plauen, (* 2. Mai 1969 in Freiburg);
⚭ (31. August 1991 in Eckernförde) Vinzenz Graf von Kageneck (* 25. August 1951 in Freiburg im Breisgau)
              - H3. [II] Enzio Victor Heinrich,[75][105] Graf von Plauen, (* 7. Januar 1972 in Freiburg im Breisgau);
⚭ (3. Mai 2003 in Fréterive) Frédérique Brocal, nimmt den Namen Frédérique Brocal von Plauen an
                - I1. Callixte Kalle Heinrich,[75] Graf von Plauen, (* 23. September 2003)
                - I2. Candice Victoria,[Anm. 30] Gräfin von Plauen, (* 27. September 2005)

              - H4. [II] Friedrich Rigo Heinrich,[75][105] Graf von Plauen, (* 7. Januar 1972 in Freiburg im Breisgau);
⚭ (12. Juni 2004 in Kronberg) Isabelle Hössrich (* 7. Oktober 1972 in Roachford)

            - G2. [II] Anna Viktoria Birgitta Henriette,[105] Gräfin von Plauen, (* 10. Mai 1938 in Berlin);
⚭ (18. Mai 1962 in Bettna, Schweden; o|o 6. Dezember 1971 in Bonn) Hans Friedrich-Carl Erich Conrad Magnus Graf von Schweinitz und Krain, Freiherr von Kauder (* 11. Juni 1937 in Breslau), Sohn von Hans Carl Graf von Schweinitz und Krain, Freiherr von Kauder (1908–1988) und Christa Helene Edith Erna Charlotte Freiin von Bernewitz (1909–1973)

          - F5. Prinzessin Ingeborg Benedikta Anna Elisabeth Jornanda Barbara[70][105] Reuß, Gräfin von Plauen, (* 26. März 1895 in Kiel; † 6. März 1965 in Hamburg-Altona);
⚭ I: (19. Dezember 1918 in Luzern) (geschieden 20. August 1920 in Berlin) Graf Ferdinand Friedrich Gabriel Maria von und zu Westerholt und Gysenberg (* 15. August 1891 in Arenfels; † 7. Juli 1968 in Gauting), Sohn von Graf Karl Theodor Eugen von und zu Westerholt und Gysenberg (1841–1898) und Freiin Ferdinandine von Fürstenberg (1858–1941);
⚭ II: (20. September 1928 in Wiesenburg), (geschieden 2. Juli 1948 in Dresden) Erik Fischer (* 18. Juni 1892/93 in Ulm; † 19??)

        - E5. Prinzessin Marie Klementine Jenny Anna[70][105] (* 7. Februar 1860 in Neuhoff; † 28. Dezember 1914 in Dresden);
⚭ (19. Mai 1883 in Neuhoff) Graf Heinrich von Witzleben-Alt-Döbern, Herr auf Reddern, Gräbendorf, Laasdorf, Göritz, Casel, Ilmersdorf und Muckwar, (* 13. April 1854 in Magdeburg; † 22. Dezember 1933 in Strahwalde), Sohn von Hartmann Erasmus von Witzleben (1805–1878) und Gräfin Marie Wilhelmine Elise zu Solms-Baruth (1823–1910)
        - E6. Prinz Heinrich XXIX.,[70][105] königlich preußischer Leutnant im 1. Garde-Feldartillerie Regiment, (* 20. Mai 1862 in Neuhoff; † 30. September 1892 in Radautz; ▭ 6. Oktober 1892 in Jänkendorf)
        - E7. Prinz Heinrich XXX.,[70][105] besitzt Neuhoff, königlich preußischer Major und Bataillonskommandeur im Leib-Grenadier-Regiment „König Friedrich Wilhelm III.“ (1. Brandenburgisches) Nr. 8, Rechtsritter des Johanniterordens, (* 25. November 1864 auf Schloss Neuhoff, Schmiedeberg; †† 23. März 1939 ebenda);
⚭ (24. September 1898 in Breslau) Prinzessin Feodora von Sachsen-Meiningen und Hildburghausen (* 12. Mai 1879 in Potsdam; † 26. August 1945 auf Schloss Neuhoff, durch Selbstmord), Tochter von Herzog Bernhard III. von Sachsen-Meiningen und Hildburghausen (1851–1928) und Prinzessin Charlotte von Preußen (1860–1919)

      - D3. [II] Prinz Heinrich XXV.,[70][105] Herr zu Groß-Krauscha (1891), preußischer Oberstlt. à la suite der Armee, (* 27. August 1856 in Jänkendorf; † 25. August 1911 in Groß-Krauscha; ▭ ebenda);
⚭ (30. August 1886 in Laubach) Gräfin Elisabeth zu Solms-Laubach (* 29. Oktober 1862 in Laubach; † 8. April 1930 in Groß-Krauscha), Tochter von Graf Friedrich Wilhelm August Christian zu Solms-Laubach (1833–1900) und Gräfin Marianne zu Stolberg-Wernigerode (1836–1910)
        - E1. Prinzessin Emma Elisabeth Marianne Eleonore Barbara[70][105] (* 25. August 1887 in Frankfurt an der Oder; † 4. Oktober 1954 in Düsseldorf-Kaiserswerth);
⚭ (30. August 1911 in Groß Krauscha) Graf Siegfried Fürchtegott August Wilhelm Oldwig Maximilian von Lüttichau, luth. Theologe, (* 10. Juni 1877 in Matzdorf, Landkreis Löwenberg i. Schles.; † 9. Dezember 1965 in Düsseldorf-Kaiserswerth), Sohn von Graf Maximilian Karl August Friedrich von Lüttichau (1838–1899) und Freiin Klaudine Schmysing gen. von Korff (1851–1936)
        - E2. Prinzessin Marie Brigitte[70][105] (* 31. Januar 1889 in Altona; † 7. Januar 1929 in Groß-Krauscha)
        - E3. Prinzessin Emma[70][105] (* 23. Mai 1890 in Breslau; † 19. April 1960 in Düsseldorf-Kaiserswerth)
        - E4. Prinz Heinrich XLIV.[70][105] (* 30. Januar 1894 in Groß-Krauscha; † ⚔[7] gefallen 29. Oktober 1918 in Glogau)
        - E5. Prinz Heinrich XLVI.[70][105] (* 28. April 1896 in Groß-Krauscha; † ⚔[7] gefallen 20. Oktober 1914 in der Flandernschlacht bei La Bassée)
        - E6. Prinz Heinrich XLVII.[70][105] (* 13. Dezember 1897 in Groß-Krauscha; † vermisst seit Januar 1945), mit Wirkung vom (31. Dezember 1945) für tot erklärt (25. Mai 1957 in Düsseldorf)

      - D4. [II] Prinzessin Marie Klementine[70][105] (* 18. Mai 1858 in Jänkendorf; † 24. Januar 1929 in Köstritz)
      - D5. [II] Prinzessin Emma Elisabeth[70][105] (* 10. Juli 1860 in Jänkendorf; † 2. Dezember 1931 in Micheldorf; ▭ in Stonsdorf);
⚭ (27. Mai 1884 in Jänkendorf) Fürst Heinrich XXIV. Reuß zu Köstritz (* 8. Dezember 1855 in Trebschen; † 2. Oktober 1910 in Ernstbrunn; ▭ ebenda), Sohn von Fürst Heinrich IV. Reuß zu Köstritz (1821–1894) und Prinzessin Luise Caroline Reuß zu Greiz (1822–1875)
      - D6. [II] Prinzessin Anna Helene[70][105] (* 14. September 1864 in Jänkendorf; † 29. März 1876 ebenda; ▭ 2. April 1876 ebenda)
      - D7. [II] Prinz Heinrich XXXI.,[70][105] verzichtete auf seine Rechte und nahm den Titel Prinz von Hohenleuben (15. Oktober 1918) an, (* 10. Dezember 1868 in Jänkendorf; †† 9. August 1929 in Breslau; ▭ in Köstritz);
⚭ (morg.) (29. Oktober 1918 in Berlin; o|o 1929 ebenda) Ilse Ruth Marie Görges (* 7. Juli 1892 in Berlin; † 17. August 1938 ebenda), Witwe von Erich Karl Georg Dietzsch (* 18. November 1880 in Stuttgart; † 31. Juli 1913 in Berlin; ▭ 6. August 1913 in Stuttgart), Tochter von Theodor Ernst August Görges (1855–1942) und Renate Franziska Ilse Kunheim (1869–1944)

    - C9. [II] Graf Heinrich I.[70][72] (* 11. Januar 1803 in Berlin; † 12. Juli 1805 in Trebschen; ▭ in Padligar)

  - B8. Gräfin Louise Espérance[60][70] (* 15. März 1756 in Berlin; † 19. Oktober 1807 ebenda; ▭ 21. Oktober 1807 in der Garnisonkirche in Berlin, 1949 auf den Südwestkirchhof Stahnsdorf umgebettet);
⚭ (21. März 1792 in Lieben bei Crossen) Freiherr Karl von Knobelsdorff auf Oblath, königlich preußischer Major, (* 24. März 1746 in Berlin; † 29. Juli 1828 ebenda; ▭ 1. August 1828 ebenda), Sohn von Freiherr Wilhelm Gottlob von Knobelsdorff (1715–) und Friederike Gärtner von Grüneck (1720–)
  - B9. Graf Heinrich L.[60][70] (* 15. August 1760 in Berlin; † 2. Juli 1764 ebenda; ▭ 5. Juli 1764 in der Garnisonkirche in Berlin, 1949 auf den Südwestkirchhof Stahnsdorf umgebettet)
- A7. Gräfin Maria Sophie Helene[60][61] (* 30. November 1712 in Dittersbach; † 18. Februar 1781 im Schloss Lübbenau; ▭ 22. Februar 1781 in der Kirche ebenda);
⚭ (27. Mai 1735 in Köstritz) Graf Rochus Friedrich zu Lynar, Erbherr zu Lübbenau und auf Seese, Mlode, Groß Lübbenau und Bischdorf, königlich dänischer Etats- und Konferenzminister, (* 16. Dezember 1708 in Lübbenau; † 13. November 1781 ebenda), Sohn von Graf Friedrich Casimir zu Lynar (1673–1716) und Gräfin Eva Elisabeth von Windisch-Graetz (1672–1745)
- A8. Graf Heinrich X.[60][61] (* 13. Mai 1715 in Köstritz; † 2. Februar 1741 ebenda; ▭ in Hohenleuben)
- A9. Graf Heinrich XIII.[60][61] (* 8. August 1716 in Köstritz; † 30. November 1717 ebenda; zunächst bestattet in der Bergkirche, Schleiz, dann 4. Mai 1753 nach Hohenleuben überführt)
- A10. Graf Heinrich XVI.[60][61] (* 7./16.  Juli 1718 in Köstritz; † 14. August 1719 ebenda; ▭ 16. August 1719 ebenda, später wohl nach Hohenleuben überführt)
- A11. Gräfin Konradine Eleonore Isabelle[60][61] (* 22. Dezember 1719 in Köstritz; † 2. Februar 1770 auf Schloss Burgk; ▭ 9. Februar 1770 in der Bergkirche, Schleiz);
⚭ (4. April 1743 in Köstritz) Graf Heinrich XI. Reuß zu Greiz (* 18. März 1722 in Greiz; † 28. Juni 1800 ebenda; ▭ 6. Juli 1800 ebenda), Sohn von Graf Heinrich II. Reuß zu Obergreiz (1696–1722) und Gräfin Sophie Charlotte von Bothmer (1697–1748)
- A12. Heinrich XXIII.,[60][61][111][112] Graf Reuß zu Köstritz – jüngerer Zweig (1748–1787), (* 9. Dezember 1722 in Köstritz; † 3. September 1787 ebenda; ▭ 8. September 1787 in Hohenleuben);
⚭ I: (13. Februar 1754 in Köstritz) Gräfin Ernestine Henriette Sophie von Schönburg-Wechselburg-Forderglauchau (* 2. Dezember 1736 in Wechselburg; † 10. Dezember 1768 in Köstritz; ▭ 17. Dezember 1768 in Hohenleuben), Tochter von Graf Franz Heinrich von Schönburg-Wechselburg-Forderglauchau (1682–1746) und Gräfin Johanna Sophia Elisabeth von Schönburg-Hartenstein (1699–1739);
⚭ II: (5. Februar 1780 in Pölzig) Freiin Friederike Dorothea von Brandenstein (* 7. Dezember 1727 in Ranis; † 6. Juli 1807 in Eisenberg; ▭ 10. Juli 1807 ebenda), Tochter von[113] Freiherr Georg Wilhelm von Brandenstein zu Wöhlsdorf (1679–1762) und Rosine Christiane von Redwitz (1691–1759)
  - B1. [I] Gräfin Henriette Eleonore Elisabeth[111][112] (* 28. März 1755 in Köstritz; † 14. September 1829 auf Schloss Lichtenstein; ▭ 18. September 1829 in der Familiengruft ebenda);
⚭ (9. Dezember 1779 in Köstritz) Graf (1790 Fürst) Otto Karl Friedrich von Schönburg-Waldenburg (* 2. Februar 1758 in Waldenburg; † 29. Januar 1800 auf Schloss Lichtenstein; ▭ in der Familiengruft ebenda), Sohn von Graf Albrecht Karl Friedrich von Schönburg-Stein (1710–1765) und Friederike Karoline Henriette von der Marwitz (1720–1763)
  - B2. [I] Heinrich XLVII.,[111][112] Graf Reuß zu Köstritz – jüngerer Zweig (1787–1833), königlich preußischer Regierungspräsident zu Petrikau, dann zu Kalisch und zuletzt in Breslau, (* 27. Februar 1756 in Köstritz; † 7. März 1833 auf Schloss Lichtenstein; ▭ 1. April 1833 in Hohenleuben)
  - B3. [I] Heinrich XLIX.,[111][112] Graf Reuß zu Köstritz – jüngerer Zweig (1833–1840), Herr zu Ichtershausen, (* 16. Oktober 1759 in Köstritz; † 29. Februar 1840 in Ichtershausen; ▭ 4. März 1840 ebenda)
  - B4. [I] Heinrich LII.,[111][112] Graf Reuß zu Köstritz – jüngerer Zweig (1840–1851), königlich-bayerischer General der Infanterie (11. Februar 1824), (* 21. September 1763 in Köstritz; † 23. Februar 1851 in München; ▭ 25. September 1851 in der „von Jordanschen“ Familiengruft, Töting bei Wackerstein an der Donau)
  - B5. [I] Graf Heinrich LV.,[111][112] Prediger der Herrnhuter Brüdergemeine zu Haverfordwest in Wales, (* 1. Dezember 1768 in Köstritz; † 9. April 1846 in London; ▭ 18. April 1846 in Chelsea);
⚭ (11. Juli 1797 in Herrnhut) Freiin Marie Justine von Watteville (* 18. November 1762 in Herrnhut; † 11. Mai 1828 in London; ▭ 21. Mai 1828 ebenda), Tochter von Freiherr Johann von Watteville[ADB 25] (1718–1788) und Gräfin Henriette Benigna Justina von Zinzendorf und Pottendorf a.d.H. Berthelsdorf (1725–1789)
    - C1. Heinrich LXXIII.,[111][112] Graf Reuß zu Köstritz – jüngerer Zweig (1851–1855), (* 31. Juli 1798 in London; † 16. Januar 1855 ebenda; ▭ ebenda)
    - C2. Graf Heinrich LXXV.[111][112] (* 3. Dezember 1800 in Bedford; † 24. Dezember 1801 ebenda)
    - C3. Graf Heinrich II.,[111][112] Prinz Reuß jüngere Linie (30. Juni 1851), (* 31. März 1803 in Zeist; † 29. Juni 1852 in Erfurt; ▭ 5. Juli 1852 in Hohenleuben);
⚭ (4. August 1846 in Castell) Gräfin Clothilde Charlotte Sophie zu Castell-Castell (* 6. Februar 1821 in Castell; † 20. Januar 1860 in Leipzig; ▭ 24. Januar 1860 in Hohenleuben), Tochter von Graf und Herr Friedrich Ludwig Heinrich zu Castell-Castell (1791–1875) und Prinzessin Friederike Christiane Emilie zu Hohenlohe-Langenburg (1793–1859)
      - D1. Heinrich XVIII.,[111][112] Prinz Reuß jüngere Linie, Chef des jüngeren Zweiges (1855–1911), preußischer General der Kavallerie à la suite der Armee und des 1. Großherzoglich Mecklenburgischen Dragoner-Regiments Nr. 17, Ritter des Eisernen Kreuzes 2. Kl., (* 14. Mai 1847 in Leipzig; † 15. August 1911 zwischen Schweinfurt und Würzburg; ▭ in Ludwigslust);
⚭ (17. November 1886 in Schwerin) Herzogin Friederike Wilhelmine Elisabeth Alexandrine Auguste Marianne Charlotte zu Mecklenburg (* 7. November 1868 im Schloss Bellevue, Berlin; † 20. Dezember 1944 in Garmisch-Partenkirchen), (⚭ II: (4. Februar 1921 in Berlin) Robert Schmidt, Oberst a. D., (* 1. November 1892 in Wilmersdorf; † 26. Dezember 1971 in Bamberg)), Tochter von Herzog Wilhelm zu Mecklenburg[-Schwerin] (1827–1879) und Prinzessin Friederike Wilhelmine Luise Elisabeth Alexandrine von Preußen (1842–1906)
        - E1. Heinrich XXXVII.,[111][112] Prinz Reuß jüngere Linie, Chef des jüngeren Zweiges (1911–1964), Generalleutnant a. D., (* 1. November 1888 in Ludwigslust; † 9. Februar 1964 in Garmisch-Partenkirchen);
⚭ I: (nicht hausgesetzmäßig) (14. November 1922 in Berlin; o|o 21. Februar 1930 in Berlin) Frieda (Friedel) Mijotki (* 25. September 1891 in Berlin; † 2. Oktober 1957 ebenda), (⚭ I: (1. Mai 1918 in Berlin-Tiergarten; o|o 13. Juli 1922 in Berlin) Karl Oskar Erich von Hoff (* 15. Juni 1893 in Berlin)); (⚭ III: (12. April 1930 in Zürich; o|o 18. Oktober 1945 in Zürich)) Charles Freuler (* 7. November 1894 in Zürich; † 6. Dezember 1949 ebenda), Tochter von Hermann August Mijotki und Maria Michaelis;
⚭ II: (7. August 1933 in Garmisch-Partenkirchen) Stefanie Clemm von Hohenberg (* 25. Dezember 1900 in Köln; † 10. Februar 1990 in Wiesbaden), (⚭ I: (13. Juni 1925 in München) Karl Ludwig Diehl, Staatsschauspieler, (* 14. August 1896 in Halle an der Saale; † 7. März 1958 auf Gut Berghof bei Penzberg; ▭ auf dem Waldfriedhof München), Scheidung (2. Januar 1928 in München)), Tochter von Gustav Clemm von Hohenberg, Großherzoglich hessischer Kabinettssekretär und Geheimer Regierungsrat a. D., (–) und Maria Michel (–)
          - F1. [II] Heinrich XI. Licco[111][114] Prinz Reuß, Chef des jüngeren Zweiges (1964-), Kaufmann, Ehrenritter des Johanniterordens, (* 28. August 1934 in Berlin);
⚭ (20. Juli 1961 (civ) in Breitenbach am Herzberg), (21. Juli 1961 (rel) auf Burg Herzberg) Ulfa Freiin von Dörnberg (* 17. April 1935 in Berlin; † 15. Januar 2023 in Potsdam), Tochter von Siegfried Freiherr von Dörnberg, Forstwirt, (–) und Maria Elisabeth Lorenz (–)
            - G1. Henriette Charlotte Sophie Stefanie Marie Elisabeth[111][114] Prinzessin Reuß (* 24. April 1964 in Hamburg);
⚭ (24. Juli 1989 (civ) in Mainz), (29. Juli 1989 (rel) in Breitenbach am Herzberg) Ruprecht Caspar Friedrich Graf zu Solms-Baruth, Bankkaufmann (* 5. August 1963 in München), Sohn von Hubertus Conrad Ferdinand Graf zu Solms-Baruth (1934–1991) und Elisabeth-Charlotte von Kerssenbrock (1935–1968)
            - G2. Heinrich XVI. (Henry)[111][114] Prinz Reuß, Kaufmann, Lt (Res), (* 8. Dezember 1965 in Wiesbaden);
⚭ (2. September 1994 (civ) in Bonn), (17. September 1994 (rel) in Schweinsberg) Julia Freiin Schenck zu Schweinsberg, cand. med., (* 22. September 1968 in Bonn), Tochter von Krafft Freiherr Schenck zu Schweinsberg (–) und Jutta Müller (1938–2022)[115]
            - G3. Heinrich XVIII. (Henrik)[111][114] Prinz Reuß, Ref., Lt (Res), (* 10. August 1969 in Wiesbaden);
⚭ (16. Februar 2001 (civ) in Berlin), (28. April 2001 (rel) in Wettenhausen) Diana von Hagen (* 6. Mai 1972 in Augsburg), Tochter von Georg von Hagen (1941-) und Antonia Gräfin Zichy de Zich et Vásonkeö (1945-)
              - H1. Heinrich I., Prinz Reuß (* 16. Juni 2003 in Augsburg)[116]
              - H2. Georgina Caroline Ulfa Antonia Marianne, Prinzessin Reuß (* 17. April 2005 in Augsburg)[114]
              - H3. Xenia Juliane Theresitha Benedikta, Prinzessin Reuß (* 27. September 2006 in Augsburg)[114]
              - H4. Alix Philippa Theda Nicola Marie, Prinzessin Reuß (* 15. Juni 2008 in Augsburg)[114]

            - G4. Friederike Alexandrine[111][114] Prinzessin Reuß, Kauffrau, (* 5. April 1976 in Bonn);
⚭ (2. Mai 2003 (civ) in Lingen), (5. Juli 2003 (rel) in der Bergkirche St. Marien in Schleiz) Johann Rotger van Lengerich (* 1971), Sohn von Johann Rudolf van Lengerich (–) und Oktavie Gräfin von Galen (–)

          - F2. [II] Marianne Charlotte Katharina Stefanie[111][114] Prinzessin Reuß, Dolmetscherin, (* 29. Juli 1936 in Berlin);
⚭ I: (18. Juni 1973 (civ) Garmisch-Partenkirchen), (28. Juli 1973 (rel) in Grainau) Avery Brundage, Ingenieur, Bauunternehmer, Präsident des Internationalen Olympischen Komitees (1952–1972), (* 28. September 1887 in Detroit, Michigan; † 8. Mai 1975 in Garmisch-Partenkirchen), Sohn von Charles Brundage (–) und Amelia Lloyd (–);
⚭ II: (23. Februar 1987 in Minden, Nevada; o|o Juni 1994) Friedrich Karl Feldmann (* 15. Dezember 1915 in Zürich)

        - E2. Prinz Heinrich XXXVIII.[111][112] (* 6. November 1889 in Ludwigslust; ⚔[7] gefallen 22. März 1918 in Liny, Brabant)[117]
        - E3. Prinz Heinrich XLII.[111][112] Oberst a. D., (* 22. September 1892 in Ludwigslust; † 10. März 1949 in Garmisch-Partenkirchen);
⚭ I: (nicht hausgesetzmäßig) (28. Dezember 1923 in Berlin) Charlotte Nawrath (* 30. November 1892  in Berlin; † 16. September 1944 in Garmisch-Partenkirchen), (⚭ I: (3. Februar 1914 in Berlin; o|o 3. März 1920 ebenda) Werner Alfred Eduard Lent (* 7. Juli 1874 in Berlin)), Tochter von Franz Hugo Nawrath (–) und Emma Löser (–);
⚭ II: (nicht hausgesetzmäßig) (3. November 1947 in Garmisch-Partenkirchen) Anneliese Taube (* 11. Juli 1915 in Halle an der Saale; † 17. Februar 1997 in Garmisch-Partenkirchen), (⚭ I: (26. September 1936 in Halle; o|o 15. Juni 1946 in Berlin) Harald Weberstaedt (* 13. Dezember 1911 in Treptow an der Rega), Oberstlt. i. G. a. D.), Tochter von Karl Ludwig Ernst Taube, Lehrer, (–) und Klara Margarethe Dabelow (–)
          - F1. [II] Alexandrine[111][114] Prinzessin Reuß (* 27. April 1948 in Garmisch-Partenkirchen);
⚭ (27. März 1975 (civ) in München), (28. März 1975 (rel) in Garmisch-Partenkirchen) Uwe Schulze, Innenarchitekt, Verkaufsberater, führt aufgrund des Ehenamensänderungsgesetzes vom 27. März 1979 seit November 1979 den Namen Prinz Reuß, (* 10. Januar 1940 in Hindenburg)

      - D2. Prinz Heinrich XIX.,[111][112] preußischer Generalleutnant à la suite der Armee und des 2. Garde-Dragoner-Regiments „Kaiserin Alexandra von Rußland“, Träger des Eisernen Kreuzes II. Kl., (* 30. August 1848 in Leipzig; † 13. März 1904 auf Schloss Meffersdorf; ▭ ebenda);
⚭ (25. Juni 1877 in Slawentzitz) Prinzessin Marie Felicitas zu Hohenlohe-Oehringen (* 25. Juli 1849 in Schaffhausen; † 31. Januar 1929 auf Schloss Meffersdorf), Tochter von Fürst Hugo zu Hohenlohe-Oehringen, Herzog von Ujest (1816–1897) und Prinzessin Pauline Wilhelmine Karoline Amalie zu Fürstenberg (1829–1900)
      - D3. Prinz Heinrich XX.,[111][112] verzichtete auf seine Rechte und nahm den Titel Freiherr von Reichenfels (15. November 1879) an; (* 17. Juni 1852 in Leipzig; † 3. September 1884 in Boitsfort; ▭ ebenda);
⚭ (17. August 1879 auf Helgoland) Clotilde Roux gen. Loisset (* 15. Oktober 1857 in Paris; † 18. November 1928 in Ixelles), Tochter von Jean Joseph Roux und Antoinette Fortunée, geborene Loisset
        - E1. Clothilde,[111] Freiin von Reichenfels, (*† 31. August 1880 in Watermael-Boitsfort)
        - E2. Agnes Charlotte,[111] Freiin von Reichenfels, (* 11. Oktober 1881 in Watermael-Boitsfort; † 26. September 1957 in Ixelles);
⚭ I: (3. Mai 1919 in Ixelles) Charles (Karl) Godts (* 17. Januar 1887 in Brüssel; † 14. September 1929 in Ixelles);
⚭ II: (7. November 1931 in Halanzy) Félix Denil (* 22. Februar 1870 in Spy; † 18. Januar 1939 in Brügge)
        - E3. Heinrich Marie Friedrich,[111] Freiherr von Reichenfels, (* 30. März 1883 in Watermael-Boitsfort; † 5. Januar 1941 in Montreal)

    - C4. Graf Heinrich III.[111][112] (* 8. August 1804 in Zeist; † 25. August 1804 ebenda; ▭ 30. August 1804 ebenda)

## Freiherren von Rothenthal
Heinrich, (7. Januar 1857 in Greiz) Reuß ä.L. Adels- und Freiherrenstand als: von Rothenthal, (* 23. April 1822 in Sperlonga; † 2. Januar 1892 in Marosvásárhely/Neumarkt);
⚭ (29. September 1857 in Wien) Bertha Thury de Tamásfalva (* 28. Januar 1831 in Maroscsapó; † 15. Januar 1914 in Neumarkt), Tochter von Josef Thury de Tamásfalva zu Maroscsapó und Polizena Matskási von Tinkova; Sie hatten folgende Nachkommen:
- A1. Josef,[46] Freiherr von Rothenthal, (* 1. August 1859 in Greiz; † 12. August 1928 in Neumarkt);
⚭ I: (15. Oktober 1885 in Budapest) Melanie Brix († 19?? in New York);
⚭ II: (14. Mai 1889 in Székelykeresztúr/Szeklerkreuz) Gräfin Rosalie (Róza) Haller von Hallerstein (* 3. September 1861 in Székelykeresztúr; † 1940), Tochter von Graf József Haller von Hallerstein (1818–1889) und Anna Kiss de Timafalva (1826–1874)
  - B1. [I] Irmgard,[46] Freiin von Rothenthal, († 1935 in New York);
⚭ () N.N. Alexander N.N.
- A2. Heinrich,[46] Freiherr von Rothenthal, (* 11. Dezember 1862 in Egerszeg/Egersee; † 17. Dezember 1907 in Szökefalva);
⚭ (20. März 1891 in Kolozsvár/Klausenburg) Freiin Margarita (Margit) Wesselényi de Hadad (* 1866; † 20. November 1918 in Klausenburg), Tochter von Freiherr István Wesselényi de Hadad (1836–1885) und Gräfin Stefánia Rhédey de Kisréde (1836–1925)
- A3. Adalbert,[46] Freiherr von Rothenthal, (* 13. Juli 1866 in Egerszeg; † 19. Dezember 1944 in Sopron/Ödenburg);
⚭ (30. September 1895 in Gattendorf) Freiin Maria Laminet von Arztheim (* 30. September 1872 in Gattendorf; † 31. Oktober 1928 in Wien), Tochter von Freiherr Camillo Laminet von Arztheim zu Gattendorf (–) und Antonie Schredel (–)
  - B1. [I] Heinrich,[46] Freiherr von Rothenthal, (* 3. Juli 1896 in Wien; † 13. Dezember 1980 ebenda);
⚭ I: (23. April 1923 in Wien; o|o 4. Oktober 1927 in Wien) Carola de Respaldiza (* 26. Februar 1906 in Pola; † unbekannt), Tochter von Alfons Cavaliere de Respaldiza (–1916) und Gräfin Franziska Karoline von Haugwitz (1870–1945);
⚭ II: (26. Oktober 1938 in Wien/25. November 1939 in Wien) Anna Sofie Sibylle Adelheid Marie Gräfin Rességuier de Miremont (* 3. Juni 1912; † unbekannt), Tochter von Olivier Peter Maria Eugen Graf Seldern zu Hornie-Motesice (1877–1936), Komitat von Trentschin und Freiin Helene von Zedtwitz (1874–1935)
    - C1. [I] Heinrich[46] (Freiherr von) Rothenthal (* 29. Januar 1925 in Wien; † 1. November 1970 in Los Angeles);
⚭ (21. Oktober 1953 in Zürich) Patricia O’Brien (* 17. August 1921 in Los Angeles)
    - C2. [II] Goswin[46] (Freiherr von) Rothenthal, (* 14. Juli 1939 in Wien);
⚭ (12. Oktober 1969 in Wien) (Maria-Mathilde Gabriele ?) Elisabeth Gräfin von Kielmansegg (* 6. November 1946 in Bad Ischl), Tochter von Oswald Nikolaus Eduard Alois Leopold Graf von Kielmansegg (1908–2002) und Eveline Maria Franziska Elisabeth Ignatia Aloysia Prinzessin von Croÿ (1914–1988)
      - D1. Dominica[46] (Freiin von) Rothenthal (* 16. September 1970 in Wien);
⚭ (civ) (2. August 1997 in Innsbruck, (rel) 4. Oktober 1997 in Perchtoldsdorf) Michael Graf Vetter von der Lilie (* 21. November 1966 in Innsbruck), Sohn von Felix Georg Graf Vetter von der Lilie (1928–) und Maria-Elisabeth Freiin von Fürstenberg (1938–2000)
      - D2. Heinrich[46] (Freiherr von) Rothenthal (* 29. März 1972 in Wien)
      - D3. Mathilde[46] (Freiin von) Rothenthal (* 4. März 1974 in Wien)
⚭ (1. September 2001 in Perchtoldsdorf) Stanislaus Turnauer, Sohn von Max Turnauer (–)
      - D4. Elisabeth[46] (Freiin von) Rothenthal (* 17. Oktober 1975 in Wien)

    - C3. [II] Adalbert[46] (Freiherr von) Rothenthal (* 19. November 1940 in Wien);
⚭ (5. August 1978 in Salzburg) Maria (Lili) Freiin von Dürfeld (* 8. April 1952 in Salzburg), Tochter von Cajus Freiherr von Dürfeld (1909–) und Maria Wilhelmina Leopoldina Gräfin Serényi de Kis-Serény (1922–)
      - D1. Goswin[46] (Freiherr von) Rothenthal (* 25. August 1979 in Salzburg)
      - D2. Wolfgang[46] (Freiherr von) Rothenthal (* 20. März 1981 in Salzburg)
      - D3. Hedwig[46] (Freiin von) Rothenthal (* 21. Mai 1984 in Salzburg)
      - D4. Anna[46] (Freiin von) Rothenthal (* 3. Januar 1986 in Salzburg)

    - C4. [II] Marie-Helene[46] (Freiin von) Rothenthal, (* 6. Dezember 1941 in Wien)

  - B2. [I] Antonia,[46] Freiin von Rothenthal, (* 12. Dezember 1902 in Wien; † unbekannt)

## Belege

### ADB (Allgemeine Deutsche Biographie) / NDB (Neue Deutsche Biographie)
1. ↑  Heinrich Hahn: Heinrich der Fromme (kaiserlicher Vogt). In: Allgemeine Deutsche Biographie (ADB). Band 11, Duncker & Humblot, Leipzig 1880, S. 571.
2. ↑  Heinrich Hahn: Heinrich der Reiche. In: Allgemeine Deutsche Biographie (ADB). Band 11, Duncker & Humblot, Leipzig 1880, S. 572.
3. ↑  Emil Julius Hugo Steffenhagen: Adam von Beichlingen. In: Allgemeine Deutsche Biographie (ADB). Band 2, Duncker & Humblot, Leipzig 1875, S. 290.
4. ↑  Autor Unbekannt: Georg I. In: Allgemeine Deutsche Biographie (ADB). Band 8, Duncker & Humblot, Leipzig 1878, S. 670.
5. ↑  Ferdinand Hahn: Heinrich von Plauen. In: Allgemeine Deutsche Biographie (ADB). Band 11, Duncker & Humblot, Leipzig 1880, S. 573–577.
6. ↑  Heinrich Hahn: Heinrich V. (Burggraf von Meißen). In: Allgemeine Deutsche Biographie (ADB). Band 11, Duncker & Humblot, Leipzig 1880, S. 577.
7. ↑  Heinrich Hahn: Heinrich VI. (kursächsischer Generalfeldmarschall). In: Allgemeine Deutsche Biographie (ADB). Band 11, Duncker & Humblot, Leipzig 1880, S. 583.
8. ↑  Friedrich von Weech: Karl Egon III. In: Allgemeine Deutsche Biographie (ADB). Band 49, Duncker & Humblot, Leipzig 1904, S. 214.
9. ↑  Unbekannt: Heinrich der Jüngere Posthumus. In: Allgemeine Deutsche Biographie (ADB). Band 11, Duncker & Humblot, Leipzig 1880, S. 579.
10. ↑  August Beck: Johann August (Prinz von Sachsen-Gotha). In: Allgemeine Deutsche Biographie (ADB). Band 14, Duncker & Humblot, Leipzig 1881, S. 376.
11. ↑  Bernhard von Poten: Christian Karl zu Stolberg-Gedern. In: Allgemeine Deutsche Biographie (ADB). Band 36, Duncker & Humblot, Leipzig 1893, S. 347.
12. ↑  August Beck: Franz Friedrich Anton, Herzog von Sachsen-Koburg-Saalfeld. In: Allgemeine Deutsche Biographie (ADB). Band 7, Duncker & Humblot, Leipzig 1877, S. 296 f.
13. ↑  August Beck: Ernst Friedrich, Herzog zu Sachsen-Koburg-Saalfeld. In: Allgemeine Deutsche Biographie (ADB). Band 6, Duncker & Humblot, Leipzig 1877, S. 317.
14. ↑  Heinrich Hahn: Heinrich XXVI. In: Allgemeine Deutsche Biographie (ADB). Band 11, Duncker & Humblot, Leipzig 1880, S. 586.
15. ↑  Hermann Arthur Lier: Ludwig Karl von Schrautenbach. In: Allgemeine Deutsche Biographie (ADB). Band 32, Duncker & Humblot, Leipzig 1891, S. 461.
16. ↑  Georg Brückner: Erdmuthe Dorothea. In: Allgemeine Deutsche Biographie (ADB). Band 6, Duncker & Humblot, Leipzig 1877, S. 193.
17. ↑  Paul Tschackert: Nicolaus Ludwig. In: Allgemeine Deutsche Biographie (ADB). Band 45, Duncker & Humblot, Leipzig 1900, S. 344.
18. ↑  Heinrich Hahn: Heinrich LXIV. In: Allgemeine Deutsche Biographie (ADB). Band 11, Duncker & Humblot, Leipzig 1880, S. 587.
19. ↑  Eduard Jacobs: Eberhard zu Stolberg-Wernigerode. In: Allgemeine Deutsche Biographie (ADB). Band 36, Duncker & Humblot, Leipzig 1893, S. 391.
20. ↑  keine Angabe: Henrich zu Stolberg-Wernigerode. In: Allgemeine Deutsche Biographie (ADB). Band 36, Duncker & Humblot, Leipzig 1893, S. 396.
21. ↑  Karl Schröder: Friedrich Franz II., Großherzog von Mecklenburg-Schwerin. In: Allgemeine Deutsche Biographie (ADB). Band 49, Duncker & Humblot, Leipzig 1904, S. 96–116.
22. ↑  Karl Ernst Hermann Krause: Paul Friedrich von Mecklenburg-Schwerin. In: Allgemeine Deutsche Biographie (ADB). Band 25, Duncker & Humblot, Leipzig 1887, S. 243.
23. ↑  Heinrich Heffter: Heinrich VII. Prinz Reuß-Köstritz. In: Neue Deutsche Biographie (NDB). Band 8, Duncker & Humblot, Berlin 1969, ISBN 3-428-00189-3, S. 387 f. (Digitalisat).
24. ↑  keine Angabe: Otto zu Stolberg-Wernigerode. In: Allgemeine Deutsche Biographie (ADB). Band 54, Duncker & Humblot, Leipzig 1908, S. 551–564.
25. ↑  Hermann Arthur Lier: Johann von Watteville. In: Allgemeine Deutsche Biographie (ADB). Band 41, Duncker & Humblot, Leipzig 1896, S. 255–257.

### BBKL (Biographisch-Bibliographisches Kirchenlexikon)
1. ↑  Klaus-Gunther Wesseling: Wilhelm II. (Deutsches Reich). In: Biographisch-Bibliographisches Kirchenlexikon (BBKL). Band 13, Bautz, Herzberg 1998, ISBN 3-88309-072-7, Sp. 1178–1217 (Artikel/Artikelanfang im Internet-Archive am 2007-06-29).
2. ↑  Barbara Hoffmann: Benigna von Promnitz-Sorau. In: Biographisch-Bibliographisches Kirchenlexikon (BBKL). Band 30, Bautz, Nordhausen 2009, ISBN 978-3-88309-478-6, Sp. 100–105 (Artikel/Artikelanfang im Internet-Archive am 2009-06-05).
3. ↑  Friedrich Wilhelm Bautz: Benigna Marie Reuß von Lobenstein zu Ebersdorf. In: Biographisch-Bibliographisches Kirchenlexikon (BBKL). Band 1, Bautz, Hamm 1975. 2., unveränderte Auflage. Hamm 1990, ISBN 3-88309-013-1, Sp. 499–500 (Artikel/Artikelanfang im Internet-Archive am 2007-06-13).
4. ↑  Claus Bernet: Ludwig Karl von Schrautenbach. In: Biographisch-Bibliographisches Kirchenlexikon (BBKL). Band 29, Bautz, Nordhausen 2008, ISBN 978-3-88309-452-6, Sp. 1304–1306 (Artikel/Artikelanfang im Internet-Archive am 2007-06-29).
5. ↑  Klaus-Gunther Wesseling: Nikolaus Ludwig von Zinzendorf. In: Biographisch-Bibliographisches Kirchenlexikon (BBKL). Band 14, Bautz, Herzberg 1998, ISBN 3-88309-073-5, Sp. 509–547 (Artikel/Artikelanfang im Internet-Archive am 2007-06-07).
6. ↑  Manfred Berger: Eleonore zu Stolberg-Wernigerode. In: Biographisch-Bibliographisches Kirchenlexikon (BBKL). Band 27, Bautz, Nordhausen 2007, ISBN 978-3-88309-393-2, Sp. 360–368 (Artikel/Artikelanfang im Internet-Archive am 2007-06-13).

### Weitere
1. ↑  Greizer Heimatkalender 1998, S. 8.
2. ↑  Thür. Staatsarchiv Greiz, Hausarchiv, Eiserne Truhe: Erhebungsurkunde
3. 1 2 3 4 5 6 7 8 9 10 11 12 13 14 15 16 17 18 19 20 21 22 23 24 25 26 27 28 29 30 31 32 33 34 35 36 37  D.Schwennicke: Europäische Stammtafeln, Neue Folge, Band I.3, Tafel 351, Verlag: Vittorio Klostermann, Frankfurt am Main 2000.
4. 1 2 3 4 5 6 7 8 9 10 11 12 13 14 15  Berthold Schmidt: Die Reußen, Genealogie des Gesamthauses Reuß (Schleiz 1903), Tafel 1
5. 1 2 3 4 5 6 7 8 9  Berthold Schmidt, Arnold von Quedlinburg und die ältesten Nachrichten zur Geschichte des Reußischen Hauses, in: ZVThGA 11 (1882), 401–499 Abhandlung IV. Jena 1883, Verlag von Gustav Fischer
6. ↑  Juliane von Schwarzburg auf berndjosefjansen.de (Seite nicht mehr abrufbar, festgestellt im Februar 2017. Suche in Webarchiven) (Seite nicht mehr abrufbar, festgestellt im Mai 2019. Suche in Webarchiven)
7. 1 2 3 4 5 6 7 8 9 10 11 12 13 14 15 16 17  Dieser Artikel enthält Genealogische Sonderzeichen. Sollten Sie diese nicht sehen können (Quadrate), könnte der Einsatz eines modernen Internetbrowsers wie „Firefox“ und die zusätzliche Installation fehlender Zeichensätze wie DejaVu Sans (TTF)- DejaVu Sans Condensed (TTF) – unifont (Pixel, GNU) hilfreich sein.
8. 1 2 3 4 5 6 7 8 9 10 11 12 13 14 15 16 17 18 19 20 21 22 23 24 25 26 27 28 29 30 31 32 33 34 35 36 37 38  Berthold Schmidt: Die Reußen, Genealogie des Gesamthauses Reuß (Schleiz 1903), Tafel 2
9. 1 2 3 4 5 6 7 8 9 10  D.Schwennicke: Europäische Stammtafeln, Neue Folge, Band I.3, Tafel 352, Verlag: Vittorio Klostermann, Frankfurt am Main 2000.
10. ↑  Gera Chronik Chronik
11. ↑  Albrecht I. von Altenburg Sächsische Biografie
12. 1 2 3 4 5 6 7 8 9 10 11 12 13 14 15 16 17 18 19 20 21 22 23 24 25 26 27 28 29 30 31 32 33 34  D.Schwennicke: Europäische Stammtafeln, Neue Folge, Band I.3, Tafel 353, Verlag: Vittorio Klostermann, Frankfurt am Main 2000.
13. 1 2 3 4 5 6 7 8 9 10 11 12 13 14 15 16 17 18 19 20 21 22 23 24 25 26 27 28  Berthold Schmidt: Die Reußen, Genealogie des Gesamthauses Reuß (Schleiz 1903), Tafel 4
14. ↑  Kurt Hoppstätter, Hans-Walter Herrmann (Hrsg.): Landeskunde des Saarlandes, Band 2: Von der fränkischen Landnahme bis zum Ausbruch der französischen Revolution. S. 284.
15. 1 2 3 4 5 6 7 8 9 10 11 12 13 14 15 16 17 18 19 20 21 22 23 24 25 26 27 28 29 30 31 32 33 34 35 36 37 38 39 40 41 42 43 44 45 46 47 48 49 50 51 52 53 54 55  D.Schwennicke: Europäische Stammtafeln, Neue Folge, Band I.3, Tafel 356, Verlag: Vittorio Klostermann, Frankfurt am Main 2000.
16. 1 2 3 4 5 6 7 8 9 10 11 12 13 14 15 16 17 18 19 20 21 22 23 24 25 26 27 28 29 30 31 32 33 34 35 36 37 38 39 40 41 42 43 44 45 46 47 48 49 50 51  Berthold Schmidt: Die Reußen, Genealogie des Gesamthauses Reuß (Schleiz 1903), Tafel 3
17. ↑  Wolfgang Appell, Genealogisches Magazin mit Datenbank qoqa.de (Memento vom 20. Juli 2009 im Internet Archive), abgerufen am 5. Dezember 2009 – berndjosefjansen.de
18. ↑  Otto von Osterode genealogie-mittelalter
19. 1 2 3 4 5 6  Entgegen anderen Quellen wie: D.Schwennicke: Europäische Stammtafeln, Neue Folge, Band I.3, Tafel 353, Verlag: Vittorio Klostermann, Frankfurt am Main 2000, Berthold Schmidt: Die Reußen, Genealogie des Gesamthauses Reuß (Schleiz 1903), Tafel 4, W.K.v.Isenburg: Europäische Stammtafeln, Band I, Tafel 163. Marburg, 1953 (1965), H.Grote: Stammtafeln. Leipzig, 1877, W.Möller: Stamm-Tafeln westdeutscher Adels-Geschlechter im Mittelalter, Band II, Tafel 50. Darmstadt, 1933 (Degener Verlag, Neustadt Aisch) wird hier, auf Grund der errechneten Geburtsdaten, als Mutter Kunigunde von Lützelstein vermutet und den Einträgen bei familysearch.org gefolgt.
20. ↑  F. H. M. Roelvnik Katharina von Riesenburg (Seite nicht mehr abrufbar, festgestellt im Dezember 2018. Suche in Webarchiven)
21. 1 2 3 4 5 6 7 8 9 10 11 12 13 14 15 16 17 18 19 20 21 22 23  D.Schwennicke: Europäische Stammtafeln, Neue Folge, Band I.3, Tafel 354, Verlag: Vittorio Klostermann, Frankfurt am Main 2000.
22. 1 2 3 4 5 6 7 8 9 10 11 12 13 14 15 16 17 18 19 20 21 22 23 24  Berthold Schmidt: Die Reußen, Genealogie des Gesamthauses Reuß (Schleiz 1903), Tafel 5
23. ↑  Anna von Anhalt-Zerbst MedLands uni-erlangen.de
24. ↑  Anna von Bünau worldroots.com Descendants of Heinrich I von Weida (Memento vom 14. August 2007 im Internet Archive)
25. ↑  Katharina Swihowsky von Riesenburg uni-erlangen.de
26. 1 2  Allgemeine Encyclopädie der Wissenschaften und Künste in alphabetischer Folge. Veröffentlicht von J. f. Gleditsch, 1828 books.google.de Seite 348 ff.
27. ↑  Wittenberger Gelehrtenstammbuch (PDF; 3,8 MB) Das Stammbuch von Abraham Ulrich (1549–1577) und David Ulrich (1580–1623), hrsg. vom Deutschen Historischen Museum Berlin. Bearb. von Wolfgang Klose. Unter Mitw. von: Wolfgang Harms, Chris L. Heesakkers, Rolf Max Kully. Halle: Mitteldt. Verlag, 1999, ISBN 3-932776-76-3.
28. ↑  Friedrich von Bülau: Geheime Geschichten und rätselhafte Menschen, Band 4 im Projekt Gutenberg-DE
29. ↑  Eintrag gem. Berthold Schmidt: Die Reußen, Genealogie des Gesamthauses Reuß (Schleiz 1903), Tafel 5, 11 und uni-erlangen, kein Eintrag bei D.Schwennicke: Europäische Stammtafeln, Neue Folge, Band I.3, Tafel 354, Verlag: Vittorio Klostermann, Frankfurt am Main 2000.
30. ↑  Eintrag gem. D.Schwennicke: Europäische Stammtafeln, Neue Folge, Band I.3, Tafel 354, Verlag: Vittorio Klostermann, Frankfurt am Main 2000, kein Eintrag bei Berthold Schmidt: Die Reußen, Genealogie des Gesamthauses Reuß (Schleiz 1903), Tafel 5 und uni-erlangen
31. ↑  Tochter von Heinrich III. von Plauen Personensuche Vorname: Heinrich III. Nachname: Plauen Tod: 1347 suchen, aus W.K.v.Isenburg: Europäische Stammtafeln, Band I, Tafel 165. Marburg, 1953 (1965)
32. 1 2 3 4 5 6 7 8 9 10 11 12 13 14 15 16 17 18 19 20 21 22 23 24 25 26 27 28 29 30 31 32 33 34 35 36 37 38 39 40 41 42 43 44 45 46 47 48 49  D.Schwennicke: Europäische Stammtafeln, Neue Folge, Band I.3, Tafel 355, Verlag: Vittorio Klostermann, Frankfurt am Main 2000.
33. 1 2 3 4 5 6 7 8 9 10 11 12 13 14 15 16 17 18 19 20 21 22 23 24 25 26 27 28 29 30 31 32 33 34 35 36 37 38 39 40 41 42 43 44 45 46 47 48 49 50 51 52 53 54 55  Berthold Schmidt: Die Reußen, Genealogie des Gesamthauses Reuß (Schleiz 1903), Tafel 6
34. ↑  Erzählende genealogische Stammtafeln zur europäischen Geschichte I/1, Band 2. Deutsche Fürstenhäuser Teilbd. 2 – 1992 Autor: Thiele, Andreas – Publication: R. G. Fischer Verlag, Frankfurt am Main, 3. Auflage. 1997, ISBN 3-89501-023-5, Seite: 558
35. ↑  Vorfahren des Tile von Damm, Genealogie um die Familie von Damm in Braunschweig, Band 7 – Die Masse der Dynasten Seite: 304
36. 1 2 3 4 5 6 7 8 9 10 11 12 13 14 15 16 17 18 19 20 21 22 23 24 25 26 27 28 29 30 31 32 33 34 35 36 37 38 39 40 41 42 43 44 45  D.Schwennicke: Europäische Stammtafeln, Neue Folge, Band I.3, Tafel 357, Verlag: Vittorio Klostermann, Frankfurt am Main 2000.
37. 1 2 3 4 5 6 7 8 9 10 11 12 13 14 15 16 17 18 19 20 21 22 23 24 25 26 27 28 29 30 31 32 33 34 35 36 37 38 39 40 41 42 43 44 45  Berthold Schmidt: Die Reußen, Genealogie des Gesamthauses Reuß (Schleiz 1903), Tafel 7
38. 1 2 3 4 5 6 7 8 9 10 11 12 13 14 15 16 17 18 19 20 21 22 23 24 25 26 27 28 29 30 31 32 33 34 35 36 37 38 39 40 41  D.Schwennicke: Europäische Stammtafeln, Neue Folge, Band I.3, Tafel 361, Verlag: Vittorio Klostermann, Frankfurt am Main 2000.
39. 1 2 3 4 5 6 7 8 9 10 11 12 13 14 15 16 17 18 19 20 21 22 23 24 25 26 27 28 29 30 31 32 33 34 35 36 37 38 39 40 41 42 43 44  Berthold Schmidt: Die Reußen, Genealogie des Gesamthauses Reuß (Schleiz 1903), Tafel 11
40. 1 2 3 4 5 6 7 8 9 10 11 12 13 14 15 16 17 18 19 20 21 22 23 24 25 26 27 28 29 30 31 32  Berthold Schmidt: Die Reußen, Genealogie des Gesamthauses Reuß (Schleiz 1903), Tafel 9
41. 1 2 3 4 5 6 7 8 9 10 11 12 13 14 15 16 17 18 19 20 21 22 23 24 25 26 27 28 29 30 31 32 33  D.Schwennicke: Europäische Stammtafeln, Neue Folge, Band I.3, Tafel 359, Verlag: Vittorio Klostermann, Frankfurt am Main 2000.
42. ↑  Bertold Schmidt – Die Reußen, Genealogie des Gesamthauses Reuß (Schleiz 1903), Tafel 9, 2. / 17, 1. und Nachtrag Tafel 9
43. 1 2 3 4 5 6 7 8 9 10 11 12 13 14 15 16 17 18 19 20 21 22 23 24 25 26 27 28  Berthold Schmidt: Die Reußen, Genealogie des Gesamthauses Reuß (Schleiz 1903), Tafel 10
44. 1 2 3 4 5 6 7 8 9 10 11 12 13 14 15 16 17 18 19 20 21 22 23 24 25 26 27 28 29 30 31  D.Schwennicke: Europäische Stammtafeln, Neue Folge, Band I.3, Tafel 360, Verlag: Vittorio Klostermann, Frankfurt am Main 2000.
45. 1 2 3 4  M.Huberty, A.Giraud, F.Magdelaine, B.Magdeleine: L'Allemagne Dynastique. Vol.1. Le Perreux-sur-Marne Giraud, 1976–1985.
46. 1 2 3 4 5 6 7 8 9 10 11 12 13 14 15 16 17 18 19 20  D.Schwennicke: Europäische Stammtafeln, Neue Folge, Band I.3, Tafel 371a, Verlag: Vittorio Klostermann, Frankfurt am Main 2000.
47. 1 2 3 4 5 6 7 8 9 10 11 12 13 14 15 16 17 18 19 20 21 22 23 24 25 26 27  Berthold Schmidt: Die Reußen, Genealogie des Gesamthauses Reuß (Schleiz 1903), Tafel 8
48. 1 2 3 4 5 6 7 8 9 10 11 12 13 14 15 16 17 18 19 20 21 22 23 24 25 26 27  D.Schwennicke: Europäische Stammtafeln, Neue Folge, Band I.3, Tafel 358, Verlag: Vittorio Klostermann, Frankfurt am Main 2000.
49. 1 2  Allgemeine Encyclopädie der Wissenschaften und Künste in alphabetischer Folge. Veröffentlicht von J. f. Gleditsch, 1828 books.google.de Seite 108
50. ↑  Berthold Schmidt: Die Reußen, Genealogie des Gesamthauses Reuß (Schleiz 1903), Tafel 8, 27 – kein Eintrag bei D.Schwennicke: Europäische Stammtafeln, Neue Folge, Band I.3, Tafel 358
51. ↑  Das Vogtland und die Vögte Voigte.pdf (Seite nicht mehr abrufbar, festgestellt im Dezember 2018. Suche in Webarchiven) Ein Vortrag, gehalten vom Bundestagsabgeordneten und Historiker Herrn Arnold Vaatz am 7. Januar 2009 in Plauen
52. 1 2 3 4 5 6 7 8 9 10 11 12 13 14 15 16 17 18 19 20 21 22 23 24 25 26 27 28 29  D.Schwennicke: Europäische Stammtafeln, Neue Folge, Band I.3, Tafel 362, Verlag: Vittorio Klostermann, Frankfurt am Main 2000.
53. 1 2 3 4 5 6 7 8 9 10 11 12 13 14 15 16 17 18 19 20 21 22 23 24 25 26 27 28 29 30 31 32 33 34 35 36 37 38 39 40 41 42 43 44 45 46 47 48 49 50 51  Berthold Schmidt: Die Reußen, Genealogie des Gesamthauses Reuß (Schleiz 1903), Tafel 12
54. 1 2 3 4 5 6 7 8 9 10 11 12 13 14 15 16 17 18 19 20 21 22 23 24  D.Schwennicke: Europäische Stammtafeln, Neue Folge, Band I.3, Tafel 363, Verlag: Vittorio Klostermann, Frankfurt am Main 2000.
55. ↑  Sterbeort Heinrich LXII. bei V. Reinhardt: Die großen Familien Italiens. Kröner Verlag, Stuttgart, 1992, ISBN 3-520-48501-X und Legl, Frank, Studien zur Geschichte der Grafen von Dagsburg-Egisheim (Veröffentlichungen der Kommission für Saarländische Landesgeschichte und Volksforschung, Band 31), Saarbrücken: SDV Saarbrücker Druckerei und Verlag 1998, ISBN 3-930843-36-6.
56. ↑  Fürstliche Gruft der Bergkirche Schleiz, Sarg Nr. 30 Bergkirche-Schleiz
57. ↑  Ernst Barlach Das Grabmal Reuß (Memento vom 29. Mai 2014 im Internet Archive)
58. ↑  Heinrich XLV Prinz Reuss zu Schleiz auf thepeerage.com, abgerufen am 12. August 2015.
59. ↑  Heinrich XLV. Württemberg Royal Family (Memento vom 22. Juli 2012 im Webarchiv archive.today)
60. 1 2 3 4 5 6 7 8 9 10 11 12 13 14 15 16 17 18 19 20 21 22 23 24 25 26 27 28 29 30 31 32 33 34 35 36 37 38 39 40 41  D.Schwennicke: Europäische Stammtafeln, Neue Folge, Band I.3, Tafel 364, Verlag: Vittorio Klostermann, Frankfurt am Main 2000.
61. 1 2 3 4 5 6 7 8 9 10 11 12 13 14 15 16 17 18 19 20 21 22 23 24 25 26 27 28 29 30 31 32 33  Berthold Schmidt: Die Reußen, Genealogie des Gesamthauses Reuß (Schleiz 1903), Tafel 13
62. 1 2 3 4 5 6 7 8 9 10 11 12 13 14 15 16 17 18 19 20 21 22 23 24 25 26 27 28 29 30 31 32 33 34 35 36 37 38 39 40 41 42 43 44 45 46 47 48 49 50 51 52 53 54 55 56 57 58 59 60  D.Schwennicke: Europäische Stammtafeln, Neue Folge, Band I.3, Tafel 369, Verlag: Vittorio Klostermann, Frankfurt am Main 2000.
63. 1 2 3 4 5 6 7 8 9 10 11 12 13 14 15 16 17 18 19 20 21 22 23 24 25 26 27 28 29 30 31 32 33 34 35 36 37 38 39 40 41 42 43 44 45 46 47 48  Berthold Schmidt: Die Reußen, Genealogie des Gesamthauses Reuß (Schleiz 1903), Tafel 17
64. ↑  Landesarchiv Baden-Württemberg, Abt. Staatsarchiv Wertheim – Bestand A- 52 I: Ältere Druckschriften – Nr. 6. 1716–1725 Nr. 969 Schreiben von Ernst Ludwig Herzog zu Sachsen vom 3. Mai 1720 siehe auch Archiv für die Herzogl. S. Meiningischen Lande Chronik der Stadt Meiningen von 1676 bis 1834, Band 1–2 uni-erlangen.de (Seite nicht mehr abrufbar, festgestellt im Dezember 2018. Suche in Webarchiven)
65. 1 2 3 4 5 6 7 8 9 10 11 12 13 14 15  Berthold Schmidt: Die Reußen, Genealogie des Gesamthauses Reuß (Schleiz 1903), Tafel 18
66. 1 2 3 4 5 6 7 8 9 10 11 12 13 14 15 16 17 18 19 20 21 22 23 24 25 26 27 28 29 30 31 32  D.Schwennicke: Europäische Stammtafeln, Neue Folge, Band I.3, Tafel 370, Verlag: Vittorio Klostermann, Frankfurt am Main 2000.
67. 1 2 3 4 5 6 7 8 9 10 11 12 13 14 15 16 17 18 19 20 21 22 23 24 25 26 27 28 29 30 31 32  Berthold Schmidt: Die Reußen, Genealogie des Gesamthauses Reuß (Schleiz 1903), Tafel 19
68. ↑  Alan Freer: Rutland 7 William the Conqueror Database
69. ↑  Traugott Richter: Chronik der Stadt und Parochie Reichenbach O./L Herausgegeben von Bürgermeister Richter, Books on Demand GmbH, Norderstedt, Februar 2005, ISBN 3-8334-2448-6, S. 39 ff.
70. 1 2 3 4 5 6 7 8 9 10 11 12 13 14 15 16 17 18 19 20 21 22 23 24 25 26 27 28 29 30 31 32 33 34 35 36 37 38 39 40 41 42 43 44 45 46 47  Berthold Schmidt: Die Reußen, Genealogie des Gesamthauses Reuß (Schleiz 1903), Tafel 14
71. ↑  ahnenreich.de Vorfahrenliste von Marion Hedda Ilse von Dönhoff
72. 1 2 3 4 5 6 7 8 9 10 11 12 13 14 15 16 17 18 19 20 21 22 23 24 25 26 27 28 29 30 31 32 33 34 35 36 37 38 39 40 41 42 43 44 45 46 47 48  D.Schwennicke: Europäische Stammtafeln, Neue Folge, Band I.3, Tafel 365, Verlag: Vittorio Klostermann, Frankfurt am Main 2000.
73. ↑  Carolath-Beuthen/Schoenaich-Carolath Stammliste
74. 1 2 3 4 5 6 7 8 9 10 11 12 13 14 15 16 17 18 19 20 21 22 23 24 25 26 27 28 29 30 31 32 33 34 35 36 37 38 39  Berthold Schmidt: Die Reußen, Genealogie des Gesamthauses Reuß (Schleiz 1903), Tafel 15
75. 1 2 3 4 5 6 7 8 9 10 11 12 13 14 15 16 17 18 19 20 21 22 23 24 25 26 27 28 29 30 31 32 33 34 35 36 37 38 39 40 41 42 43 44 45 46 47 48 49 50 51 52  The Almanach de Saxe Gotha (2009) The Almanach de Gotha 2009 Volume II, Souvereign Houses V, Part 3a: Köstritz
76. 1 2 3 4 5 6 7 8 9 10 11 12 13 14 15 16 17 18 19 20 21 22 23  Tradition und Leben e. V. Arbeitsgemeinschaft zur Förderung des monarchischen Gedankens: Almanach Auszug Abteilung I. Regierende und vormals regierende Häuser als PDF-Datei (nur für den privaten Gebrauch). Köln 2004 (promonarchie.de [PDF]).
77. ↑  Ostthüringer Zeitung, abgerufen am 30. Juni 2012.
78. ↑  Heinrich XIV. Prinz Reuß nimmt seinen Hauptwohnsitz in Bad Köstritz welt.de
79. ↑  angelfire.com Reuss
80. ↑  Österreich Journal Ausgabe Nr. 293 vom 20. Oktober 2003
81. ↑  Genealogy of the Royal Family of Belgium geocities.com (Memento vom 29. Juli 2009 im Internet Archive)
82. ↑  Gräbernachweis des Volksbundes
Deutsche Kriegsgräberfürsorge e. V. Prinz Heinrich VI. Reuß
83. ↑  The Descendants of Luise, Princess Reuss-Greiz angelfire.com (Memento vom 14. August 2009 im Internet Archive)
84. ↑  Bayerische Akademie der Wissenschaften Kurz notiert Medaille bene merenti
85. ↑  telegraph.co.uk Rev. Peter Coleman
86. 1 2 3 4 5 6 7 8 9 10 11 12 13 14 15 16 17 18 19 20 21 22 23 24 25 26 27 28 29 30 31 32 33 34 35 36 37 38 39 40 41 42 43 44 45  D.Schwennicke: Europäische Stammtafeln, Neue Folge, Band I.3, Tafel 366, Verlag: Vittorio Klostermann, Frankfurt am Main 2000.
87. 1 2  Hamburger Abendblatt Nr. 5 vom 7. Januar 1994, S. 9 (Seite nicht mehr abrufbar, festgestellt im Dezember 2018. Suche in Webarchiven)
88. ↑  Jamesville, New York, per Richard Jay Hutto, Crowning Glory: American Wives of Princes and Dukes, Henchard Press, Ltd., Macon, Georgia, 2007, ISBN 978-0-9725951-7-9, S. 273. Allene Tew (Seite nicht mehr abrufbar, festgestellt im Dezember 2018. Suche in Webarchiven)
89. ↑  Heinrich V. Prinz Reuß Internationales Biographisches Archiv 06/1981 vom 26. Januar 1981, im Munzinger-Archiv (Artikelanfang frei abrufbar)
90. ↑  Hamburger Abendblatt Nr. 253 vom 29. Oktober 1980, S. 47 Prinz Reuss gestorben (Memento vom 28. Juli 2014 im Internet Archive)
91. ↑  Hamburger Abendblatt Nr. 44 vom 21. Februar 1991, S. 4 (PDF (Seite nicht mehr abrufbar, festgestellt im Dezember 2018. Suche in Webarchiven))
92. ↑  Erbach – Section 2: Erbach-Erbach angelfire.com
93. ↑  Traueranzeige Harald Freiherr von Elmendorff in Rheinische Post, Ausgabe: Düsseldorf 7. April 2012, abgerufen am 10. März 2015.
94. 1 2 3 4 5 6 7  Descendants of Heinrich I von Weida (-1193) gen. 20–23 brigittegastelancestry.com
95. ↑  Descendants of Heinrich I von Weida (-1193) gen. 18–19 brigittegastelancestry.com
96. ↑  Descendants of Graf von Wallmoden-Gimborn angelfire.com (Seite nicht mehr abrufbar, festgestellt im Dezember 2018. Suche in Webarchiven)
97. ↑  berliner-zeitung Heinrich XIII. Prinz Reuß, Erbe einer 700jährigen Fürstentradition, will Geras Jugendstil-Theater und einiges mehr zurückbekommen: „Ein bißchen mitreden möchten wir schon“
98. 1 2  Descendants of Catherine II “the Great”, gen 7–1 to 7–24 of 10
Descendants of Catherine II (Seite nicht mehr abrufbar, festgestellt im Februar 2017. Suche in Webarchiven)
99. ↑  Axel Vilhelm de Scheel roskildehistorie.dk
100. ↑  Seilern Family Seilern Family PhpGedView (Memento vom 2. Februar 2009 im Internet Archive)
101. ↑  Bruce Thompson angelfire.com (Memento vom 6. März 2007 im Internet Archive)
102. 1 2 3 4  The Descendants of Charlotte, Duchess of Brunswick angelfire.com (Memento vom 18. Juli 2009 im Internet Archive)
103. ↑  Trauer um IKH Magdalene Prinzessin Hubertus von Preußen Preußen.de (Memento vom 26. Juni 2010 im Internet Archive)
104. ↑  Verlustliste Nr. 41 ancestry.de Deutsche Verluste im Deutsch-Französischen Krieg, 1870–1871 [Datenbank online]. Provo, UT, USA: The Generations Network, Inc., 2008. Ursprüngliche Daten: Königliche Geheime Oberhofbuchdruckerei (Hrsg.). Deutsch-französischer Krieg, 1870–71, Verlust-Liste. Berlin: 1870–1871. Gebundene Zusammenfassung der fast täglich während des Krieges herausgegebenen Verlustlisten. Spezialbibliothek des Niedersächsischen Landesvereins für Familienkunde e. V., M 0054.
105. 1 2 3 4 5 6 7 8 9 10 11 12 13 14 15 16 17 18 19 20 21 22 23 24 25 26 27 28 29 30 31 32 33 34 35 36 37 38 39 40 41 42 43  D.Schwennicke: Europäische Stammtafeln, Neue Folge, Band I.3, Tafel 367, Verlag: Vittorio Klostermann, Frankfurt am Main 2000.
106. ↑  Verein für Computergenealogie gedbas.de
107. ↑  Hamburger Abendblatt vom 3. Februar 2003 Die malerische Welt der Prinzessin – Marina Prinzessin Reuss aus Winterhude hat ihre Berufung zum Beruf gemacht.
108. ↑  Haus Wiesenburg Wiesenburg (Mark)/Haus Wiesenburg
109. ↑  Vuosikerta – Årgång 6 (1935), N:o 4, Durchman, Osmo, Ätten Horns ättlingar inom furstehus. (S. 125–156) genealogia.fi (Memento vom 27. Dezember 2010 im Internet Archive)
110. ↑  Register till dödannonser i Svenska Dagbladet 1999 Svenska Dagbladet 1999
111. 1 2 3 4 5 6 7 8 9 10 11 12 13 14 15 16 17 18 19 20 21 22 23 24 25 26  D.Schwennicke: Europäische Stammtafeln, Neue Folge, Band I.3, Tafel 368, Verlag: Vittorio Klostermann, Frankfurt am Main 2000.
112. 1 2 3 4 5 6 7 8 9 10 11 12 13 14 15 16  Berthold Schmidt: Die Reußen, Genealogie des Gesamthauses Reuß (Schleiz 1903), Tafel 16
113. ↑  Descendants of Heinrich I von Weida (-1193) gen. 15–16 brigittegastelancestry.com
114. 1 2 3 4 5 6 7 8 9 10  Paul Theroff's Royal Genealogy Reuss
115. ↑  Traueranzeige Jutta Müller in FAZ, Ausgabe: 5. August 2022, abgerufen am 16. Oktober 2024.
116. ↑  Geneall: Heinrich I, Prinz Reuss, *2003 .
117. ↑  Heiko Klatt (www.ahnenforschung-klatt.de) Denkmalprojekt